# 문재인 정부
문재인 정부(文在寅政府, 2017년 ~ 2022년)는 대한민국 제6공화국의 일곱 번째 대한민국 정부이다. 임기는 2017년 5월 10일부터 2022년 5월 9일까지였다. 박근혜 대통령 탄핵 인용 후, 2017년 5월 9일에 치러진 대한민국 제19대 대통령 선거에서 문재인이 제19대 대통령으로 당선되면서 이전 정부들과 달리 대한민국 대통령직인수위원회 설치 없이 선거 결과 확정 직후인 5월 10일에 출범했다. 문재인 정부는 2022년 5월 9일 자정에 맞춰 임기가 만료되었다.

## 명칭
문재인은 선거 기간에 자신이 당선되면 새 정부 이름을 '더불어민주당 정부'로 명명하겠다고 여러 번 강조하였다. 하지만 취임 이후 말을 바꿔 5·18 광주 민주화 운동 37주년 기념식에서 '문재인 정부'라는 명칭을 썼으며, 청와대도 정부 명칭을 별도로 붙일 계획이 없다고 밝혔다. 청와대 관계자는 "기념사에서 '정부는'이라고 하는 것보다 '문재인 정부는'이라고 하는 게 기념식을 보고 있는 국민에게 자신의 의지를 잘 보여줄 수 있기 때문"에 해당 명칭을 사용한 것이었다고 밝히면서 "더불어민주당 정부라고 불러도 되고, 오늘처럼 문재인 정부라고 표현할 수도 있고, 보도에 자율적·실용적으로 사용하면 된다."고 밝힘으로써, 확정된 공식 명칭은 사실상 없음을 확인했다.

## 취임식과 정권 인수인계
「공직선거법」 제14조 1항에 의거하여 문재인 대통령의 임기는 중앙선거관리위원회 위원들이 전체회의를 열어 개표 상황을 확인한 뒤 대통령 당선을 확인함으로써 시작했다. 이후 국립서울현충원을 참배하고 국회에서 당선증을 수령한 뒤 12시에 국회 로텐더홀에서 약식으로 취임식을 진행했다. 행사 명칭은 기존과 달리 '제19대 대통령 취임식'이 아닌 '제19대 대통령 취임선서 및 국민께 드리는 말씀'이었던 만큼 취임선서와 취임사를 중심으로 간략하게 진행했다. 군악의장대의 예포 발사와 보신각 타종 등의 의례가 생략되었고 초청 대상도 300여 명으로 축소했으며 25분만에 끝냈다. 취임선서를 낭독한 뒤 대국민 담화문에서는 "오늘 대한민국이 다시 시작한다. 나라를 나라답게 만드는 대역사가 시작된다"며 "신명을 바쳐 일하겠다"고 밝혔다. 의미로는 한번도 경험하지 않는 나라로 다스리겠다는 의미이다.
한편, 선거 후 곧바로 취임식을 했기에 대통령직인수위원회를 꾸려 정권을 제대로 인수받지 못했기 때문에, 5월 16일 국정기획자문위원회를 설치하여 인수위원회의 역할을 대신하도록 했다. 위원회는 정부의 조직·기능 및 예산 현황의 파악, 정부의 정책기조 설정, 국가 주요정책의 선정 및 그 실행을 위한 중·장기계획의 수립, 대통령의 국정기획에 필요한 사항에 관해 대통령의 자문에 응하는 기구로 김진표를 위원장으로, 장하성 대통령비서실 정책실장·김태년 더불어민주당 정책위의장·홍남기 국무조정실장을 부위원장으로 위촉하여 구성하였다. 24일부터 각 부처의 업무보고가 진행되었으며 7월 15일 활동을 종료하였다. 19일에는 청와대에서 국정과제 보고대회를 통해 '국민의 나라 정의로운 대한민국'이라는 청사진을 담은 문재인 정부의 '국정운영 5개년 계획'을 공개하면서 국가비전·5대 국정목표·20대 국정전략·100대 국정과제를 발표했다. 하지만 세입확충 계획과 지출절감 방안이 구체적이지 않다는 비판이 있었다. 8월 16일에는 60일 간의 활동을 정리하여 2부로 구성된 백서를 발간했다.

### 100대 국정과제
100대 국정과제는 '국민의 나라, 정의로운 대한민국'이라는 국가 비전 아래 국민주권·경제민주주의·복지국가·균형발전·한반도평화번영 등 5개 분야로 세분화된다. 구체적인 100대 국정과제는 다음과 같다.
| - 국민이 주인인 정부(15개) - 전략 1 : 국민주권의 촛불민주주의 실현 - 전략 2 : 소통으로 통합하는 광화문 대통령 - 전략 3 : 투명하고 유능한 정부 - 전략 4 : 권력기관의 민주적 개혁 | - 더불어 잘사는 경제(26개) - 전략 1 : 소득 주도 성장을 위한 일자리경제 - 전략 2 : 활력이 넘치는 공정경제 - 전략 3 : 서민과 중산층을 위한 민생경제 - 전략 4 : 과학기술 발전이 선도하는 4차 산업혁명 - 전략 5 : 중소벤처가 주도하는 창업과 혁신성장 | - 내 삶을 책임지는 국가(32개) - 전략 1 : 모두가 누리는 포용적 복지국가 - 전략 2 : 국가가 책임지는 보육과 교육 - 전략 3 : 국민안전과 생명을 지키는 안심사회 - 전략 4 : 노동존중, 성평등을 포함한 차별 없는 공정사회 - 전략 5 : 자유와 창의가 넘치는 문화국가 | - 고르게 발전하는 지역(11개) - 전략 1 : 풀뿌리 민주주의를 실현하는 자치분권 - 전략 2 : 골고루 잘사는 균형발전 - 전략 3 : 사람이 돌아오는 농산어촌 | - 평화와 번영의 한반도(16개) - 전략 1 : 강한 안보와 책임국방 - 전략 2 : 남북 간 화해협력과 한반도 비핵화 - 전략 3 : 국제협력을 주도하는 당당한 외교 |

## 내각 구성원 명단
- 문재인 정부 하에서 임명된 사람만 나열함.
- 기울임 글씨 : (직무대행)

| 직책                          | 성명   | 임기                                           |
| ----------------------------- | ------ | ---------------------------------------------- |
| 대통령                        | 문재인 | 2017년 5월 10일 ~ 2022년 5월 9일               |
| 국무총리                      | 유일호 | 2017년 5월 11일 ~ 2017년 5월 31일 (직무대행)   |
| 국무총리                      | 이낙연 | 2017년 5월 31일 ~ 2020년 1월 13일              |
| 국무총리                      | 정세균 | 2020년 1월 14일 ~ 2021년 4월 16일              |
| 국무총리                      | 홍남기 | 2021년 4월 16일 ~ 2021년 5월 13일 (직무대행)   |
| 국무총리                      | 김부겸 | 2021년 5월 14일 ~ 2022년 5월 11일              |
| 국무위원                      |        |                                                |
| 경제부총리 겸 기획재정부 장관 | 김동연 | 2017년 6월 9일 ~ 2018년 12월 10일              |
| 경제부총리 겸 기획재정부 장관 | 홍남기 | 2018년 12월 11일 ~ 2022년 5월 9일              |
| 사회부총리 겸 교육부 장관     | 김상곤 | 2017년 7월 4일 ~ 2018년 10월 2일               |
| 사회부총리 겸 교육부 장관     | 유은혜 | 2018년 10월 2일 ~ 2022년 5월 9일               |
| 과학기술정보통신부 장관       | 유영민 | 2017년 7월 11일 ~ 2019년 9월 8일               |
| 과학기술정보통신부 장관       | 최기영 | 2019년 9월 9일 ~ 2021년 5월 13일               |
| 과학기술정보통신부 장관       | 임혜숙 | 2021년 5월 14일 ~ 2022년 5월 9일               |
| 외교부 장관                   | 강경화 | 2017년 6월 18일 ~ 2021년 2월 9일               |
| 외교부 장관                   | 정의용 | 2021년 2월 9일 ~ 2022년 5월 11일               |
| 통일부 장관                   | 조명균 | 2017년 7월 3일 ~ 2019년 4월 8일                |
| 통일부 장관                   | 김연철 | 2019년 4월 8일 ~ 2020년 6월 19일               |
| 통일부 장관                   | 서호   | 2020년 6월 19일 ~ 2020년 7월 27일 (직무대행)   |
| 통일부 장관                   | 이인영 | 2020년 7월 27일 ~ 2022년 5월 9일               |
| 법무부 장관                   | 박상기 | 2017년 7월 19일 ~ 2019년 9월 8일               |
| 법무부 장관                   | 조국   | 2019년 9월 9일 ~ 2019년 10월 14일              |
| 법무부 장관                   | 김오수 | 2019년 10월 14일 ~ 2020년 1월 1일 (직무대행)   |
| 법무부 장관                   | 추미애 | 2020년 1월 2일 ~ 2021년 1월 27일               |
| 법무부 장관                   | 박범계 | 2021년 1월 28일 ~ 2022년 5월 9일               |
| 국방부 장관                   | 송영무 | 2017년 7월 13일 ~ 2018년 9월 21일              |
| 국방부 장관                   | 정경두 | 2018년 9월 21일 ~ 2020년 9월 18일              |
| 국방부 장관                   | 서욱   | 2020년 9월 18일 ~ 2022년 5월 11일              |
| 행정안전부 장관               | 김부겸 | 2017년 6월 16일 ~ 2019년 4월 5일               |
| 행정안전부 장관               | 진영   | 2019년 4월 6일 ~ 2020년 12월 23일              |
| 행정안전부 장관               | 전해철 | 2020년 12월 24일 ~ 2022년 5월 11일             |
| 문화체육관광부 장관           | 도종환 | 2017년 6월 16일 ~ 2019년 4월 2일               |
| 문화체육관광부 장관           | 박양우 | 2019년 4월 3일 ~ 2021년 2월 10일               |
| 문화체육관광부 장관           | 황희   | 2021년 2월 11일 ~ 2022년 5월 10일              |
| 농림축산식품부 장관           | 김영록 | 2017년 7월 3일 ~ 2018년 3월 15일               |
| 농림축산식품부 장관           | 김현수 | 2018년 3월 16일 ~ 2018년 8월 8일 (직무대행)    |
| 농림축산식품부 장관           | 이개호 | 2018년 8월 9일 ~ 2019년 8월 30일               |
| 농림축산식품부 장관           | 김현수 | 2019년 8월 31일 ~ 2022년 5월 9일               |
| 산업통상자원부 장관           | 백운규 | 2017년 7월 22일 ~ 2018년 9월 21일              |
| 산업통상자원부 장관           | 성윤모 | 2018년 9월 21일 ~ 2021년 5월 6일               |
| 산업통상자원부 장관           | 문승욱 | 2021년 5월 6일 ~ 2022년 5월 12일               |
| 보건복지부 장관               | 박능후 | 2017년 7월 22일 ~ 2020년 12월 23일             |
| 보건복지부 장관               | 권덕철 | 2020년 12월 24일 ~ 2022년 5월 25일             |
| 환경부 장관                   | 김은경 | 2017년 7월 4일 ~ 2018년 11월 9일               |
| 환경부 장관                   | 조명래 | 2018년 11월 10일 ~ 2021년 1월 21일             |
| 환경부 장관                   | 한정애 | 2021년 1월 22일 ~ 2022년 5월 9일               |
| 고용노동부 장관               | 김영주 | 2017년 8월 14일 ~ 2018년 9월 21일              |
| 고용노동부 장관               | 이재갑 | 2018년 9월 21일 ~ 2021년 5월 6일               |
| 고용노동부 장관               | 안경덕 | 2021년 5월 6일 ~ 2022년 5월 9일                |
| 여성가족부 장관               | 정현백 | 2017년 7월 7일 ~ 2018년 9월 21일               |
| 여성가족부 장관               | 진선미 | 2018년 9월 21일 ~ 2019년 9월 9일               |
| 여성가족부 장관               | 이정옥 | 2019년 9월 9일 ~ 2020년 12월 27일              |
| 여성가족부 장관               | 정영애 | 2020년 12월 28일 ~ 2022년 5월 10일             |
| 국토교통부 장관               | 김현미 | 2017년 6월 21일 ~ 2020년 12월 28일             |
| 국토교통부 장관               | 변창흠 | 2020년 12월 29일 ~ 2021년 4월 16일             |
| 국토교통부 장관               | 윤성원 | 2021년 4월 17일 ~ 2021년 5월 14일 (직무대행)   |
| 국토교통부 장관               | 노형욱 | 2021년 5월 14일 ~ 2022년 5월 13일              |
| 해양수산부 장관               | 김영춘 | 2017년 6월 16일 ~ 2019년 4월 2일               |
| 해양수산부 장관               | 문성혁 | 2019년 4월 3일 ~ 2022년 5월 10일               |
| 중소벤처기업부 장관           | 홍종학 | 2017년 11월 21일 ~ 2019년 4월 8일              |
| 중소벤처기업부 장관           | 박영선 | 2019년 4월 8일 ~ 2021년 1월 20일               |
| 중소벤처기업부 장관           | 강성천 | 2021년 1월 20일 ~ 2021년 2월 4일 (직무대행)    |
| 중소벤처기업부 장관           | 권칠승 | 2021년 2월 5일 ~ 2022년 5월 12일               |
| 기타 장관급 중앙행정기관장    |        |                                                |
| 국가정보원장                  | 서훈   | 2017년 6월 1일 ~ 2020년 7월 2일                |
| 국가정보원장                  | 최용환 | 2020년 7월 2일 ~ 2020년 7월 28일 (직무대행)    |
| 국가정보원장                  | 박지원 | 2020년 7월 29일 ~ 2022년 5월 11일              |
| 대통령비서실장                | 임종석 | 2017년 5월 10일 ~ 2019년 1월 8일               |
| 대통령비서실장                | 노영민 | 2019년 1월 9일 ~ 2020년 12월 31일              |
| 대통령비서실장                | 유영민 | 2021년 1월 1일 ~ 2022년 5월 9일                |
| 대통령비서실 정책실장         | 장하성 | 2017년 5월 21일 ~ 2018년 11월 9일              |
| 대통령비서실 정책실장         | 김수현 | 2018년 11월 10일 ~ 2019년 6월 21일             |
| 대통령비서실 정책실장         | 김상조 | 2019년 6월 21일 ~ 2021년 3월 29일              |
| 대통령비서실 정책실장         | 이호승 | 2021년 3월 29일 ~ 2022년 5월 9일               |
| 국가안보실장                  | 정의용 | 2017년 5월 21일 ~ 2020년 7월 2일               |
| 국가안보실장                  | 김유근 | 2020년 7월 2일 ~ 2020년 7월 23일 (직무대행)    |
| 국가안보실장                  | 서주석 | 2020년 7월 23일 ~ 2020년 7월 28일 (직무대행)   |
| 국가안보실장                  | 서훈   | 2020년 7월 28일 ~ 2022년 5월 9일               |
| 국무조정실장                  | 홍남기 | 2017년 5월 11일 ~ 2018년 11월 9일              |
| 국무조정실장                  | 노형욱 | 2018년 11월 9일 ~ 2020년 5월 8일               |
| 국무조정실장                  | 구윤철 | 2020년 5월 9일 ~ 2022년 6월 7일                |
| 국가보훈처장                  | 피우진 | 2017년 5월 17일 ~ 2019년 8월 14일              |
| 국가보훈처장                  | 박삼득 | 2019년 8월 14일 ~ 2020년 12월 31일             |
| 국가보훈처장                  | 황기철 | 2020년 12월 31일 ~ 2022년 5월 13일             |
| 검찰총장                      | 문무일 | 2017년 7월 25일 ~ 2019년 7월 24일              |
| 검찰총장                      | 윤석열 | 2019년 7월 25일 ~ 2020년 11월 24일             |
| 검찰총장                      | 조남관 | 2020년 11월 24일 ~ 2020년 12월 1일 (직무대행)  |
| 검찰총장                      | 윤석열 | 2020년 12월 1일 ~ 2020년 12월 16일             |
| 검찰총장                      | 조남관 | 2020년 12월 17일 ~ 2020년 12월 23일 (직무대행) |
| 검찰총장                      | 윤석열 | 2020년 12월 24일 ~ 2021년 3월 4일              |
| 검찰총장                      | 조남관 | 2021년 3월 4일 ~ 2021년 5월 31일 (직무대행)    |
| 검찰총장                      | 김오수 | 2021년 6월 1일 ~ 2022년 5월 6일                |
| 방송통신위원회 위원장         | 이효성 | 2017년 7월 31일 ~ 2019년 9월 8일               |
| 방송통신위원회 위원장         | 한상혁 | 2019년 9월 9일 ~ 2023년 5월 30일               |
| 공정거래위원회 위원장         | 김상조 | 2017년 6월 13일 ~ 2019년 6월 21일              |
| 공정거래위원회 위원장         | 지철호 | 2019년 6월 21일 ~ 2019년 9월 8일 (직무대행)    |
| 공정거래위원회 위원장         | 조성욱 | 2019년 9월 9일 ~ 2022년 9월 16일               |
| 금융위원회 위원장             | 최종구 | 2017년 7월 19일 ~ 2019년 9월 8일               |
| 금융위원회 위원장             | 은성수 | 2019년 9월 9일 ~ 2021년 8월 30일               |
| 금융위원회 위원장             | 고승범 | 2021년 8월 31일 ~ 2022년 7월 5일               |
| 국민권익위원회 위원장         | 박은정 | 2017년 6월 29일 ~ 2020년 6월 28일              |
| 국민권익위원회 위원장         | 전현희 | 2020년 6월 28일 ~ 2023년 6월 27일              |

## 외교
출범 당시 외교에 대한 문재인 정부의 과제로는 미국에 대한 한미 동맹의 강화, 사드 배치 논란과 관련된 중화인민공화국의 경제보복 대응, 일본과 한일 위안부 합의에 있어서 재협상 등이었다. 이에 대비해 문재인은 취임 직후 미국, 중국, 일본 정상과 연쇄 통화를 가진 뒤 미·중·일·러 등 4강 외교에 본격적으로 시동을 걸었다. 17일에는 미국과 일본에 각각 홍석현과 문희상을 파견한 것을 시작으로, 18일 중국에 이해찬을, 22일 러시아에 송영길을 대통령 특사로 파견하였다. 18일과 22일에는 유럽 연합과 동남아시아 3국(필리핀·인도네시아·베트남)에도 조윤제와 박원순을 각각 특사로 파견했다.
하지만 4강 대사에 대해서는 하마평만 무성하고 임명이 오랫동안 지연되었다. 취임 2개월이 지나서도 청와대는 "정부 조각인사가 끝나야 공관장 인사를 진행하는 등 수순이 있다"며 임명 절차만 남겨놓고 있다는 반응만 보였는데 실제로 4강 대사로 내정된 것은 노영민 중국 대사 뿐이었다. 일각에서는 한미 관계의 중요성으로 인해 "주미 대사를 누구로 보낼지 대통령의 고민이 깊은" 것이 원인이라는 얘기도 나왔다. 같은 달 28일 조선민주주의인민공화국이 미사일을 발사하여 도발을 감행하자 외교 현안이 산적한 상황에서 주미 대사를 비롯한 주요국 공관장 인선이 늦어지는 비판의 목소리가 높아졌다. 이후 10월 25일이 되어서야 미국 대사에 조윤제, 일본 대사에 이수훈, 러시아 대사에 우윤근을 정식 임명하고 신임장 수여식을 열면서 본격적인 외교 정상화에 나서게 되었다.

### 한미 관계
9년 만에 진보 정권이 출범하면서 미국 우선주의를 표방하는 트럼프 행정부와의 갈등이 생기지 않을까하는 우려가 우선 제기되었다. 조쉬 로긴 《워싱턴 포스트》 칼럼니스트는 대선 당일 저녁에 "한국은 방금 반미 대통령을 뽑았다"(South Korea just elected an anti-American president)고 썼으며, 《월스트리트 저널》과 《뉴욕 타임스》도 문재인이 "미국에 '노'라고 말할 수 있어야 한다"는 대담집의 발언을 공통적으로 인용했다. 실제로 사드 배치, 통상 정책, 대북 문제 등에서 한미 간 이견이 있는 것이 사실이다. 하지만 한편으로는 두 나라 간 입장 차이가 뚜렷한 만큼 이를 대화의 시작점으로 활용하여 상대를 설득하면 되니 해결 방법은 단조로워졌다는 평가도 있다. 다만, 도널드 트럼프 행정부가 출범한 지 14개월이 지나도록 주한 미국 대사를 임명하지 않아 마크 내퍼가 대리 대사를 계속 수행하고 있는데, 한미 동맹 등 미국과의 외교 관계를 중시하는 한국의 입장에서는 상당한 부담으로 작용하고 있다.
이를 위해 한미 정상회담의 조기 성사가 추진되었다. 가장 중요한 쟁점은 사드 배치에 관한 것이었는데, 6월 9일 정의용 국가안보실장은 "사드는 북한의 점증하는 위협으로부터 한국과 주한미군을 보호하기 위해 결정한 것"이라며 "정권이 교체되었다고 해서 이 결정을 결코 가볍게 여기지 않을 것이며 미국과 계속 긴밀히 협의할 것"이라고 밝히면서 "정부는 한미동맹 차원에서 약속한 내용을 근본적으로 바꾸려는 의도는 없다"고 강조했다. 다만, 민주적·절차적 정당성을 위해 환경영향평가의 필요성도 언급했다. 이에 대해 미국 내에서는 "사드의 완전한 배치와 관련한 어떤 환경적 우려도 신속하고 철저한 검토를 통해 해소되길 바란다"면서도 환경영향평가를 이해하지 못하겠다는 의견이 나오기도 했다. 16일에는 미국을 방문 중인 문정인 통일외교안보특별보좌관이 "북한이 핵 미사일 활동을 중단하면 미국의 한반도 전략자산과 한미합동군사훈련을 축소할 수 있다"고 밝히고 학자로서의 견해임을 전제한 뒤 "사드 문제가 해결되지 않으면 한미동맹이 깨진다는 인식이 있는데 그렇다면 그게 무슨 동맹이냐"는 발언을 하였다. 이는 '선 북핵동결, 후 완전한 비핵화'를 주창한 문재인 정부의 공약에서 크게 벗어나지 않지만 한미정상회담을 앞두로 한미 간 이견으로 번지면서 논란을 일으켰다. 이에 국방부는 "학자 개인적 견해임을 전제로 이뤄진 것이기 때문에 정부와 조율된 입장은 아닌 것으로 알고 있다"고 했으며, 청와대도 "문 특보 발언은 개인 아이디어"라며 사전 조율이 없었음을 강조했다. 미국 국무부도 "우리는 이런 시각이 문 특보의 개인적 견해로 한국 정부의 공식적인 정책을 반영한 게 아닐 수 있는 것으로 이해하고 있다"는 반응을 보였다. 이후 20일에는 북한에 1년 5개월가량 억류되어 있다가 해방된 오토 웜비어가 혼수상태로 돌아온 지 일주일 만에 사망하면서 또 다른 문제를 만들었다. 하지만 정상회담을 앞두고 여러 암초로 한미 갈등이 표면화되는 우려에 대해 청와대는 '외교안보라인이 공고하기 때문에 사드 논란은 오해 없이 잘 풀었고, 문 대통령이 북한 인권문제에 대해 단호한 태도를 밝힌 만큼 미국과 불협화음이 생길 여지가 없다'는 입장을 보였다. 다만, 새 정부의 대북접근법이 큰 틀에서 이전 정권에 다를 수 있다는 점은 미국도 인정해야 한다고 덧붙였다.
6월 29일 미국을 공식실무방문하면서 시작된 3박 5일 동안의 한미정상회담은 별다른 성과가 없었다는 평가다. 공동성명에서 사드 문제를 제외하는 등 미국의 이해를 확보하면서 중국과는 대화를 할 수 있는 시간을 벌었으며, 북핵 문제는 대화를 통해 해결할 가능성을 남겨두며 한국의 주도적 역할과 이에 대한 트럼프 대통령의 지지를 이끌어냈다. 통상 문제도 거론되었는데 미국은 한미 FTA가 공정하지 않은 협정이라며 자동차와 철강 분야에서 적자가 많이 발생하고 있다고 주장했으며, 한국은 무역균형이 맞아가고 있다며 FTA 규정이 제대로 지켜지지 않고 있는지를 스터디하고 양국 무역에 미치는 영향을 공동 조사분석할 것을 역제안했다. 또 이와 관련해서는 한국이 미국산 전투기를 구매하면서 미국의 무역역조 문제를 완화하기로 합의했다. 하지만 트럼프 대통령이 정상회담 직후의 언론발표에서 "한미FTA 체결 이후 미국 적자가 110억 달러 이상 늘었다"고 강조하였고 결국 10월에는 재협상에 돌입하는 계기가 되면서 과제도 안게 되었다. 주한 미군과 관련하여 방위비 분담금 문제도 언급되었는데 트럼프가 주장한 무임승차론은 사실이 아니라며 "한국은 미국만큼은 아니지만 GDP 대비 가장높은 국방비를 지출하는 동맹국"임을 강조했다.
11월 7일에 미국 대통령으로서는 25년 만에 트럼프가 한국을 국빈방문하였는데 이는 트럼프 대통령의 첫 아시아 순방에 맞춰 이뤄진 것이다. 트럼프는 첫 일정으로 캠프 험프리스를 방문했으며, 이후 청와대에서 공식 환영식을 열고 정상회담과 뒤이어 만찬을 가졌으며 문화공연을 즐긴 뒤, 다음 날에는 대한민국 국회 본회의장에서 연설을 하였다. 정상회담 중에는 "한국을 건너뛰는 일은 없다"며 당시 논란이 되고 있던 코리아 패싱을 불식시켜 줬으며, 국회 연설에서도 "한국이 신뢰할 수 있는 동맹국이라는 것을 알고 있다"고 발언했다. 특히 미사일 탄두 중량 제한의 완전 폐지도 이끌어냈는데, 이는 한국 정부의 기대를 넘어서는 결과로써 신범철 국립외교원 교수는 "미국의 안보 공약을 받아냈다"고 해석했다. 북한에 대해서도 김정은을 폭군, 독재자로 지칭하며 기존의 태도에 비해 다소 누그러진 협상 제스처를 취하기도 했다. 하지만 반대급부로써 미국 무기를 도입하는 문제와 한미FT 수정협상 등에 대한 압박도 함께 들어왔다. 그 외에도 방위비 분담금 증액 문제와 전시작전권 환수 문제와 같은 과제도 남겨졌다.
2018년 2월에는 북한이 유화적 태도를 보이는 상황에서 올림픽을 개최하면서 미국과의 관계가 다시 중요한 화두로 떠올랐다. 대표단은 마이크 펜스 부통령을 단장으로 하여 에드 로이스 하원 외교위원장, 빈센트 K. 브룩스 주한미군사령관 등이 구성되었다. 하지만 트럼프가 지난 11월 "가족을 포함한" 대표단을 약속했는데 장녀 이방카 트럼프 백악관 고문이 포함되지 않아 논란을 일으켰다. "트럼프 대통령 특유의 말 선물이었다"는 평가와 "최근 빅터 차 대사 내정 철회와 함께 한미 관계에 이상 기류를 보여준 것이 아니냐"는 해석이 나왔는데 갑작스런 북한의 올림픽 참석을 두고 대북 메시지에 혼선을 주지 않기 위한 것이라는 주장도 있다. 이후 이방카는 폐회식에 참석하였는데 NBC와의 인터뷰에서 "북핵·미사일 문제 해결을 위한 한미 양국 정부의 '최대 압박' 노력이 효과를 거뒀다"며 "한국의 대북제재를 위한 노력을 지지한다"고 말했다.
3월에는 방위비분담협상(SMA)이 진행되었다. 2014년에 타결된 제9차 협정이 2018년을 끝으로 마감되기 때문에 2019년 이후분에 대한 타결을 연내에 봐야 하기 때문이다. 9차 협정에서는 약 9,507억 원을 한국측이 부담하기로 했는데 트럼프는 동맹국들의 안보 무임승차론을 제기하면서 왜 100% 부담은 안 되는지를 따졌다. 한국은 집행의 투명성이 떨어진다며 현재의 총액형에서 소요형으로 결정 방식을 바꿀 것을 검토하고 있으며, 남북 관계를 비롯한 동북아 안보 지형에도 신경을 쓰고 있다. 3월 7일 호놀룰루에서 장원삼 외교부 방위비분담 협상 대표와 티모시 베츠 국무부 방위비분담금 협상대표 사이에서 제10차 협정 체결을 위한 1차 고위급 회의가 진행되었는데 액수·유효기간·제도 개선 등 초보적 의견교환이 이루어졌지만 입장 차이만 확인하고 끝났다.
4월에도 협상이 이어져 11일 ~ 12일 제주특별자치도에서 2차 회의가 진행되었다. 트럼프는 줄기차게 언급했던 안보 무임승차론을 제기하면서 전략자산 전개 비용을 한국이 부담해야 한다고 주장했으나 한국은 "방위비분담협정은 어디까지나 주한미군 주둔 비용에 관한 협상"이라고 선을 그었다. 외교부 관계자는 "(1차 회의에 비해) 진전됐다기보다 서로 자신의 주장에 대한 근거나 배경을 깊이있게 얘기했다"고 언급해 아직 이견이 크다는 것을 확인했으며, 배치 비용을 미국이 부담하는 것으로 합의한 사드 문제는 논의되지 않았다. 5월 14일 ~ 15일에는 미국 국무부 청사에서 3차 회의가 열렸다. 전략자산 전개 비용의 한국 부담 요청에 더해 미국은 방위비 분담이 현금 지원에서 현물 중심으로 개선되는 지금의 흐름이 후퇴해선 안 된다는 입장도 덧붙여서 "아직 갈 길이 멀다"는 평가다.

### 한중 관계
2017년은 한중 수교 25주년을 맞이하는 해였지만 사드 배치 논란으로 양국 관계는 급격히 얼어붙었다. 문재인은 사드 배치에 신중한 태도를 보였지만 북한의 지속적인 도발에 대응하기 위해 9월에 임시배치를 완료했다. 이후 10월 31일 양국이 관계 개선에 합의했는데 시의적절한 조치라며 긍정적인 평을 내린 더불어민주당과는 달리 자유한국당과 바른정당은 사드 보복에 대한 최소한의 유감 표명도 받아내지 못한 채 굴욕적인 협상을 벌였다, 특별한 알맹이도 없는 빈껍데기 굴욕외교라고 혹평했다. 실제로 중국은 부지를 제공한 롯데를 비롯하여 이마트 등을 압박하여 이들 기업이 중국 시장에서 철수했으며 현대자동차는 중국 판매 실적이 반토막이 나는 등 막대한 피해를 입었다.
이후 양국 정상은 베트남에서 만났는데 이 자리에서 문재인은 비온 뒤에 땅이 굳는다며 잃어버린 시간을 만회하기 위해 노력할 것을 당부했고 시진핑은 양국이 광범위한 공동의 이익을 갖고 있다며 오늘의 회동은 양국의 협력에 중대한 계기가 될 것으로 믿는다고 했다.
12월 13일에는 한중정상회담이 성사되었다. 사드 배치로 난항을 겪던 두 나라의 관계를 정상화하기 위한 것으로 문재인은 스스로 "양국 관계의 회복은 물론 새로운 시대를 열어 나가기로 합의했다"고 평가했다. 시진핑 주석과의 정상회담에서 협력 분야를 확대하기로 하면서 한반도 전쟁 불가, 한반도 비핵화 원칙, 북핵 문제 평화적 해결, 남북 관계 개선 필요 등 한반도 평화·안정 4가지 원칙도 발표했다. 리커창 총리와는 양국의 경제·무역 부처 간 소통 채널을 재가동하고 중단되었던 양국의 다양한 협력사업을 재개하겠다고 약속하면서 사실상 사드 경제 보복 철회를 공식화하였다.
하지만 중국을 국빈방문한 것치고는 격이 부족하다는 비판도 나왔다. 방중 전에 중국중앙텔레비전이 문재인과의 사전 인터뷰에서 3불 정책에 대한 압박성 질문을 쏟아냈으며, 방문했을 때는 차관보급 인사가 대통령을 영접하면서 홀대 논란까지 일었다. 경제 사절단도 재벌 총수들이 포함된 역대 최대 규모로 구성되었지만 중국 측에서는 기업의 2, 3인자들이 참석해 급이 맞지 않아 실무적인 회담이 진행되지 못했다는 얘기도 나왔다. 심지어 '한중 경제·무역 파트너십' 행사에서는 문재인을 취재하는 청와대 출입 사진기사 2명을 중국 측 경호원들이 과잉 대응하면서 폭행하는 사건이 일어나면서 외교적 결례라는 비판이 나왔다. 사드 언급도 수위가 낮아지긴 했지만 여전히 입장차를 좁히지 못해 공동성명이나 공동 언론 발표문도 채택하지 못하여 관계 복원이 쉽지 않음을 보이기도 했다. 이는 중국이 아직 사드에 대한 앙금이 남아있는 상황에서 한국이 연내 방중을 서두르면서 일어났다는 반응이다.
기업들 역시 관계 회복 기류에도 불구하고 중국을 떠나는 '차이나 엑시트' 분위기가 확산되고 있다. 유통업체를 중심으로 동남아시아 등 새로운 시장을 찾아 떠나는 추세인데 중국을 대신할 시장을 찾는 데 고심하는 중이지만 일방적인 제재와 불매 운동을 겪으면서 취약한 정치 변수로 인해 넥스트 차이나의 필요성을 절실히 느꼈기 때문인 것으로 보인다. 뷰티업계와 식품업계도 고급화·현지화 전략을 통해 동남아 시장 공략에 열중이다.
2018년 3월 30일 시진핑 주석의 특별대표 자격으로 양제츠 외교담당 중국공산당 중앙정치국 위원이 방한하여 문재인을 만났는데 이 자리에서 중국의 단체관광 정상화 등 문재인의 관심사항을 중국도 중요시하고 있다며 빠른 시일 안에 가시적 성과를 보게 될 것이라고 했다. 이는 사드 배치에 대한 경제보복 조치를 사실상 철회한다는 입장으로 받아들여졌다. 하지만 18개월 중단되었던 선양시의 롯데월드 건설도 재개하기로 했는데 노영민 중국 대사가 4월 23일 랴오닝성을 방문하려던 계획이 연기되었다. 이에 롯데월드 건설과 관련해 아직 해결하기에 시간이 필요한데 이 문제를 당장 다루기를 중국이 꺼려한 것이 아니냐는 의견이 제기되었다. 하지만 노영민의 선양시 방문은 2017년 11월에도 예정되어 있었지만 이때도 최소되었었다. 두 차례 모두 납득할 만한 이유를 제시하지도 않았는데 대사관은 "중국은 원래 그렇다"는 반응을 보였으며, 또한 사드 얘기가 국익에 도움이 안 된다며 언론에도 언급을 자제해 달라고 하여 아직 경제보복 해제는 멀었다는 얘기가 나왔다.}}

### 한일 관계
위안부 협상 문제로 한일 관계는 문재인 정부 출범을 전후하여 오랫동안 냉각되어 있었다. 이를 해결하고자 2017년 12월 19일 강경화 외교부 장관이 1박 2일 간의 방일을 하였다. 아베 신조 총리대신과 고노 다로 외무대신을 만난 자리에서 강경화는 "과거사로부터 비롯되는 어려운 문제들이 있지만, 그러한 어려움들은 긴밀한 소통을 통해 지혜롭게 극복해 나가길 희망한다"는 대통령의 메시지를 전달했고 아베는 "한국은 전략적 이익을 공유하는, 일본에 가장 중요한 이웃"이라고 화답했다. 중요 현안으로는 북핵 문제와 함께 위안부 얘기가 다뤄졌는데, 고노 대신은 "한·일 위안부 합의의 착실한 이행이 중요하다"고 강조했고 강 장관은 "(27일 발표되는 TF) 보고서 결과를 그대로 한국 정부의 입장으로 채택하지는 않을 것"이라는 뜻을 전달했다. 이는 아베 총리의 평창 동계올림픽 참석을 요청하면서 한일 관계의 미래를 위해 파국적 결정을 하지 않을 뜻을 내비친 것으로 보인다.
27일 외교부 TF는 2015년의 합의가 한국의 3대 핵심 요구인 일본 정부의 책임 인정·사죄·배상이란 관점에서 보면 이전보다 나아졌다고 볼 수 있는 측면이 있다고 일부 긍정적으로 평가했다. 하지만 오태규 TF 위원장은 "책임은 법적 책임을 달성하지 못했고, 사죄는 기존 수준을 넘지 못했으며, 배상은 일본 정부의 예산을 끌어내기는 했으나 (배상 성격을 명확하게 하지 못하고) 이행조치란 이름에 머물렀다"며 일본의 자발적 움직임으로 한 것이 아니기에 진전으로 평가될 수 있는 부분조차도 의미가 퇴색했다고 밝혔다. 합의 과정에서도 배상 금액 등 위안부 피해자들의 의견을 수렴하지 않고 정부 입장을 위주로 합의를 매듭지었으며, 위안부 협상을 주도한 것은 이병기 당시 비서실장을 비롯한 청와대였음이 드러났다. 또한 불가역적이란 표현을 한국 측에서 '사죄의 불가역성'을 강조하면서 처음 사용했지만 최종 합의에서는 '해결의 불가역성'으로 의미가 바뀌었으며 이러한 '불가역적' 표현과 함께 기림비·성노예·소녀상 언급이 부작용을 불러올 수 있다고 하여 외교부가 수정·삭제를 건의했으나 청와대에서 받아들이지 않았다고도 밝혔다. 다음 날 문재인은 피해자 중심주의 원칙을 강조한 입장문을 내면서 "지난 합의가 양국 정상의 추인을 거쳐 정부 간의 공식적 약속이라는 부담에도 저는 대통령으로서 국민과 함께 이 합의로 위안부 문제가 해결될 수 없다는 점을 다시금 분명히 밝힌다."고 하였다. 다만, "역사는 역사대로 진실과 원칙을 훼손하지 않도 다뤄갈 것"이라며 "동시에 저는 역사문제 해결과는 별도로 한일 간의 미래지향적인 협력을 위해 정상적인 외교관계를 회복해 나갈 것"이라고 강조하며 역사 문제와는 별개로 한일 관계의 발전을 추진할 뜻을 내비쳤다.
2018년 1월 9일에는 강경화가 지난 합의가 진정한 문제 해결은 될 수 없지만 양국 간의 공식합의였다며 재협상 요구를 하지 않는다는 발표를 했다. 이는 북핵 문제 등 한미일 공조를 비롯한 안보적 이유가 우선적으로 작용했다는 분석이지만 파기도 못하고 일본에 실체적인 요구를 하지 않은 채 원점으로 돌아간 것에 불과하다는 비판도 있다. 일본이 화해·치유재단에 출연한 10억 엔(한화 약 107억 원)은 현재 61억 원 정도가 남아있는데 이는 정부 예산으로 10억 엔의 기금을 별도로 만들어 후속 조치를 취하기로 했다. 이에 대해 고노 외무상은 국가와 국가 간 약속은 정권이 바뀌었다 해도 지켜져야 한다는 것이 국제적, 보편적 원칙이라며 한국 정부의 조치를 받아들일 수 없고 항의할 뜻을 내비쳤다. 스가 요시히데 관방장관도 위안부 합의는 최종적이고 불가역적인 것으로 착실한 이행은 한국에 강력히 요구하겠다는 입장을 밝혔다. 《요미우리 신문》은 한국이 지킬 약속은 안 지키고 일본의 양보만 요구한다며 "문재인 정부의 태도는 외교 상식에 어긋날 결례로 양국관계의 파탄으로 이어질 수 있다"고 경고했으며, NHK는 10억 엔을 한국 정부 예산으로 충당하기로 한 것에 대해 의미를 모르겠다며 한국 측 의도가 불명확하다고 보도했다. 《아사히 신문》은 높은 지지율을 보이는 한국 정부가 외교부와 외교관을 불신하고 있다고 주장하며 청와대의 입장과 결론이 서둘렀다고 비판했다. 22일 아베 총리는 시정방침 연설에서 한국에 대한 불편한 심기를 다시 한 번 드러냈는데 '전략적 이익을 공유하는 가장 중요한 이웃'이라는 기존의 표현을 아예 빼버린 것이다. 한편 중일평화우호조약 체결 40주년을 강조하며 중일 관계의 중요성을 부각시켰다.
3·1절 기념식에서 문재인은 일본의 위안부 만행을 반인륜적 인권범죄로, 일본을 가해자로 표현하면서 "가해자인 일본 정부가 '끝났다'라고 말해서는 안 된다"고 강하게 비판하고 "일본은 인류 보편의 양심으로 역사의 진실과 정의를 마주할 수 있어야 한다"고 했다. 이에 일본은 한일 양국은 이미 위안부 문제를 최종적이고 불가역적으로 해결했다면서 "문 대통령의 발언은 한일합의에 반하는 것으로 절대 받아들일 수 없다"고 반발했다. 하지만 일본은 2017년 부산 소녀상 문제 당시 나가미네 야스마사 주한 대사를 소환시키는 강경 조치를 취한 뒤에는 도발적인 액션을 취하지 않고 있다. 이는 한일 간의 공조를 훼손시킬 우려와 함께 남북 대화·북미 대화가 무르익은 상황에서 대북 외교에서 '일본 패싱'이 일어날 수 있기 때문인 것으로 분석된다. 한편, 이번 기념사에서는 가장 먼저 일본의 식민지가 된 우리 땅이 독도라며 독도 문제에서도 목소리를 높였는데 이는 일본 정부가 고교 교과서 지침에 독도 영유권 주장을 넣고 도쿄의 중심에 독도전시관을 세우는 등 도발이 있자 이에 대한 제동을 걸 필요성을 느낀 것이라는 평이다.
4월 11일에는 고노가 위안부 협상 이후 처음으로 방한하여 최근의 남북 관계의 해빙을 '역사적 기회'라며 한일 간의 긴밀한 소통을 강조했다. 또한 양국관계 발전을 위한 국장급 협의를 시작하기로 합의하고 일본 외무상으로서는 14년만에 국립서울현충원을 방문했는데 이는 한국민의 정서를 어루만지면서도 대화 국면을 마주한 남북관계에서 재팬 패싱을 불식하고자 한 뜻으로 보인다. 다만, 한일 관계가 긍정적으로만 흘러가지는 않았다. 일본은 5월 '한국은 전략적 이익을 공유하는 가장 중요한 이웃국가'라는 표현을 외교백서에서 지우고 위안부가 군에 의한 강제연행으로 이루어지지 않았다고 강변하였으며 이에 더하여 동해가 아닌 일본해가 국제법적으로 확립된 유일한 호칭이라고 주장하고 독도 영유권도 고수했다. 이는 재팬 패싱을 막기 위해 납북 일본인 의제를 남북정상회담에서 다뤄줄 것을 요청한 것과는 이중적 행태라는 비판이 나왔다.

### 한러 관계
러시아는 한반도 주변 4강에 포함되는 나라로 6자 회담 당사국이기도 하지만 가장 중요성이 떨어지는 나라였다. 문재인은 5월 12일 블라디미르 푸틴 러시아 대통령과 전화통화를 하면서 "한반도와 국경을 맞댄 이웃나라 러시아는 유라시아 평화와 번영을 위한 최적의 파트너라고 생각한다"며 내실있는 발전을 추진할 것을 밝혔다. 푸틴 역시 모든 분야에서 계속 협력할 준비가 돼 있다면서 "북한 핵문제 해결을 위해 러시아는 건설적 역할을 할 준비가 돼 있다"고 답했다.
9월 6일에는 러시아의 초청으로 동방경제포럼에 참여하여 푸틴 대통령, 할트마깅 바톨가 몽골 대통령 등과 정상회담을 가졌다. 여기서 북핵 및 미사일 문제에 논의했으며, 유라시아 지역 국가와의 경제협력을 위한 신북방정책도 발표했다.

### 동남아시아 외교
문재인은 대선 기간 동남아시아 국가 연합 및 인도와의 협력관계를 4강 수준으로 격상하겠다는 공약을 내걸었으며, 취임 이후에는 박원순 서울시장을 특사로 파견했다. 청와대는 "아세안은 한국의 제2 교역 상대국으로 매년 300억달러 이상의 무역흑자를 내는 곳"이라며 다원화된 협력외교 체계를 구축할 뜻을 내비쳤다. 한편으론, 동남아가 북한의 전통 우방국으로 간주되는데 이는 북한의 최대 교역국이 중국과 아세안이기 때문이다. 또한 아세안 회원국 10개국이 모두 북한과 외교 관계를 가지고 있으며 이 중 5개국은 평양에 대사관이나 대표부를 두고 있어 대북제재의 효과를 높이기 위해선 아세안과의 관계 강화가 중요하다는 지적이다.
2017년 11월 8일 문재인은 미국과의 정상회담을 마치고 곧바로 아시아 태평양 경제협력체 정상회의와 아세안 + 3 정상회의 참석을 위해 출국했다. 먼저 인도네시아를 국빈방문했는데 조코 위도도 대통령과 정상회담에 앞서 나란히 쇼핑몰을 방문했는데 이는 두 정상이 서민 대통령으로서 국민적 지지를 받고 있다는 점을 감안한 것으로 한국 측의 요청으로 성사된 것이었다. 9일에는 정상회담을 진행하면서 인도네시아에 대한 투자를 강조하며 신남방정책을 발표했다. 이후 11일에는 쩐다이꽝 베트남 주석 등과 정상회담을 가졌다. 같은 날 시진핑 중국 주석과도 정상회담을 했는데 이는 사드 배치가 최종 확정된 이후 찬바람이 불면서 중국의 경제 보복으로 관계가 얼어붙은 와중에 극적으로 이뤄진 것으로 두 정상은 차관급 이상이 주체가 되어 특정한 의제를 가지고 논의하는 '전략대화'를 강화하기로 했다.
13일에는 로드리고 두테르테 필리핀 대통령과 정상회담을 가졌다. 문재인은 한국의 오랜 친구인 필리핀과의 관계를 더욱 공고히 하길 희망한다고 했으며 두테르테는 한국의 미래공동체 구상이 잘 구현될 수 있도록 적극 협력하겠다고 화답했다. 두 정상은 우호협력 관계 발전 방안, 실질협력 및 지역·글로벌 협력증진, 필리핀 내 한국민 보호 문제 등에 관해 협의했다. 마지막으로 14일에는 리셴룽 싱가포르 총리와 정상회담을 가졌는데 양국간 실질협력 발전 방향과 대 아세안 관계 강화 방안 등에 대해 의견을 교환했다. 또한 양국이 정치·경제·인적교류 등 다방면에서 돈독한 협력관계를 유지하고 발전할 수 있도록 긴밀히 협력하기로 했다.
2018년 3월 22일에는 베트남을 국빈방문하여 쩐 주석과 응우옌푸쫑 공산당 총비서와 회담을 했다. 문재인은 양국의 미래 발전비전과 구체적인 협력방안을 논의했는데 2020년까지 교역액을 1,000억 달러를 달성시키며 투자 확대를 위한 제도적 기반 조성과 인프라 협력 증진, 한반도 평화 정착을 위한 공조 등을 언급했다. 쫑 비서장과도 사람이 중심이 되는 협력, 지속가능한 호혜 협력, 미래 동반성장 협력 증진 방안을 제시했다. 또한 "한국과 베트남이 모범적인 협력관계를 발전시켜 가고 있는 가운데 우리 마음에 남아있는 양국 간의 '불행한 역사에 대한 유감의 뜻'을 표한다"고 밝혔는데 이는 2017년 11월 호찌민-경주세계문화엑스포 2017 행사의 영상축전에서 언급한 '마음의 빚'보다 한층 진전된 입장이다. 과거 대한민국 국군이 베트남 전쟁에 참전하고 민간인을 학살한 사실을 직접 거론하지는 않았지만 우회적으로 사과한 것으로 보이는데 베트남의 국부로 추앙받는 호찌민의 묘소에 헌화한 것도 이런 입장의 연장선상으로 해석되었다.

### 중동 외교
2018년 3월 25일 베트남에 이어 중동 국가로는 처음으로 아랍에미리트를 국빈방문했다. 무함마드 빈 자이드 알 나하얀 아부다비 토후국 왕세제와 정상회담을 가졌는데 전략적 동반자 관계를 특별 전략적 동반자 관계로 격상하고 외교·국방 2+2 차관급 협의체를 신설하기로 합의했다. 또한 UAE가 탈석유 전략을 추진하고 있음을 고려해 4차 산업혁명 시대의 고부가가치 창출이 가능한 신기술 및 미래성장 산업 분야로 실질협력을 확대해 나가기로 했다. 한편, 무하마드 왕세제는 딸과 손주들을 소개하며 사저로 문재인 부부를 초청했으며 사막 체험을 하기도 했는데 이에 대해 "자신들이 지닌 한국에 대한 믿음과 기대를 저버리지 말라는 소망과 당부의 마음이 함께 묻어 있는 것 같다"고 청와대가 평했다.

### 유엔 총회
2017년 9월 19일 제72차 유엔 총회에 참석하기 위해 미국을 방문하여 트럼프 대통령과 두 번째 정상회담을 가졌다. 미국 전략 자산의 한반도 순환 배치에 합의했으며, 이어서 진행된 한미일 정상회담에서는 북핵 문제 협력 방안을 논의했다. 총회에서는 북한을 대화의 장으로 나오도록 국제사회가 강도 높고 단호한 제재와 압박을 가해야 한다고 강조하면서도 평창올림픽이 평화와 경제협력을 증진하는 계기가 되기를 바라며 북한의 참가를 위해 국제 올림픽 위원회와 함께 노력하겠다고도 다짐했다.

### G20 정상회의
2017년 7월 6일부터 진행된 G20 정상회의는 문재인 정부의 첫 다자외교였다. 프랑크발터 슈타인마이어 독일 대통령, 앙겔라 메르켈 총리와 만나 정상회담을 갖고 오후에는 트럼프 대통령의 초청으로 한미일 정상회담을 만찬 형태로 진행했으며, 7일에는 아베 신조 일본 총리와 별도로 한일 정상회담을 진행했다. 귀국한 뒤, 국무회의에서 문재인은 "북한의 핵과 미사일에 대한 우리 정부의 입장을 모든 나라로부터 지지받았고, 북핵 문제가 G20 의제가 아님에도 불구하고 국제적인 공감대를 조성한 것이 성과"라며 적지 않은 성과를 얻었음을 자평했다.

### 올림픽 외교
2018년 동계 올림픽을 계기로 2018년 2월에는 한국에서 외교의 장이 열리게 되었다. 미국에서는 마이크 펜스 미국 부통령이 대표단장 격으로 한국을 방문했다. 6일 일본을 방문한 뒤 8일 한국을 찾는데 출국 전 백악관은 펜스가 "단순히 리본을 자르러 가야 한다면 가지 않았을 것"이라며, "북한에 대한 압력을 높이고 북한의 위장 전술을 막는데 주력할 것"이라고 전했다. 실제 8일 문재인을 접견한 펜스는 "가장 중요한 것은 한반도 비핵화"라며, "미국이 할 수 있는 최대한의 압박을 계속해서 한국과 어깨를 나란히 하고 노력을 경주할 것"이라면서 북한과의 '대화'는 전혀 언급하지 않았다.
중국은 한정 상무위원을 시진핑 주석의 특별대표 자격으로 파견했다. 문재인은 한정과 8일 회담을 가졌으며 북한과의 대화를 지속시켜 북핵 문제 해결을 위한 대화로 연결될 수 있도록 양국이 긴밀히 협력해 나갈 것을 촉구했다. 한편, 중국에 진출한 한국 기업의 편의 확대와 중국 관광객 교류 활성화도 함께 요청했다. 9일에는 아베가 전용기를 타고 양양국제공항을 통해 방한했다. 이후 평창에서 문재인과 정상회담을 가졌는데 문재인은 역사를 직시하면서 지혜와 힘을 합쳐 미래지향적 협력을 추진하고자 한다며 "양국이 마음이 통하는 진정한 친구가 되길 진정으로 바란다"고 말했다. 이에 아베는 북한 문제에 대해 한미일 간 협력관계를 재확인하면서 "일본과 한국의 미래지향적이고 새로운 관계 구축을 위해서 솔직하게 의견을 나눴으면 한다"고 화답했다. 하지만 아베가 한미 군사훈련을 연기할 단계가 아니라며 예정대로 진행하는 것이 중요하다고 말하자 문재인이 주권의 문제이고 내정에 관한 문제라며 직접 거론하는 것은 곤란하다고 맞받아쳐 견해차를 드러내기도 했다. 일본 정부는 다시 한미 연합훈련은 한국의 내정 문제로 끝나는 문제가 아니라며 한미일 공조의 유지를 다시 한 번 강조했다.
그 외에도 각국에서 온 여러 인사들을 만났다. 가장 먼저 6일에는 케르스티 칼률라이드 에스토니아 대통령을 만났는데, 문재인은 "양국 수교 후 첫 에스토니아 정상의 방한이라는 점에서 매우 뜻깊다"며, "양국 관계를 한 차원 격상시키는 이정표가 될 것"이라고 했다. 그러면서 세계 최초로 전자거주증제도, 전자투표제도를 도입한 점을 높게 평가한다며 IT 분야에서의 협력을 강조했다. 7일에는 쥘리 파예트 캐나다 총독과 달리아 그리바우스카이테 리투아니아 대통령과 연쇄적으로 회담을 했다. 파예트 총독과는 한국 전쟁의 3대 파병국이자 북핵 문제의 평화적 해결을 지지하는 든든한 우방국임을 강조하며 균형적인 대북 메시지가 발신될 수 있도록 건설적 기여를 해준 데 대해 감사하다고 문재인이 말했다. 그러면서 양국 간 전략적 동반자 관계의 지속도 다짐했다. 그리바우스카이테 대통령과는 역시 대북 정책의 적극 지지에 감사를 표하면서 양국 관계 발전 방향과 대북정책 공조 방안에 대해서 논의했다. 8일에는 알랭 베르세 스위스 대통령과 정상회담을 했다. 문재인은 중립국감독위원회의 일원인 스위스가 한반도의 평화와 안정을 위해 기여하는 점을 높이 평가하면서 "이번 올림픽을 계기로 조성된 남북 간 대화와 화해 분위기가 올림픽 이후에도 지속"될 수 있도록 지지를 당부했다. 베르세 역시 "스위스는 전통적으로 대화를 촉진하고 상호 이해의 장을 마련하는데 누구보다 노력한 국가 중 하나"라며 화답했으며, 양국 간 보건·의료분야의 협력을 확대하기로 의견을 모았다. 프랑크발터 슈타인마이어 독일 대통령과도 오찬을 겸한 회담을 했는데 "동·서독 간 대립을 극복하고 화해와 통일을 이룩한 독일의 경험이 우리에게 많은 교훈과 영감을 준다"고 했고 슈타인마이어는 분단의 삶이 어떤 것인지 알고 있다며 "평화로운 한반도를 만드려는 문 대통령에 대해 언제나 적극 지원하겠다"고 답했다. 마지막으로 안제이 두다 폴란드 대통령과 정상회담을 했다. 폴란드의 독립 100주년을 축하하면서 전략적 동반자 관계에서 정치·경제 등 더욱 다양한 분야에서의 협력을 강화해 나가기로 했다. 다음 날인 9일에도 정상회담이 이루어져 안토니우 구테흐스 유엔 사무총장과 오찬회담을 했다. 문재인은 "나와 우리 국민은 봄은 반드시 온다고 믿었다"며 올림픽을 계기로 마련된 남북대화의 흐름을 한반도 평화 정착으로 이어지도록 노력을 기울이겠다고 했다. 구테흐스 역시 "외교적 노력을 기울일 수 있는 기회의 창이 열리기를 기대한다"며 전적인 지지를 보낸다고 했다. 오후에는 마르크 뤼터 네덜란드 총리와도 만나 양국관계의 발전, 경제·외교문제에서의 협력에 대해 의견을 교환했다. 13일에는 라이몬츠 베요니스 라트비아 대통령이 첫 방한을 하면서 정상회담이 이루어졌는데 무역·투자 협력을 중심으로 양국 관계를 더욱 활성화되도록 협력하자고 했다. 이틀 뒤에는 에르나 솔베르그 노르웨이 총리와 정상회담을 했는데 왕세자를 비롯한 귀빈들이 대거 방문해준 것에 대한 감사 인사를 전하며 "지속가능한 복지국가에 대해 우리나라도 중장기적으로 가야 할 길이라는 공감을 갖고 있다"며 노르웨이로부터 배울 점이 많다고 강조했다. 솔베르그 총리도 "양국의 협력할 여지는 무궁무진하다"며 "경제 발전과 무역 부문에서 (양국 협력이) 증대될 것으로 믿는다"고 화답했다.
9일 오후에는 리셉션이 개최되었다. 문재인은 환영사에서 올림픽이 아니었다면 한 자리에 있기 어려웠을 분도 있었을 것이라며 올림픽의 의미를 강조했고 세계 평화의 출발이 될 것이라고 했다. 하지만 펜스와 아베는 행사 시작 예정 시간을 넘겨 모습을 나타냈으며 펜스는 착석하지도 않은 채 일부 정상급 인사들과 악수만 나누고 5분 만에 퇴장했다. 김영남과는 악수를 하지 않아 북미 간의 접촉은 불발로 끝나기도 했는데 이런 것들을 두고 외교결례라는 지적이 나오자 청와대는 펜스가 미국 선수단과 저녁 약속이 있었다며 "사전고지를 한 상태여서 테이블 좌석도 준비하지 않았다"고 밝혔다. 백악관 역시 "북한 대표들이 펜스 부통령에게 따뜻하게 접근했다면 펜스는 사교적 인사를 나누며 나이스하게 대응했을 것"이라며 인사를 먼저 건네지 않은 건 미국 뿐 아니라 북한도 사실상 마찬가지라고 주장했다. 그러면서 "양측 모두 한국 고위 관계자가 펜스 부통령과 북한 대표를 위해 만남을 주선하려 했던 것을 거절한 것"이라며 북미 간 만남을 주선하려 했던 한국 정부에 대한 불만도 내비쳤다.

## 통일
통일 정책에 있어서는 과거 김대중·노무현 정부의 실패한 바 있는 햇볕정책을 발전적으로 계승할 것을 강조했다. 2008년 금강산 관광객 피격 사망 사건, 2010년 천안함 침몰 사건과 그로 인한 5.24 조치, 2016년 개성공업지구 폐쇄 결정 등으로 얼어붙은 남북 관계를 전면적으로 개선할 것을 선거 기간에 약속하면서 안보 불안 없는 나라를 만드는 것에 지향점을 두었다. 이를 위해 북한이 핵무기를 포기하면 현재의 정전 협정을 평화 협정으로 바꿀 것을 약속하고 북핵 해결을 위해 "우리가 주도해서 북한의 '선 행동론' 대신 북한과 미국을 포함한 관련 당사국들의 동시 행동을 이끌어내겠다"면서 한국 역할론을 강조했다.
4강 외교를 한반도 평화와 남북통일에 도움이 되는 방향으로 관계를 발전시키면서도 한미 동맹과 한중 협력을 병행시킬 방안을 찾는 것은 중요한 과제로 꼽혔다. 인도적 차원에서 남북 이산가족 상봉 등 협력 사업을 추진하며 최소한의 물밑 접촉 채널을 복원할 필요성을 밝혔으며, 또한 개성공업지구와 금강산 관광 등 민간 분야의 경제 협력을 재개하는 방안도 모색할 뜻을 내비쳤지만 이는 북한의 핵 개발 자금줄을 봉쇄하려는 대북 제재와 맞물려 있는 만큼 국제사회를 설득해야 한다는 문제점이 있었다. 대북 압박을 강화하길 원하는 트럼프 대통령과 충돌할 가능성도 제기되었다. 5월 10일 《뉴욕 타임스》는 트럼프 행정부의 제재 목표는 북한이 모든 핵무기를 포기하도록 하려는 것인데 문재인은 제2의 햇볕정책 접근을 암시했다며 "트럼프 대통령과 문 대통령의 충돌이 예상되는 상황"이라고 보도했다. 《월스트리트 저널》과 《워싱턴 포스트》도 각각 "문 대통령의 대선 승리가 핵무기 억제를 위해 북한에 더 큰 경제·외교 압박을 가하려던 트럼프 행정부의 계획을 조기에 시험대에 오르게 한다", "문 대통령의 상승세를 한국 젊은 민주주의의 승리로 설명할 수 있지만, 이미 아시아에서 불안정한 미국의 위치는 도전에 직면할 수 있다"고 보도했다. 특히, 《워싱턴 포스트》는 트럼프가 사드 배치 비용 10억 달러를 한국이 내야 한다는 발언을 하여 '미국에 노(No)라고 말할 수 있어야 한다'고 한 문재인을 유리하게 만들었다는 분석도 곁들였다. 미국의 일부 언론은 문재인 정부가 남북 직접대화를 추진할 가능성도 있다며 대북 정책 변화가 한미 간 대북 공조에도 영향을 미칠 것으로 내다봤다.
일본의 《요미우리 신문》은 "북한과 군사적 대치가 이어지는 가운데 한국이 동북아 지역안정에 지는 책임은 무겁다"며 "새 정부는 미·일 등과 연계를 중시하고 현실적인 외교안보 정책을 펼쳐나가길 기대한다"고 밝혔다. 《산케이 신문》도 한미일 결속이 특히 중요한 때라며 "국제사회는 유엔 안전보장이사회 결의안을 기초로 북핵·미사일 개발 자금을 차단하고 있는데, 그 와중에 북한에 외화벌이 기회를 제공하는 것은 각국의 노력을 저버리는 것"이라고 지적했다. 중화인민공화국 역시 사드 문제를 비롯해서 대북 관계에 대한 문재인 정부의 움직임에 주목하고 있지만 미·일과는 다른 분위기를 보였다. 《신징바오》는 "북한이 핵 개발을 계속 발전시킨다면 문재인 정부는 한·미 동맹을 더 강화할 것"이라며 북한의 태도가 중요한 변수가 될 것이라고 분석했으며, 《사우스 차이나 모닝 포스트》는 "이전 보수 정권들이 북한 무기 발전을 막는데 실패한 것을 문 대통령이 직접 비판하기도 했다"며 "그가 북한과 대화를 모색하는 한편 압박과 제재를 지속하는 '투트랙' 대북 정책을 선보일 수 있다"고 밝히면서 문재인이 노무현 정부에서 햇볕정책을 추진한 이력을 소개했다.
한편, 2017년 9월 20일에 이전 정부의 주요 대북 정책에 대한 검토를 하기 위해 설치한 정책점검 태스크포스의 후속 조치로 통일부에 대북·통일정책 전문가들로 구성된 정책혁신위원회가 출범했다. 위원장에는 김종수 가톨릭대학교 교수가 취임했으며 개성·금강산, 교류·지원, 법·제도, 통일교육 등 4개 분과를 구성해 총 9명의 위원으로 구성되었다. 이후 12월 28일 3개월 간의 활동을 끝내고 정책혁신 의견서를 발표했는데 개성공업지구의 중단이 박근혜 당시 대통령의 구두지시에 의한 것으로 밝혀졌다. 덧붙여서 혁신위는 "유엔 안전보장이사회 결의를 준수하면서도 국제정세 변화 등에 따라 여건이 조성된다면 개성공단을 재개할 필요성이 있다"고도 했다. 그 외에도 5.24 조치가 「대한민국헌법」을 비롯하여 「남북관계발전법」, 「남북교류협력법」, 「행정절차법」 등에 근거하지 않은 통치행위로 규정했다. 한편, 혁신위 자체가 남북 민간교류나 김대중·노무현 정부에서 통일 관련 사무를 담당했던 사람들이 다수 포함되어 한 쪽으로 편중된 시각이라는 비판도 있다.

### 베를린 구상
2017년 7월 6일 G20 정상회의가 열리고 있던 독일 베를린에서 한반도 평화 구상을 담은 소위 '베를린 선언'을 발표했다. 이는 미국·중국과의 정상회담을 통해 한반도 문제 해결에 대한 한국의 주도적 입장을 확보한 뒤에 나온 것으로 김대중 대통령이 2000년에 발표한 베를린 선언의 연장선상에 있는 것으로 파악되었다. 구체적으로 완전한 비핵화와 한반도 평화협정 체결을 위해 민족의 대명절인 추석과 10·4 남북공동선언 10주년인 10월 4일에 이산가족 상봉행사를 개최하고 평창올림픽에 북한이 참가하며 군사분계선에서의 상호 적대행위를 중단할 것을 제안했다. 북한은 이에 대해 9일이 지난 15일 《로동신문》을 통해 첫 반응을 보였는데 "전반 내용들에는 대결의 저의가 깔여 있으며, 평화 북남관계 개선에 도움은커녕 장애만을 덧쌓는 잠꼬대 같은 궤변들이 열거돼있다"고 비난했다. 특히 독일의 통일로부터 교훈을 얻자는 얘기에는 "독일식 통일은 전형적인 흡수통일을 뜻하는 것으로 6·15공동선언과 10·4선언을 전면부정하는 것"이라고 비판했다. 다만, 대북 인도적 지원이나 스포츠 분야 교류 확대에 대해 전적으로 반대하지 않는다고 하면서 "6·15공동선언과 10·4선언에 대한 존중, 이행을 다짐하는 등 선임자들과는 다른 일련의 입장들이 담겨져 있는 것은 그나마 다행스러운 일"이라고 하는 등 일부 긍정적 평가도 내렸다. 그러면서 "첫출발은 반드시 필요한 것부터, 반드시 풀어야 할 근본문제부터 시작되어야 한다"고 강조했다. 하지만 문재인이 핵무기·미사일 도발을 중단하면 조건 없이 대화하겠다는 것에 대해서는 "우리에게 전제 조건이 있는 북남관계개선이란 사실상 현 대결을 지속하고 더욱 악화시키겠다는 소리로 들릴 뿐"이라며 날을 세웠다.

### 핵실험
9월 3일 북한이 핵실험을 강행하였다. 이에 1시간 정도가 지난 13시 30분에 국가안전보장회의를 소집하여 "국제 평화와 안전에 대한 매우 심각한 도전을 강력히 규탄한다"고 발표했다. 덧붙여 "북한을 완전히 고립시키기 위한 유엔 안보리 제재 결의 등 모든 외교적 방법을 강구하고, 미군이 보유하고 있는 가장 강력한 전략자산을 전개하는 방안을 협의하라"고 지시했다. 그러면서 군사 도발을 중단하고 대화의 길로 나올 것을 권하면서 "그것만이 자신의 안전을 지키고 미래를 보장받을 수 있는 유일한 길"이라며 대화를 언급했다. 이에 대해 청와대 관계자는 "지금은 대화하기 어려운 상황으로, 남북 관계는 이제 '긴호흡'으로 가야한다"며 지금과는 온도차를 보였다. 레드라인에 대한 문제도 제기되었다. 8월 17일 취임 100일 기자회견에서 문재인은 "북한이 ICBM을 완성하고 거기에 핵탄두를 탑재해 무기화하는 것이 레드라인"이라며, "이 단계에서 북한의 추가적인 도발을 막아야 한다. 그 점에 대해 국제사회가 함께 인식하고 있기 때문에 유엔 안보리에서 사상 유례 없는 경제제재 조치를 만장일치로 합의한 것"이라고 했는데 이번 핵실험이 레드라인을 넘었는지에 대해서는 말을 아끼면서도 "북한 발표에서도 '완성단계의 진입'이라고 표현한 것처럼 아직 완성단계는 아니라고 본다. 레드라인을 우리가 (먼저) 정리할 필요는 없을 것 같다"고만 했다.
한편, 이를 계기로 38년 동안 묶여 있던 미사일 개발 제한의 족쇄를 풀게 되었다. 4일 밤 한미 정상이 전화협의를 통해 한미 미사일 지침의 한국 미사일 탄두중량 제한을 해제하기로 합의한 것이다. 기존에 한국은 사거리 800 km, 최대 탄두중량 500kg을 유지하고 있었는데 트레이드 오프(trade-off) 관계에서 탄두중량 제한이 사라지면서 사거리 제한도 사라지게 되면서 사실상 한미 미사일 지침을 폐기하게 되었다. 이는 북한의 핵실험만이 아니라 이전부터 공개적으로 지침의 개정을 요구해왔고 미국도 이례적으로 긍정적인 반응을 보여 왔기 때문인데 미국은 중국을 자극하고 견제하기 위해 이를 승인했다는 관측이 일었다. 또한 백악관은 한미 정상 통화와 관련해서 "트럼프 대통령은 한국이 수십억달러 상당의 미국산 무기와 장비를 구입하는 것을 개념적으로 승인했다"고 밝혀 양국이 '주고받기'를 했다는 의심도 불러일으켰다.
이후 유엔 안전 보장 이사회는 새로운 대북 제재 결의안을 제안하면서 유엔 안전 보장 이사회 결의 제2375호를 12일 만장일치로 채택했다. 새 대북제재 결의안은 북한에 대한 유류공급을 30%가량 차단하고, 북한산 섬유제품 수입을 금지하는 내용이 담겨있는데 유류 차단을 제재대상에 포함시킨 것은 이번이 처음이다. 다만, 김정은과 김여정을 제재 대상 명단에서 제외하고 공해상 북한 선박 강제검색 조항도 후퇴하는 등 미국 주도로 만들어진 제재안은 대폭 완화된 채 의결되었다. 15일 문재인은 "북한의 추가도발 가능성이 충분히 크다는 것을 예측하고 그런 기조하에 국제공조 대응 대책을 전략적으로 세우고 안보리 결의 2375호가 철저히 이행되도록 모든 역량을 집중하라"고 NSC 긴급 전체회의에서 지시했다.

### 남북대화

#### 고위급회담
2018년 1월 1일 김정은 조선로동당 위원장이 조선중앙텔레비죤을 통해 "우리는 (평창동계올림픽) 대회가 성과적으로 개최되길 진심으로 바란다"며 "이런 견지에서 우리는 대표단 파견을 포함해 필요한 조치를 취할 용의가 있으며 이를 위한 북·남 당국이 시급히 만날 똥책상 위에 놓여있는 핵 단추가 현실임을 똑바로 알아야 한다며 미국을 위협하는 발언도 함께 했다. 통일연구원은 김정은이 이미지 연출에 공을 들인 것으로 평가했으며, 안찬일 세계북한연구센터 소장은 "북한 지도자가 엄동설한에 밝은 양복을 입고 나온 적이 없다"며 북한이 변화의 길로 가겠다는 메시지를 보인 것으로 분석했다. 청와대는 6시간이 지나 "환영한다"는 반응을 보였다. 이어서 한국이 남북고위급회담을 제의했으며, 다음 날에 북한이 1년 11개월 만에 판문점 연락채널을 재가동한 뒤 5일에 회담 제안을 수락한다는 뜻을 밝혀왔다. 특히 회담 장소나 일정 등을 가지고 기싸움을 벌였던 과거의 사례에 비해 북한이 한국의 제안을 그대로 받아들인 것은 이례적이라는 평가다.
이에 대해 미국은 《뉴욕 타임스》가 트럼프가 새해의 시작을 김정은을 조롱하는 것으로 시작한 반면, 문재인은 떼 쓰는 아이에게 지적인 대화를 시도하려는 어른처럼 접촉 재개를 위해 노력했음을 전하며 일부 우려가 있지만 "그럼에도 불구하고 대화는 위험을 감수할 가치가 있다"고 밝혔다. 《워싱턴 포스트》도 대화를 통한 외교해법은 위험요소가 많지만 긴장을 낮추고 전쟁을 막는 기회로 환영해야 한다고 촉구했으며, 블룸버그 L.P.는 "가장 좋은 접근법은 제재와 다른 경제적 압박을 통해 북한에 대한 압박을 강화하는 한편, 무의미한 도발은 피하고 긴장을 완화하기 위한 단기적은 협상은 권장하는 것"이라며 "남북대화를 하지 않을 이유가 없다"며 전반적으로 긍정적인 반응을 보였다. 다만, 미국 정부는 북한의 움직임을 한미 동맹을 이간질한다며 평가절하하던 분위기를 보이다가 6일 미국 국무부가 "이웃 간의 대화는 필연적으로 나쁜 일이 될 수 없다"며 긍정적으로 선회했다. 트럼프 또한 트위터에 "내가 북한에 강력한 모든 힘을 사용할 의지를 보이지 않았다면 남북 대화가 가능했겠느냐"면서 "바보들아, 회담은 좋은 일이다"(Fools, but talks are a good thing!)라고 했다. 다음 날의 기자회견에서는 김정은과 당장 통화할 용의가 있느냐는 질문에 비핵화라는 전제 조건은 여전히 유효하지만 "물론이다. 나는 대화를 믿는다. 틀림없이 그렇게 할 것이고 전혀 문제 없다"고 답했다. 그러면서 "나는 정말 두 나라 간에 잘 되길 바란다. 정말 그것을 보고 싶다. 그들이 올림픽에 참가하게 되면 거기서부터 시작이 될 것이다"며 "나는 100% 지지한다"고 밝혔다. 이는 당국 간 회담 및 적십자 회담을 제안하면서 북한이 응답이 없으면서도 한반도 정책의 기조를 수정하지 않은 채 한반도 운전석론을 주장하던 문재인 정부의 정책이 유효한 성과를 거둔 것이라는 평가다. 또한 2017년 11월부터 중국 쿤밍 시에서 실무 접촉을 가지는 등 이전부터 이어온 물밑접촉의 결과라는 분석도 있다.
1월 9일에 남북은 공동경비구역 평화의 집에서 남북고위급회담이 이루어졌으며 북한은 평창올림픽에 대표단 외에도 선수단, 응원단, 예술단, 참관단, 기자단 등을 파견하기를 희망한다고 밝혔다. 당초 올림픽 문제만을 다룰 것이란 예상을 깨고 관련된 여러 문제를 다루었으며 11시간에 걸친 협의를 거쳐 공동보도문을 발표했다. 우발적 충돌 방지를 위한 군사당국 회담을 개최하기로 합의했지만 한미 연합훈련과 한반도 비핵화에 대해서는 입장차가 여전했으며 한국이 제안한 설 이산가족 상봉행사는 공동보도문에 담기지 못했지만 관계 개선과 대화 재개의 중요성을 한목소리로 강조했다.
우원식 더불어민주당 원내대표는 "새해 벽두부터 남북 대화의 물꼬를 트고, 오늘 남북 고위급 회담으로 그 문을 열었다"며 환영의 뜻을 나타내고 김태년 정책위의장도 "어려운 여건 속에서도 대화를 포기하지 않았던 대통령과 정부, 민주당의 인내와 끈기가 결실을 맺은 것"이라고 자평한 반면, 홍준표 자유한국당 대표는 "남북대화를 한다고 하는데, 이 정부가 하고 있는 것은 북핵을 폐기하는 데 목적이 있는 것이 아니라 결과적으로 북의 김정은이 핵을 완성하는 시간을 벌어주기 위한 대화일 뿐"이라고 평가절하했다. 통합 논의가 진행 중인 국민의당과 바른정당은 입장 차를 보였는데 국민의당은 "북한의 참여가 성사된다면 올림픽의 의의를 살릴 수 있음은 물론 경색됐던 남북관계 복원도 기대해 볼 수 있다"며 반가운 소식이라고 표현한 반면 바른정당은 "비핵화의 길로 갈 것인지, 북한의 핵 무력 완성을 도와주고 한미동맹을 무너뜨리는 길로 갈 것인지 선택은 문재인 정부에게 달렸다"며 다소 우려의 뜻을 보였다. 한편, 미국 정부는 남북 대화를 긍정적으로 평가하면서도 신중한 입장과 함께 압박을 거듭 강조했다. 언론 역시 북한의 선수단 파견을 '상징적 돌파구'로 평가하면서도 진의에 경계심을 보였다. 일본 역시 북한의 참가 의사 표명을 환영하면서도 한미일 3국의 대북제제 공조가 영향을 받을 가능성을 경계했으며 중국은 정부 차원에서 남북회담 개최를 환영하며 한반도 긴장 완화에 대한 기대감을 표명했다. 유럽 연합도 페데리카 모게리니 유럽 연합 외교 문제·안보 정책 고위대표 성명으로 "남북관계 개선을 위한 긍정적인 진전을 나타내는 격려의 신호"라면서 환영의 입장을 나타냈다. 이 성명은 홈페이지에도 게재되었는데 EU의 공식 언어 24개 외에도 이례적으로 중국어, 일본어와 함께 한국어 성명도 나왔다. 10일과 11일에는 문재인이 트럼프, 시진핑과 각각 전화 통화를 하여 "북한과 관련해 확실히 문제가 있긴 하지만 (남북한 간) 좋은 대화가 오가고 있고, 기운이 아주 좋다", "남북고위급회담을 통한 남북 관계 개선 성과를 환영하며 이를 위한 문 대통령과 한국 정부의 노력을 적극 지지한다"라고 했다. 다만, 미국 내에서 비판도 존재했다. 《워싱턴 포스트》는 20일 문재인이 한반도 문제를 주도한다는 인상을 주지만 실제로 운전대를 쥐고 있는 것은 북한이며 "도널드 트럼프 미국 대통령은 사실 문 대통령의 조종에 이끌려 뒷자리에 앉아서 끌려가는 신세다"라고 비판했다. 마이크 폼페이오 중앙정보국장도 외교적 해결만이 아닌 다양한 대안을 대통령에게 제공할 것이라고 했으며 허버트 맥매스터 국가안보보좌관도 압박의 공세를 늦춰 핵개발의 시간을 벌어주는 과거의 실수를 반복하지 않겠다고 밝혔다.

#### 평창올림픽
평창올림픽을 맞이하여 2월 9일에 김정은 위원장의 여동생인 김여정 로동당 제1부부장이 특사 자격으로 2박 3일 간 방남했다. 김영남 최고인민회의 상임위원장, 최휘 국가체육지도위원장, 리선권 조국평화통일위원회 위원장도 동행했다. 한국 전쟁 이후 김일성 가문 혈통의 첫 방문이라는 점에서 큰 의미를 샀지만 한국당을 비롯한 보수 세력은 비핵화를 전제로 한 남북대화를 주장하며 위장 평화 공세에 휘둘리지 말 것을 강력히 요구했다. 다음 날에는 김여정과 김영남이 청와대를 방문하여 문재인과 회동하였다. 문재인은 건배사에서 "오늘 이 자리에 전 세계의 이목이 집중되고 남북에 거는 기대가 크다"며 뜻깊은 자리가 되기를 희망했으며 김영남은 "우리를 따뜻하고 친절하게 환대해 줘 동포의 정을 느낀다"며 북남관계의 획기적 전환점이 되기를 기대한다고 강조했다. 이어 11일에는 이낙연이 워커힐호텔에서 김여정을 만났다. 이낙연은 2018년 동계 올림픽 남북 단일 선수단과 김여정의 방남을 언급하며 얼마 전까지 상상조차 어려웠던 일들이 현실로 이루어졌다며 "남과 북도 모든 난관을 이기고 공동번영과 평화통일의 목표에 이르기를 소망한다"고 전했다.
청와대 접견에서 김여정은 김정은의 친서를 전달하며 방북을 공식 요청했고 11일 북한 예술단 공연을 관람한 뒤에도 다시 한 번 평양을 찾아올 것을 요청했다. 문재인은 즉답을 피하고 "앞으로 여건을 만들어 성사시키자"고 했는데 이는 정상회담이 성사될 수 있도록 한반도 주변상황과 분위기가 조성돼야 한다는 뜻으로 파악된다. 이후 한반도 주변 4강을 상대로 북한 고위급 대표단의 방남 결과를 설명하며 남북관계 개선의 모멘텀을 적극적으로 살려 평화구조를 정착시켜 나가겠다는 뜻을 밝혔다. 15일에는 TBS의 의뢰로 리얼미터가 성인 남녀 500명을 대상으로 실시한 여론조사에서 '한반도 평화 정착을 위한 출발점으로 남북정상회담을 찬성한다'는 의견이 61.5%로 집계됐다는 결과가 발표됐으며, 다음 날에는 설날을 맞이하여 조명균 통일부 장관이 "조건 없이 하루속히 이산가족상봉이 이뤄져야 한다"고 밝히면서 정부도 적극적인 태도를 보였다.
이러한 움직임에 대해 여당인 민주당은 남북 간의 대화는 많을수록 좋다며 한반도 주변 4강도 적극 지지해줄 것으로 믿는다고 말했다. 대변인 논평을 통해서는 한반도 긴장완화에는 여야가 따로 없다며 "정파와 이해관계를 떠나 야당도 적극 협력해주길 요청 드린다"고 했다. 하지만 한국당은 북핵 폐기를 전제로 하지 않는 북한의 위장 평화 공세에 넘어가는 것은 북핵 완성의 시간만 벌어주는 이적 행위임을 강조했다. 한편, 미국의 렉스 틸러슨 국무장관은 "그들이 언제 우리와 진지하고, 의미있게 관여할 준비가 돼 있을지를 결정하는 것은 북한"이라며 북한과의 대화 문턱을 낮추었다는 관측이 나왔다. 국무부는 대변인 논평을 통해 비핵화를 대화 의제로 한다면서도 예비대화의 필요성을 언급했다. 하지만 이는 펜스 부통령이 북한을 상대로 지나치게 대결 자세를 보인 것에 대한 비판을 의식한 것으로 미국의 입장이 근본적으로 변한 것은 아니라는 주장도 있다. 일본 역시 "북한의 미소 외교에 눈을 빼앗기지 말고, 한반도의 비핵화를 최종목표로 공유"해야 한다고 주장하며 대화를 위한 대화는 의미가 없다고 주장했다. 일본 국민들도 5명 중 4명이 남북의 대화 분위기가 북핵 문제 해결로 이어지지 않을 것이라는 여론조사도 공표되는 등 우호적인 분위기는 아님을 전했다. 반면, 중국은 지금의 분위기를 남북대화로 이어야 한다며 남북 교류가 북미 접촉 등으로 확대되길 기대한다고 밝혔다. 프랑스 언론인 《르 몽드》는 "북한이 순진한 한국을 이용하고만 있다고 생각하는 것은 틀린 것"이라며 "문 대통령은 평창올림픽의 안전을 위해 최근 고조된 한반도의 긴장을 완화해야 했고, 결국 이를 성공시켰다"며 자신만의 어젠더를 갖고 있다고 분석했다. 특히 "1945년 전후 한국의 운명이 그랬던 것처럼 한국이 강대국들의 노리개가 되지 않도록 모든 노력을 기울이려 한다"고 진단했다.
하지만 남북정상회담 개최에 대한 국내외 관심이 높아지자 정부는 다시 속도 조절에 나섰다. 17일 올림픽 메인 프레스센터를 방문해 내외신 취재진을 격려하는 자리에서 문재인은 "남북정상회담에 대해 많은 기대를 하지만 마음이 급한 것 같다. 우리 속담으로 하면 우물가에서 숭늉 찾는 격"이라고 했는데 이는 회담 자체보다 지금의 갈등 구도를 전환할 수 있는 성과를 거둬야 한다는 점을 강조한 것으로 보인다. 남북 대화를 위해서는 북미 간의 비핵화 대화도 필요한데, 미국의 예비대화 제안에 대해 북한 역시 부정적 반응을 보였다. 펜스 부통령은 올림픽을 계기로 방한했을 때 북측 인사들과 만나는 것조차 기피했지만 이후 태도를 누그러뜨려 15일에는 사실상 대화가 필요하다는 입장을 내놓았다. 하지만 《로동신문》은 "우리는 미국과의 대화에 목말라 하지 않으며 시간이 갈수록 급해질 것은 다름 아닌 미국"이라며 제재든 군사적 선택이든 모든 것에 준비가 되어 있다고 주장했다. 하지만 문재인 정부가 북미 대화의 필요성을 인지하고 있으며 다만 한미공조를 위해 북미 간 소통 수준에 따라 남북대화 수위를 결정하겠다는 입장이며 북한 역시 당국의 공식 입장이 아니라는 점에서 미국의 양보를 얻어내기 위한 술책이 아니냐는 분석이 제기되고 있어 지속적인 물밑 접촉이 있을 것으로 보인다. 미국은 북한이 대화를 준비하지 않았다면 진행 중인 압박을 계속할 것이고 대화로 끌어내기 위해 당근을 사용하지 않는다고 했지만 김정은을 가리켜 북핵 해결을 외교적으로 달성하기 위해 함께 일해야 할 사람이라고 하는 등 대화의 자리로 나올 것을 촉구하기도 했다.
폐회식 때에는 김영철 로동당 통일전선부장이 대표단장으로 방남했다. 하지만 김영철이 2010년 천안함 침몰 사건 당시 인민무력부 정찰총국장으로 재임하면서 이를 주도한 인물로 인식되고 있어 논란을 불러일으켰다. 통일부는 "방남 목적을 '폐막행사 참가'라고 밝힌 것을 우선 고려했다"며 수용할 방침이라고 하자 한국당은 크게 반발했다. 이에 민주당은 2014년 10월 남북장성급 군사회담에 김영철이 수석대표로 참여했을 때에는 '대화가 바람직하다'는 논평을 내더니 이번에는 오히려 체포할 것을 주장하자 '내로남불식 정치공세', '자신들이 높게 평가했던 김영철과 지금 거품 물고 막는 김영철은 동명이인인가'라고 비판했다. 한편, 통일부는 "(천안함 폭침은) 북한의 명백한 군사적 도발로 간주한다"면서도 "주도한 인물이 누구인지 특정하는 데 한계가 있고 그런 차원에서 김 통전부장의 연관 여부도 단언하기 어렵다"고 밝혔다. 국방부도 2011년 작성된 천안함 피격사건 백서를 비롯한 공식 문건에서 "김영철이나 정찰총국을 언급한 것은 없다."고 말했다.
25일 김영철이 방남할 때 사용할 것으로 예상되던 통일대교를 전날부터 점거하여 밤샘 농성을 벌였으며 김영철은 이를 피해 제1사단 내의 전진교를 이용해 서울에 갔다. 또한 폐회식 참석 차 평창을 방문할 때도 서울역이 아닌 의정부의 덕소역을 이용했다. 당일 문재인과 만나서 회담을 했는데 이 자리에서 문재인은 한반도 비핵화 원칙을 직접 언급하며 구체적인 요구를 제시했다. 또 김영철은 문재인의 제안을 경청했다고 청와대가 밝혔는데 지난 남북 고위급회담에서 비핵화 발언에 발끈했던 리선권과는 대조적인 태도이다. 이후 김영철은 워커힐 호텔에서만 머무르며 밖으로 나오지 않았는데 정의용 국가안보실장, 서훈 국가정보원장, 조명균 통일부 장관 등 핵심 당국자들이 직접 호텔을 방문한 것으로 알려졌다. 정부는 "보안상의 이유로 호텔이 아닌 다른 곳에서 회담을 하기 어렵기 때문"이라고 했지만 "우리 정부 외교·안보 라인 핵심 당국자들이 줄줄이 호텔을 찾아 천안함 폭침 주범을 '알현'하는 모양새가 됐다."는 비판도 나왔다. 회담은 모두 비공개로 진행되고 종료된 뒤에서야 발표되었는데 이는 한국 보수진영의 여론을 북한이 의식하고 있어 정부가 배려했기 때문이라는 분석이다. 한편, 문재인의 김영철 접견에 대해 자유한국당은 "한국당은 … (중략) … 5000만 국민의 생명과 재산을 위협하는 문재인 정권의 '위장평화쇼'를 극력 저지하겠다."고 강조하며 임시방편이라고 지적했다.

#### 대북 특사
3월 5일에는 북한에 특별사절단을 파견했다. 수석단장은 정의용 안보실장이며, 서훈 국정원장과 천해성 통일부 차관 등 10명이 방북했다. 윤영찬 국민소통수석은 "김정은 북한 노동당 위원장이 파견한 김여정 특사에 대한 답방의 의미"라고 밝혔으며, "북측 고위급 관계자들과 남북관계 및 한반도 평화 정착을 위한 대화에 나설 것"이라고 포괄적인 대화를 하게 될 것이라고 했다. 특히 이번 대북 특사는 과거의 남북관계 돌파구 마련이라는 성격과 달리 북미관계 중재라는 임무가 주어졌는데 이는 대북통인 서훈과 대미통인 정의용이 나란이 발탁된 이유라는 설명이다.
특사단의 방북 일정에서는 김정은의 파격 행보가 돋보였다. 김정은은 방북 3시간여 만에 특사단과 만나 면담이 시작되었는데 과거 김정일 위원장과의 만남이 모두 마지막 날에 있었다는 점에 비춰보면 이례적인 부분이다. 또한 방북 전에 사전 협의가 되어 있었는데 최고지도자의 일정을 공개하지 않는 북한의 특성상 이 역시 이례적인 일인데, 불필요한 신경전은 하지 않겠다는 의지로 여겨진다는 평이다. 또한 로동당 본관의 진달래관에서 접견이 진행되었는데 한국측 인사가 북한 정권의 핵심인 로동당 건물을 방문한 것도 공개한 것도 이번이 처음이다. 4시간 넘게 진행된 접견에서 동생 김여정과 부인 리설주도 동행했으며 김정은과 리설주는 서울로 돌아갈 때 배웅까지 하는 등 파격의 연속을 선보였다. 조선중앙TV는 만찬장에서 김정은이 문재인의 친서를 읽는 동영상을 약 10분에 걸쳐 하루 만에 공개했는데 북한이 이번 특사단에 크게 공을 들였다는 분석이다.
합의 내용은 총 6개항으로 구성되었다. 가장 첫 번째는 4월 말 판문점에서 남북정상회담을 개최하기로 했으며 그 외에 군사적 긴장완화를 위해 정상 간 핫라인을 설치하며 북한에 대한 군사적 위협이 해소되고 체제 안전이 보장된다면 핵을 보유할 이유가 없다는 점을 명백히 하고 비핵화 문제 협의 등을 위한 북미대화의 용의가 있음을 확인했다. 특히 핵무기를 포함한 재래식 무기를 한국을 향해 사용하지 않을 것까지 확약했다. 정상회담의 경우 김정은이 김여정을 통해 친서를 전달하기 이전부터 논의되었던 것으로 파악되었다. 특사단의 방북 이튿날 오전 청와대는 "실망스럽지 않은 결과가 있었다"며 사전에 합의가 있었음을 시사하기도 했다. 문재인이 "마음이 급한 것 같다. 우물가에서 숭늉을 찾는 격"이라며 정상회담을 서두르지 않겠다고 했지만 물밑 대화를 상당히 진척시켰고 북한이 비핵화의 초기 조치를 수용하면서 시기도 예상보다 빠르게 진행되었다. 한 발 더 나가서 판문점 북측과 남측을 오가는 셔틀 정상회담이 정례적으로 이뤄질 가능성까지 타진했다.
한편, 김정은은 선대 유훈까지 거론하면서 비핵화를 의제로 한 북미대화에 대한 의지도 내비쳤다. 이는 핵 보유가 그 자체로 목적이라기보다 정상국가로 가기 위한 교두보였다는 사실을 보여주는데 정의용도 방북 결과 브리핑에서 "대화 상대로 진지한 대우를 받고 싶다는 뜻을 받았다"고 말하기도 했다. 홍민 통일연구원 북한연구실장은 "김 위원장이 … (중략) … 핵 전략을 짤 때  … (중략) … 협상 대상에 올려 보상과 교환하는 빅딜 수준의 거래를 미국과 하겠다는 큰 그림을 그린 듯하다"고 평가했는데 정상회담 장소로 판문점을 택한 것도 정전 체제를 종전 체제로 전환하겠다는 의지라는 것이다. 4월에 재개될 예정인 한미연합군사훈련에 대해서도 "예년 수준으로 진행하는 것을 이해한다. 한반도 정세가 안정적으로 진입하면 한미 훈련이 조절될 수 있을 것으로 기대한다"고 했는데 이 역시 대화의 모멘텀, 북미 대화 여지를 키우려고 작심한 것이라는 것이다. 이에 대해 전향적, 파격적과 같은 표현들로 긍정적인 평가가 많이 나왔다. 조성렬 국가안보전략연구원 수석연구위원은 "북한이 비핵화 의지를 표명하고, 미국과 비핵화 논의할 수 있다고 밝힌 점이 가장 큰 성과"라고 했고 김용현 동국대학교 교수는 "북한이 북미대화를 통해 현재 판을 바꿔야 한다는 생각을 갖고 있다고 본다"고 평가했다. 또 북한이 미국에 공을 넘겼다는 점은 분명하다며 미국에 대해 전향적인 입장을 내놓을 수 밖에 없는 상황이 되었다고 전망했다. 하지만 유엔의 제재로 석탄과 의류 등 북한의 수출 품목들이 틀어 막혀 통치자금까지 마르고 유류 공급도 일부 제한되면서 민생에도 영향을 받는 데다가 중국마저 제재에 동참하고 미국 정부는 군사적 옵션까지 거론하면서 당면한 위기를 모면하기 위핸 기만술을 쓰고 있다는 비판도 있다. 신범철 국립외교원 교수는 "뜯어보면 북한의 입장에는 별다른 변화가 없다"며 "결국 비핵화가 아니라 핵 군축 협상을 하자는 얘기인 데다 대화 의지가 있었다면 핵·미사일 모라토리엄 선언에 '대화가 지속되는 동안'이라는 조건도 달지 않았을 것"이라고 했다. 핵·미사일 개발이 아닌 실험 중단을 약속한 것도 진정성을 의심할 만하다는 주장도 있다.
여당인 민주당은 "안희정 지사 건으로 대북특사단이 자칫 묻힐 뻔했지만, 다행히 성과가 너무나 꽉 차고 크다"며 "국민에게 희망 보따리를 들고 왔기에, 다시 마음을 가다듬기로 했다"며 환영했다. 그러면서 "외교·안보에 여야가 따로 있을 수 없고 남북의 통 큰 합의에 야당의 통 큰 협력이 필요한 시점"이라고 했다. 한편, 제1야당인 자유한국당은 정상회담 제안을 "위장 평화"라며 공세의 고삐를 늦추지 않았다. 대변인 논평을 통해 "우리 당이 지난 논평에서 이번 특사 방문이 비핵화가 아닌 정상회담 논의를 위한 자리가 돼서는 안 된다고 누누이 강조했음에도 그 걱정을 한 치도 벗어나지 않았"다며 정상회담 자체를 거부하는 것이 아니라 위장 평화의 독에 취하여 길을 잃을지 우려가 된다는 점을 강조했다. 또 "어느 순간 뒤집을지 아무도 모른다. 온갖 이유로 약속을 어길 경우에 대한 대책도 합의문에는 하나도 없다"고 평가절하했으며, "방향만 남쪽으로 틀면 우리를 파멸로 이끌 것이 북한의 핵무기다. 그 말을 곧이듣고 공식 발표를 하다니 어이가 없다"고 비꼬면서 북한을 핵보유국으로 인정했다며 '이적행위'라는 표현도 사용해 크게 비판했다. 홍준표 대표도 "남북 관계의 운전대는 정부가 아닌 김정은이 잡고 있다"고 비판하며 북핵폐기 로드맵이 없는 점에 대해서 비판의 목소리를 높였다. 또한 정상회담을 지방선거에 사용한다는 점도 비판했다.
남북 정상회담 합의와 비핵화 의지 표명에 대해 트럼프는 "많은 사람이 이런 날이 오리라고 생각하지 못했다"고 말하며 환영 입장을 보였다. 트럼프는 트위터를 통해 "수년 만에 처음으로 진지한 노력이 모든 관련 당사자들에 의해 펼쳐지고 있다"며 "헛된 희망일지도 모른다. 그러나 미국은 어느 방향이 됐든 열심히 갈 준비가 돼 있다"고 했다. 또 "그것은 전 세계를 위해 위대한 일이 될 것이고 북한을 위해 위대한 일이 될 것이며, 한반도를 위해 위대한 일이 될 것이지만, 우리는 무슨 일이 일어날지 두고 볼 것"이라고 했다. 지난 몇 달 간 북미 사이에 '말의 전쟁'으로 위기가 고조됐던 한반도 정세가 중대한 분수령을 맞게 되었다는 분석도 있다. 국무부도 대변인 브리핑을 통해 비핵화 의지 표명에 대해 "옳은 방향에서 이뤄진 조치라고 확신한다"며 다음 조치를 논의하겠다고 밝혔다. 《워싱턴 포스트》는 "김정은 노동당 위원장 스스로가 명백히 보증한 그 제안은 미국 본토를 사거리에 두었던 수년간의 핵실험과 미사일 기술의 진전 이후 중대한 반전"이라고 전했으며, 《뉴욕 타임스》는 "문재인 대통령의 노력은 중대한 이정표를 세웠다"고 보도했으며, CNN은 "올림픽을 관계 해빙의 계기로 삼은 문 대통령의 의미 있는 외교적 성과"라고 평가했다. 하지만 미국의 정보기관 수장들은 회의적인 반응도 보였다. 댄 코츠 국가정보국장은 "이 모든 것에 대해 상당히 회의적"이라며 "돌파구가 만들어진 것처럼 보일 수 있으나, 상당히 의심이 든다"고 했다.로버트 애슐리 국방정보국장 역시 "김정은은 핵·탄도미사일 프로그램을 포기할 의향을 보이지 않고 있다"며 "김정은은 (무력) 충돌에 대비한 준비태세를 매우 진지하게 생각하고 있다"고 말했다.
중국 역시 환영과 지지의 뜻을 표했다. 외교부는 대변인 브리핑에서 "남북이 일련의 교류활동을 펼치는 데 대해 긍정과 지지를 보낸다"며 "이번 성과는 한반도 전 국민과 각국의 공동 이익에 부합한다"고 했다. 그러면서 중국도 합당한 노력과 역할을 발휘하겠다고 언급했다. 진징이 베이징대학교 교수는 "대북 특사단이 이 정도 성과까지 거둘 것으로 생각한 전문가들은 없었다. 특히 북한이 비핵화를 북미 대화의 의제로 올릴 수도 있다는 의사를 확인한 것과 한미연합훈련을 이해한다고 밝힌 것은 상상을 초월한 성과"라고 말했다. 주펑 난징대학교 교수도 "북한이 남북정상회담을 제안한 것과 더불어 획기적인 외교 성과가 아닌가 생각한다"고 평가했다. 한편, 일본은 당혹감을 감추지 못하면서도 "한국측으로부터 직접 진의를 들어보지 못하면 판단할 수 없다"고 했다. 그러면서 북한이 핵·미사일 개발을 포기하지는 않을 것이라며 한미일의 대북 압력 연대는 간단히 변하지 않을 것이라고 했다. 일본 언론들은 북한이 갑자기 태도를 바꾼 배경과 전망에 주목하면서도 북미대화가 실제로 진행될 경우 일본 패싱이 일어날 우려가 있다며 이를 경계해야 한다고 주장했다. 러시아 역시 모스크바를 방문한 동북아평화협력의원단 소속 의원들과 만나 남북대화를 지지한다고 밝혔으며, EU 역시 "고무적인 첫 조치"라며 EU 외교이사회에 강경화 장관을 초청하여 지원할 수 있는 방안을 강구하겠다고 언급했다.

#### 4강 특사
방북 결과를 공유하고 협조를 구하기 위해 특사단이 곧바로 미국으로 향했다. 정의용은 트럼프를 만난 자리에서 김정은이 비핵화에 대한 의지를 갖고 있으며 한미연합훈련이 지속되는 것을 이해한다고 전했다. 또한 한국 정부도 비핵화에 대한 단호한 의지를 가지고 있으며 과거의 실수를 되풀이하지 않도록 북한이 구체적인 행동을 보여줄 때까지 압박을 지속하는 것도 강조했다. 또한 김정은이 트럼프를 가능한 조기에 만나고 싶다는 뜻을 표명했다고 밝혔다. 이는 "김정은과 햄버거를 먹으면서 협상하겠다"고 공언한 트럼프의 사업가적인 기질을 고려했다는 평가로 최고지도자 간의 정치적 의사 교환을 통해 미국과의 문제를 풀어가겠다는 의도로 풀이되었다. 특히 트럼프는 취임 이후 처음 백악관 기자실을 찾아 두 시간 뒤에 중대 발표를 할 것을 직접 알렸으며 이를 한국측이 발표할 수 있도록 조치했다. 또한 트럼프는 김정은의 회담 제의를 듣고 그 자리에서 수락을 하는 파격을 보였다. 이 과정에서 한국의 역할을 높이 평가한다고 했으며 주위를 둘러보며 "거봐라, 얘기를 하는게 잘하는거다"고 말했다.
하지만 다음 날 세라 샌더스 대변인이 트럼프는 북한이 구체적인 조치와 행동을 보이지 않는다면 만나지 않을 것이라고 전날과 반대되는 언급을 하여 논란을 불러일으켰다. 한편, 다른 백악관 관계자는 "정상회담 제안은 수락됐고, 여전히 유효하다"고 했고 CNN은 대변인의 발언이 혼돈을 가져왔다고 비판했다. CNN은 이어서 "북한은 비핵화가 목표라고 했지 정상회담 전에 비핵화가 이뤄질 것이라고 말하지 않았다"고 꼬집었다. 하지만 내부에서는 성급한 정상회담에 대한 비판도 존재했다. 신뢰 구축도 되지 않은 상황에서 대통령이 직접 담판에 나서는 것이 부적절하다는 의견도 있었으며, 북한이 모호한 약속만 하는데 대통령이 회담을 허락한 것이 현명한 것이냐는 비판도 있었다. 한편, 북한은 미국이 정상회담 제의를 수락한 다음 날에도 대북제재에 대해 "국제법에 대한 노골적인 위반이며 주권침해 행위"라고 비난했다.
미국 방문을 마친 뒤, 정의용과 서훈은 각각 중국·러시아와 일본으로 가서 그 결과를 알렸다. 북미정상회담 소식에 일본은 당황한 기색을 보였는데 평창올림픽 이후 대북압박이 느슨해질 우려가 있음을 강조했다가 북미정상회담 발표 직후 아베가 직접 트럼프를 만나기 위해 방미하기로 결정했다. 한편, 중국은 의심할 것 없는 호재라며 자신이 제시한 쌍중단이 효과를 발휘한 것이라며 환영의 뜻을 나타냈다. 이후 일본은 방향을 전환해 북한이 국제 원자력 기구의 핵사찰을 받을 경우 필요한 초기 비용 3억 엔을 부담할 방침이 있음을 밝혔는데 최근의 화해 무드에서 일본이 배제되는 재팬 패싱이 현실화되었다며 북한의 비핵화 논의에 적극 참여하겠다는 뜻으로 해석되었다. '패싱'을 걱정하는 것은 중국도 다르지 않았는데 김정은 집권 이후 북한과의 관계가 원만치 않았기 때문이다. 하지만 문재인은 판을 키워나가기 위해서는 중국의 역할이 긴요하다고 판단하여 적극적인 설득에 나서기도 했다. 또한 6자 회담 구성국인 러시아의 푸틴 역시 문재인이 구상하는 평화체제 구축에 관심이 큰 것으로 알려져있고 김정은도 중국보다는 러시아를 정치·외교적으로 가까이 대하고 있어 역할을 간과할 수 없다. 특사단은 15일에 귀국했는데 정의용은 귀국하면서 "중국과 러시아 양국 지도자들은 한결같이 한반도 상황의 긍정적 발전과 남북 간 화해·협력 분위기를 크게 환영했다"고 밝혔고, 서훈은 아베로부터 "일본도 비핵화를 전제로 대화하는 것을 평가한다. 문 대통령의 리더십에 경의를 표한다"는 말을 이끌어냈다. EU 또한 모게리니 외교안보 고위대표가 "한반도 상황이 대재앙 가능성에서 다면적 외교의 힘을 입증하는 쪽으로 전환하고 있다"고 평가했다.
한편, 북미정상회담을 준비하던 와중에 틸러슨 국무장관이 경질되는 사건이 일어났다. 더욱이 트위터를 통해 소식을 알렸는데 트럼프와 틸러슨이 자주 이견을 보였고 북한에 상대적으로 유화적인 태도를 보였기 때문인 것으로 알려졌다. 후임에는 마이크 폼페이오 CIA국장이 내정되어 4월 27일 임명되었는데 미국의 대외정책이 더욱 강경해질 것이라는 분석이 나왔다. 또한 북미정상회담 발표 이후 북한은 자제하던 대미 공세를 15일부터 재개했는데 미국이 인권문제를 언급할 것을 사전에 예방하면서 협상력을 높이기 위한 명분 쌓기라는 관측이다.
이러한 일련의 상황에 대해 문재인은 12일 수석비서관회의를 개최하면서 남북과 북미정상회담이 연이어 개최되면 "중대한 변화가 있을 것"이라며 이는 "세계사적으로 극적인 변화"가 될 것이라고 말했다. 세계가 한국의 역량을 주목하고 있으니 이 기회를 제대로 살려는 것에 한반도의 운명이 걸려있다며 지금 이 순간이 "너무나 중요한 기회"라고 강조했다.

#### 정상회담
정상회담에 대비하기 위해 청와대는 15일 임종석 대통령비서실장을 위원장으로 하고 정의용과 장하성, 강경화·송영무·서훈·홍남기가 위원을 맡아 남북정상회담준비위원회를 구성했다. 준비위원회는 경제협력에 대해서는 논의하지 않고 본질적 문제만 중점적으로 논의하기 위해 경제 부처는 참여하지 않았다고 밝혔다. 그 외에도 전문가들을 참여시켜 자문을 구했다. 29일에는 고위급회담을 열어 정상회담 날짜와 의제를 확정했다.
4월 27일 오전 9시 30분경에 남북 정상이 판문점에서 만나 가벼운 인사를 나눈 뒤 대한민국 국군 의장대의 약식 사열을 받고 곧이어 100분에 걸쳐 오전 회담을 진행했다. 오후에는 공동 식수와 30분 간 도보다리에서 사실상의 단독회담이 진행되었고 오후 6시경에 공동선언인 판문점 선언을 발표하였다. 남북 정상은 이날 10개의 행사를 함께 진행했으며 18시 40분경 시작된 만찬은 2시간 넘게 이어져 21시 30분경에서야 끝났다. 만찬 행사에는 리설주 국무위원장 부인도 참석했는데 이는 북한이 정상 국가라는 것을 국제사회에 인식시키기 위한 노력이라는 평이다. 판문점 선언은 남북 정상이 공동으로 언론 발표를 했는데 이는 최초이며 북한 최고 지도자의 연설이 북한 외부에서 생중계된 것도 이번이 최초이다. 문재인은 더 이상 한반도에서 전쟁을 없을 것이고 평화의 시대가 열리고 있음을 선언했으며, 김정은은 전쟁없는 땅에서 온 겨레가 번영과 행복을 누리는 새 시대를 열어나갈 확고한 의지를 같이 하고 있다고 했다.
판문점 선언은 분단과 대결의 종식, 민족 화해와 평화 번영의 새 시대, 남북관계의 개선과 발전이라는 확고한 의지를 담았으며 합의 내용에 대해 문재인은 "결코 뒤돌아가지 않을 것"이고 김정은은 "긴밀히 협력해 반드시 좋은 결실이 맺어지도록 노력해나갈 것"이라고 강조했다. 세부적으로 단계적 군축, 적대적 행위 중지, 북방한계선을 평화수역화 등을 합의했다. 다만, 장기 과제로서 통일과 관련하여 구체적인 대화는 이루어지지 않았다. 각국의 지지도 잇따랐다. 도널드 트럼프 미국 대통령은 "좋은 일들이 일어나고 있다. 그러나 오직 시간이 말해줄 것"이라며 환영이 뜻을 밝혔다. 중화인민공화국 외교부는 남북과 지역사회 및 국제사회의 공통된 기대에 부합한다고 지지 의사를 보냈으며 러시아도 "회담 결과를 아주 긍정적으로 평가한다"고 강조했다. 일본 역시 "한국 정부의 노력을 칭찬하고 싶다"고 긍정적인 평가를 보였지만 "앞으로 북한의 동향을 주시할 것"이라며 경계를 보이기도 했다. 영국, 프랑스, 이탈리아는 물론 중립국감독위원회의 일원인 스웨덴과 스위스도 남북관계 회복에 환영을 뜻을 표했다. 내용에 대해서는 기대와 우려가 교차했다. '완전한 비핵화'와 '핵 없는 한반도'라는 지향점을 밝히고 북한이 실질적인 비핵화가 아닌 핵동결에 머무르는 것 아니냐는 의구심을 어느 정도 걷어내는 것은 의미가 있지만 비핵화가 선언문의 마지막에 위치하고 다른 합의사항에 비해 시한을 못박지도 못하고 느슨한 표현으로 담긴 점에 대해서는 우려도 존재했다. 북한도 그간 인정하지 않던 북방한계선이란 표현도 그대로 사용하면서 조선중앙통신사가 판문점 선언 전문을 게재했다. 정상회담과 관련한 기사도 자세하게 보도했는데 북한이 공식매체 보도를 통해 비핵화 의지를 공식화한 것은 매우 이례적인 것이어서 주목을 받았다. 또한 청와대는 정권이 바뀌거나 정치적 상황이 변화되더라도 판문점 선언의 내용이 지속될 수 있도록 국회의 비준을 받고자 했다. 하지만 여야는 지지 결의안 표현과 문구에 대한 이견을 좁히지 못해 5월 28일 국회 비준에 실패했다.
11년 만의 정상회담에 여야의 반응은 엇갈렸다. 더불어민주당은 한반도 비핵화라는 공동 목표를 확인하고 적극 노력하겠다고 밝힌 것을 두고 "한반도에 기적이 오고 있다"고 환영했다. 한편, 자유한국당은 문재인과 김정은의 "남북 위장평화쇼" 합작품이라며 판문점 선언도 김정은이 불러준 대로 받아적은 것에 불과하다고 평가절하했다. 전문가들의 평가도 엇갈렸는데 스몰 볼 접근을 한 것이 주효했으며 과거의 긴장 상태와 전쟁 위험을 줄이는 데 큰 진전을 이뤄냈다는 긍정적 평가와 북한 인권 문제가 거론되지 않았고 합의문이 과거처럼 번복되지는 않을지 또 속지는 않을지에 대한 우려가 가시지 않는다는 비판도 있었다. 리얼미터는 CBS의 의뢰로 전국 성인 500명을 상대로 실시한 조사를 했는데 북한의 비핵화와 평화정착 의지를 신뢰한다는 응답은 64.7%, 불신한다는 응답은 28.3%가 나왔다고 밝혔다. 신뢰하지 않았지만 지금은 신뢰하게 된 경우도 전체의 52.1%였으며 과거에도 지금도 신뢰하지 않는 경우는 26.2%였다. 이는 불신이 80%에 육박하던 과거와 비교하면 크게 뒤바뀐 것인데 정상회담을 통해 국민들의 인식이 긍적적으로 바뀐 것이라고 리얼미터는 분석했다.
한편, 예정되었던 북미정상회담은 순조롭게 흘러가지만은 않았다. 1차 남북정상회담 이후인 30일 《로동신문》은 "인류의 미래는 사회주의에 있다"며 미국을 제국주의로 칭하며 "자본주의에 앞날이 없다"고 일갈했다. 민주주의에 대해서도 미국이 세계를 재패하기 위한 수단으로 악용하고 있으며 국가는 자기의 실정에 맞는 정치 방식을 선택해야 한다고 주장하며 날을 세웠다. 한편, 5월 1일에는 광주비행장에 최신예 스텔스기 F-22 랩터가 임시 배치되었단 사실이 알려졌다. 열흘 후에 시작되는 한미연합공중훈련 맥스선더에 참석하고자 온 것인데 미국 공군도 보유 대수가 적어 소중한 전력으로 꼽힌다. 이에 북미정상회담을 앞두고 미국이 북한을 압박하기 위한 의도라는 분석이 제기되었다.
급기야 트럼프는 예정된 정상회담이 그 이후에 이뤄질 수도 있다는 폭탄 발언을 하였다. 이에 김정은은 문재인에게 "일체의 형식 없이 만나고 싶다"는 뜻을 전해 5월 26일 한 달 만에 다시 두 정상이 만나게 되었다. 이는 판문점 통일각에서 2시간가량 진행되었는데 별도의 의전과 행사 없이 회담만 속도감있게 이루어졌다. 문재인은 다음 날 회담 결과를 직접 발표하면서 김정은이 "한반도의 완전한 비핵화의 의지가 확고하다는 것을" 다시 한 번 확인했다며 북한은 미국이 정말 자신들의 체제 안전을 보장할 지에 대해 의구심을 가지고 있다고 말했다. 이에 한국 정부는 "직접 소통을 통해서 상대의 의지를 확인할 것을 촉구하고 있는 것"이라며 중재 의지를 확실히 다졌다. 이에 대해 여야의 반응은 엇갈렸는데 민주당은 놀랍고 반가운 소식이라며 "양 정상 간에 상당한 신뢰가 바탕이 되어 이뤄진 것으로 평가한다"고 밝힌 반면, 한국당은 "문 대통령의 노력을 마냥 비판할 생각은 없다"면서도 투명하지 않은 깜짝쇼라고 비판했다. 한편, 북한은 이번에도 대내용 매체를 동원해 정상회담 소식을 대대적으로 보도했다.

## 국방
대선 공약에서 '강력한 국방개혁'을 천명한 만큼 여러 개혁 과제를 추진할 것으로 전망되었다. 군사 전문가들은 이전 정부가 추진해왔던 방향을 뒤집기보다는 일부를 조정·보완할 것으로 예상하면서도 자주 국방 강화에 비중을 둘 것으로 관측되었다. 자주 국방의 경우에는 막대한 국방비가 큰 부담이 된다는 비판이 있다. 2018년 예산을 짜면서 전년도 대비 10% 이상 국방예산을 증가시켰는데 다만 이러한 국방예산 증액은 행정화·비대화된 군의 몸집을 줄이는 국방개혁의 추진 동력이 될 수도 있다. 국방부와 방위사업청의 문민화율을 70%까지 끌어올리는 것도 강조했다. 현재 지표상으로는 70%에 가까운 수치를 보이고 있지만 실제로는 예비역들이 임명되어 있어 아직 부족하다는 평이다. 또한 임기 내 문민 국방장관을 임명할 것도 공약했는데 임기 중반에 순수 민간인이 국방장관에 임명될 가능성이 높은 것으로 관측된다.
또한 "군 복무 기간을 단축하면 청년들의 사회 진출 시기를 앞당겨 경제 발전에 기여할 수 있다"며 현재 21개월인 복무 기간을 18개월로 단축하는 것과 병력을 50만 명으로 감축하는 것도 공약으로 내세웠다. 부족한 병력은 부사관 충원으로 해결하게 되는데, 이에 대해서는 "일자리 창출 효과도 있다"는 입장을 보였다. 이 외에도 월급을 2020년까지 최저 임금의 50% 수준까지 인상하고, 병사 급여에 통신보조비를 지급하며, 복무 중 부상·질병에 제대 뒤까지 평생지원, 자기계발 기회 지원 확대 등이 주 목표이다.

### 사드 배치
2016년 7월 8일 국방부와 한미연합군사령부가 사드 배치를 공식화했으며, 이후 2017년 3월 7일부터 성주 사드 기지에 배치 작업에 돌입하여 4월 26일에는 시험 가동을 시작했다. 하지만 중화인민공화국은 사드가 자국의 안보를 침해·위협한다며 이를 철회하지 않는다면 그 피해는 고스란히 한국과 한국 국민들이 입게 될 것이라고 경고했다. 이후 한국 제품 구입 거부운동을 통해 중국에 진출한 한국 기업의 이익을 줄이고 골프장을 사드 부지로 제공한 롯데그룹은 홈페이지를 해킹하는 등 경제보복에 나섰다.
이런 와중에 조기 선거가 실시되어 5월 10일 문재인 정부가 출범한 뒤 시진핑 중국 주석은 수교 25주년을 맞은 한중관계가 그동안 서로에게 모두 이익이 돼왔다고 강조하는 발언을 하면서 화해 제스처를 취했다. 중화인민공화국 외교부는 "어렵게 얻은 한중관계의 성과를 한국과 함께 지키기를 원한다"고 했으며, 《환구시보》도 한중관계 개선에 문재인이 적극적으로 나서기를 희망한다고 밝혔다. 그러나 5월 30일에 국방부가 사드 도입 및 배치에 대해 문재인 정부에게 일부 내용을 숨겨서 보고한 사실이 드러나 문제를 일으켰으며, 도널드 트럼프 미국 대통령은 사드 배치에 드는 비용 10억 달러를 한국 정부가 부담해야 한다고 강조하며 환경영향평가에도 부정적 입장을 내비쳤다.
하지만 6월 9일 정의용 국가안보실장이 "정권이 교체되었다고 해서 이 결정을 결코 가볍게 여기지 않을 것이다. 또 미국과 계속 긴밀히 협의해 나갈 것이다"는 공식 입장을 내놓았는데 이는 이달 말에 예정된 한미정상회담 준비를 원활히 조율하고 한미 동맹을 파기할 의도가 없다는 점을 분명히 하기 위한 것으로 보인다. 하지만 국익과 안보를 최우선으로 고려하겠다면서 "합리적이고 또 합법적인 방법으로 투명하게 진행해 나갈 것이"라고 하면서 민주적·절차적 정당성과 투명성 확보를 위해 필요한 절차도 밟겠다는 의사를 내비쳤다. 29일 미국을 방문해서는 문재인이 직접 "사드는 한미동맹에 기초한 합의이고 한국민과 주한미군의 생명을 보호하기 위한 것"이라며 사드 배치를 철회하지 않겠다는 입장을 분명히 밝혔다. 맥 손베리 하원 군사위원장은 "북한에는 한·미 간 이견이 없다는 것과 군사적으로 견고하다는 것을 보여주는 것이 중요하다"며 사드 관련 확인에 감사의 의미를 전했다. 8월 12일에는 국방부와 환경부가 성주군·김천시 관계자와 기자들의 참관 속에 사드 레이로부터 100m, 500m, 600m, 700m 거리에서 전자파와 소음을 측정한 결과 "휴대전화가 기지국을 찾을 때 나오는 전자파보다 작은 수준이고, 소음도 대화할 때 나오는 소리 정도"가 나왔다고 환경영향평가의 결과를 발표했다. 전자파 수치가 최고 0.01947W/m2가 나와 기준이 이하가 나온 것이다. 이후 국방부는 이 결과를 바탕으로 주민들을 계속 설득하겠다고 했지만 사드 배치 철회를 주장하는 주민들은 "구체적인 측정 방식을 공개하지 않은 채 나온 결과를 어떻게 믿을 수 있느냐", "평가단에 주민이 추천하는 전문가를 포함시켜줄 것을 요구했지만 받아들여지지 않았다"며 여전히 반발을 이어갔다. 한편, 이러한 결과에 야당들은 한목소리로 추가 사드 발사대 등의 조속한 배치 완료를 촉구하면서 불필요한 사회 갈등과 국론 분열을 일으킨 것에 대한 사과를 요구했다. 반면, 민주당은 주민 의견이 수렴된 일반 환경영향평가를 거쳐야 한다는 주장을 냈다.
9월 3일 조선민주주의인민공화국이 6차 핵실험을 강행하면서 안보 위기가 다시 고조되면서 사드 배치가 추진력을 받아 7일 남은 발사대 4기도 성주 기지에 설치가 완료되었다. 다만, 이는 임시배치에 불과했는데 이조차도 공사를 위해 필요한 건설 자재와 장비 반입을 사드 반대 단체와 일부 지역 주민들이 계속 막아서면서 사실상 중단된 상태이다. 주한미군은 "사드 배치 문제를 방치하고 있는 것 같다"고 한국 정부의 의지가 보이지 않는다고 불평했지만 경찰은 불법 시위에는 단호히 대처하겠지만 "시민들을 가능한 한 자극하지 않는 것이 원칙"이라며 불법 검문 활동에 사실상 손을 놓고 있다. 이후 2018년 4월 23일 공사용 자재와 장비를 실은 덤프트럭 등 차량 22대를 반입했다. 국방부는 이전부터 차량 진입을 시도했지만 사드 배치 반대 시위 때문에 번번히 무산되었다가 경찰력을 동원하여 반입에 성공했다.

## 정치
이전 정부의 불통 이미지가 심각했던 탓도 있기에, 문재인 정부는 출범한 뒤 소통과 함께 탈권위를 강조했다. 5월 10일 취임식에는 헌법기관장인 5부 요인과 국회의원, 국무위원, 군 지휘관 등 300여 명만을 초대하여 간소하게 진행했는데 수만 명을 초대하여 국회의사당에서 성대하게 열리던 역대 취임식과는 다른 풍경이었다. 이는 취임식을 준비할 시간조차 없었던 탓도 있지만, 국정 혼란을 빠르게 수습하고 신속히 타개하겠다는 대통령의 의지가 반영됐다는 후문이다. 11일에는 수석이 아닌 비서관과 겸상을 하고 신임 수석 등과 격의 없는 오찬을 가졌으며, 직후에는 경내에서 커피 산책을 했다. 경호에 있어서도 '열린 경호', '낮은 경호'를 지향하며 시민들에게 다가가기 위한 노력을 보였다. 6월 항쟁 기념식에 10년 만에 현직 대통령이 참석했지만 '대통령이 참석한 야외행사'치고는 경비·경호 인력의 존재가 두드러지지 않았다. 의심스러운 인물을 가려내기 위해 금속탐지기로 소지품을 검사하는 절차 정도만 거칠 뿐, 행사장에 배치된 경찰관들은 시민들의 통행에 적극적으로 협조하는 모습을 보였다. 22일에는 5시 30분부터 20시까지만 개방되던 청와대 앞길을 24시간 전면 개방하기로 하면서 통행·사진 촬영 등의 제한을 없애기로 했다. 청와대 홈페이지에는 대통령경호처가 대통령 경호 사진을 공개하고 있으며 주영훈 처장도 개인 페이스북에 2 ~ 3일에 한 번 꼴로 홈페이지 사진을 공유하거나 경호처 소식을 전하고 있다. 다만, 실내와 달리 야외와 같은 열린 공간에서는 만일의 사태에 대비해야 하기 때문에 대통령의 경호 방침을 이행하면서도 절대적으로 안전을 확보한다는 이중 과제를 달성해야 하는 상황에 놓이기도 했다. 경찰청은 "최소 인원만 노출하고, 시민 통제도 가급적 최소화하는 방향으로 경호 과정과 방법이 달라져야 하는 상황"이라면서도 "'절대 안전 확보'라는 경호 목적은 어떤 경우에도 달성해야 한다"고 말했다. 주영훈 처장 역시 "문 대통령의 '친근한 경호, 열린 경호, 낮은 경호'는 강하고 완벽한 경호를 근간으로 하고 있다"고 설명했다.
선거 기간에는 정책 쇼핑몰 '문재인 1번가'라는 웹사이트를 운영했었다. 문재인 후보의 공약을 쉽고 친근하게 전달하기 위해 만든 공약 플랫폼으로 큰 화제를 모아 100만 개가 넘는 공약이 판매되는 인기를 끌었다. 베스트 상품 1위로는 '안전이 정착된 나라', 2위에는 '최순실 없는 나라', 3위는 '우리 아이 평등세상'이 각각 올랐다. 문재인 정부가 정식으로 출범한 뒤인 5월 25일에는 인수위원회 역할을 하던 국정기획자문위원회가 산하에 국민참여기구로 국민인수위원회를 구성하고 새 정부 국정운영 계획에 국민 의견을 수렴하기 위한 기구로 광화문 1번가를 개소했다. 광화문 세종로 공원에 마련하였는데 시민들이 정책을 제안하면 이를 접수해 정책 결정 과정에 반영하는 역할을 하게 된다. 인터넷 웹사이트로도 개설했으며, 29일에는 지방 곳곳에도 설치를 하였다. 이후 출범한 지 50일이 되는 7월 12일에 해단식을 하면서 활동을 종료했는데 가장 많이 제안된 의견은 '민생·복지·교육'이었고 그 다음을 일자리와 부정부패 청산이 이었다. 또한 주요 키워드는 일자리, 고용, 청년, 여성, 기업, 학교, 교사, 경찰·안전, 비정규직 등이었다. 8월 20일에는 국민인수위원회의 정책 제안에 저부가 답변을 하고 국정 운영방향을 하는 대국민보고대회가 청와대에서 진행되었다. 일자리 창출, 장애인 배려, 자살 예방은 물론 힙합 래퍼가 직접 음원 수익 관련 건의를 하는 등 현실적인 질문들도 잇따랐다. 이에 대해 더불어민주당은 "지난 3개월 동안의 국정운영 성과를 국민에게 알리는 동시에 국민의 의견을 청취해 형식과 내용, 모든 면에서 진정한 소통 장면이었다"고 극찬했으며, 자유한국당은 "대통령의 '쇼통'은 참으로 부끄러운 이야기"라며 "소통이 아닌 쇼통을 하는 것은 한계가 있다고 본다"고 혹평했다. 19일에는 '국민소통플랫폼'으로 국민들의 청원을 듣자는 취지로 청와대 홈페이지에 청와대 국민청원 코너를 만들었다. 2018년 1월 10일에는 신년 기자회견을 하면서 기존의 방식과는 차별화된, 대통령이 직접 기자를 지명하고 질문도 사전에 제공받는 소위 '각본'도 없는 상태에서 진행하였다. 처음 시도하는 방식이기에 회견이 어떻게 진행될지 예상할 수 없었으며, 끝난 뒤에도 윤영찬 국민소통수석도 "역대 (국내) 대통령 기자회견에서 전례가 없었던 방식"이라면서도 "모험이었다. 회견 내내 조마조마했다. 이렇게 해도 되나 걱정 많았다"고 토로했다. 전체적으로는 긍정적인 반응을 얻었으며 "모든 기자에게 질문 기회가 열려 있고, 미리 질문을 정해놓지도 않았다는 게 환영할 만하다. … (중략) … 백악관과도 다른 지점이다", "워싱턴과 서울의 언론에 대한 접근이 완전 다르다"며 외신의 호평도 이어졌다. 다만, 남북 대화와 위안부 합의 후속 조치 등의 여파로 17개의 질의 중에서 12개가 정치·외교·안보에 집중되었으며, 경제 분야는 2개 밖에 나오지 않는 등 아쉬운 점도 있었다.
한편, 청와대는 국정운영의 주요 과제를 논의·결정하고 일상적인 국정운영은 내각이 담당하는 책임총리제를 강조하기도 했다. 2012년 18대 대선에 출마하면서 "책임총리제를 통해 제왕적 대통령의 권력을 분산하겠다"고 강조했으며, 대통령 취임사에도 "대통령의 제왕적 권력을 최대한 나누겠다. 권력기관을 정치로부터 완전히 독립시키겠다"고 했다. 문재인 정부의 초대 총리인 이낙연에게 임명하면서 헌법상 총리의 권한인 국무위원 해임건의권을 보장하기로 했으며, 제청권도 사전 협의를 통해 보장하는 방식을 취할 것으로 알려졌다. 6월 1일 수석보좌관회의를 주재하면서는 "일상적인 국정과제는 총리가 책임지고 해 나갈 수 있도록 최대한 (권한을) 총리실로 넘겨주면 좋겠다"며 비서실의 최대한 협조를 당부했다. 취임 이후 이낙연 총리도 매주 월요일마다 대통령과 정례 회동을 갖조 국정현안을 폭넓게 논의하고 있으며, 경제 발전 등 주요 국정현안에서도 나름의 목소리를 내고 있다. 44개 정부부처에 의한 2018년 정부 업무보고가 1월 18일부터 30일까지 진행되는데 총리 주재로 열리기로 했다. 이는 대통령 권한대행의 사례를 제외하면 순수 국무총리가 주재하는 것이 처음인 것으로 알려졌는데 이는 총리가 책임총리로서 실질적으로 내각을 이끈다는 점을 분명히 하려는 대통령의 의중이 담긴 것이라는 해석이다. 다만, 평가가 마냥 좋지만은 않다. 이낙연이 후보자 신분일 때에는 청와대에서도 "역대 전례 없는 영향력을 갖는 총리가 될 수도 있다"고 했지만 실제 조각 과정에서 총리의 역할은 제한적으로 인사권 가진 책임총리제는 공약(空約)에 불과했다는 것이다. 국무총리비서실장도 대표적 친문 인사로 꼽히는 배재정 전 국회의원이 임명되고 국무조정실과 총리비서실의 고위직은 총리와 인연이 없는 사람들이 차지하면서 총리실 인사도 총리가 책임지지 못한다는 비판이 나왔다. 2017년에는 법인세 증세를 고려하지 않고 있다고 밝혔지만 추미애 더불어민주당 대표가 건의하고 문재인이 받아들이면서 핀셋 증세가 급물살을 타면서 당청과 엇박자를 내기도 했다. 그러다보니 총리는 민생 현장만 열심히 돌고 있다는 지적이 나온다.

### 여소야대와 협치
2016년 4월에 치러진 20대 총선 결과 더불어민주당도 새누리당도 과반수 의석을 차지하지 못했고, 다음 해의 조기 대선에서 민주당이 집권당이 되었지만 여전히 여소야대 상황에 몰려 있었다. 이에 문재인은 당선된 직후인 5월 10일 야당 대표들을 차례로 예방했으며, 당일 임명된 임종석 대통령비서실장도 이들을 방문했다. 또한 여소야대 상황을 극복하기 위해서 '협치'가 중요한 화두로 떠올랐으며 여당인 민주당 역시 각종 개혁 법안의 처리를 위해 야당과의 협조 체계를 구축하는 것을 우선하고 있다. 다만, 국민의당 등 다른 당과의 통합을 주장하는 목소리는 줄어들었는데 이는 여론을 의식하면서 또한 당의 정체성을 유지하기 위함인 것으로 보인다. 송영길 민주당 의원은 "국민의당, 정의당 같이 연정해야 된다는 입장을 가지고 있다"고 밝혔으며, 민병두 의원도 통합까지는 너무 빠른 이야기라며 "통합정부를 구성하는데 있어서 일부를 같이 할 것인가 아니면 개혁의 프로그램을 같이 논의할 것인가 이런 단계부터 일이 시작되어야 하는 것이 아닌가 생각한다"고 말했다. 그리고 자유한국당 내에도 이전 정부의 탄핵에 찬성했던 의원들이 있으므로 개별적으로 협치의 대상이 될 수 있는 것으로 보고 있다. 협치의 시험장으로 가장 먼저 무대에 오른 것은 이낙연 국무총리 후보자의 인사청문회이다. 취임하자말자 전라남도지사직을 수행하던 이낙연을 총리 후보자로 지명하고 24일부터 국회에서 청문회를 진행했다. 한국당과 바른정당은 "확실한 결격 사유가 없는 한 발목은 잡지 않겠다"고 밝히면서 국회의원 출신이라 우호적인 평가가 나오고 있으며, 국민의당 역시 호남 출신인 이낙연 후보자를 반대하기에는 부담이 따를 것이라는 관측이 많았다. 하지만 대선 당시 문재인이 위장전입, 탈세, 병력면탈, 논문 표절, 부동산 투기와 관련된 사람은 공직에 기용하지 않겠다고 밝힌 인사기준 5대 원칙 중 위장전입, 아들의 병역 논란, 일부 세금 탈루 문제가 불거지자 야당의 반대가 심해졌고 민주당이 이에 대해 "협치와 대통합의 시작에 여야 할 것 없이 대승적인 결단을 내려달라"고 국정의 정상화만 강조하면서 여야가 대치하는 형국으로 바뀌었다. 여기에 외교부 장관으로 지명된 강경화와 공정거래위원회 위원장으로 지명된 김상조에 대해서도 5대 기준에 위배되는 문제가 나타나면서 정국이 급격히 냉랭해졌다. 이후 31일 자유한국당 의원들이 퇴장한 가운데 여야 의원 188명만이 참석하여 겨우 인준안을 통과시킬 수 있었다. 이후 우원식 민주당 원내대표는 "우여곡절을 겪긴 했지만 협치가 중단된 것은 아니다"고 밝혔지만 정우택 한국당 원내대표는 "모든 대표는 대통령에게 있다. 지금 상태론 (협치가) 어렵다"고 단언했다.
6월 9일에는 「정부조직법」 일부개정법률안이, 12일에는 추가경정예산안이 국회에 제출되어 협치의 새 분수령을 맞이했다. 하지만 18일에 강경화 외교부 장관 후보자를 정식으로 임명하고 안경환 법무부 장관 후보자가 낙마하는 상황에서 청문회가 진행되거나 예정된 후보자들도 몇 가지 비리가 드러나면서 정국이 급랭해졌다. 정우택 한국당 원내대표는 "대통령이 부적격자 임명을 강행한 데 대해 당분간 냉각기를 가져야 한다는 의견이 많았다"면서 바른정당과 함께 상임위에 참석하지 않았으며, 국민의당도 국회 의사일정에 적극적으로 협조하기를 거부했다. 특히 보수 야당은 청와대의 인사검증 시스템을 문제삼으며, 조국 민정수석의 사퇴까지 요구했다. 이에 민주당은 "청문회도 하기 전에 안된다고 하면 인사청문회 제도는 왜 있느냐"면서 낙마 공세에 대해 '개혁 발목잡기'라는 인식으로 받아쳤다. 이후 보수야당은 「정부조직법」 일정개정법률안과 추가경정예산안 심사를 청문회와 연계하고 문재인 아들 고용정보원 채용 특혜 의혹 및 논란에 대한 국민의당 제보 조작 사건을 둘러싸고 민주당과 국민의당이 감정 싸움을 하면서 정국이 제대로 꼬이게 되어 한 치 앞도 볼 수 없는 상황이 되었다. 이러한 와중에 물관리 일원화 논란을 추후 논의하기로 하고 공공부문 일자리 창출 예산 80억 원을 들어내면서 「정부조직법」과 추가경정예산안에서 겨우 합의를 보아 7월 20일과 22일 차례로 국회 본회의를 통과하였다. 하지만 추경안을 통과시키면서 여당인 민주당에서 의원 26명이 불참하면서 국민의 비난을 샀고, 다당제 구도에서 제1야당인 한국당의 운신의 폭도 좁아지는 등 협치의 중요성을 다시 한 번 일깨워주게 되었다.
10월 12일부터는 국정감사가 시작되었다. 19년 간 국정감사를 평가해온 국정감사NGO모니터단은 C- 학점을 주면서 "초반엔 초·재선 의원들을 중심으로 안보, 민생에 대한 열의 있는 정책질의가 있었는데, 바른정당·국민의당 합당 논의로 집중력이 떨어졌다"고 꼬집었다. 특히 한국당은 방송통신위원회의 방송문화진흥회 보궐이사 임명을 "방송장악을 위한 날치기 폭거"라고 규정하고 26일부터 2016년에 이어 2년 연속 보이콧하였다. 정우택 원내대표는 의원총회에서 "방송통신위원회가 MBC 대주주인 방송문화진흥회의 보궐이사를 선임할 경우 정국이 경색될 것임을 경고했음에도 선임을 강행했다"며 "민주주의의 공기인 언론을 지키기 위한 정의로운 투쟁이자 정부에 대한 규탄"이라고 밝히면서 이효성 방통위원장에 대한 해임촉구결의안을 제출하기로 했다. 이에 민주당은 명분 없는 습관성 보이콧이라며 우원식 원내대표가 "방문진 이사는 한국당의 비례대표가 아니다. 무슨 명분으로 국감을 무산시키나"며 "한국당은 언론적폐 지키기가 민생이나 안보보다 더 중요한가. 민주당은 국감을 차질 없이 진행하겠다"고 강조했다. 11월 1일에는 새해 예산안에 대한 문재인의 시정연설에 앞서 5당의 당대표·원내대표와 사전환담을 가졌지만 한국당은 시정연설 자체에는 불참하였다. 예산안 합의 과정에서도 치열한 협상을 이어갔으나 원만한 절충안을 찾지 못해, 「국회법」 제85조제3항(국회 선진화법)에 따라 예산부수법안을 국회의장이 지정하여 12월 1일 본회의에 자동 부의했으며 예산결산위원회과 소위원회에서도 합의를 보지 못해 3당 원내대표와 정책위원회 의장으로 구성된 소소위(2+2+2 회동)까지 열어 겨우 합의에 이르렀다. 최대 쟁점은 공무원 증원 예산과 최저임금 인상에 따른 일자리 안정 지원금이었으며, 그 외에도 기초연금 이상·아동수당 도입·건강보험 보장성 강화·소득세 및 법인세 인상안·남북협력기금·도시재생 사업·누리과정 예산 등이었다. 막판에 합의에는 이르렀지만 법정 시한을 넘겨 12월 6일에, 결산안도 그 전날에서야 겨우 통과시켰다.
협치에 대한 시도는 문재인 정부 출범 당시부터 있었다. 임종석 비서실장이 취임 직후 야당 원내대표를 방문하면서 "국민의 대표기관인 국회와 소통하는 걸 가장 중요하게 생각한다.", "국회와 소통창구를 충실하게 하겠다."고 소통 의지를 밝혔다. 5월 19일에는 대통령의 초청 하에 5당 원내대표가 청와대에서 회동하여 오찬을 겸한 만남을 2시간 20분 동안 가졌다. 이 회담에서 민감한 사안인 개헌 문제와 사드 배치부터 인사청문회, 외교안보, 경제 관련 등 거론될 수 있는 모든 현안들을 두고 격의 없는 대화가 이뤄졌으며 이를 통해 새로운 '국·청 관계'를 이끌어나가고자 했다. 22일에는 국회의장과 4당 원내대표가 협치를 강화하기 위해 월요일마다 정례 회동을 하기로 의견을 모았다. 두 차례의 회담·회동을 통해 대통령과 여야 원내대표 간에 여야정 국정 상설 협의체를 구성하기로도 합의했다. 하지만 5월 31일 이낙연 국무총리 후보자에 대한 인준안을 한국당이 불참한 상황에서 통과시키자 이에 반발하며 "'국회 국정 설명회' 식의 성격을 가질 협의체 구성에는 참여할 의사가 없다."고 하면서 여야정 협의체 구성을 거부했다. 이는 제1야당으로서의 존재감이 흔들린 데 대한 위기감이 작용한 것으로 보인다. 이후에도 여야정 협의체 구성에 관해 지속적인 논의가 있었지만 구성되지 못했다.
이후 2018년으로 접어들면서 다시 협치를 강조하기 시작했다. 1월 23일 민주당 원내지도부와 청와대에서 오찬을 함께하면서 정국 운영 방안 등을 논의했는데 우원식 원내대표가 2월 국회를 앞두고 청와대와 여야 원내대표간 회동을 건의하면서 문재인이 참모들에게 이를 검토하라고 주문한 것이다. 실제로 2017년 9월에 4당 대표를 청와대에서 만난 이후 새해 예산안 시정연설을 위해 국회에 들러서 여야 지도부와 만난 것을 제외하면 야당과의 직접 소통은 사실상 중단된 상태였다. 이는 문재인 정부의 적폐청산을 야당이 정치보복으로 규정하고 국민의당과 바른정당이 합당 논의를 하면서 만날 기회가 생기지 않았기 때문이다. 이는 새해에도 여소야대 구도가 변하지 않으므로 국가적 현안을 앞두고 초당적 협력을 구하기 위해 대통령 스스로 이를 풀기 위해 나선 것이라는 분석이다.
청와대는 7월 24일 야권 인사의 입각을 포함한 개각을 추진하겠다는 혀비 내각 구상을 주장하였다. 그러나 야당 자유한국당과 바른미래당은 청와대의 내각 구상이 협치라고 보기에 매우 미흡하고 진정성이 보이지 않는다라고 비판 하며 협치내각 구성에 여전히 미흡한 소통이 있음을 보인다.

### 권력기관 개혁
문재인은 18대 대선에 출사표를 던졌을 때도 고위공직자비리수사처의 설치를 공약했을 만큼 검찰 개혁에 의지를 보였다. 19대 대선에서도 문재인을 비롯한 주요 후보들이 권력기관 개혁 대상 1순위로 검찰을 꼽았으며, 문재인은 검경 수사권의 조정과 공수처 신설을 골자로 한 검찰 개혁 방안을 제시했다. 검찰 외에도 국가정보원과 경찰청 등 권력기관에 대한 개혁도 취임사를 통해 예고했다. "권력기관은 정치로부터 완전히 독립시키겠다"고 하면서 또 "어떤 기관도 무소불위의 권력을 행사할 수 없도록 견제장치를 마련하겠다"고 강조한 것이다. 검찰은 인사의 중립성과 독립성을 강화하고 외부기간 파견을 억제한다는 공약을 내놓았으며, 국정원은 국내 정보 수집 업무를 전면 폐지하여 대북·테러 관련 정보 수집을 전담하는 기관으로 탈바꿈시키기로 했다. 취임 당일 국정원장으로 지명된 서훈도 국정원의 정치개입 근절이 어려운 문제이지만 마지막 기회라고 생각한다면서 "건강한 국정원을 위해 가장 빠르고 효과적으로 정치로부터 (국정원을) 떼어놓을 방법을 찾겠다"고 의지를 밝혔다.
2017년 5월 31일 국정기획위원회 외교·안보분과위원회는 국정원의 업무보고를 받으면서 과거 국내정치 개입 논란을 빚었던 국정원의 총체적 개혁을 요구한 것으로 알려졌다. 같은 날 서훈 후보자가 정식으로 원장에 임명되었으며, 6월 27일 신현수를 기획조정실장에 임명했다. 기조실장은 차장과 어깨를 나란히 하면서 예산·인사·조직을 총괄하는 보직으로 내부에서 개혁을 실행할 수 있는 위치에 있기에 서훈 원장이 개혁의 큰 그림을 그리고 신현수 실장이 세부적으로 뒷받침하는 방향으로 일이 이루어질 것이라는 관측이다. 또한 1·2·3차장에는 내부 인사를 임명하여 안정성을 기하면서도 해외정보와 북한 파트 책임자에는 외부 전문가를 발탁하면서 개혁에도 초점을 유지했다. 7월 26일에는 국내동향 정보 담당 부서인 수집국과 분석국을 폐지할 것을 결정했는데 이미 정부부처 및 주요기관과 단체, 언론사 등을 담당하며 국내동향 정보를 수집해온 국내정보 담당관(IO) 역시 폐지하면서 국정원은 방첩·대공 정보 수집 등 본연의 업무에 집중하게 될 것으로 보인다. 민주당은 한 발 더 나아가서 국정원의 대공수사권을 폐지한다는 문재인의 대선 공약을 이행하기 위해 국정원 개혁 관련 법안을 6월에 발의하였다. 8월 7일에는 이전 정권의 국정농단에 연루된 것으로 의심되는 2·3급 간부를 대거 교육연수 발령 처분했으며, 25일에는 1급을 전원 교체하는 인사를 단행했다. 이 과정에서 국정원 사상 처음으로 여성 부서장도 탄생했는데 국정원 관계자는 철저하게 능력 위주로 이루어지 인사로 "그동안 소외됐던 여성도 업무에서 보여준 실력에 따라 발탁된 것"이라고 밝혔다.
경찰 개혁에 대해서는 인권옹호기관으로 거듭날 필요성에 요점을 두었다. 검경 수사권 조정이나 국정원의 대공수사권 이관 등은 모두 경찰청의 힘을 강화시키는 것인데 검찰과 국정원만큼 소위 적폐의 대상으로 지목되어 온 경찰도 개혁하지 않으면 안 된다는 것이다. 5월 27일 국정기획자문위원회 박범계 정치행정분과위원장은 "검·경 수사권 조정에 앞서 경찰이 인권옹호기관으로 개혁해야 한다"고 강조하면서 조국 민정수석이 인권친화 경찰을 요구한 발언에 대해서도 "메우 적절했다"고 평했다. 그러면서 "거대조직으로 매해 평균 1만명의 징계비리 등이 나타나는 통계도 반성할 필요가 있다"고 꼬집었다. 이는 이틀 전인 25일 국가인권위원회의 위상 강화를 문재인이 지시한 것과도 관련된다. 이 지시를 발표하면서 경찰의 인권 침해 문제를 언급했으며, 조국 민정수석도 브리핑에서 검경 수사권 조정의 필수 조건으로 인권 문제 개선을 규정했기 때문이다. 이후 경찰은 과거와 같이 집회 관리를 무조건 막고 통제하는 식이 아니라 유연한 대처를 보이면서 시민들의 집회권을 보장하고, 살수차 등 신체에 위해를 가할 수 있는 진압장비도 사용 요건을 명확히 하기로 했다. 경찰행정 관련 심의·의결기구인 경찰위원회도 실질화하기로 했다.
6월 16일에는 경찰개혁위원회를 구성하였는데 경찰의 변화 방안을 마련하는 자문기구로 활동하게 된다. 박경서 위원장을 비롯하여 18명의 위원으로 구성하였는데 인권보호, 자치경찰, 수사개혁 등 3개 분과로 나눠서 활동한다. 위원회는 7월 19일 경찰 직무집행 과정에서 발생한 주요 인권침해 사건에 대한 진상조사를 실시할 민간 주도의 진상조사위원회를 설치하는 것을 골자로 한 첫 번째 권고안을, 이어서 31일에는 2016년부터 23차례 진행됐던 촛불집회의 전 과정을 백서로 발간하고 수사의 공정성을 확보하기 위한 방안 등 두 번째 권고안을 제시했다. 9월 29일에는 유치인 인권을 보호하고 유치인 보호관 근무환경을 개선할 것을 경찰청에 권고했으며, 10월 19일에는 총경 이상이 기관장을 맡는 소속기관에 경감 이하 경찰관으로 구성된 직장협의회를 설치해야 한다는 의견을 냈다. 이는 다른 직종에 비해 매우 열악한 근무 환경에 처해 있는 경찰에 최소한의 의사소통 기구를 둘 필요가 있기 때문이라고 밝혔다. 경찰에 대한 외풍을 차단하기 위한 목적으로 경찰위원회를 총리 소속 중앙행정기관으로 두고, 경찰청장 임명제청권과 총경 이상 승진인사에 대한 심의·의결권을 행사토록 하는 방안도 권고했다. 서보학 위원은 "이번 권고는 경찰위원회에 경찰의 통제를 맡기는 것이기 때문에 경찰의 역량을 넘어서는 청와대의 결단이 필요한 사안"이라며 "대통령이 자기 손아귀에 있는 권력기관을 놓아 주는 것"이라고 했다. 수사권 독립과 관련해서 일종의 부작용 지우기로써 외부 민간인이 기관장을 맡는 국가수사본부를 두어 독립적으로 수사를 진행할 수 있는 방안을 발표했다. 경찰청장이나 일선 경찰서장은 일반직 지휘만 하고 구체적 지휘는 수사본부장이 담당하며 경찰청에는 직접 수사부서를 폐지해 수사 권력을 분산시키겠다는 의도다. 위원회 관계자는 "국가수사본부가 최대한 독립성을 확보하는 데 중점을 뒀다"고 했는데 이번 권고안은 검경 수사권 조정을 위한 경찰 측의 밑그림이 완성됐다는 평가도 나온다. 12월 7일에는 경찰이 수사를 전담하고 검찰은 경찰이 송치한 수사 결과를 바탕으로 공소권을 행사하도록 하는 수사구조개혁 방안을 발표했다. 검찰의 수사지휘권과 직접수사권은 폐지하고 검사만이 영장을 청구할 수 있도록 한 헌법 조항도 개헌 과정에서 삭제할 것도 제안했다. 또한 지금까지 나왔던 위원회의 권고안을 경찰청은 거의 대부분 받아들였다. 하지만 위원회가 민주사회를 위한 변호사 모임, 참여연대나 민주당, 노무현 정부 출신 등 위원 19명 중 15명이 극좌 진영이라며 균형이 맞지 않다는 지적도 있다. 또한 권고안이 어떤 논의를 거쳐 마련됐는지 녹취록도 공개되지 않는 비판도 있다.
검찰개혁은 과거 모든 정권이 주장해왔던 주요한 과제였다. 2017년 4월 21일 이영렬 서울중앙지방검사장과 안태근 법무부 검찰국장이 주재하여 법무부와 검찰 간부 8명이 배석한 만찬에서 양측이 수사비·격려금 명목으로 70만 ~ 100만 원 상당의 돈봉투를 주고받았다는 사실이 5월 15일 《한겨레》의 보도로 드러났다. 이는 「부정청탁 및 금품등 수수의 금지에 관한 법률」에 대한 위반이라는 주장이 있으며 "관행이어서 문제 될 게 없지 않느냐"는 검사들의 상황 인식과 함께 조사에 소극적이고 미온적으로 대응하여 많은 반발을 불러일으켰다. 이틀 뒤에는 문재인이 직접 감찰을 지시하는 등 이를 계기로 검찰 개혁의 고삐를 바짝 당길 것으로도 보인다. 민주당은 원내대변인 논평을 내며 "검찰 개혁을 위해서 고위공직자 비리수사처 설치는 이제 선택이 아닌 필수가 됐다"며 "무너진 정의를 바로 세우기 위해서는 검찰이 바로서야 함은 자명한 이치"라고 주장했다. 또한 "검찰 내부로부터의 개혁은 불가능하다는 것을 반증한다"고 강도 높게 비판했다. 초대 민정수석으로 임명된 조국 역시 검찰 개혁 3대 과제로 고위공직자비리수사처 신설, 검경 수사권 조정, 민정수석의 검찰 수사·인사 불개입 원칙을 제시했다. 8월 9일에는 검찰청의 상급기관인 법무부 산하에 법무·검찰개혁위원회를 설치하여 법무부의 탈검찰화, 공수처 설치, 전관예우 근절, 검찰 인사의 공정성 확보 방안 등을 논의하게 했다. 이에 검찰 내부에서는 "법무부에서 민간위원 주도로 추진해 사실상 검찰을 외부 수술대에 올리겠다는 것"이라고 반발했으며, 자체적으로 검찰개혁추진단을 설치할 뜻을 밝혔다. 9월 18일에는 법무부 개혁위가 공수처 설치안을 내놓자 다음 날 자제 개혁위를 출범시키면서 갈등이 더욱 깊어지게 되었다. 24일 위원회는 직제 개정, 실·국·과장 인사와 관련하여 탈검찰화를 권고하였으며, 이후 법무실장·출입국외국인정책본부장·인권국장에 모두 변호사를 임명하였다. 하지만 법무부의 개혁에 대한 의지가 꺾였다는 비판도 나왔다. 「법무부와 그 소속기관 직제」에서 기존의 '검사로 보한다'를 '검사 또는 일반직공무원으로 보한다'로 개정하여 검사 임명이 차단된 것은 아니기 때문이다. 정원에서도 검사 단독 정원은 줄었지만 그 만큼 검사가 포함된 일반직공무원 정원이 늘었으며 외부에 개방된 실국장급에서도 기획조정실장과 범죄예방정책국장과 같은 핵심 요직은 여전히 검사 몫으로 돌아갔다. 이에 법무부 직원에 검사가 임명될 수 있도록 규정한 「검찰청법」 제44조를 폐지하는 것이 선행될 필요가 있다는 주장도 있다.
2018년 1월 14일 청와대는 국정원과 검찰의 권한을 경찰로 이관하는 내용을 담은 권력기관 개편방안을 발표했다. 검찰은 주요 사건의 1차적 수사는 경찰청으로, 고위공직자 수사 및 기소 권한은 공수처를 신설해 맡도록 했으며 직접 수사는 경제·금융 같은 특수수사로 한정했다. 국정원은 대공수사권을 경찰청 산하에 독립된 안보조직을 만들어 이관하며 국내 정보 활동을 폐지하고 대북·해외 정보 부서로만 역할을 줄이기로 했다. 한편, 검찰과 국정원의 핵심 권한을 이관받는 경찰은 경찰권 견제를 위해 국가경찰과 자치경찰로 분리하며 치안·경비·정보를 담당하는 일반경찰과 1차적 수사를 담당하는 수사경찰로 구분하기로 했다. 하지만 이에 대한 반발도 나왔다. 특히 국정원의 대공수사권을 경찰에 이관하는 것에 대한 이견이 많았는데 국정원은 대공수사에 대한 모든 기능, 노하우, 첩보망을 가지고 있지만 경찰은 이것이 없어 한계가 있다는 것이다. 관련 직원을 경찰청이 흡수하고 기술과 방법을 가르쳐 준다고 한들 이것이 쉬운 일이 아니며 해외 정보기관과의 협력도 앞으로 문제가 될 수 있다. 또한 이 개혁안을 관철시키기 위해선 「국가정보원법」 등을 비롯한 최소 6개의 법률을 개정해야 하므로 국회의 협조가 필수적이다. 하지만 제1야당인 자유한국당은 "권력기관을 수족처럼 부리겠다는 개약이자 국회에 대한 청와대의 가이드라인"이라며 수용불가를 분명히 했다. 법제사법위원회 한국당 간사인 김진태 의원은 "검경 수사권 조정에 반대하는 게 아니고, 필요하다면 검찰 개혁을 위해 더 강도 높은 수술도 이뤄질 수 있다는 입장인데 청와대가 그림을 다 그려 놓고 따라오라고 하면 국회는 뭐가 되느냐"며 반발했다. 김성태 한국당 원내대표도 "대의기관인 국회의 논의 자체를 거들떠보지 않겠다는 일방통행식 국정운영"이라며 '국회패싱'이라고 비판했다.
2월 8일에는 법무·검찰개혁위원회가 검경 수사권 조정 권고안을 발표했다. 지휘하고 지휘받는 관계인 검찰과 경찰을 상호 협력하는 관계로 재편하는 것을 골자로 하는데 경찰에 대한 검찰의 수사지휘권은 폐지하되 수사종결권과 영장청구권은 유지하는 것이 주 내용이다. 권고안에서 요구와 지휘를 혼동하여 해석에 약간의 문제가 있지만 "사실상 경찰의 독자적인 수사를 허용하는 방안"이라는 평가가 나왔다. 박상기 법무부 장관은 "개혁위의 권고안을 존중해 국민을 위한 수사권 조정이 이뤄지도록 최선의 노력을 다하겠다"고 밝혔다. 하지만 경찰은 수사 과정에서 반드시 필요한 수사종결권이나 영장 청구 권한을 검찰이 그대로 가지도록 하는 권고안이 나오자 빛 좋은 개살구라며 불만을 제기했다. 개혁위는 대공수사권을 부여받는 상황에서 추가적인 권한을 부여받는 것이 부적절하다며 그 대신 영장의 부당한 반려를 심사하기 위한 영장심의위원회 제도를 제안했다. 하지만 경찰에서는 달라진 것이 없다며 "수사권 조정이 아닌 유지 방안 아니냐"는 비판이 제기되었다. 또 "부패·경제금융·공직자 등 대부분의 대형 사건은 여전히 검찰 몫이라 경찰은 쏟아지는 각종 형사 사건만 도맡게 하는 구조"라고도 꼬집었다.

## 경제
문재인 정부가 들어서면서 부자 증세, 일자리 창출 공약, 복지 공약, 탈원전 정책 등이 수면 위로 떠올랐다. 문재인 정부의 목표는 "국민의 삶을 책임지는 정부"이며, 저출산·고령화, 빈곤, 보육, 교육, 의료 분야에서 복지를 확대할 것으로 예상되고 있다. 한편으로는 취임하자마자 10조 원 규모의 일자리 추가경정예산을 편성하는 것이 목표이기도 하다. 부동산 정책으로는 서민을 위한 주거복지와 도시재생 뉴딜사업에 초점을 두고 있다. "매년 17만 가구씩 5년간 총 85만 가구의 공적 임대주택을 공급하는 것"이 목표이다.
2017년 10월 13일 중국과 통화 스와프 계약을 3년 연장했다. 당시 기준으로 한국의 전체 통화 스와프 1,168억 달러의 절반에 가까운 560억 달러가 중국과의 통화 스와프였는데 외환시장의 안전핀을 원하는 한국과 위안화의 런민비의 국제화를 꾀하는 중국 간의 경제적 이해관계가 맞아떨어져 연장이 이루어졌다. 11월 16일에는 캐나다, 2월 8일에는 스위스와 첫 통화 스와프 협정을 체결했다. 스위스와는 100억 스위스 프랑(한화 약 11조 2000억 원)에 3년 간으로 계약을 맺었으며 캐나다와는 만기가 설정되지 않은 상설계약에 한도도 정하지 않았다. 특히 두 나라는 높은 신용등급을 자랑하고 사용 화폐도 기축 통화에 버금가는 대우를 받기 때문에 혹시 올 지 모르는 외환위기의 위험을 줄일 수 있게 되었다는 평가를 받고 있다.

### 성장 정책

#### 소득주도 성장
문재인 정부의 경제정책은 소위 '재이노믹스'(Jaein + Economics)이다. 민간보다 정부의 역할을 강조하며 정부 주도로 나랏돈을 풀어 일자리를 만들고 가계소득을 불려주는 방식으로 경제성장을 이루겠다는 전략인데 기업에 대한 규제를 완화하고 세금을 인하해 경제성장을 꾀했던, '기업하기 좋은 나라'로 대변되는 이전의 보수 정권과는 궤를 달리한다. 제이노믹스를 설계한 김광두 서강대학교 석좌교수는 "사람에 대한 투자가 핵심"이라며 사람 중심 경제 성장을 목표로 내세우며 일자리 창출을 중요시했는데 취임 직후 대통령 업무지시 1호로 나온 일자리위원회를 구성한 것도 이 같은 맥락에서 이루어진 것이다. 선거 기간에도 스스로를 '일자리 대통령'이라고 불렀던 문재인은 취임 선서에서도 "무엇보다 먼저 일자리를 챙기겠다"며, 21조 원가량을 풀어서 공공부문 일자리 81만 개를 창출할 것을 밝혔다. 이러한 정책은 일자리 창출로 가계 소득이 늘어나면 소비가 증가해 기업의 생산과 투자가 덩달아 늘어날 수 있다는 이른바 분수 효과에 이론적 뿌리를 두고 있다. 이를 위해 재정 지출도 매년 7%씩 늘릴 것을 공언했는데, 김광두는 "양극화로 인한 갈등의 뿌리도 결국은 소득과 부를 창출할 수 있는 자질을 기르는 기회 자체가 공정하지 않다는 데 있다"면서 기존의 낙수 효과를 부정하였다. 또 하나 제이노믹스의 주요 내용으로 '공정한 임금'을 내세웠는데 중소기업은 대기업에 비해 61.4% 수준, 비정규직은 정규직에 비해 53.5%인 임금수준을 80%까지 격차를 줄이겠다는 것이다. 이는 지난 10년 간 늘어난 일자리의 92%를 중소기업이 만들었단 점을 감안하면 중소기업에 질 좋은 일자리를 키워내는 것이 중요한 과제가 될 것으로 보인다. 최저임금 역시 3년 내인 2020년까지 1만 원까지 올려서 저소득계층의 소득을 보전할 계획인데 이를 위해서는 연평균 약 16%씩 인상하게 된다. 이에 대한 비판도 존재하는데, 우선 소위 소득주도 성장론에 대한 분명한 청사진과 정책적 신호가 존재하지 않는다는 점이다. 실제로 선거 과정에서 구체적인 로드맵을 제시하지 않은 채 공공부문 일자리 창출이라는 구호만 나돌았다. 또한 이론적으로 "정부가 재정을 투입해 경기를 살리는 케인지언 정책은 경기대응 정책이지, 성장정책은 아니다. 정부가 일자리를 통해 성장정책으로 발전시키려면 공공 일자리보다는 부가가치를 생산하고 성장을 주도하는 일자리가 많이 만들어져야 한다"는 얘기가 나왔다. 즉, 성장 동력을 확충·보완할 필요가 있는데 경제민주화를 중요시하면서 대기업을 개혁의 대상으로만 다루는 것은 문제가 있다는 것이다. 근로시간 단추, 최저임금 인상, 비정규직 차별 금지와 같은 정책들도 노동 시장을 오히려 더 딱딱하게 만들 우려도 있다. 무엇보다 중요한 문제는 재정인데 나랏빚을 많이 늘리지 않으면서 세입을 늘리는 것은 쉬운 일이 아니다. 정부는 방산비리·해외자원개발 등 권력형 비리 예산을 삭감하고 소비성·선심성·중복성 예산도 줄이는 등 세출 구조조정을 통한 5년 간 112조 원가량을 아낄 수 있다는 입장이지만 한계가 있기 때문에 기업이나 고소득자로부터 세금을 더 거둬들이는 세제개혁에 방점이 찍힐 것으로 보인다.
이후 경제 패러다임을 근본적으로 바꿀 필요성이 제기되면서 새로운 정책이 논의되었는데 이때 나온 것이 혁신성장이다. 8월 25일 문재인 정부 출범 이후 처음 진행된 경제 부처의 업무보고에서 나온 것으로 일자리와 혁신 성장을 위해 3% 경제 성장이 가능한 능력을 갖추면서 정부 재정 지출 혁신을 기본으로, 서비스 산업 혁신과 산업 생태계 구축에 힘을 쏟겠다는 것이다. 이는 기존의 소득주도 성장에 대한 비판적 시각에 대한 반응이기도 하다. 특정 국가의 노동자 임금이 상승하면 생산 비용이 올라가 경쟁력이 떨어지므로 생산 비용을 절감할 수 있는 외국으로 기업이 이전할 수 있다는 점에서 소득주도 성장은 국제 공조가 이루어지는 것을 전제로 한다. 하지만 이러한 공조는 사실상 불가능하며, 정책 수단도 별로 없어 경제를 도약시킬 핵심 엔진으로는 부족하다는 지적이 계속해서 나온 것이다. 9월 28일에는 김동연 기획재정부 장관이 "혁신성장이 전 세계적인 트랜드임을 확인했다"면서 "국민입장에서 가시적인 성과를 낼 수 있도록 정책역량을 집중해 속도감 있게 추진"할 것을 밝혔다. 이를 위해 규제 샌드박스의 도입과 「규제프리존특별법」과 「서비스산업발전법」의 국회 통과에 힘을 기울이며, 제4차 산업 혁명 시대에 부응해 신산업을 적극 육성할 것을 계획했다. 10월 18일에는 일자리위원회에서 일자리정책 5년 로드맵을 구성하여 일자리·인프라 구축, 공공 일자리 창출, 민간 일자리 창출, 일자리 질 개선, 맞춤형 일자리 지원 등을 정책 과제로 제시했다. 이를 위해 중소·중견기업의 자금난을 부추기는 약속어음이나 연대보증과 같은 구시대적 금융 관행을 폐지하는 등의 정책을 내놓았다. 11월 2일에는 '혁신창업 생태계 조성방안'을 내놓았는데 김동연 기재부 장관은 "민간 중심의 혁신창업을 통합 제2의 벤처붐을 조성하겠다"며 "창업 유형을 다양화해서 누구나 혁신창업이 가능하도록 환경을 조성하고, 다양한 인재가 아이디어만 있으면 창업할 수 있도록 하겠다"고 했다. 혁신창업종합대책은 기존처럼 보조금을 주면서 창업을 유도하는 것이 아니라 민간이 선별한 기업에 대규모 자금을 투입하여 글로벌 기업으로 성장시키는 것이 정책의 핵심이다. 구체적으로는 10조 원 규모의 혁신모험펀드를 조성하고 벤처확인제도를 민간 주도 방식으로 전면 개편하며, 스톡옵션 비과세 특례를 11년 만에 부활시키고 엔젤투자 소득공제 확대 등을 추진키로 했다. 이에 대해 벤처캐피탈협회는 "업계에서는 큰 기대와 함께 벤처투자시장의 큰 전환점이 될 것"이라며 환영한다는 입장을 내놓았다. 특히 인수 합병(M&A) 등 회수 시장에 대한 활성화 계획이 담긴 점을 높이 평가했으며, 각종 세제 지원과 규제 개혁에 대한 내용 역시 업계의 주목을 끌고 있다. 「중소기업창업 지원법」과 「벤처기업육성에 관한 특별조치법」으로 이원화된 법을 「벤처투자촉진법」으로 일원화하여 비효율적인 문제를 단숨헤 해결해줄 수 있는 계기가 될 것으로도 기대하고 있다.
2018년 들어서는 규제혁신을 강조했다. 규제혁신을 혁신성장의 토대로 규정하면서 새로운 기술과 산업의 속도를 따라가지 못하는 규제의 혁파를 강조한 것이다. 문재인은 청와대에서 규제개혁토론회를 진행하며 "스마트시티·자율주행차·드론·로봇·핀테크 등 혁신성장을 이끌 선도산업들을 정해놓고도 낡은 규제와 관행 때문에 성과를 내지 못한다면 혁신성장은 그야말로 구호로만 그치고 말 것"이라고 우려를 나타냈는데 실제로 대한상공회의소의 설문조사에 의하면 규제로 인해 사업에 차질을 빚었다는 응답이 절반에 이르렀다. 문재인은 지금껏 시도된 적 없는 과감한 방식, 혁명적 접근이 필요하다며 신산업, 신기술 분야에선 '선허용, 후규제'를 주문했다. 감사원도 측면지원에 나섰다. 2월 20일 감사원은 자율주행차와 드론 등의 무인이동체를 비롯하여 ICT융합, 바이오헬스, 신소재 및 에너지 신산업, 신서비스 등 5가지 분야의 13가지 신산업 분야에 대해 감사 자제를 발표하여 공무원 사회에 해당 산업에 대한 적극적 행정 지원을 독려한 것이다. 감사원은 "아직 법과 제도가 정비되지 않은 분야에 대해 기존의 법 체계로 잣대를 들이대면 산업 생태계를 만들기 어렵다는 지적이 있어왔다"며 신산업 육성에 대해 정책 제도를 위반해도 적극적으로 면책을 검토하겠다는 것이라고 설명했다.

### 통상 정책
문재인 정부가 출범할 당시 통상 문제는 당장 해결해야 할 당면 과제로 부상해 있었다. 도널드 트럼프가 미국의 대통령으로 취임하고 한미 FTA에 대한 발언을 쏟아내자 재협상이 가시화되고 있으며 사드 설치에 따른 중국의 경제보복도 위험수위를 넘나들고 있어 미중 양국의 "보호무역주의적인 통상추진전략에 공세적 대응방안을 마련할 필요"성이 제기되었다. 하지만 통상 조직을 어떻게 할 것인지로 내부가 뒤숭숭하고 인선도 걸음마 단계라 관련 대응이 속도를 내지 못하고 있다. 통상 사무는 1998년 이래 외교부에서 맡아오던 것을 2013년 산업부로 이관하였는데 문재인은 대선 후보 당시 이를 비판하면서 외교부로 환원할 것을 주장한 것이다. 하지만 통상조직이 "외교부에서 산업부로 넘어올 때 장관급에서 차관보급으로 줄여서 넘어온" 것이 문제가 되었다며 통상 정책의 결과를 무조건 산업부에게만 덮어씌우는 것은 부당하다는 주장이 제기되었다. 이후 7월 26일 산업부 내에 통상교섭본부를 설치하는 「정부조직법」 개정안이 통과되면서 통상조직 문제는 일단락되었다.
미국과의 통상 마찰은 2018년부터 본격화됐다. 2월 12일 트럼프는 "우리는 한국, 중국, 일본에 어마어마한 돈을 잃었다"며 "그들은 25년째 제멋대로 행동하고 있다"고 비판했다. 특히 동맹국인 한국과 일본을 겨냥해 "일부는 소위 동맹국이지만, 무역 면에서는 동맹국이 아니다"라며 호혜세를 도입하겠다는 방침을 밝혔다. 한국에 대해서도 '한국 전쟁 직후 한국을 도왔고 그들은 부자가 됐지만 (우리에게 돈을 돌려줄 수 있었음에도) 아무 일도 없었다'며 호혜세 부과의 정당성을 호소했다. 18일에는 미국 상무부가 「무역확장법」 제232조 조사보고서를 발표했는데 한국과 중국 등 12개 국가에 대해 53%의 높은 관세를 부과할 대상으로 지목했다. 한국 정부는 한국이 미국의 동맹이기 때문에 한국산 철강이 미국 안보에 위협이 되지 않는다는 점을 강조했지만 설득되지 못했으며, 많은 철강을 수출하는 캐나다·일본·독일 등 전통적인 우방은 고관세 부과 대상에 포함되지 않아 논란을 일으켰다. 산업부는 "대미 수출이 많으면서 중국산 철강을 많이 수입하는 국가들이 포함된 것 같다"고 했으며 미국 국방부도 "이런 조치가 중국의 생산 과잉을 바로잡고 기존 반덤핑 관세를 우회하려는 중국의 시도를 막는 데 초점을 맞춘 것이지 미국과의 양자 관계에 맞춘 게 아니라는 점을 우리의 핵심 동맹국들에게 강조하는 게 매우 중요하다"고 밝히기도 했다. 세이프가드도 문제가 되었다. 세이프가드는 특정품목의 수입이 급증하여 국내 업계에 중대한 손실이 발생하거나 그 우려가 있을 경우 발동하는 긴급수입일부제한조치를 말하는데 미국이 태양열·세탁기에 대해 무역 적자와 미국내 제조업자들을 보호하기 위해 1월 22일 세이프가드를 발동한 것이다. 이에 한국은 세계무역기구 분쟁해결기구 정례 회의에서 세탁기 분쟁과 관련, 미국에 대한 양허관세 정지 승인을 요청했으며 철강·변압기에 징벌적 관세를 부과한 것 역시 WTO에 제소하기로 했다. 평창 올림픽 때, 한국을 찾은 마이크 펜스 미국 부통령과 접견할 때에는 한국 세탁기에 대한 세이프가드 조치를 풀어줄 것을 요청했으며, 펜스는 "문 대통령께서 상당히 쉬운 문제를 던져주셨다"면서도 즉답을 내놓지는 않았다.
이러한 미국의 통상 압력에 대해 정부는 "안보의 논리와 통상의 논리는 다르다"며 "서로 다르게 궤도를 가져가겠다"고 밝혔는데 동맹에 기초한 한미 간 안보협력과는 별개로 통상 압력에 적극적으로 대응하겠다는 의미로 분석된다. 또한 중국의 사드 보복 조치와 달리 미국의 보호무역 조치에 대해 WTO 제소를 검토하는 것은 "중국의 경우 한미FTA와 같은 시스템적인 불공정 문제는 없었다"며 "그때와는 상황이 다르다"고 설명했다. 더불어민주당 역시 반덤핑·상계 관세 등은 한국 철강 수출이 크게 타격을 받게 되는데 이런 조치는 WTO 규정 위반 이라며 "세계 무역질서나 시장 경제 원리에 맞지 않는 초법적이고 비합리적 조치에 대해서는 WTO 제소에 더해 보복관세 등 우리나라에 부여된 합법적 조치를 검토해야 한다"고 말했다. 이는 미국의 통상 압박이 해도 너무한다는 비판이 당내에서 나왔기 때문으로 "미국의 이익만 주창하는 것이 결과적으로 미국의 이익에 부합하지 않는다"는 것이다. 하지만 민주당 내에서도 "정부 대응시 미국이 통상·경제 정책과 다른 사안을 별개로 진행하는 것인지에 대한 판단이 필요한 것 같다"며 통상 문제에 대한 양국 간 대립이 격화되는 것에 대한 우려도 있다. 자유한국당도 미국의 경제 보복은 문재인 정부의 친북정책 때문이며 문재인 정권은 미국의 경제보복 이유를 "모르는 것이 아니라, 묵살하고 있기 때문에 모른다고 거짓말을 하고 있다"고 비판했다. 또 "북을 제재하듯 한국도 제재할 수 있다는 것을 보여주는 것이 미국의 경제보복"이라며 "철 지난 친북정책으로 나라 경제까지 나락으로 끌고 가는 문재인 정권의 폭주를 더 이상 묵과할 수 없다"고 목소리를 높였다.
중국과는 사드 설치로 인한 중국의 반발로 경제보복이 이루어져 골칫거리가 되었다. 특히 사드 부지를 제공한 롯데그룹은 롯데마트가 영업정지당하는 등 대표적인 경제보복을 당했다. 문재인의 대통령 취임 이후 시진핑이 축전을 보내고 전화통화를 했으며 한국 대표단과 중국 특사단이 상호 방문하는 등 사드보복 완화의 기대감이 커졌지만 한국 단체관광 금지 등 한한령은 여전하다는 등 아직 체감적인 변화는 없었다. 한국면세점협회는 서울 시내 신규면세점 개장 연기를 허용해줄 것은 정부에 건의했는데 이는 중국이 단체관광을 금지하면서 면세점 영업 환경이 악화됐기 때문이다. 실제로 한국 관광 금지령이 시행된 3월 15일 이후 주요 면세점의 중국인 고객 매출은 40% 정도 급감한 것으로 알려졌다. 한국과 중국을 오가는 항공노선을 이용한 여객도 2017년 4월 90만 명에 조금 못 미쳤는데 작년 대비 47%가 줄어든 수치이다. 특히 3월에 이어 2개월 연속 줄어든 것으로 이 역시 한국인 단체 관광 금지의 영향이다. 8월에는 한중 수교 25주년 행사가 거행되었지만 여전히 얼어붙은 양국 관계로 인해 빛바랜 행사가 되었다. 롯데마트에 대해 몰수와 경매 처분까지 내리고 여러 한인타운의 교민 상권도 폐업 위기로 몰리는 등 피해가 막심하다는 것이다.
한중 FTA도 문제가 되었다. 체결될 당시 정부는 제조업 분야에서 수출 증가액이 13억 5000만 달러에 달할 것으로 예상했지만 2016년 대중 수출은 -9.4%로 적자를 흑자로 전환하기는커녕 감소폭만 키웠다. 이는 중국이 FTA 발효 이후 통관과 위생 및 검역, 무역기술장벽, 투자자 보호장치 등 비관세 장벽을 높이는 등의 정책을 폈기 때문이다. 하지만 이에 대해 정부는 사실상 방관하고 있다는 지적이다. 한국경제연구원은 "중국 비관세장벽의 산업별 관세상당치는 일반관세보다 매우 높으므로 비관세장벽에 직면한 수출기업들이 느끼는 부담이 매우 클 것"이라고 말했다. 그럼에도 정부는 이의를 제기하겠다는 말만 되풀이하며 저자세를 보이고만 있다. 이후 FTA 발효 2년 안에 서비스·투자 분야 협상을 개시하기로 합의한 것을 바탕으로 후속 협상을 시작하기로 했다. 2018년 2월 12일 산업부는 국회에 후속협상 추진계획을 보고했는데 제2의 사드 보복을 방지하기 위해 투자자-국가분쟁해결제도(ISDS) 개선을 요구하고 관광·문화·의료·금융·법률 등 경쟁력이 있는 분야에서 시장개방 확대를 추진할 방침임을 밝혔으며 ISDS에는 일부 소극적일 수는 있어도 이견이 없을 것으로 보나 문화·컨텐츠 분야 개방에는 부정적일 것이라 예상하고 있다고 밝혔다.
그 외에도 무역과 통상의 범위를 넓혀 나갔다. 2018년 2월에는 코스타리카, 엘살바도르, 온두라스, 니카라과, 파나마 등 중앙아메리카 5개국과 FTA를 체결했다. 이는 2015년 6월 협상 시작 이후 2년 8개월 만이며 또한 아시아 국가 중에서는 최초이기도 하다. 상품과 서비스, 투자·지식재산권 등을 포함한 높은 수준의 포괄적 협정으로 95%에 달하는 높은 관세를 즉시 또는 단계적으로 철폐하기로 했으며 쌀이나 마늘 등 주요 농산물은 양허 대상에서 제외했고 쇠고기와 돼지고기는 관세 철폐 기간을 길게 잡아 피해를 최소화했다.

#### 한미 FTA 재협상
도널드 트럼프가 미국의 대통령으로 취임하면서 한미 FTA 재협상에 관한 문제도 본격적으로 수면 위로 떠올랐다. 트럼프는 대통령 후보 시절부터 NAFTA와 한미 FTA가 "민주당 정부에서 체결한 실패한 협상"으로 "대(對) 한국 무역적자가 두 배로 늘었고 미국 내 일자리도 10만 개나 사라졌다"고 주장했으며, 2017년 1월 22일 백악관 참모진 시무식에서는 "NAFTA와 이민 문제, 국경에서의 치안 문제에 대해 재협상을 하겠다"고 밝히고 당일 TPP 탈퇴 계획을 담은 행정명령에 서명하는 등 보호무역에 강한 드라이브를 걸자 NAFTA 다음은 한미 FTA가 되는 것이 아니냐는 우려가 커지면서 대책 마련에 분주해지기 시작했다. 7월 1일에는 한미정상회담에서 트럼프가 "그 협정이 체결된 이래로 미국의 무역적자는 110억불 이상 증가했다"며 "그다지 좋은 딜이 아니라고 생각한다"며 다시 한 번 한미 FTA 재협상 의지를 밝혔다. 한편, 문재인은 "양국 국민이 모두 호혜적 성과를 더 많이 누릴 수 있도록 함께 노력해 나가기로 했다"는 원론적인 수준의 입장만 밝혔다. 하지만 장하성 정책실장은 오후 브리핑을 통해 "한미 정상회담에서 FTA 재협상에 대해 양측 간 합의한 바"는 없다며 자동차나 철강 분야에서의 무역 불균형에 대해 문제를 제기한 것에 불과하다고 선을 그었다. 9월 2일에는 재협상이 아닌 협정 자체의 폐기를 지시했다는 보도가 나왔다. 《워싱턴 포스트》는 "트럼프 대통령이 한미FTA 폐기 준비를 참모들에게 지시했다"며 준비가 이미 많이 진척됐다고 밝혔다. 다만 미국 내에서도 이에 반대하는 움직임이 존재하며 6일에는 폐기를 논의하지 않겠다고 밝혔다. 하지만 22일 다시 "우리의 무역협정이 미국에는 너무나 나쁘고 한국에는 너무 좋다는 사실 때문에 무역협정을 모두에게 도움이 될 수 있도록 바로잡는 노력을 할 것"이라며 다시 재협상 문제를 꺼냈다.
미국의 통상 압박이 거세지면서 8월 22일에는 서울에서 한미 FTA 개정협상 논의를 위한 공동위원회 첫 특별회기가 열렸다. 하지만 미국이 개정협상을 공식 요구한 데 대해 한국은 수용할 수 없다며 우선 FTA의 경제적 효과를 먼저 분석해야 한다고 역제안하는 등 아무런 협의도 못한 채 물러났다. 이후 10월 4일 워싱턴에서 2차 특별회기를 열었는데 한국은 한미 FTA와 미국 무역적자의 관계 등을 분석한 입장 자료까지 내놓으며 미국을 설득했지만 미국의 요구는 바뀌지 않았고 결국 개정협상을 시작하기로 절차가 진행됐다. 이는 트럼프가 지속적으로 폐기 가능성까지 거론하면서 압박의 수위를 높였기 때문에 2차 회기가 열리기 전부터 개정 요구를 수용할 수밖에 없을 것이란 전망이 나오기도 했다. 이후 '트럼프의 FTA 폐기 협박에 밀려 백기투항을 했다'는 보도가 나오자 청와대는 적극적으로 해명하며 "지금은 개정협상을 하기 위한 절차 합의" 중이라고 말했다.
「통상조약의 체결절차 및 이행에 관한 법률」에 따라 정부는 2차례의 공청회와 26차례의 농·축산·산업계 간담회를 진행했으며 12월 18일 국회 산업통상자원중소벤처기업위원회에 개정협상 추진계획의 보고가 이루어졌다. 산업통상자원부는 "(한국 측) 잔여 관세 철폐 가속화, 주요 품목에 대한 관세 조정 요구 가능성이 제기된다"며 "특히 자동차 분야 비관세 장벽 해소 등 시장접근 개선에 관심을 둘 것으로 예상한다"고 밝혔다. 또 김영록 농림축산식품부 장관은 농업 분야에서 무역 적자가 61억 달러에 달한다며 "농업에 미치는 부정적인 영향 등을 고려해서 농업에 있어서 추가 개방이 불가하다는 점을 정부가 확고히 견지해야 한다"고 강조했다. 한편, 미국은 「무역촉진권한법」(TPA)에 따라 협상 개시 90일 전에 의회에 통보하고 30일 전에는 목표를 공개하도록 규정한 절차를 거치지 않아 전면개장 및 폐기가 아니라 부분개정으로 방향을 잡은 것으로 보인다. 이는 NAFTA의 개정 협상이 지지부진하자 한미 FTA의 빠른 개정을 통해 트럼프의 공약을 조기에 실현하기 위한 의도로 풀이된다.
유명희 산업부 통상정책국장과 마이클 비먼 무역대표부 대표보가 수석대표로 참석한 1차 협상이 2018년 1월 5일 워싱턴에서 진행되었다. 한국은 투자자 국가 분쟁 해결(ISDS)과 무역 구제 등을 관심분야로 제시했으며 미국의 관심분야는 밝히지 않았지만 자동차 분야의 비관세 장벽 해소와 자동차·철강 부문의 원산지 기준 강화 등 자동차 분야를 집중 거론했을 것으로 보고 있다. 1월 31일에는 서울에서 2차 협상에 들어갔는데 주요 내용을 외부로 알리지 않기로 약속하여 구체적인 이야기는 공개되지 않았지만 한국은 새로운 현안으로 떠오른 세탁기·태양광 세이프가드 등 무역구제 남용 문제를, 미국은 대한 무역적자의 가장 큰 부분을 차지하는 자동차와 자동차 부품 교역 문제를 집중적으로 거론한 것으로 전해졌다. 두 차례에 걸친 협상을 통해서도 합의점을 찾지 못해 3차 협상이 다시 진행될 예정이지만 미국 우선주의를 내세우는 트럼프 행정부가 "나쁜 무역협정을 고치고 새로운 협정들을 협상하기 위해 노력할 것"이라고 30일 국정연설에서 밝혀 한미 FTA 폐기와 같은 초강수가 나올 가능성도 배제할 수 없는 상황이다.

### 부동산 대책
한국은 전통적으로 부동산을 투자의 대상으로 삼아 왔고 이것은 부동산 시장을 과열시켜 투기로 연결되곤 했다. 문재인 정부는 출범한 이후 2016년의 11·3 부동산 대책을 보완하여 주택시장의 안정적 관리를 위한 선별적, 맞춤형 대응방안(6·19 부동산 대책)을 내놓았다. 주요 내용으로는 조정대상지역을 선별·추가하여 전매제한기간 확대, LTV·DTI 조건 강화 등이다. 종전에 조정대상지역으로 지정됐던 서울시 전체, 경기도 과천시·성남시·하남시·고양시·남양주시·화성시 동탄2신도시, 부산시 해운대구·연제구·동래구·남구·수영구와 세종특별자치시 등 37개의 지역에 경기도 광명시, 부산시 부산진구·기장군을 포함시켜 총 40개의 지역에 전매제한기간을 강화하고 1순위 제한, 재당첨 제한 등의 관리방안을 적용하기로 했다. 서울의 경우 과열 정도에 따라 강남 4구(강남구·서초구·송파구·강동구)와 그 외 지역으로 차등 적용하던 전매제한기간을 전역으로 확대했으며, 조정대상지역 전체에서 LTV와 DTI의 규제비율이 각각 70%와 60%에서 10%p씩 낮춰졌다. 하지만 대책의 수위는 예상보다도 낮았다는 얘기가 나온다. 규제지역에서 벗어난 서울 인근 지역은 자유롭게 매매하 가능하여 기존 분양권이나 입주를 갓 시작한 단지 가격은 더욱 치솟을 것으로 보이며, 이에 대한 희소성만 높였다는 평가다. 한편으론 오피스텔 등 아파트 대체 투자상품에 시중 자금이 몰리면서 풍선효과가 나타나기도 했다. 하지만 이후에도 비수기인 여름철임에도 불구하고 서울의 아파트 가격은 가파른 상승세를 보여, "시장상황을 지켜보면서 필요하면 투기과열지구 지정 등 더욱 강한 수단을 동원할 수 있다"고 사전에 밝혀 정부가 추가 대책을 내놓을 것이란 전망이 나오기 시작했다. 정부가 부동산 시장 과열에 신경쓰지 않을 수 없기 때문이다. 이후 8월 2일 새로운 부동산 대책을 내놓았다. 서울시, 세종시, 경기도 과천시는 투지과열지구로, 서울시 강남구·서초구·송파구·강동구·용산구·성동구·노원구·마포구·양천구·영등포구·강서구와 세종시는 투기지역으로 묶였으며 이 지역에서의 LTV와 DTI는 예외 없이 40%로 적용되었다. 조정대상지역도 양도소득세를 중과시키고 장기보유특별공제를 없애는 등의 규제를 가했으며, 부산시 부산진구·해운대구·연제구·동래구·남구·수영구·기장군은 민간택지로는 처음으로 분양권 전매가 1년 6개월 간 혹은 소유권 이전 등기시까지 금지되었다. 6·19 대책에서 풍선효과를 보았던 오피스텔도 규제가 강화되었으며 분양권 불법 전매에 대한 처벌도 강화했다. 하지만 부동산 보유세 인상은 처음부터 검토조차 하지 않았고, 양도소득세를 인상하여 다주택 투기 세력이 임대주택 사업자로 빠져나갈 구멍을 만들어줬다는 비판도 받았다. 9월 5일에는 8·2 부동산 대책 후속조치를 단행하여 대구시 수성구와 경기도 성남시 분당구를 투기과열지구로 추가 지정하고 인천시 연수구·부평구, 경기도 안양시 만안구 및 동안구·성남시 수정구 및 중원구·고양시 일산동구 및 일산서구와 조정대상지역에 포함된 부산시 일부 지역을 집중 모니터링 지역으로 지정했다. 또한 최근 12개월 간 평균 분양가격상승률이 물가상승률을 2배 초과한 경우, 분양 직전 2개월 청약경쟁률이 5:1을 초과하거나 국민주택규모 이하 청약경쟁률이 10:1을 초과한 경우, 3개월 간 주택 거래량이 지난해 같은 기간 대비 20% 이상 증가한 경우 중 하나라도 충족하면 분양가 상한제를 적용하기로 했다. 분양가 상한제는 2015년 4월 이후 적용 사례가 없어 사실상 사문화한 것을 2년 5개월여 만에 부활시킨 셈이다. 10월 24일에는 가계부채 종합대책을 내놓으면서 주택담보대출을 더욱 강화해 부동산 시장에 다시 타격을 주었다. 신DTI·DSR을 2018년부터 순차적으로 적용하며 다주택자의 양도세를 중과하고 금리를 인상하는 등의 조치를 취하기로 했다.

### 신북방·신남방정책
2017년 9월 7일 러시아 블라디보스토크에서 열린 동방경제포럼의 기조연설에서 신북방정책을 발표했다. 문재인은 "극동지역은 러시아 뿐 아니라 동북아 국가들의 협력과 공동번영을 이끌 희망의 땅"이라며 북극항로 개척, 조선업 협력, 한러 합작 조선소 건설 등을 바탕으로 "러시아의 극동개발에 적극 참여하고자 한다"고 밝혔다. 궁극적인 목표는 극동 개발을 통해 북한으로 하여금 사업 참여를 유도하고 이를 통해 핵 포기를 유도한다는 포석이다. 신북방정책의 하나로 9개의 다리 전략(나인 브릿지 전략)을 제시했는데, 가스·철도·항만·전력·북극항로·조선·일자리·농업·수산 등 9개 분야에서 동시다발적인 협력을 이어나가면서 역내 국가들의 전력 협력을 위한 '동북아 슈퍼그리드' 구축 협의를 시작해 세계 쵀디의 에너지 공동체를 형성하자는 제안도 함께 건넸다. 그 외에도 양국 간 지방협력포럼 개최를 통한 인적 교류 계획과 한·유라시아 경제연합 자유무역협정 추진 희망 의사도 밝혔다. 다만, LNG 협력을 제외한 나머지 분야에서 북한의 우방을 자처하는 러시아가 적극적으로 나설지는 의문이라는 비판도 있었다. 이를 위해 8월 25일에는 「북방경제협력위원회의 설치 및 운영에 관한 규정」을 제정하여 송영길을 위원장으로 하는 북방경제협력위원회를 구성하여 유라시아지역 국가와의 교통·물류 및 에너지 등 분야에서의 연계성 강화를 통해 한국 경제의 미래 성장 동력을 창출하고 북한과의 통일의 기반을 구축하기 위한 경제협력을 추진하기로 했다.
11월 13일에는 아시아 태평양 경제협력체 정상회의에서 신남방정책을 발표했다. 교통·에너지·수자원·스마트 정보기술(IT) 등 4대 분야를 동남아시아 국가 연합과 협력할 중점 대상으로 제시하면서 인프라·중소기업·금융·서비스·방산·스마트시티 등에 이르기까지 협력을 확대하기로 했다. 이러한 신남방정책은 사드 문제로 꼬여있는 중국을 대체하는 시장으로 아세안을 선택하면서 북핵 문제를 비롯한 외교안보의 지렛대로 활용하고자 하는 것으로 보인다. 한편으로 한·아세안 자유무역협정에 대응하여 일본이 아세안 국가들의 관세장벽을 낮추는 데 공을 들이자 일본의 오랜 텃밭이라고 할 수 있는 동남아시아에 대한 투자를 늘리기 위한 것이기도 하다. 일본은 베트남을 필두로 하여 미국을 제외한 환태평양 경제 동반자 협정(TPP)을 체결하는 데 원칙적으로 합의하는 등 베트남에 공을 들이고 있다. 이에 대비하여 한국은 인도네시아를 거점으로 하여 신남방정책을 펼쳐 나가는 것을 청사진으로 세우고 있다. 다만, 일본이 아세안에 상당히 공을 들이고 있어 한국이 진출하기 쉽지 않다는 점은 극복해야 할 과제로 주어졌다. 한국과 마찬가지로 일본도 중국에 대한 무역 의존도를 줄이기 위해 아세안에 진출하고 있어 단기적 수익만 좇는 장사꾼식 접근을 지양하고 아세안을 적극적으로 지원하는 것에 중점을 둘 필요가 있다. 이를 위해 정부와 기업·금융이 어우러지는 패키지 전략을 만들어 대응하지 않으면 신남방정책은 단순한 구두선언에 그칠 수 있다는 지적도 나온다.

### 종교인 과세
종교인 과세 문제는 1968년으로까지 거슬러 올라가는데, 이낙선 당시 국세청장이 종교인에게 근로소득세를 부과하겠다고 했다가 강한 반발을 불러일으켜 철회하였다. 이후에도 몇 번의 해프닝이 있었으며, 2006년 시민단체가 국세청장을 직무유기로 고발하면서 다시 불을 지폈다. 이 문제 자체는 검찰에서 과세를 하지 않는 것이 관행이라며 무혐의 처리했지만 관련 논의는 사그라들지 않았고, 박재완 기획재정부 장관은 2012년 종교인 과세만 예외로 할 수 없다며 정부 차원에서 종교인 과세 문제를 본격적으로 해결하기 시작했다. 이후 2015년 12월 「소득세법」을 개정하여 2018년 1월 1일부터 과세를 시작했다. 김동연 기재부 장관은 2012년 12월 송년 기자간담회에서 "건국 이후 조세체계가 갖춰진 이래 종교인에 대해 과세하는 획기적 전환이 내년에 있는 것입니다"고 발언하여 종교인 과세를 어떻게든 시행하는 것이 중요하다는 얘기를 에둘러 표현했다. 이는 11월 30일 「소득세법 시행령」을 입법예고하자 조세형평성이 훼손되었다는 비판이 있었던 것을 의식한 것으로 보인다. 「소득세법 시행령」 개정안은 종교활동비를 비과세 소득에 추가하고 종교단체에 대한세무조사를 하지 않겠다는 것을 주요 내용으로 포함하고 있는데 이는 종교단체가 과세와 비과세를 스스로 결정할 수 있으니 '셀프 납세'가 된다는 비판이다. 이낙연 국무총리도 국민의 눈높이에 맞출 것을 지적했지만 기재부는 종교활동비에 신고 의무를 부여하는 선에서 그쳤으며, 세무조사 배제 원칙은 손조차 대지 못했다.

### 암호화폐 규제
문재인 정부 출범을 전후해서 암호화폐 투자 열풍이 식질 않자 2017년 6월 22일 금융감독원은 5가지 투자 유의사항을 알리며, 일종의 투자경계령을 발령했다. 9월 29일에는 금융위원회가 암호화폐를 이용한 자금 모집 방법인 초기 코인 제공(ICO)를 어떤 형태로든 인정하지 않고 금지하겠다고 밝혔는데 이는 지난 1일 증권 발행 형식의 ICO를 「자본시장과 금융투자업에 관한 법률」 위반으로 처벌하겠다는 방침을 내놓은 데 이어 한층 더 강화된 조치이다. 업계는 이러한 조치가 산업 발전의 싹을 자를 수 있다고 우려했는데 금융위 관계자는 "기술력이 있는 정상적인 업체라면 ICO가 아니라 주식 공모나 크라우드펀딩 같은 투명한 방법을 통해서 얼마든지 자금 모집이 가능하다"며 "ICO 금지를 산업 발전 저해보다는 투자자 보호 측면에서 봐 달라"고 말했다.
12월 4일에는 암호화폐를 '금융상품'이 아니라 '투기 수단'에 불과하다는 판단 하에 주무부처도 기존의 금융위에서 법무부로 바꾸었는데 박상기 장관은 암호화폐로 인한 국민의 피해가 커질 우려가 있다면서 "암호화폐 거래 관련 규제 법률 제정을 검토하고 암호화폐를 이용한 범죄에 엄정 대처해야 한다"고 말했다. 다만, 최운열 더불어민주당 의원이 "4차 산업혁명에 대비한 제도 정비를 규제 마인드인 법무부에 맡기는 것은 맞지 않다"라고 하고, 김진화 블록체인협회준비위원회 공동대표가 "암호화폐와 블록체인을 두부 자르듯이 잘라서 하나는 선, 다른 건 악으로 규정하는데 기술이라는 건 그리 간단한 게 아니다"고 하는 등 규제 일변도로 흐르는 것에 대한 우려의 목소리도 크다. 이후 13일에는 거래자금 입출금 과정에서 이용자 본인임을 확인하도록 하고 금융통화의 암호화폐 보유·매입·담보취득·지분투자를 금지하기로 했다. 또한 투자자 보호, 거래투명성 확보 조치 등을 갖추지 않으면 암호화폐의 거래가 이루어지지 않도록 하며 과세 여부도 검토하기로 했다. 다만, 투기대상으로서의 성격을 우려하며 제도권에 편입시키지도 않겠지만 거래 금지와 같은 완전 봉쇄까지는 하지 않을 것이라고도 밝혔다. 이틀 뒤에는 한국블록체인협회준비위원회가 자율규제안을 내놓았다. 2018년 1월부터 은행과의 협업을 통한 1인1계좌 시스템 도입과 본인계좌 확인 절차를 강화하는 것을 골자로 하며 또한 암호화폐 예치금의 70% 이상을 오프라인 상태의 별도 외부저장장치에 보관해 해킹 위험을 최소화하도록 했다. 하지만 암호화폐 거래를 규제하려는 행동은 4차 산업혁명을 강조하는 취지와 부합하지 않는다며 "암호화폐 거래를 유사수신, 불법 행위로 규정하면서 세금을 매기고자 하는 것은 모순"이라고 비판했다. 한편, 정부의 암호화폐 대책회의 보도자료가 공식 발표 4시간 전에 관세청 직원들의 메신저를 통해 실수로 민간에 유출되는 해프닝도 일어났다. 이어 20일에는 과학기술정보통신부와 방송통신위원회가 후속조치로 사이버보안 및 개인정보보호 체계 강화 대책을 내놓았다. 암호화폐 거래소 4군데에 대해 정보보호관리체계(ISMS) 인증 의무대상임을 통보하고 의무대상에서 제외된 중소규모 거래소에 대해서는 개인정보보호 관리체계(PIMS)와 개인정보보호 인증마크(ePRIVACY Mark) 지원을 통해 개인정보보호 수준을 제고해나갈 계획이다. 한편 정보보호대책, 보안취약 등의 개선이 미흡하면 서비스 중단을 명령하는 서비스 임시 중지조치 제도도 도입하기로 했다. 28일에는 금융위가 다시 후속조치로 기존의 가상계좌 서비스를 중단하고 실명확인 조치를 강화해줄 것을 금융권에 요청했다. 기존의 가상계좌는 발급과 관리를 은행이 아닌 기업이 담당하여 실명확인이 되지 않아 매매계정과 같은 부작용이 일자 나온 요청인데, 이는 본인 확인이 된 거래자의 은행계좌와 암호화폐 거래소의 동일은행 계좌 간에만 입출금을 허용하겠다는 뜻으로 보인다.
이런 상황에서 2018년 1월 11일 법무부가 "범정부 차원에서 거래소를 통한 암호화폐 거래를 금지하는 법안을 준비 중"이라며 "거래소 폐쇄를 목표로 하고 있다"고 했다. 이는 현재의 암호화폐 거래가 투기 행태를 보이는 데 우려를 나타내면서 이루어진 것인데 박상기 장관은 "암호화폐라는 게 어떤 가치에 기반을 둔 거래 대상은 아니란 점에서 여러 부작용이 생기고 있다"며 "산업자본화해야 할 자금이 암호화폐 거래로 다 빠져나갈 경우 개인이 입을 손해를 생각하면 그 금액이 너무 크다"고 말했다. 하지만 암호화폐 시장이 급락하고 청와대 국민청원을 통해 규제반대를 청원하는 글이 올라오는 등 반발이 심해지자 청와대는 "암호화폐 거래소 폐지 … (중략) … 발언은 법무부가 준비해온 방안 중 하나이나 확정된 사안이 아니며 각 부처의 논의와 조율 과정을 거쳐 최종 결정이 될 것"이라며 진화에 나섰다. 부처 간 이견이 없다던 법무부도 "정부는 모든 가능한 수단을 열어놓고 대응방안을 검토하고 있다"고 한 발 물러서는 입장을 보였다. 한편, 이 과정에서 경제문제를 관장하는 김동연 기획재정부 장관의 모습이 보이지 않아 '김동연 패싱'이라는 말이 나오는 등 정부 간의 소통이 제대로 이루어지지 않는 게 아니냐는 비판도 나왔다. 이후 14일 금융위는 "암호화폐 거래 금지까지는 상당한 시간이 걸리는 만큼 현행법 테두리에서 거래를 최대한 위축시키는 방법을 쓸 것"이라며 암호화폐 거래 가상계좌를 실명으로 전환하는 방안을 추진하기로 했다. 실명전환은 1월 내로 시행하며 예외를 최소한으로 하고 실명확인에 응하지 않는 사람들에게는 다양한 페널티를 주겠다는 것이다. 또한 법인의 운영자금 계좌로 위장한 사실상의 암호화폐 거래 가상계좌인 벌집계좌도 원천 차단하기로 했다. 15일 국무조정실은 "암호화폐는 법정화폐가 아니다. 어느 누구도 가치를 보장하지 않기 때문에 불법행위·투기적 수요, 국내외 규제환경 변화 등에 따라 가격이 큰 폭으로 변동해 큰 손실이 발생할 수 있다"며 암호화폐애 대한 손해는 투자자 본인의 몫이며 정부는 책임지지 않는다는 입장을 분명히 했다. 암호화폐 거래와 관련된 불법행위는 엄정히 대처할 것이며 실명제도 차질없이 추진하겠다고도 밝혔다. 한편 거래소 폐쇄 역시 투기억제 대책 중의 하나로써 유효하다며 범정부 차원에서 충분한 협의와 의견조율 과정을 거쳐 결정할 것이라고 말했다.
하지만 법무부의 암호화폐 거래소 폐쇄 발언에 대한 정부 간 엇박자를 내고 있는 것에 대해서는 큰 비판이 쏟아졌다. 이는 부처들이 암호화폐를 보는 시각이 다르기 때문인 것으로 보인다. 법무부는 현행법상 화폐도 상품도 아니라는 이유로 경제부처들이 대책 마련에 난색을 표하자 규제에 대한 강한 의지를 보였다. 암호화폐의 투기성이 너무 크기 때문에 관련 거래를 도박으로 보며 이 때문에 법무부는 공식적으로 '가상증표'라는 별도의 용어까지 사용하고 있다. 금융위 역시 법무부만큼은 아니지만 암호화폐 거래에 강경한 입장이다. 최종구 위원장은 국회에서 "현행법 아래서 과열 현상을 가라앉히기 위해 노력하고, 장기적으로 이런 거래가 계속된다면 취급업소 폐쇄까지 가능한 입법이 필요하다고 보고 있다"고 말했다. 한편, 기재부는 규제의 필요성은 인정하지만 혁신성장의 먹을거리를 짓밟을 수 있다는 우려로 신중한 입장이다. 이 연장선상에서 나온 대책이 과세를 검토하는 것인데 정부가 암호화폐를 불법으로 규정하고 세금을 징수하겠다는 것은 모순이 아니냐는 지적이 있다. 한편, 과기정통부는 블록체인을 4차 산업혁명의 핵심 기술로 보고 적극적으로 육성할 계획을 가지고 있어 암호화폐 논란이 블록체인으로 번지는 것을 경계하고 있다. 청와대는 여론을 주시하고 있는데 국민청원에 암호화폐 관련 청원이 무더기로 쏟아지고 박상기 장관의 해임 요구까지 나오면서 곤혹스런 입장이다. 청와대는 공식적으로 "청와대의 언급(입장)은 없다. 부처에서 확인할 사안"이라고 즉답을 피했고 민주당은 "조만간 당정협의를 할 것"이라고만 밝혔는데 이는 문재인 정부의 핵심 지지층인 20 ~ 30대가 암호화폐 투자자라는 점을 인식해 이들의 요구에 휘둘리는 것 아니냐는 비판도 나온다. 30일부터는 암호화폐 거래 실명제가 실시되지만 은행들은 신규 계좌 제공을 잠정 유보하거나 제공할 계획을 잡지 않는 등 소극적인 모습을 보였다. 이는 인력 보강, 시스템 교육 등에 시간이 걸리기 때문이라고 밝혔지만 금융 당국의 규제 때문이라는 것이 주된 이유로 꼽힌다. 금융권에서는 사실상 '알아서 하라'는 엄포라며 "결국 (계좌 제공) 하지 말라는 소리인데 어떻게 하겠느냐"는 말까지 나왔다. 한편, 국회 역시 상황은 매한가지다. 4차산업혁명특별위원회 소속 의원들은 암호화폐 전문가들로부터 강연을 들으면서 "문과라서 그런데 수준이 조금 낮을 수도 있지만 하나만 물어보자", "문과라서 그런데 정말 이해하기 어렵다"는 성토가 이곳저곳에서 튀어나온 것이다. 송희경 위원은 "사안이 급박한데 아직 국회 내 전반적인 이해 수준이 낮은 편"이라고 아쉬워하기도 했는데 실제로 블록체인 등 금융 신기술에 대한 국회의 입법 실적은 제로에 가깝다. IT 등 기술에 능한 의원 보좌관도 부족한 상황이라 "잘 모르니 법안도 만들지 못한다. 영감님들(국회의원을 가리키는 은어)은 지금 벌어지는 현상을 따라가기도 벅찬 상황"이라고 했다. 18일에는 암호화폐 대책을 마련하는 데 관여한 금융감독원 직원이 정부의 암호화폐 대책 발표 직전에 자신이 보유한 암호화폐를 매도하여 700여 만 원의 수익을 얻은 사실이 드러났다. 특히 암호화폐는 화폐인지 자산인지 제대로 규정되어 있지 않아 물리적인 처벌이 어려울 것이라는 얘기가 나와 공무원들의 도덕적 해이 논란도 확산됐다.

## 교육

### 수능 개편과 고교학점제
6월 11일 신임 교육부 장관으로 수능 절대평가, 특목고·자사고 폐지를 주장하는 김상곤을 지명하면서 교육정책에 큰 변화를 가져왔다.선거에서 문재인 캠프의 교육 공약을 총괄하기도 했던 김상곤은 5월 11일 EBS와의 인터뷰에서 "수능이 갖고 있는 부작용을 줄이는 게 필요한 시점"이라며 "수능의 절대 평가 전환이 필요하다"고 주장했다. 이는 지금(2017년) 중학교 3학년이 치르게 될 2021학년도 수능부터 절대 평가를 도입 가능성을 내다봤다. 복잡한 입시 전형도 수능 중심의 정시와 학생부 교과 및 종합 등 3가지로 단순화할 것을 언급했으며, 고등학교에서도 전공과 선택과목으로 나눠 졸업이수학점을 받는 고교학점제의 도입에 대해서도 의견을 밝혔다. 취임한 뒤인 8월 10일에는 수능 개편 시안을 두 가지 내놓았는데 국어·수학·영어·한국사·통합사회/통합과학·탐구·제2외국어/한문 등 7개 영역으로 이루어졌다. 두 시안의 차이점은 1안은 국어·수학·탐구과목을 상대평가로 남겨두고 새로 도입하는 통합사회/통합과학과 제2외국어/한문을 절대평가로 바꾸는 것으로 국어·수학·탐구의 변별력 확보를 노린 것으로 보인다. 반면, 2안은 모든 과목을 절대평가로 전환하는 방안으로 변별력이 떨어지지만 다른 학생의 석차를 신경 쓸 필요 없이 자신의 성취 기준을 충족할 수 있게 된다. 어느 시안이든 9등급 체계를 바꾸지는 않았는데 등급을 늘리면 시험 부담이 증가하여 절대평가의 취지가 퇴색하고 반대로 줄이면 변별력이 너무 떨어지기 때문이라고 밝혔다. 하지만 각급 학교와 학생·학부모 및 교육계의 반발이 거세지고 공청회를 통한 의견 수렴도 각 안이 30% 밖에 지지받지 못하는 등의 문제가 있어 31일 수능 개편을 1년 간 유예하기로 결정했다. 수능 절대평가의 취지가 사교육 과열을 막기 위한 것이었지만 변별력 확보를 위해 대학 고사가 부활할 조짐을 보이면서 본래의 목적을 달성하기 어려워진 것도 하나의 이유였다. 김상곤 장관은 "8월말까지라는 제한된 시간 속에서 문재인 정부의 교육철학을 두루 반영한 수능체계 개편방안을 마련하기 위해 최선의 노력을 기울였지만 짧은 기간 국민적 공감과 합의를 이끌어내는 데는 한계가 있었다"며 "수능개편 방안에 관한 이해와 입장 차이가 첨예한 상황에서 특정 안으로 확정하고 강행하기보다는 충분한 소통과 공론화 과정을 통해 합리적 대안을 모색할 필요가 있다고 판단해 최종적으로 개편을 유예하는 것으로 결정했다"고 밝혔다. 이후 교육부는 고교, 대학, 학부모, 정부 등이 참여하는 대입정책포럼을 구성하여 대입전형과 수능 개편 방안 등 문재인 정부의 교육개혁 방향을 논의할 계획이라고 했다.
한편, 고교학점제는 예정대로 진행하기로 했다. 2017년 11월 27일 교육부는 2018년부터 학점제 도입 준비를 위한 정책연구학교 60곳, 특색 있는 교육과정 확산을 목표로 하는 선도학교 40속을 지정하여 운영하기로 했으며 이후 '고교학점제 추진 방향 및 연구학교 운영계획'을 통해 중장기적 준비와 검토, 충분한 공론화를 거쳐 2022년부터는 전면적인 고교학점제를 도입할 예정임을 밝혔다. 고교학점제는 입시를 전제로 한 획일적 교육이 아니라 진로 개척과 잠재능력 개발을 목표로 한 실리추구형 학사제도라는 평가를 받고 있으며 교육과정 이수 여부를 형식적인 출석 일수가 아니라 학점을 기준으로 판단한다. 2021년까지는 2차례에 걸친 연구학교 및 선도학교의 운영을 통해 현장의 의견을 수렴하여 단계적으로 제도를 추진한다. 하지만 대입에 유리한 과목으로의 쏠림 현상이 발생할 수 있으며, 도농격차 해소를 위해 소프트웨어 측면에서도 준비가 필요하다. 교사의 업무가 과중되고 대입 제도에 대한 대대적인 손질도 불가피해지는데 이에 대한 논의는 아직 부족한 실정이다. 교육계도 졸속으로 도입할 경우 현장의 혼란을 가중시킬 수 있다는 목소리를 냈다. 한국교원단체총연합회는 "고교학점제는 학생이 원하는 과목을 수강하고 학습할 수 있다는 점에서 교육적으로 바람직한 제도지만 교육여건 조성과 내신평가, 대입제도, 도농격차 등 사전에 해결해야 할 과제들이 너무 많은 만큼 서둘러선 안된다"고 밝혔다. 전국교직원노동조합도 "기본 개념조차 합의되지 않은 고교학점제를 졸속 추진하는 것은 매우 위험하다"며 역시 반대 의사를 밝혔다. 또한 이들은 한 목소리로 "정권이 바뀔 때마다 기존 교육과정이나 교육정책들에 대한 평가 없이 다른 교육제도와의 연관성에 대한 검토도 없이 새로운 교육정책을 도입하는 방식이 반복돼 왔다"며 "그 결과 새로운 정책은 기존의 학교교육과 따로 놀면서 학교현장의 혼란과 부담만 가중시켜왔다"고 했다.

### 코로나19 시대 의과학 연구윤리 확립
황우석 서울대학교 수의학과 교수는 노무현 정부 시절인 2004년에 사람의 체세포를 복제한 배아줄기세포 배양 성공에 기여한 점을 인정받아 한국과학기술단체총연합회로부터 대통령상인 대한민국 최고과학기술인상을 수여받았으나, 2005년부터 2006년 사이에 일어난 줄기세포 논문 비리 사건(황우석 사건)이 일어난 이후에도 규정 미비를 이유로 박탈되지 않고 그대로 유지되었다.
서훈 수여 이후 16년이 지난 2020년 10월에는 대한민국 정부에서 황우석 교수의 대통령상인 대한민국 최고과학기술인상을 취소시키고, 11월엔 상금을 반환하도록 결정한다. 그런데 의견 청취 절차를 진행하지 않았고 시상금은 전액 기부되었기 때문에, 2020년에 줄기세포 연구 성과를 인정받은 대통령상 취소와 시상금 반환 처분 모두가 위법하다고 판결했고, 2022년에 열린 2심 재판에서도 같은 판결을 내렸다.

## 사회

### 탈원전과 숙의민주주의
2017년 6월 27일 국무회의에서 신고리원자력발전소 5·6호기에 대한 건설공사 일시중단 결정을 내렸다. 이는 선거 공약이었던 신고리 5·6호기 공사 중단을 위한 것이었는데, 영구중단 시 2조 6천억 원의 손해가 예상되고 지역주민의 발전에 더불어 기존 에너지업계의 우려를 고려하여 최대 3개월 간 일시중단하고 시민참여단을 구성해 중단 혹은 재개 판단을 내리기로 했다. 문재인 정부는 궁극적으로 원전 의존도가 높은 에너지 정책을 청정 신재생 에너지 중심으로 전환해 국민안전 담보, 관련 신산업 육성, 일자리 창출의 일석삼조 효과를 거두기 위한 탈원전 정책의 추진이다. 정부는 공론화 작업을 위해 원전 이해관계자나 에너지 분야 관계자를 제외한 중립적인 인사 10명 이내로 공론화위원회를 구성하는데 위원회는 공론조사 방식을 설계하는 역할을 맡으며 결정권은 없으며, 최종 결정은 별도로 선정한 시민참여단이 맡게 된다. 이러한 공론화위원회 방식은 한국에서는 처음 사용하는 것으로 일본과 독일의 사례를 벤칭마킹한 것으로 알려졌다. 일본은 2012년 에너지 환경의 선택에 관한 공론조사를, 독일은 2017년 핵폐기장 부지선정 시민소통위원회를 구성하여 공론조사를 활용한 경험이 있으며 전체적인 틀은 독일 방식을 따른다. 7월 17일에는 국무총리훈령 제690호로 「신고리 5·6호기 공론화위원회 구성 및 운영에 관한 규정」을 공포하고 24일에는 김지형 전 대법관을 위원장으로 한 위원회를 정식으로 구성했다. 김지형 위원장은 "사회적 논의 과정을 설계하고 관리하는 것이 위원회에 맡겨진 임무"라며 공론화 과정을 투명하고 공정하게 진행하겠다고 천명했으며 백운규 산업부 장관도 "시민참여단에서 결정하면 어떤 결정도 따를 준비가 돼 있다"고 말했다. 위원회가 인문사회·과학기술·조사통계·갈등관리 분야에서 2명씩 선임된 8명의 위원으로 구성되면서 전문성 논란이 일자 청와대는 "원전 찬·반 단체들이 제척 의견을 제시한 10여 명의 인사들을 제외하다 보니 전문가들이 빠지게 된 것"이라며 "다양한 경로로 전문가 의견을 듣게 될 것"이라고 반박했다. 또한 문재인 정부가 탈원전을 천명한 상태에서 위원회의 활동이 독립적으로 이루어질 수 있는지에 대해서도 회의적인 목소리가 나왔다. 이후 10월 20일 3개월 간의 활동 끝에 시민참여단은 표결 끝에 건설 재개 59.5%, 건설 중단 40.5%라는 결과를 도출했고 정부는 이를 받아들여 24일부터 공사를 재개하기로 했다. 이러한 결과는 1차 조사에서 건설 재개가 36.6%였던 것에 비해 20%p 이상 오른 것인데 판단 유보를 내렸던 사람들이 건설 재개로 기울었다는 분석이며 건설 재개를 결정한 요소로는 안정성(98.3%)과 안정적 에너지 공급(93.7%)을 꼽았다. 또한 다른 여론조사와도 비교를 보여 비교적 큰 폭으로 결정이 났는데 이윤석 공론화위원회 위원은 "이번 조사는 여타 조사에 비해 접촉률과 응답률이 높아 국민 대표성 측면에서 포괄성이 높다"며 "타 여론조사기관엔 없는 숙의 과정을 거치고 시민이 토론하고 직접 의견을 형성해 나가면서 유보층이 크게 줄어든 것도 한 몫으로 작용했다"고 설명했다. 다만, 정부는 착공하지 않은 원전 6기 신설 계획 백지화 방침에는 변화가 없다고 밝혔다. 산업부는 "공론화 결과 원전 비중 축소 요구가 압도적으로 많았다. 에너지 전환 정책의 골간은 변함없이 그대로 갈 것"이라고 했다. 이는 공론화위원회 권고안에서 원전 축소 비율이 53.2%로 원전 유지 35.5%나 확대 9.7%를 크게 앞선 것을 바탕으로 원전 축소에 대한 지지를 받았다고 판단한 것으로 보인다.
청와대는 탈원전 정책과는 무관하게 다른 한편으로 이러한 결론에 도달하게 된 과정에 주목하면서 "감동적인 과정이었다"고 평가했다. 이 모델은 다른 사회 갈등 현안에도 적용할 수 있음을 밝혔으며 문재인 역시 10월 10일 수석·보좌관회의에서 "숙의민주주의를 통해 우리 사회의 민주주의를 더욱 성숙시키면서 사회적 갈등사항의 해결 모델로 만들어 갈 것"이라고 했다. 김지형 위원장은 "시민 대표가 참여해서 숙성된 의견을 수렴한 민주적 의사결정"이라며 일반 시민 471명이 합숙까지 해가며 집중적으로 학습하고 숙의한 끝에 국가의 주요 정책이자 첨예한 사회갈등 사안에 대한 해법을 결정한 것은 처음임을 강조했다. 김민호 성균관대학교 교수는 "과거 대통령들은 논란이 있더라도 그대로 공약을 추진하려던 경향이 있었다"며 "이번에는 대통령 공약을 힘으로 밀어붙이기보다는 공론화 과정을 거쳤다는 것이 긍정적"이라고 말했다. 하지만 당초 위원회가 구성될 때 대의제 민주주의를 우회하는 여론정치라는 지적과 대의민주제의 한계를 보완하는 시민참여형 민주주의라는 여러 의견이 쏟아진 만큼 득실을 냉정히 평가해야 한다는 목소리도 있다. 공론조사는 1988년 미국에서 가장 먼저 실험되었으며, 확률 추출을 통해 선정된 대표성 있는 시민들이 전문가가 제공하는 정보를 바탕으로 학습과 토론, 숙의의 과정을 거쳐 토론을 도출하는데 공론화위원회는 이런 방식이 "여론조사의 '피상적 태도조사'의 약점을 보완한 것"이라고 평가했다. 김윤철 경희대학교 교수도 "공론조사는 이미 기존의 찬·반 양론이 극명하게 갈리는 사안에 적용하기에 좋은 방식"이라며 "기존의 찬성과 반대 입장이 상호 숙의 속에 변경될 가능성에 주목하고, 이해와 공감이 만들어지며 문제 해결을 도출하는 게 숙의 민주주의의 장점"이라고 말했다. 다만 국민이 선거를 통해 선출한 대표자들에게 부여한 결정권을 다시 유권자에게 '외주'하는 것은 정치적 책임 측면에서는 바람직하지 않다는 주장도 있다. 나태준 연세대학교 교수는 "이번 결정은 국가적으로 굉장히 중요한 결정을 하면서도 결단을 하지 못하고 책임을 면하려는 듯한 인상을 준 것도 사실"이라며 "면피성 행정이 되지 않기 위해선 앞으로 어떤 안건에 대해 공론화위 과정을 거칠 것인지를 신중하게 정해야 한다"고 했다.

### 노동 정책
2016년 1월 22일 이전 정부에서 노동개혁의 일환으로 '일반해고' 및 취업규칙 변경요건 완화' 등 양대 지침을 발표했는데 일반해고는 저성과자 해고를 뜻하며 취업규칙 변경요건 완화는 근로자에게 불리한 사규를 도입할 때 노조나 근로자 과반수 동의를 받도록 한 법규를 완화하는 것을 말한다. 「근로기준법」상 근로자의 해고는 징계해고와 정리해고 두 가지로 엄격하게 제한되어 있는데 일반해고 지침을 통해 저성과자 해고를 가능하게 하며, 근로자의 불이익·사용자 측의 변경 필요성·근로조건의 개선 여부 등 사회통념상 합리성이 있다고 인정하는 경우에는 근로자의 동의를 받지 않은 취업규칙 변경이 예외적으로 그 효력을 인정받도록 한 것을 주요 골자로 한다. 정부는 2015년 12월 30일 초안을 발표하여 노동계의 반발을 무마하기 위해 전국을 순회하며 노사간담회를 열 계획이었지만 한국노동조합총연맹과 전국민주노동조합총연맹이 간담회를 거부하자 순회를 중단하고 노동개혁을 미룰 수 없다는 명분으로 양대 지침을 발표한 것이었다. 양대 지침 발표의 강행에 한국노총은 "노사와 충분한 협의를 거쳐서 양대 지침을 확정한다고 한 대타협 합의를 전혀 지킬 뜻이 없었음이 명백히 드러났다"고 밝혔고, 민주노총은 "정부가 노동자들의 의견을 수렴한다고 하더니 그것이 여론조작에 불과하다는 것이 드러나자, 양대 지침을 일방적으로 시행하는 것"이라고 비판했다.
이후 김영주 고용노동부 장관은 9월 25일 "기업 노무관리에 관한 정부 가이드라인으로 활용돼오던 공정인사지침과 취업규칙 작성·변경 심사 및 절차 위반 수사 때 근거가 돼온 '2016년도 취업규칙 해석 및 운영지침'을 즉시 폐기한다"며 취임 후 첫 전국 기관장 회의를 열고 양대 지침 폐기를 공식 선언했다. 김영주 장관은 "양대 지침은 마련 과정에서 노사 등 당사자와 충분한 협의가 부족했고 사회적 공감대를 형성하지 못했다. 활용 과정에서도 노사 갈등, 민·형사상 다툼 등 사회적 혼란이 지속됐다"고 폐기 이유를 설명했다. 하지만 "'양대 지침 폐기 선언'으로 사회적 대화 복원의 물꼬가 트일 수 있을 것으로 기대한다"고 덧붙였음에도 한국노총과 민주노총은 노사정 8자회의를 제안하며 정부에 대한 압박 수위를 높였다. 노사정 8자회의는 대통령, 한국노총, 민주노총, 대한상공회의소, 한국경영자총협회, 기획재정부, 고용노동부, 노사정위원회가 참여하여 협의체로 사회적 대화 복원을 위한 노동계의 1단계 요구안으로 정부의 친노동 정책에도 불구하고 대정부 요구 수위를 높인 것이다. 한편, 국제 노동 기구는 "지난해 1월 정부가 발표한 쉬운 해고와 노조 동의 없는 취업규칙 불이익 변경을 가능하도록 한 이른바 '양대 지침'을 새 정부가 폐기한 것에 대해 환영하며 향후 정부가 발표할 모든 지침은 노사단체 대표와 충분한 협의를 거쳐 수립할 것"을 강조하며 한국 정부의 양대 지침 폐기를 환영한다는 논평을 냈다.
또다른 공약이었던 근로시간 단축 문제도 오랫동안 해결될 기미가 보이지 않았다. 당초 여야는 주당 근로시간을 68시간에서 52시간으로 줄이되 휴일근로수당은 지금처럼 통상임금의 150%를 지급하기로 「근로기준법」 개정안에 합의를 봤지만 노동계가 휴일근로수당을 200%로 지급해야 한다고 주장하면서 제동이 걸렸다. 이에 민주당 내의 친노동계 의원들도 노동계의 주장을 수용해야 한다고 압박을 가하고 야당이 기존 합의안을 고집하면서 상황이 꼬인 것이다. 이후 해를 넘겨 2018년 2월 27일 국회 환경노동위원회에서 「근로기준법」 개정안을 통과하면서 노동시간 단축도 성사되었다. 이로 인해 「관공서의 공휴일에 관한 규정」을 노동자 전반으로 확대하고 근로일도 주 5일 기준에서 주 7일로 바꾸었으며 노동시간 규정의 적용을 받지 않던 특례업종의 수도 26개에서 5개로 대폭 축소했다. 문제가 되었던 휴일 근로에 대해서는 150% 수당을 지급하되 8시간 이상의 휴일 근로에는 200%를 지급하기로 했다. 다만 부칙을 통해 300인 이상 사업장과 공공기관은 7월부터, 50인 이상 사업장은 2020년 1월부터, 5인 이상 사업장은 2021년 7월부터 적용하도록 하여 유예기간을 주었다. 이를 계기로 여유있는 삶, 저녁이 있는 삶에 대한 기대가 높아지는 한편 이에 대한 부담 해결 방안을 찾지못한 중소·영세기업들은 최저임금에 이은 또 한 번의 타격이 불가피하게 되었다. 근로 시간이 줄어들면 생산수준의 유지를 위해 추가 고용이 필요하고 법정공휴일 유급휴무 제도에 따라 임금 수준도 높아지게 되기 때문에 이중고를 겪게 되었기 때문이다. 한국경제연구원은 주당 근로 52시간 제한이 실행된 뒤 현재 생산량을 유지하기 위해서는 기업들이 약 연간 12조 원에 이르는 부담을 져야 하는 것으로 드러나기도 했다. 특히 연장근로 시간이 많은 제조업과 운수업에서 비판이 큰 만큼 정부가 후속 대책을 마련해야 한다는 목소리가 높다.
비정규직의 정규직 전환과 관련해서는 대통령의 첫 외부 일정으로 5월 12일 인천국제공항공사를 방문하여 "임기 내에 공공부문 비정규직 제로 시대를 열겠다"고 선언하면서 본격화되었다. 이 자리에서 문재인은 "나쁜 일자리를 좋은 일자리로 만드는 방안이 쉬운 것은 아니다. 노사정이 고통을 분담하면서 합리적인 방안을 찾아내는 사회적 대타협이 필요하다"고 강조했다. 이에 정일영 인천공항공사 사장은 "현 정부의 국정과제인 비정규직 정규직화 원칙에 따라 올해 안에 인천공항공사 소속 간접고용 비정규직을 포함한 1만 명을 정규직으로 전환하겠다"고 보고했고 문재인은 "(비정규직 정규직화에) 어려움이 있다면 정부가 적극 지원하겠다"고 화답했다. 이러한 '공공부문 비정규직 제로' 방침은 전 공공부문으로 확대될 계획으로 각 부처가 비정규직 실태를 전면 조사하고 문제 해소를 위한 로드맵 작성을 지시했다. 이후 7월 20일 이낙연 국무총리는 제5회 국정현안점검조정회의를 열어 상시·지속적 업무에 종사하는 공공부문의 비정규직 근로자를 정규직으로 전환하는 공공부문 비정규직의 정규직 전환 추진계획을 심의·확정했다. 기간제 근로자 외에도 파견·용역 근로자도 포함하였는데 다만 구체적인 숫자는 밝히지 않았다. 상시·지속적 업무의 기준도 완화하여 기존의 '과거 2년 이상, 앞으로 2년 이상, 연중 10 ~ 11개월 이상'을 '앞으로 2년 이상, 연중 9개월 이상'으로 바꾸었다. 중앙정부, 지방자치단체, 공공기관 및 지방공기업, 국공립교육기관 등 852개 공공기관에서 근로하는 184만 명 중 비정규직은 19만 명, 파견용역 근로자는 12만 명이 대상이며 국민의 생명·안전과 밀접한 연관이 있는 업무는 직접고용 정규직으로 전환하도록 했다. 이후 비정규직 가운데 20만 5천 명을 정규직 전환대상으로 확정했지만 전환 비용에 대한 구체적인 얘기가 없어 논란이 일었다. 정부는 비용을 최소화하기 위해 고용안정을 우선 실행하고 처우개선을 단계적으로 추진할 계획이지만 기관마다 고용 형태와 노사 관계가 달라 적지 않은 진통이 예상된다.

### 최저임금
또 다른 공약인 2020년까지 최저임금을 1만 원까지 끌어올리는 것과 주 52시간으로의 근로시간 단축도 뜨거운 쟁점으로 부상했는데 기업의 생산성에 직접 연관되는 문제이며, 특히 중소기업계에서는 정책 방향에는 공감하지만 대책이 우선 필요하다는 입장이다. 중소기업계는 인재 유입을 위해서는 최저임금 인상이 필요하지만 하도급 납품 단가 인하를 억제하지 못하면 정책효과를 얻기 힘들며 인건비만 늘어날 우려가 있음을 제기한다. 장시간 근로를 개선하는 것 역시 공감하지만 인력부족, 생산량 감소, 비용증가와 같은 현실적인 문제를 고려하면 무작정 근로시간을 단축하는 것도 치명적일 수 있다는 의견을 제시했다. 하지만 노동계는 2020년까지가 아니라 당장 내년부터 최저임금을 1만 원으로 올릴 것을 요구하며 총파업에 나섰고, 재계에서는 매년 17.5%씩 인상해야 하는 상황이니 받아들이기 어렵다며 논의는 줄곧 평행선을 달렸다. 하지만 노사 양측은 끝까지 회의장을 뜨지 않고 협의를 이어나갔고 막판에는 표결을 통해 결정하기로 했다. 여기서 경영계가 자발적으로 두 자릿수 인상안을 제시하자 당초 1만 원을 주장하던 노동계도 한 발 양보하여 전년 대비 16.4% 오른 7,530원으로 7월 15일 최종 결론이 났다. 청와대 관계자는 "인상률이 두 자릿수만 돼도 의미가 있는데 이렇게 늘어난 것은 더 평가할 만하다"고 했으며, 당장 피해를 볼 수 있는 소상공인과 중소 자영업자에 대한 대책을 마련하기 위해 다음 날에 긴급 당정 협의를 개최했다. 이후 11월 9일 경제관계장관회의에서 김동연 기재부 장관은 3조 원에 육박하는 일자리 안정자금을 마련하겠다는 대책을 발표했다. 30명 미만의 근로자를 고용하고 있는 사업주를 대상으로 하며 10명 미만인 소규모 사업장인 경우 월 190만 원 미만의 급여근로자를 1개월 이상 고용하면 지원금을 받을 수 있으며 신규 가입자는 보험료의 90%까지 보조해주는 것을 기본 골자로 한다. 고용보험 미가입 사업장도 합법적으로 고용한 외국인이나 주당 15시간 미만 근로자, 65세 이상 근로자를 포함한 5명 미만 농림·어업 사업체도 보조금 지원 대상이며 근로자 1인당 지원액은 정액으로 월 13만 원이 되는데 우선 2018년 한 해만 한시적으로 지원한다. 다만, 소상공인 측은 최저임금 인상에 대한 대책이 구체성을 띤 점에 대해 환영하는 뜻을 밝히면서도 한 해만 지원하는 것은 미봉책이라는 지적을 했다. 또한 민간 기업의 인건비를 세금으로 메워주는 것이 부적절하다는 의견도 있다. 하지만 2018년이 밝으면서 최저임금 인상의 역풍이 분다는 지적이 나왔다. 패스트 푸드점은 무인결제시스템을 도입하기 시작했고 독서실 같은 경우에는 상주 직원을 아예 없애는 바람도 확산되고 있다. 한국경영자총협회가 300인 미만 사업장 186곳을 조사한 결과 고용 축소를 계획하는 경우는 42.7%, 무인화를 확대하는 경우도 19.5%에 달하는 등 중소기업 10곳 중 9곳이 최저임금 충격을 흡수하지 못한 것으로 나왔다. 특히 최저임금 인상의 충격이 아르바이트나 아파트 경비 같은 취약 업종을 강타하면서 고용부가 단속에 나서기도 했다. 아파트·건물관리업, 슈퍼마켓, 편의점, 주유소, 음식점업 등 5대 취약업종의 사업장 5000곳을 최저임금 위반 사례 단속 대상으로 삼아 최저임금에 미달하는 임금을 지급한 사업주에게 3년 이하의 징역 또는 2000만 원 이하의 벌금을 부과하기로 했다. 하지만 문재인 정부가 2020년까지 최저임금을 1만 원까지 올리기로 공약을 했기에 앞으로도 15% 수준의 인상이 불가피하므로 새해마다 이와 같은 혼란이 발생할 우려가 제기되고 있다. 일자리안정자금의 성적도 좋지 못하다. 1월 한 달 동안 자금을 신청한 사업장은 36,149곳이고 대상 노동자는 80,573명인데 이는 정부가 추산한 수치의 3.4%에 불과하며 이에 실제로 지급한 지원금도 전체 예산의 0.002%인 6791만 원에 그쳤다. 이는 자금을 받기 위해서는 4대보험에 가입되어 있어야 하는데 자금을 필요로 하는 영세업체일수록 그렇지 않은 곳이 많기 때문이다. 노동자 월 소득이 190만 원 이하라는 자격요건도 장애물인데, 야근·연장근로 수당을 더하면 지원기준을 충족하기 쉽지 않게 된다. 정부 내에서는 최저임금 인상 속도조절론이 나오고 있다. 김동연 기재부 장관과 김영주 고용부 장관은 각각 "최저임금 인상을 목표 연도에 맞추는 것은 바람직하지 않다", "꼭 2020년으로 시기를 못 박지 않겠다"고 밝혔고 민주당도 최저임금 1만원 도입 시기는 탄력적이고 신축적으로 접근할 필요성이 있다고 말했다.

### 평창올림픽
2018년 2월 9일부터 개최되는 평창올림픽은 유치 과정부터 조선민주주의인민공화국의 무력 도발과 관련한 논란이 있었다. 그러는 한편, 한국 내에서는 남북 분산 개최 혹은 남북 단일팀과 같은 의견도 있었다. 이후 2017년 6월 28일 도종환 문화체육관광부 장관은 방남 중인 장웅 북한 국제올림픽위원회 위원에게 올림픽 남북 공동입장을 포함한 폭넓은 남북 체육 교류 방안을 제안하는 등 문재인 정부 출범 이후 유화 제스처를 보이기 시작했다. 24일에는 문재인도 올림픽 남북 동시 입장과 남북 단일팀 구성, 공동 응원 제안을 한 바 있다. 하지만 11월 29일 북한은 대륙간탄도유도탄인 화성 15호를 발사하여 화해 분위기에 찬물을 끼얹었다. 직후 소집된 국가안전보장회의 전체회의에서 문재인은 "북한이 상황을 오판해 우리를 핵으로 위협하거나 미국이 선제타격을 염두에 두는 상황을 막아야 한다"며 "이번 도발이 평창 올림픽의 성공적 개최에 미칠 영향도 면밀히 검토하여 상황이 안정적으로 관리될 수 있도록 최대한 노력해달라"고 당부했지만 12월에는 내부에서도 존재가 알려져 있지 않았던 군수공업대회 개최를 처음 공개하면서 올림픽 전 도발 가능성을 높였다.
하지만 2018년 1월 1일 김정은 조선로동당 위원장은 신년사를 통해 "북과 남 사이 접촉과 내왕, 협력과 교류를 폭넓게 실현해 서로의 오해와 불신을 풀고 통일의 주체로서 책임과 역할을 다해야 할 것"이라며 "우리는 진정으로 민족적 화해와 단합을 원한다면 남조선의 집권여당은 물론 야당들, 각계각층 단체들과 개별적 인사들을 포함해 그 누구에게도 대화와 접촉 내왕의 길을 열어 놓을 것"이라고 했다. 이는 군사당국 회담, 교류 협력 확대, 남북 적십자회담 등 취임 이후 지속된 문재인의 대북 제안에 화답하는 형식이라는 평인데, 한반도 긴장 고조의 책임을 한국측에 돌리면서도 평창올림픽을 직접 언급한 점은 남북 관계 개선에 대한 자신감과 의지를 피력한 것이라는 분석이다. 이후 남북 관계는 크게 개선되어 9일에는 평화의 집에서 남북고위급회담이 이루어졌다. 12일에는 북한에 평창올림픽 예술단 파견과 관련하여 실무회담을 제의했으며, 다음 날 북한이 받아들여 15일 통일각에서 회담이 진행되었다. 회담 이후 공동보도문을 통해 140여 명으로 구성된 삼지연관현악단을 예술단으로 파견하며 강릉과 서울에서 한 차례씩 공연을 진행하기로 했다. 또한 북한은 판문점을 경유하여 육로로 이동할 것을 제안했으며, 한국은 서울과 강릉 사이의 이동 수단으로 한국고속철도(KTX)를 제안했다. 17일에는 차관급 실무회담을 합의하였으며, 이후 진행된 회담에서는 올림픽 개막식에 한반도기를 앞세워 공동 입장하기로 합의했다. 그 외에도 여자아이스하키 남북 단일팀 구성, 금강산에서 남북 합동 문화행사 진행, 마식령 스키장에서 남북 스키선수들의 공동 훈련 진행 등도 합의되었다. 또한 북한 대표단과 선수단 등은 경의선 육로를 통해 방남했다.
18일 스위스 로잔에서 IOC 중재로 대한올림픽위원회와 민족올림픽위원회, 남북 정부 고위급 인사, 남북한 IOC 위원 등 16명이 모여 북한의 올림픽 참가를 확정지었다. 이 과정에서 북한과 토마스 바흐 IOC 위원장은 아이스하키 출전 선수 5명을 보장할 것을 주장했지만 한국은 단일팀 논의를 접을 수도 있다며 강하게 반발하여 3명으로 합의를 봤으며, 이전에는 언급하지 않던 쇼트트랙 선수 2명의 참가도 요구하여 국제빙상연맹의 협조를 받아 와일드카드 2장을 배정받았다. 이로써 북한 선수단의 규모는 5개 종목에 선수 22명과 임원 24명으로 결정됐다. 한편 입장 시에는 한반도기를 들고 선수들 유니폼에는 코리아(Korea)를 새기며 국가는 아리랑으로 결정했다. 한편, 17일에 가졌던 실무회담을 통해서도 "특별히 어떤 비용 문제와 관련해서 구체적인 논의를 하지는 않았다"며, "기본적으로 올림픽과 관련해서 직접 관련되는 부분들은 올림픽 규정과 그 범위 내에서 IOC 등에서 지원을 하는 것"이라고 설명했다. 20일 로잔에서의 IOC 회의에서도 논의되지는 않았지만 장비와 관련된 것은 IOC가 책임을 지며 제재 품목 문제는 경기에 필요한 용품이니 예외적으로 적용될 것으로 보면서 외교부나 유엔 등과 상의해서 결정해나갈 것이라고 밝혔다.
19일에는 현송월 삼지연관현악단장 등 6명의 사전점검단이 다음 날 방남한다고 밝혔다. 하지만 그날 밤 22시 경에 리선권 조국평화통일위원회 위원장이 조명균 통일부 장관 앞으로 사전점검단의 파견을 중지한다고 일방적으로 통보했다. 중지 이유에 대해서는 언급하지 않았는데 다음 날 이를 번복하여 그 다음 날에 방남을 추진하겠다고 밝혀왔으며 21일 현송월 단장이 이끄는 사전점검단이 경의선 육로를 통해 한국 땅을 밟았다. 이들은 KTX를 이용해서 첫째 날에는 강릉에서 황영조체육관과 강릉아트센터를, 둘째 날에는 서울에서 잠실학생체육관·장충체육관과 국립중앙극장을 둘러보고 그 날 북한으로 돌아갔다. 23일에는 한국도 금강산과 마식령 스키장을 점검하기 위해 이주태 통일부 교류협력국장을 단장으로 하는 사전점검단이 2박 3일의 일정으로 23개월만에 방북했다. 점검단은 스키장의 시설과 이동 경로 및 도로 상태를 점검했다. 원산 갈마공항과 스키장은 시설과 관리상태가 양호하여 한국 선수단의 이동은 항공편을 이용할 전망이지만 금강산호텔이나 이산가족면회소 등은 공연행사장으로 사용하기에 부적합하여 추가 검토가 필요하다고 밝혔다. 전반적으로 통일부는 "선발대는 북측이 준비가 잘되고 있다는 느낌을 받았"다고 전했다. 이때, 동행한 NBC는 스키장을 비롯한 북한의 내부 모습이나 북한 주민들과의 인터뷰를 보도했는데 긍정적으로 묘사한 것이 미국에서 논란이 되었다. 백악관은 "지구 상에서 가장 전체주의적인 국가를 흥겨운 겨울 휴양지로 보이도록 하는 게 그리 쉬운 일이 아닌데, 어쨌든 NBC가 그 일을 했다"며 냉소적인 반응을 보이는 등 NBC가 북한의 선전술에 이용당했다는 비판이 나오는 것이다. 선발대가 돌아오기 하루 전인 25일에는 북한 여자 아이스하키 선수단 15명과 올림픽 시설을 둘러보기 위한 윤용복 체육성 부국장을 단장으로 하는 선발대 8명이 다시 방남했다. 선발대는 인제스피디움, 알펜시아 국제 방송 센터, 평창 올림픽 스타디움 등을 방문하였으며, 28일 돌아갔다. 선수들은 곧장 진천선수촌으로 이동하여 훈련에 합류했다. 스키·피겨 스케이팅 등 나머지 선수단은 2월 1일에 양양국제공항을 통해 내려왔으며, 원길우 체육성 부상이 단장을 맡았다.
2월 6일 현송월 단장과 권혁봉 문화성 국장이 이끄는 북한 예술단 본진이 만경봉호를 타고 묵호항에 입항했다. 예술단은 공연을 대비하면서 육지가 아니라 만경봉호에서 머무르는데 흔들리는 배 위에서 숙식을 해결하다보니 멀미와 피로로 고생하게 되지만 남측 문화와 최대한 멀리 떼어놓으려는 북한의 의도로 인해 결정된 것이라 한다. 이는 2002년 아시안 게임 때도 마찬가지인데 한국 정부는 관례를 고려해 만경봉호에 음식과 연료를 제공하는 것도 고려하는 한편, 묵호항 일대를 헬기나 드론 등을 날리지 못하게 비행금지구역으로 설정했다. 한편, 만경봉호는 5.24 조치 제재대상이지만 이번에는 정부가 예외를 인정했으며, 남북 간 이동이기에 미국 독자 제재와도 별개라고 판단했다. 예술단은 8일에 강릉에서, 11일에는 서울에서 공연을 펼쳤다. 강릉아트센터에서는 〈반갑습니다〉를 비롯해서 〈흰눈아 내려라〉 등과 함께 〈J에게〉, 〈여정〉 등 한국 가요도 불렀다. 국립중앙극장에서도 강릉아트센터와 비슷한 노래들을 불렀는데 이번에는 〈Old Black Joe〉와 같은 미국 음악도 흘러나왔으며 현송월이 직접 〈백두와 한나는 내 조국〉이라는 곡조를 부르기도 했다. 공연에는 정부 초청 인사와 추첨으로 선발된 일반 시민들이 감상했으며 노래 가사가 문제시되기도 했지만 남북 합동공연도 이루어지는 등 탈없이 마무리되었다. 7일에는 김일국 체육상이 이끄는 태권도시범단과 응원단 등 280여 명이 경의선을 통해 방남했다. 응원단은 여자 아이스하키 단일팀을 비롯해 남북 선수들의 경기에서 열띤 응원전을 펼쳤으며, 태권도시범단은 9일 올림픽 개막식 식전공연을 비롯해 평창, 속초, 서울에서 네 차례 공연을 개최했다.
다만, 모든 과정이 순조롭게 진행되지만은 않았다. 14일 북한 관영매체들은 김정은의 신년사 이후 처음으로 정부를 비난했는데 문재인의 신년 기자회견에 대해 "우리는 앞으로도 북남관계 개선을 위하여 적극 노력할 것이지만 그에 찬물을 끼얹는 불순한 행위에 대해서는 결코 보고만 있지 않을 것"이라고 밝힌 것이다. 문재인을 남조선 당국자로 지칭하며 '얼빠진 궤변', '가시돋힌 음흉한 악설일색'이라는 표현까지 사용하며 "겨울철올림픽경기대회에 참가할 우리 대표단을 태운 열차나 버스도 아직 평양에 있다는 것을 알아야 한다"고 위협했다. 북한의 속내를 의심하는 한국 언론에 대한 불만도 터뜨렸는데 15일 《조선중앙통신》은 "남조선 보수 언론들 속에서 동족의 성의를 우롱하고 모독하는 고약한 악설들이 쏟아져 나와 세상을 경악시키고 있다"고 성토했다. 미국에 대해서도 '민족의 대사를 망쳐놓으려고 발광하는 아메리카 깡패들'이라며 비핵화와 제재를 주장하는 미국을 비판했다. 한국 내에서도 논란은 많았다. 금강산 올림픽 전야제 합의 소식을 들은 평창 주민들은 "우리가 20년 동안 피땀 흘려 유치했는데 금강산 행사가 뭐냐"고 어이없어 했으며 남북 단일팀과 관련해서 체육계 내에서는 "올림픽에서 본질인 스포츠와 선수는 사라지고 남북이란 단어만 쏟아진다"고 비판했다. 19일 현송월 관현악단장이 예술단 사전점검 차원에서 다음 날 방남하기로 통지했다가 그 날 밤에 이를 취소했는데 통일부는 "과거 북한은 우리 언론 보도에 대해 불편한 반응을 보여왔다"며 언론의 추측성·비판성 보도를 자제해줄 것을 요청하기도 했다.
정치권에서도 정쟁이 일어났는데 자유한국당은 "숟가락만 들고 나타난 저들이 평창 동계올림픽을 평양 올림픽과 김정은 독재 체제 선전장으로 만들고 있다"며 "참으로 안타깝고 부끄럽다"고 비판했다. 이에 대해 더불어민주당은 "최근 한국당 대표부터 대변인까지 반공주의를 연상시키는 극우적 발언이 목불인견"이라며 "평창행 평화 열차에 어떻게든 제동을 걸려는 한국당에 참으로 유감"이란 뜻을 밝혔다. 현송월의 방남 과정에서도 예우가 지나쳤다는 비판이 있었다. 현송월 일행이 지나는 도심 일대 등 곳곳의 교통을 통제했으며 서울역에는 의경 720명을 배치했다. 현송월의 근접경호는 국가정보원이 맡았는데 취재진의 접근에는 "불편해한다. 질문 자꾸 하지 말라"며 가로막았다. 이에 대해 한국당은 "동계올림픽을 하겠다는 건지, 북한 예술단 초청 동계문화제를 하겠다는 것인지 구분이 되지 않는다"며 "심지어 일부 언론에서는 현 단장의 움직임을 하루종일 속보로 방송을 했다"며 비판했다.
여론도 긍정적이지 못한 편이다. 국회의장실과 SBS가 한국리서치에 의뢰하여 전국 19세 이상 성인 남녀 1,000명을 대상으로 진행한 '평창올림픽 및 남북관계 관련 여론조사'에서는 북한의 올림픽 참가에 대해 매우 찬성과 대체로 찬성이 81.2%가 나왔지만 남북이 단일팀으로 참가하는 것에 대해서는 무리할 필요는 없다는 의견이 72.2%에 이르렀다. 특히 현재의 높은 지지율을 지탱해주는 20·30대에서 82%가 넘는 반대 의견이 나왔다. 한반도기에 대해서도 찬성과 반대가 50.1%와 49.4%로 팽팽히 의견이 맞섰다. 김형준 명지대학교 교수는 "문 대통령이 후보 시절 '기회는 균등하고 과정은 공정하고 결과는 정의로울 것'이라고 원칙을 밝혔다면 이를 지켜야 한다"며 "기회를 박탈당할 선수가 생길 수밖에 없는데 젊은 층이 공정·균등·정의에 공감하겠느냐"고 강조했으며 이창순 경희대학교 교수는 "지금 남북이 같이한다고 해도 국민은 북한 핵 문제가 해결됐다고 보지 않는다. 이 같은 상황에서 동시 입장이 이뤄져도 해결에는 도움이 되지 않는다"고 분석했다. 정치권에서도 갑론을박이 벌어졌는데 민주당은 대변인 논평을 통해 "남북한 단일팀 구성을 환영한다"며 "평화와 화합의 올림픽 정신을 실현해야 한다"고 밝혔다. 그러면서 "수년 동안 올림픽과 패럴림픽을 유치하고 성공리에 대회가 치러질 수 있도록 각고의 노력을 기울이고 있는 강원도민과 국민을 우롱하는 더 이상의 발언은 삼가야 한다"고 한국당의 '평양올림픽' 표현을 비판하며 "한국당은 올림픽 정신 실천, 평화 올림픽 실현에 동참할 것을 촉구한다"고 덧붙였다. 한국당은 "문재인 정권은 북한과 올림픽을 놓고 벌이는 '정치쇼'에 대해 혹독한 대가를 치를 것"이라며 "평화올림픽을 빌미로 평창 동계올림픽을 평양올림픽으로 상납하며 북한의 김씨 왕조 체제 선전을 하러 온 대좌 한 명에게 왕비 대접을 하며 사전검열까지 받고 있는 문재인 정권은 도대체 어느 나라 정권인가"라고 강하게 비판했다. 또한 "'Republic of Korea'라는 대한민국의 공식 국호와 국가의 상징인 애국가와 태극기가 사라진 빈자리에 현송월이 등장했다"며 날을 세웠다.
문재인은 이러한 비판에 대해 북한의 올림픽 참가를 계기로 조성된 남북대화의 분위기를 적극 살려나가자고 직접 호소했다. 이는 주요 지지층인 20·30세대에서도 북한의 올림픽 참가에 반대하는 목소리가 높자 대국민 호소를 통해 남북대화에 대한 국내적 지지도를 높이고 내부 논란을 조기에 불식시킬 필요성을 느꼈기 때문인 것으로 보인다. 문재인은 지금의 분위기가 언제까지 지속될 지 모른다며 올림픽의 성공적 개최만으로 끝난다면 다시 대화의 계기를 마련하기가 쉽지 않을 것이라고 강조했다. '평창올림픽이 아니라 평양올림픽'이라는 비판에 대해서도 "평창 동계올림픽의 성공적 개최에 너와 내가 따로 있을 수 없을 것이고 국민 모두가 힘을 모아야 한다"며 '평창올림픽'이라는 딱지를 붙이는 것을 이해하기 힘들다고 밝혔다. 하지만 한국당은 청와대가 남북단일팀에 대한 국민적 분노에 사죄는 없고 합리화와 선전만 한다며 비판을 멈추지 않았으며 이에 대항해 민주당은 평양올림픽 주장을 색깔론으로 규정하고 경제올림픽이라는 주장으로 맞섰다. 30일 장차관 워크숍에서는 마무리 발언에서 "이번에 여자 아이스하키 단일팀을 구성하면서 남북관계를 개선하고 평화올림픽을 위해 좋다고 생각했는데, 선수들의 입장을 미처 사전에 제대로 헤아리지 못했다. 숫자의 문제가 아니라 한명 한명이 중요하다"며 보완책을 마련하고 설득할 것을 지시하기도 했다. 2월 5일 IOC 총회 개회식에 참석해서는 "IOC는 상황이 어려울 때 대화와 평화가 올림픽 정신에 부합한다는 사실을 거듭해서 확인해 줬"다면서 "스포츠가 정치와 이념의 장벽을 뛰어넘을 수 있다는 사실을, 스포츠를 통한 교류와 소통이 곧 평화라는 사실을, 그것이 바로 올림픽 정신의 위대한 가치라는 사실을 이제 평창이 전 세계와 인류에게 보여줄 것"이라고 말했다.
2월 4일에 진행될 예정이었던 남북 합동문화공연을 자신들의 진정어린 조치를 모독하는 한국 언론의 태도를 문제삼으면서 29일 또다시 일방적으로 취소하면서 새로운 논란을 불러일으켰다. 또는 한국이 대북 제재의 숨통을 틔우기 위한 움직임에 적극적이지 않은 것에 대한 문제제기거나 K-pop과 같은 대중문화가 공연에 포함된 것에 대한 거부반응이라는 관측도 있다. 한국 정부는 이에 유감을 표시하면서 합의사항의 이행을 강조했다. 여야 정치권에서도 이에 대한 비판이 제기되었는데 민주당은 합의 이행을 촉구하면서도 정쟁을 해서는 안된다는 입장을 나타낸 반면 한국당은 북한의 사과를 요구하면서 정부가 북한에 끌려다녀서는 안 된다고 주장하여 입장차를 보였다. 6일에는 예술단이 육로로 방남하겠다고 통보했다가 이틀 전 밤에 바닷길을 통해서 오겠다고 다시 일방적으로 변경했다. 북한이 기존 합의를 계속 일방적으로 파기하거나 변경하는 것은 이번을 통해서 자주 있었는데, 이는 북한이 대표단을 남측 문화에 노출시키는 것을 최소화하기 위해서라는 분석이다. 발전한 한국을 보고 북한 사람들이 자신들의 생활상과 비교하여 체제에 대한 불만으로 이어질 것을 우려해 남측 문화와 생활상을 사전에 차단하려 했다는 것이다.
개회식 전날인 2월 8일에 열병식을 거행하겠다고 1월 27일 북한이 통보하면서 또다른 논란이 생겼다. 《로동신문》은 "세계의 그 어느 나라가 자기 군대의 창건일을 중요시하며 성대한 행사들로 기념하고 있는 것은 하나의 관례이며 초보적인 상식"이라며 "우리가 조선로동당 창건기념일인 10월 10일에 국가적인 중요행사들을 진행하니 남조선에서 해마다 그 직전에 벌려놓는 10월 1일 '국군의 날' 행사놀음을 하지 말라고 하면 그만두겠는가"라고 하면서 한국의 논란을 일축했다. 하지만 당일이 되어서는 "상당히 위협적인 열병식이 될 가능성이 높다"던 조명균 통일부 장관의 예상과 달리 외빈도 없이 내부행사로만 진행되었다. ICBM급 화성 14형과 15형의 실물을 공개하는 등 보여줄 건 다 보여준 행사였지만 지난 해에 비해서는 규모가 크게 축소된 것이다. 전체 시간도 지난 해에 비해 1시간이나 줄었고 신년 연설 때와 달리 미국을 자극하는 발언도 거의 없었으며 이례적으로 생중계가 아닌 편집녹화분을 6시간이 지나서야 방영했다. 이를 두고 한미일 3국의 대북 압박 공조 강화를 피하기 아니냔 관측이 있으며, 한편으론 평창올림픽을 계기로 진행 중인 남북 대화에 악영향을 미치지 않으려는 의도도 있다는 지적이다. 한편, 통일부는 열병식 날짜가 올림픽과 우연히 겹친 것이라며 "평창올림픽은 평창올림픽대로 하는 것이며 이 시기에 열병식이 있다고 하더라도 별개로 보는 것이 타당하다. 연결해서 의미를 부여하는 것은 적절하지 않다"고 주장했다. 북한은 과거 4월 25일을 건군절로 기념하다가 2015년부터 2월 8일에 건군절 행사를 거행하는 것으로 알려져있다.
정부가 북한 선수단·응원단·예술단 등의 체류 비용을 지원하기로 한 점은 논란이 되었다. 통일부는 2월 6일 비공개로 남북협력기금관리심의위원회를 열어 남북협력기금에서 29억 원을 편성하여 북측 인사들의 숙식비·교통비·각종 부대 비용 등을 지원하기로 했다. 실제로 1월 21일과 25일에 방남한 사전점검단에게 3000만 원가량을 집행했으며 그 외에도 현송월 단장 일행을 위한 KTX 열차 편성에도 1000만 원을 쓰는 등 약 2억 원 가까이를 지출했으며, 2월 14일 남북교류협력추진협의회에서 이를 정식 의결했다. 하지만 이러한 정부의 '일방적 대북 지원' 주장을 염두에 둔 듯 렉스 틸러슨 미국 국무장관은 "우리가 알기로, 북한이 한국으로부터 받는 것이 모든 올림픽 참가국들이 받는 것보다 많지 않다"며 북한이 주는 것 없이 얻어가기만 한다는 지적을 반박했다. 이어서 "(북한에) 이득은 없다. 북한이 (올림픽에) 참가하는 대가로 현금이나 그 어떤 것도 지급된 게 없다"고 강조했다. 단일팀을 응원하는 과정에서는 응원단이 사용한 응원 도구가 문제가 되었다. 남성 얼굴이 프린트된 가면을 쓰고 율동을 했는데 이것이 김일성 가면이 아니란 의문이 제기되었기 때문이다. 로이터 통신은 이를 보도하면서 "주변 관람객들은 '무섭다'는 반응을 보였다"고 보도하기도 했는데 통일부는 즉각 해명 자료를 내어 잘못된 추정이라며 "현장에 있는 북측 관계자 확인 결과 보도에서 추정한 그런 의미는 전혀 없으며, 북측 스스로가 절대 그런 식으로 표현할 수 없다고 확인했다"고 전했다. 탈북인단체 관계자도 "북한에서 최고 존엄의 얼굴을 형상화한 가면을 착용할 수 없다. 제작조차 용납되지 않는다"며 이는 북한의 정서상 불가능하다고 밝혔다. 한국 언론들의 과잉 취재도 문제가 되었다. TV조선은 북한 선수들이 숙소에서 휴식을 취하는 모습을 영상으로 내보냈고, 연합뉴스는 북한 선수들이 휴게소 화장실 칸 앞에서 기다리는 모습을 보도했으며, 《조선일보》는 김여정의 체형을 언급하며 임신설을 주장했다. 또 MBN, KBS, MBC, JTBC도 여성이 다수인 북한 방문단 보도를 하면서 선정적인 각도로 카메라 촬영을 했다는 지적도 나왔다.

## 복지
문재인은 대선 공약에 많은 복지 정책을 포함시켰으며, 당선 후에는 5명의 대선 후보 중에서 공통 공약부터 우선 실행하겠다고 약속했다. 공통 공약에는 기초연금 인상·아동수당 지급, 국민건강보험의 보장 범위 확대, 저출산 대책, 장애등급제 폐지 등이 있다. 문재인 정부의 복지 정책 청사진은 2017년 7월 25일에 발표되었다. 향후 5년 동안 국가가 국민 개개인의 출생부터 사망까지 전 생애를 돕고 책임지는 복지 국가의 기틀을 다지겠다는 의지를 내보인 것으로 평가받으며, 이러한 생애주기 맞춤형 소득보장 체계는 문재인의 핵심 대선 공약 중 하나이기도 하다.
2015년 경제협력개발기구 통계에 따르면 현재 한국은 생산가능인구 5.1명이 노인 1명을 부양하고 있으며, 2075년에는 일본을 뛰어넘어 생산가능인구 1.25명이 노인 1명을 부양하게 된다고 밝혔다. 현재는 OECD 평균보다도 낮은 수준이지만 기대수명이 상승함에 따라 일본마저 넘게 되는 것인데 이는 앞으로 노인 부양 부담이 급속하게 커짐을 의미한다. 또한 OECD 회원국의 노인 소득은 전체인구 소득의 86.6%였지만 한국은 60.1%에 그치는 등 노인 문제의 심각성을 강조했다. 하지만 노인 빈곤 문제를 해결하기에 현재의 공적연금 제도는 너무 취약하여 준보편적 노후소득 보장체계인 기초연금 등을 강화해야 할 필요성이 제기되어 왔다. 2011년 기준으로 국내총생산 대비 지출 수준이 한국의 연금 지출은 2.2%에 불과해 OECD 평균인 8.1%에 비해 매우 낮은 수준이기 때문이다. 평균 수급액도 월평균 70만 원에 미치지도 못했다.
이에 7월 19일 국정기획자문위원회는 65세 이상 노인 중 소득 하위 70%에 해당하는 경우를 대상으로 지급하는 기초연금액을 20만 원에서 25만 원으로 인상하며, 2021년부터는 다시 30만 원으로 늘리기로 했다. 또한 자녀의 소득이 있어 기초생활수급 대상이 되지 못하는 노인에 대한 부양의무자 기준도 내년부터 단계적으로 폐지하기로 했다.
하지만 지속적으로 문제되었던 이른바 '줬다 뺏는 기초연금' 문제는 여전히 시정되지 못했다. 이는 노인 단독가구의 소득이 하위 70%에 속하지만 생계급여를 받는 경우에는 그 차이만큼 삭감되기 때문에 나온 말인데, 생계급여를 받지 못하는 차상위계층의 노인들만 사실상 기초연금을 받아가는 문제가 발생하는 것이다. 보건복지부는 생계급여를 받는 노인이 기초연금까지 받으면 기초생활보장 수급자에서 탈락한 노인들보다 오히려 소득이 높아질 수 있기 때문이라며, 현행 제도를 고수하겠다는 뜻을 나타냈지만 시민단체에서는 정부가 보충성의 원리를 너무 경직되게 적용한다고 주장하고 있다. 하지만 재정 부담이 크게 늘어날 것이라는 우려도 있다. 정부 계획대로 기초연금이 인상된다면 국민 1인당 추가 조세 부담액은 2018년 3만 원, 2030년 15만 원으로 급증할 것으로 분석됐다. 필요한 예산액도 내년 12조 7536억 원, 2030년 43조 6000억 원이 되어 마찬가지로 급증하게 된다.
치매와 관련해서는 2017년 6월 2일 서울요양원을 찾아 치매 환자 및 가족 등과 만나 간담회를 열었는데 치매국가책임제를 내년부터 시행하겠다고 공언했다. 이는 문재인이 대선 공약으로 내세웠던 것으로 지역사회 치매지원센터 확대 설치, 치매 검진 및 조기발견 지원, 의료·복지·돌봄·요양서비스 제공 및 연계, 치매안심병원 설립 및 치매책임병원 지정 등을 내용으로 한다. 추경에도 2000억 원을 반영하여 일자리 창출과도 연계시키기로 했는데, 문재인은 "이제는 치매 환자를 본인과 가족에게만 맡겨서는 안 된다"며 치매의 건강보험 본인부담률도 10% 이내로 낮추겠다고 했다. 이후 9월 18일 보건복지부는 치매국가책임제의 구체적 실천 방안을 내놓았다. 전국에 47곳에 불과한 치매지원센터를 치매안심센터로 개편해 연말까지 252곳으로 확대하며 34개가 존재하는 공립병원의 치매 병동은 79개로 확대하여 치매안심요양병원으로 확충하기로 했다. 중증치매 환자들의 건강보험 본인부담률은 최대 60%에서 10%까지 경감되며 경증치매 환자도 혜택을 받을 수 있도록 장기요양 등급을 확대하기로 했다. 치매에 대한 인식을 개선하고 지역사회 구성원들이 치매 환자를 서로 돕도록 유도하는 치매안심마을 조성 사업도 확대할 예정이며 복지부는 지방자치단체가 지역 특성에 맞는 사업을 추진할 수 있도록 지원하기로 했다. 하지만 장기적으로 치매 환자의 수가 늘어날 것으로 전망되는 바, 관리비용을 어떻게 마련할 것인지는 앞으로 풀어야 할 숙제로 남게 되었다. 한편, 2018년 1월 31일 청와대가 제작한 공익광고 '엄마의 엄마가 되었습니다'가 누리꾼들의 관심을 받으면서 치매국가책임제를 성공적으로 홍보하기도 했다.
한편, 출생아수가 계속 곤두박질치고 합계출산율도 2017년 1.18명에 불과하는 등 저출산 문제도 심각하게 다가왔다. 이를 해결하기 위해 문재인은 아동수당, 육아휴직 활성화 등 다양한 정책을 공약한 바 있다. 우선 유명무실해진 저출산·고령사회위원회를 강력한 컨트롤타워로 변모시킬 것을 밝혔다. 국정기획자문위원회는 "자녀 양육의 국가책임 구현과 함께 결혼, 출생, 양육친화적 사회시스템 제도를 바꾸어야 한다"고 강조하며 "저출산 쇼크는 대한민국의 명운을 좌우하는 절체절명의 과제"라고 대책 수립에 최선을 다할 것을 정부부처에 당부했다. 10월부터는 시험관 시술을 받는 부부에 대한 지원을 확대하기로 했다. 기존에는 저소득층에게만 3회까지 지원하던 것을 모든 부부에게 4회까지 지원하는 것으로 확대한 것이다. 또한 비급여로 적용되던 진찰, 마취, 검사, 약제 등을 건강보험의 보장 범위로 포함시키기로 했다.
다만, 첫째 아이에 한해서라도 4회 제한을 없애달라는 불만이 있다. 그리고 난임 시술의 성공률이 떨어지는 병원은 지원금을 깎겠다고 밝혀 병원 입장에서는 시술하기가 쉬운 젊고 건강한 부부만 받아줄 것이란 우려도 나오고 있다. 12월 26일에는 문재인이 직접 위원회 회의를 주재하면서 "지금까지 … (중략) … 출산장려정책을 해왔는데, 부족하다는 것이 확인됐다"고 지적하며 "심각한 인구위기 상황을 우리가 해결할 수 있는 마지막 골든타임이 지금이다"고 강조했다. 이후 임신 중에도 육아휴직이 가능하도록 「남녀고용평등과 일·가정 양립 지원에 관한 법률」 개정을 추진하며 임신 12주 이전·36주 이후에만 적용 가능한 2시간 근로시간 단축도 2020년부터 임신 기간 전체로 확대하기로 했다. 배우자 출산 휴가도 2022년까지 3일 유급에서 10일 유급까지 확대하며 육아 기간 부모의 근로시간을 단축하고 고용보험에 가입하지 않은 여성에 대한 출산지원금을 지급하는 방안 등을 추진하기로 했다. 그 외에도 공공난임센터·미숙아센터와 같은 것을 설립하겠다고 공약했지만 아직까지 별다른 움직임은 없다.
보육·아동 정책에서는 아동수당을 신설하기로 했다. 당초 복지부는 가정에서 돌보는 만 0 ~ 5세 영유아에게 지급하는 가정양육수당을 인상하려고 했지만 예산안에 반영되지 못했다. 하지만 아동수당은 예정대로 진행하기로 했는데, 하지만 실제로는 70 ~ 80%가 지방비로 구성되다보니 돈은 지자체가 내고 생색은 중앙정부가 낸다는 비판이 나온다. 지자체에서는 "보조를 더 해주던지, 전액 부담해줘야 한다"고 주장하지만 70%가 넘는 지지율을 보이는 정부를 상대로 반대를 하기도 어려워 속앓이만 하고 있다. 박원순 서울특별시장은 국무회의에 참석해서 아동수당은 정부의 100대 국정과제에 포함된 대표적인 보편적 복지 사업이라며 아동에 대한 국가책임을 강화하는 차원에서 국비 부담을 전향적으로 더 늘릴 필요가 있다고 말했다. 한편, 국회에서 예산안을 심의하는 과정에서 '퍼주기' 논란이 일자 소득 상위 10% 가구에는 지급하지 않는 것으로 수정했다. 하지만 선진국에서는 많은 경우가 보편적으로 아동수당을 지급하는데 10만 원 밖에 지급하지 않으면서도 당초 공약에서 후퇴한 점이 비판받고 있다. 이에 복지부는 선진국도 출산율이 떨어지면 아동수당을 보편적으로 지급하다가 출산율이 올라가면 소득별 지급액을 달리하는 방식으로 개편을 했다며, "정책 시행 후 효과와 재정 여건을 감안해 지원대상과 금액의 단계적인 확대를 검토해야 한다"고 말했다. 또한 상위 10%에게는 역차별 논란을 방지하기 위해 본래 없애려고 했던 자녀세액공제를 유지하기로 했다. 하지만 이는 보편적 복지도, 선별적 복지도 아닌 어정쩡한 정치적 타협이 됐다는 또다른 비판을 삼과 동시에 아동수당의 원래 취지가 훼손됐다는 지적이 나왔다. 이와 함께 소득 상위 10%를 가려내기 위한 행정비용도 논란거리가 되었는데 이는 한 해 약 300억 원으로 추산된다.
국공립 어린이집·유치원의 이용 비율도 늘리기로 했다. 2018년 1월 24일 서울의 한 어린이집을 방문해서 "국공립 어린이집·유치원에 갈 수 있는 아이들 비율이 13%, 10명 중 1명꼴 정도 밖에 되지 않는다"며 "적어도 임기 중에는 이용 비율을 40%로 높이겠다는 목표를 세웠다"고 밝혔다. 실제로 2017년 추경을 통해 원래 목표보다 배가 넘는 370개의 어린이집을 만들었고, 2018년에는 450개를 만들 예정이라며 이 기조를 유지하면 40% 목표 달성이 가능하다고 강조했다. 또한 운영이 어려운 민간 어린이집을 매입하는 방식을 활용하여 단순히 국공립을 새로 세우지만은 않을 것이며 민간 교사 처우 개선에도 힘쓸 것을 약속했다. 한편, 학생 수가 감소하여 생긴 초등학교의 빈 교실을 국공립 어린이집 등으로 활용할 수 있도록 했다.
그 외에도 장애인 정책으로는 장애등급제 폐지가 이루어졌다. 장애인단체는 장애등급제가 장애인의 편의를 고려하지 않고 등급이라는 낙인을 찍은 행정편의주의적 제도라며 폐지를 요구해왔는데 2017년 12월 1일 「장애인복지법」을 개정하여 2019년 7월부터 단계적으로 폐지하고 장애 등급을 장애 정도로 변경하기로 했다. 또한 폐지 이후의 구체적 방안에 대해서도 지속적으로 장애계와 소통하여 논의할 것을 복지부가 약속했다. 그 외에도 장애인에 대한 악의적 차별행위의 판단 범위를 고의성·지속성·반복성·보복성을 모두 충족하는 것에서 한 가지만 해당되어도 차별행위로 규정하도록 했다. 국민연금과 기초연금의 인상 시기도 3개월 앞당겨 1월로 변경하기로 했다. 이는 물가상승률이 매해 4월에 나왔기 때문인데 연금 인상 시기를 1월로 앞당기면서 물가상승의 혜택을 입을 수 있게 된다. 또한 국민연금의 유족연금을 인상하고 중복 삭감률을 축소하는 것도 추진 중이다. 또 기초생활보장제도에서 부양의무자 기준을 단계적으로 폐지하기로 했다. 소득이나 재산은 수급자 선정 대상이지만 부양의무자 기준 등으로 실제 지원은 받지 못하는 경우가 2015년 기준으로 93만 명에 달했는데 우선 2018년 10월부터 주거급여에 대한 부양의무자 기준을 폐지하기로 했다.

### K-방역 성과
대한민국의 코로나19 범유행과 관련하여 전 세계가 한국의 코로나19 대응에 대해 주목하였다.

### 문재인 케어
2017년 8월 9일 가톨릭대학교 서울성모병원을 방문한 자리에서 환자들의 의료비 부담을 획기적으로 낮춰 가계파탄을 막는 내용을 담은 국민건강보험 보장성 강화대책을 발표했는데 미용·성형을 제외한 전 의료 분야에 대해 건강보험을 적용하는 것을 골자로 한다. 구체적으로 고가 항암제·초음파·자기공명영상장치(MRI) 등 3800여 개의 비급여 진료 항목의 의료비를 기존의 100%에서 환자 부담률을 30% ~ 90%만 부담하는 조건으로 건강보험 혜택 대상의 예비급여로 넣어 비급여 진료항목을 1/3 수준으로 낮추고 간병비·선택진료비·상급병실료 등 3대 비급여 부담도 줄이며, 선택진료를 받을 때 지불하는 비용도 폐지하고 4인실까지 적용하던 입원료를 2 ~ 3인실까지 확대하며 보호자나 간병인 없이 전문 간호사가 간호와 간병을 전담하는 간호간병통합서비스 제공 병상도 기존의 2만 5천 개 수준에서 10만 개로 확대할 것을 계획했다. 이를 위해 2022년까지 30조 원가량을 투입하여 국민의 비급여 의료비 부담을 13조 원에서 5조 원 수준으로 낮출 계획이며 대책이 완료되면 건강보험 보장률은 70% 수준이 될 것으로 보인다고 밝혔다. 복지부는 "20조 원에 달하는 건보 누적적립금을 적절히 활용해 국민의 보험료 부담을 가급적 늘리지 않도록 하겠다."고 약속했다. 또 건강보험에 대한 국고 지원과 보험료 부과기반 확대 등으로 보험료 수입을 확충하고 각종 도덕적 해이와 재정 누수 요인을 차단하여 재정절감대책을 병행하기로 했다. 하지만 "보험료는 재정지출을 줄이고 국고 지원을 더 받는 등 다양한 정책적 노력을 기울이고 나서 가계에 큰 부담이 없는 수준에서 관리해나갈 것"이라고 말해 중장기적으로는 보험료 부담이 늘 수 있음도 함께 시사했다.
참여연대는 이에 대해 "OECD 회원국의 건강보험 보장비율이 평균 81%인 것에 견줘 보장율 목표 70%는 적정한 수치로 보기 어렵다."며 "2012년 대통령 선거에서 문재인 후보의 공약이었던 병원비 본인부담금 100만 원 상한제를 실시해야 한다."고 밝혔다. 김태년 더불어민주당 정책위의장은 "핵심은 건강보험 하나만 있으면 아픈데도 돈이 없어서 치료를 못 받는 일은 더 이상 없도록 하겠다는 것"이라며 "의료비 증가의 주된 원인이자 민간 실손보험 가입의 주요원인인 비급여 문제를 바로 잡을 것"이라고 밝혔다. 또한 "노인·여성·아동·장애인 등 취약계층에 대한 지원을 늘리고, 본인부담 상한제와 재난적 의료비 지원제도를 강화해 저소득층의 의료비 부담을 줄이겠다"고 덧붙였다. 반면, 김광림 자유한국당 정책위의장은 "재원 대책이 두루뭉실해 5년 뒤가 보이지 않는다."며 "13페이지의 건보 대책 발표문에 지원 내용은 깨알같이 많은데 재원대책은 3분의 1 뿐"이라고 비판했다. 김 의장은 "모든 병을 정부의 의료보험으로 급여화하겠다는 것은 찬성이지만, 의사들이 제대로 된 수가를 받을 수 있도록 해주지 않고 통제하면 3만 개의 병원 중 3분의 1은 5년 뒤 문을 닫게 될 것"이라고 덧붙였다. 이에 문재인은 10일 수석·보좌관 회의를 주재하면서 "새 정부의 복지 확대 정책에 대해 세금 폭탄이나 건보료 폭탄 또는 막대한 재정적자 없이 가능할 것인가 궁금해하는 국민이 많다"며 "기획재정부와 충분히 협의해 재원대책을 꼼꼼히 검토했고, 올 하반기부터 2022년까지 단계적으로 시행하도록 설계해 현실적으로 건전 재정을 유지하면서 감달할 수 있는 최선을 선택한 것"이라고 직접 반박에 나섰다.
12월 10일에는 대한의사협회를 중심으로 전국에서 의사 약 1만 명이 서울 덕수궁 앞에서 문재인 케어 반대 및 한의사 의료기기 사용 반대 전국 의사 총궐기대회를 열었다. 이를 주관한 국민겅강수호 비상대책협의회는 "문재인 케어는 '포퓰리즘' 정책"이라며 "정부는 의사들이 받는 낮은 수가 문제부터 개선해야 한다"고 주장했다. 또한 "문재인 케어는 구체적인 재정 확보 방안이 없어 건보 재정을 위태롭게 할 것"이라며 "이로 인해 의료 수가가 깎이면 의사 집단의 생존권이 위협받을 수 있다."고 주장했다. 하지만 이를 두고 '밥그릇 지키기'라는 비판도 나왔다. 그동안 정보를 독점하여 진료비를 의사 마음대로 책정할 수 있던 비급여 의료 진료 행위가 건강보험 적용으로 바뀌면서 공적 관리체계에 들어오는 상황을 반대하는 목소리라는 지적이다. 이에 복지부는 재정균형 차원에서 급여수가 인상에 대해 협의할 용의가 있음을 밝혔지만 이를 거부한 것도 비급여의 급여화에 대한 반대의 연장선상이 아닌가하는 의심을 샀다.

## 환경

### 4대강 정책감사
단군 이래 최대 토목 사업이라 불렸던 이명박 정부의 4대강 정비 사업에 대해 비판적인 입장을 견지해 온 문재인은 2017년 5월 22일 녹조발생이 심하고, 체류시간이 길며, 수자원 이용에 영향이 적은 6개 보(낙동강 고령보·달성보·창녕보·함안보, 금강 공주보, 영산강 죽산보)를 6월 1일부터 즉시 개방할 것을 지시했다. 또한 감사원으로 하여금 4대강 사업 정책결정 및 집행과정에 대한 정책감사도 추진하기로 했다. 이에 대해 더불어민주당은 "4대강 사업은 이명박 정부 때 국민과 야당의 반대에도 불구하고 22조 원 이상의 천문학적인 국민 혈세를 들여 만든 수생태계 파괴의 주범"이라며 "비정상의 정상화가 시급하다."며 과격하게 전 정권을 평가절하했다. 국민의당도 "4대강은 자연 생태계가 심각하게 훼손된 환경파괴의 대명사다. 물 부족을 해결한다는 애초의 취지와는 달리 가뭄에 별다른 효용(근거 필요)도 없었다."며 적절한 조치라고 평가했다. 하지만 자유한국당은 2013년 감사원 감사, 2014년 총리실 소속 4대강사업조사평가위원회 조사, 2015년 대법원 적법 판결을 언급하며 "공은 공대로 인정해야 한다. 정권이 바뀌었다고 특정 정권을 겨냥한 감사를 지시하는 건 바람직하지 않다."고 평가했다. 바른정당도 비판에 가세해 "4대강 사업 정책 결정 및 집행과정에 불법이나 비리가 있었는지는 지난 박근혜 정부에서도 혹독한 조사를 거친 바 있고 검찰수사도 이뤄진 바 있다."면서 '정치감사'에 대한 우려를 표했다. 이명박 전 대통령 측도 "정부는 감사와 재판, 평가가 끝나 전전 정부의 정책사업을 또다시 들춰 정치적 시빗거리를 만들기보다는 4대강 살리기 사업의 후속 사업을 완결하고 확보한 물을 잘 관리하여 당면한 가뭄을 극복하는 데 힘써야 할 것"이라고 주장했다. 같은 날 환경부(수질)와 국토부(수량)로 나눠져있던 체계를 통합해 환경부로의 물관리 일원화를 지시했으며, 31일에는 '4대강 저격수'로 불리던 김현미 민주당 의원이 신임 국토해양부 장관으로 지명되었는데 "4대강 사업에 대해 정확한 조사가 이뤄지도록 하는 것이 마땅하다"고 말해 철저한 감사 의지를 강조했다.
2018년 1월 18일 한 용역업체 직원이 2009년 ~ 2010년에 작성된 4대강, 경인 아라뱃길 사업과 관련된 문건 약 3.8t을 파기하고 있다는 제보가 들어왔다고 박범계 더불어민주당 의원이 폭로했다. 이에 한국수자원공사는 "본사 사무실을 이전하면서 벌이진 일 같은데 기본적으로 공사의 모든 서류는 전자문서로 관리한다"며 폐기한 자료는 사본이라고 해명했다. 이에 국가기록원은 현장점검을 실시하여 2월 12일 결과를 발표했는데 기록물 원본을 파기하려 한 것으로 확인했다고 밝혔다. 특히 문제가 된 문서 407건 중 302건은 원본기록물인데, 기록물로 등록하지도 않은 채 파기하고자 한 것으로 드러났다. 이에 수자원공사는 절차상의 문제점을 겸허히 수용한다면서도 "문서를 의도적, 조직적으로 무단파기한 것은 절대 아니다"고 했다.
16개의 보 중에서 총 14개의 보를 2017년 11월 13일 수문을 개방했다. 이후 약 6개월이 지난 2018년 5월 4일 금강 세종보 상류는 수위가 낮아지면서 모래와 자갈로 이뤄진 작은 섬들이 드넓게 드러나기 시작했으며 좌안에는 모래가 30 cm 이상 쌓이고 강물의 유속도 빨라지는 등 변화가 감지되었다. 현장 조사를 시행한 오준오 박사는 "보 개방으로 실트층이 하류로 씻겨 내려가면서 자갈이 다시 드러났고, 모래가 쌓였다"고 설명했다. 하지만 금강 하류의 백제보가 수문을 개방하지 않아 물빛이 세종보보다 탁했고 모래 대신 뻘만 가득하여 악취가 심한 등 이전과 차이가 없었다. 이는 낙동강도 마찬가지였다. 환경부 관계자는 "보의 개방은 수질과 구조적 건강성, 생물학적 건강성 등 세 가지 측면에서 모두 긍정적 결과가 나타났다. 올해 말까지 개방한 보들에 대해 평가하고 처리 방안을 결정할 계획"이라고 밝혔다.

### 미세먼지 대책
공약 중 한 가지였던 미세먼지 해결을 위해 노후 석탄화력발전소 8기를 2017년 6월 1일 0시부로 한 달간 가동중단시켰다. 한편으로 노후 석탄화력발전소의 가동 중단이 전력 수급에 영향을 미치지 않도록 하기 위해 여러 보완책을 병행하기로 했다. 현재 한국의 전력 생산에서 석탄화력발전이 차지하는 비중은 39.3%, 원자력은 30.7%인데 비해 신재생에너지는 4.7%에 불과하여 2030년까지 140조 원을 신재생에너지에 투자할 뜻을 밝혔다. 이를 통해 신재생에너지 비율을 전체 전력 생산에서 20%까지 끌어올리며 에너지 세제 개편을 통해 석탄에는 과세하고 액화천연가스(LNG)에는 절세하는 방안도 검토하기로 했다. 미세먼지의 온상으로 지목되는 경유차의 감축 필요성도 제기되며 친환경차 보급 확대에 대한 주장도 있다. 하지만 경유세 인상에 대해서는 부정적인 입장을 밝혔다. 당초 계획이 없다고 했다가 생각이 바뀌었는데 서민 증세 논란이 일자 다시 방향을 선회한 것이다. 기획재정부 관계자는 세제개편에 따른 미세먼지 감소 효과가 낮다며 "현 정부 임기 동안 경유세를 올릴 계획이 없다"고 강조했다.
한편, 오랫동안 많은 이들이 한반도 미세먼지의 원인으로 중국을 지목해 왔는데, 정말 중국이 원인인지 국내적 요인은 없는지에 대해서는 논란이 있었다. 이에 환경부와 국립환경과학원은 미국 항공우주국과 함께 2016년 5월 2일부터 6월 12일까지 대기질 조사(KORUS-AQ)를 실시했는데 국내 미세먼지 발생에 국내 요인이 기여한 비율은 52%였으며, 통념과 달리 중국 요인의 기여율은 34%였다. 국립환경과학원과 NASA는 "반응성이 높은 휘발성유기화합물과 결합된 질소산화물은 대기 중 체류시간이 짧기 때문에 국경을 넘어 장거리 이동을 하지 못한다"며 "상당 부분 국내 배출원이 크게 영향을 미친 것으로 보인다"고 밝혔다. 한편, 중국이 난방연료를 많이 사용하는 겨울철이나 편서풍이 부는 3 ~ 4월이 아닌 5 ~ 6월에는 중국발 미세먼지가 덜 유입되는 시기라서 중국의 영향을 과소평가한 것 아니냐는 논란이 일었다. 국립환경과학원 관계자는 "봄·겨울에 발생하는 고농도 미세먼지는 국내외 요인이 복잡하게 얽혀 있어 제대로 된 분석이 어렵다고 판단해 5 ~ 6월에 조사했다"고 해명했다.
8월 24일에는 김은경 한국 환경부 장관, 리간제 중국 환경보호부장, 나카가와 마사하루 일본 환경대신이 만나 한중일 환경장관회의를 개최해 미세먼지 문제를 논의했다. 하지만 구체적인 해법 등은 전혀 논의되지 않았으며, 지난해 중국 내 미세먼지 농도가 2013년 대비 30% 줄었다는 자화자찬만 들었다는 비판만 받았다. 이는 사드 문제로 비롯된 양국의 갈등을 염두에 둔 것이지만 지나치게 중국의 눈치를 봤다는 지적이다. 다만, 한중일이 함께 진행하는 미세먼지 공동연구결과를 공개하는 것에는 합의하기로 했다.
9월 26일 환경부를 비롯한 12개 관계부처가 합동으로 '미세먼지 관리 종합대책'을 확정하고 발전·산업·수송·생활 등 4개 부분에서 저감 대책을 실시하는 관련 로드맵을 발표했다. 7조 2000억 원의 예산을 투입해 미세먼지 국내 배출량을 30% 감축하고 미세먼지 '나쁨' 일수를 70%까지 줄이기로 한 것인데 이를 위해 공정률 10% 미만인 석탄발전소 9기 중 4기를 LNG 등 친환경 연료로 전환하고 남은 5기도 최고 수준의 배출 기준을 적용하며 30년이 넘은 노후 석탄발전소 7기는 임기 내 폐쇄하기로 했다. 또한 대기배출총량제를 전국으로 확대·강화하고 먼지총량제를 새로 도입하며, 노후 경유차 221만 대를 임기 내 77% 조기 폐차하고 친환경 차를 2022년까지 200만 대 보급하며 미세먼지가 심하면 차량 2부제와 같은 비상저감조치를 시행하기로 했다. 국제적으로는 미세먼지를 한중 양국의 정상의제로 격상하고 동북아 지역에서 협약체결을 추진하면서 미세먼지 환경기준도 선진국 수준으로 강화할 것도 포함했다.
하지만 이에 대한 반발도 존재했다. 석탄화력발전소를 LNG발전소 등으로 전환하는 방안을 추진하겠다면서도 매몰비용은 보상할 계획이 없다고 밝혔다. 또한 공정률 등을 기준으로 전환 대상 4기를 선정했다고 밝혔는데 산업부가 법적 근거 없이 인허가를 내주지않아 늦어진 것이라고 지적했다. 이에 산업부는 "업체 측 얘기는 충분히 들었고 LNG발전소로 전환하면 법적인 테두리 안에서 지원할 방침"이며 "환경평가에서 미비한 점이 있어서 기한을 연장한 것이지, LNG발전소로 전환하기 위해 (일부러) 늦추는 게 아니다"고 말했다. 그런데 LNG발전소는 발전 원가가 상대적으로 비싸기 때문에 수도권 근처에 합리적인데 전환 대상이 된 당진과 삼척발전소는 위치상 경제적 타당성이 없는 곳이기도 하다. 화력발전소를 통해 일자리 창출 등 지역경제 활성화에 큰 기대를 걸고 있는 지역 주민들 역시 정부에 의한 전환 결정을 수긍할 수 없다며 대규모 상경 총궐기 대회를 예고했다. 한편, 대중국 외교전략의 미흡함도 지적된다. 윤순창 서울대학교 교수는 "중국은 여전히 자국의 대기오염 물질이 한국이나 일본으로 건너가는 학술적 증거가 없다고 주장하고 있다"며 "대기오염에 의한 피해가 아시아지역이 가장 크므로 적어도 동북아를 넘어 아시아지역 차원의 '과학외교'를 펼쳐야 한다"고 강조했다. 반대로 환경운동연합은 석탄발전의 강력한 규제가 이뤄지지 않은 점을 지적했다. 공정률이 10% 미만인 9기 중 전환 대상에 포함되지 않은 5기는 사실상 건설을 용인하겠다는 의미가 아니냐며 "석탄발전소는 환경설비를 아무리 강화해도 LNG발전소에 비해 대기오염물질 배출량이 훨씬 높다는 것은 정부 스스로 잘 인식하고 있는데다, 강릉안인과 고성하이석탄발전소의 경우 부지공사 단계로 사업 진척도가 낮은 상황임을 고려하면 이번 공약 후퇴는 재고돼야 한다"고 주장했다. 미세먼지의 사회환경적 비용을 반영한 에너지 세율 개편도 함께 촉구했으며 또한 에너지, 교육, 보건 등 종합적인 정책이 마련됐다지만 간이측정기 보급, 실내 체육관 건설, 영유아에게 마스크 지급 등은 계획의 실효성을 의심할 수 있다고 지적했다.
미세먼지 예보도 강화됐다. 미세먼지 예보를 처음 시작한 것은 2013년 8월 30일로 수도권에서 시범적으로 실시했다. 전국적으로 확대하여 예보하는 것은 당초 2015년부터 할 계획이었지만 이를 앞당겨서 2014년 2월 6일부터 전국 예보가 시행되었다. 이는 미세먼지 농도가 높아지면 호흡기 질환 입원 환자가 늘어난다는 연구결과가 나오는 등 건강에 대한 문제를 인식했기 때문이다. 문재인 정부에서는 이를 더 강화하여 수도권에 한해 고농도 미세먼지가 발생하면 오전·오후 두 번으로 나눠 예보하며 중장기적으로도 1일 예보를 12시간·6시간 예보로 나누고 예보권역도 19개에서 39개로 확대하기로 했다. 2018년 3월 20일에는 미세먼지 기준을 강화해 일평균 기준은 50 ug/m2에서 35 ug/m2로, 연평균 기준은 25 ug/m2에서 15 ug/m2로 강화하여 선진국 수준을 적용하기로 했다. 하지만 비상저감조치를 전국으로 확대하는 것은 「미세먼지 저감 및 관리에 관한 특별법」 개정안이 국회에 계류되어 있어 시행이 유보되고 있다. 비상저감조치는 강제력이 없어서 강력한 시행을 위해서는 근거법이 필요하기 때문이다.
3월 29일에는 '봄철 미세먼지 보완사항'을 발표했다. 주 내용은 비상저감조치 참여 대상 업체를 확대하고 한중 간 협력을 강화하는 것 등인데 대부분이 과거에 추진했던 것을 짜깁기한 것이라 비판을 받았다. 어린이 등 민간계층 보호 대책도 이전의 내용과 크게 다른 것이 없었다. 4월 5일에는 교육부도 '학교 고농도 미세먼지 대책'을 발표했다. 학교내에서 초미세먼지 농도가 35 ug/m3를 넘지 않도록 기준을 바꾸었고 교실 내에 공기정화장치 설치도 늘리기로 했다.
다만, 국민들이 체감하는 정부의 정책적 노력은 아직도 부족하다는 의견이 많다. 미세먼지 공포가 일상화 됐다는 말이 나오고 마스크를 쓴 시민의 모습도 더 이상 낯선 풍경이 아니게 되었지만 국민 10명 중 8명이 이렇다 할 정책이 없다고 생각하는 것이다. 국회에서도 정부의 제대로 된 컨트롤타워조차 보이지 않는다는 지적이 잇따랐다. 김은경 환경부 장관은 서울시의 정책을 본떠 민간에도 차량 2부제를 강제 도입하는 것에 대해 어떻게 생각하느냐는 질문에 "국민의 공감대가 충분히 형성되지 않았다. 앞으로 그런 조치들은 보완할 필요가 있다"고 답변했다. 국내에서도 미세먼지 원인물질인 황 산화물과 질소 산화물을 국내 발전소에서 한해 약 40만 톤을 내뿜는데 배출 허용 기준이 제대로 지켜지지 않으며, 단속도 이루어지지 않아 비판을 받았다.
한편, 2018년 4월에는 국무조정실이 외교부가 미흡하다고 자평한 미세먼지 대책 이행 보고서를 정상 추진으로 수정하여 논란을 일으켰다. 국토교통부와 환경부의 수소차·전기차 충전인프라 구축 사업, 산림청의 국유지 도시숲 조성 사업도 담당 부처가 미흡하다고 인정했는데 국조실이 정상으로 뒤엎었는데 국조실은 부처 평가는 평가사항일 뿐이라고 해명했지만 평가기준도 이행 여부만 따지고 질적 평가는 부족하다는 비판이 있다.

## 인사

### 청와대
취임 당일인 2017년 5월 10일 가장 먼저 대통령비서실장에 임종석을 지명했고 다음 날에는 민정수석비서관에 조국, 국민소통수석비서관에 윤영찬, 인사수석비서관에 조현옥을, 그리고 총무비서관에는 이정도를 임명했다. 5월 12일에는 민정수석실 반부패비서관에 박형철을, 5월 14일에는 정무수석비서관에 전병헌을, 사회혁신수석비서관에 하승창을, 사회수석비서관에 김수현을 임명하였다. 5월 16일에는 대변인에 박수현을 임명했다. 5월 17일에는 민정수석실 공직기강비서관에 김종호를, 국정상황실장에 윤건영을, 정무비서관에 한병도를, 제1부속비서관에 송인배를, 대통령 아내 김정숙을 보좌할 제2부속비서관에 유송화를, 연설비서관에 신동호를, 국정기록비서관에 조용우를, 청와대 부대변인에 고민정을, 외신비서관에 신지연을 임명하였다. 첫 청와대 인사에서 주목받은 점은 박원순 서울특별시장의 측근들이 중용된 점이다. 임종석 비서실장과 하승창 사회혁신수석은 박원순 시장 밑에서 정무부시장을 역임했으며, 조현옥 인사수석 역시 여성가족정책실장을 역임하는 등 '박원순 계'로 분류되는 사람들이다. 한편, 대선 경선 당시 안희정 후보 캠프 대변인을 역임한 박수현을 대변인에 임명하는 등 당청 화합을 고려한 인사를 보였다. 그에 비해 문재인의 최측근으로 분류되던 이호철, 양정철 등은 별다른 공직을 맡지 않은 채 거리를 두었는데 이는 이전 정부의 사례를 거울삼아 '비선 실세'를 경계한 것이란 분석이다.

### 행정부
청와대 인사에 비해 취임 초 내각 인사는 속도 조절을 하는 모습을 보였는데, 이는 통합 정부를 구성하겠다는 약속과 함께 지역 안배를 통한 대탕평을 만들기 위해 고심한 것으로 알려졌다. 취임 직후인 5월 10일 국무총리에 이낙연을 지명했으며, 다음 날에는 황교안 국무총리가 사퇴하였다. 이후 인사청문회를 거쳐 5월 31일 정식으로 국무총리에 임명되었다.
5월 21일에는 기획재정부 장관에 김동연을, 외교부 장관에 강경화를 지명했다. 5월 30일에는 행정자치부 장관·문화체육관광부 장관·국토교통부 장관·해양수산부 장관에 각각 김부겸·도종환·김현미·김영춘을 임명했는데, 모두 현역 국회의원이었다. 도종환 후보자를 제외한 세 명은 소위 '비문계'로 분류되는 인사들이기에 탕평에 대한 의지를 여전히 가지고 있음을 보여준 것으로 평가받았다. 6월 11일에는 교육부 장관에 김상곤, 국방부 장관에 송영무, 환경부 장관에 김은경을 지명했으며, 이틀 뒤인 6월 13일에는 미래창조과학부·통일부·농림축산식품부·여성가족부에 각각 유영민, 조명균, 김영록, 정현백을 장관으로, 6월 27일에는 법무부 장관에 박상기를 후보자로 지명하였다. 7월 3일에는 백운규를 산업통상자원부 장관으로, 박능후를 보건복지부 장관으로 지명했고, 7월 23일에는 김영주를 고용노동부 장관에 지명하였다.
조각 과정에서 낙마 사례도 빈번히 일어났다. 법무부와 고용부 장관에는 처음에 안경환, 조대엽을 지명했지만 각종 논란으로 인해 사퇴해야 했다. 법률 제14804호 「정부조직법」 일부개정법률이 국회 의결을 받으면서 7월 26일 중소벤처기업부가 신설되었지만 초대 장관으로 지명된 박성진이 낙마한 뒤 10월 23일에서야 홍종학을 지명하는 해프닝도 일어났다. 기존에 내세웠던 여성 장관 30% 공약도 아쉬운 성공을 거두었다. 18개 장관직 중에서 여성 출신은 다섯 명인데, 비율로 따지면 약 28%가 되기 때문이다. 다만, 여성 출신 장관은 관행적으로 여가부나 환경부 정도에 머물렀던 것에 비해서 외교부나 국토부처럼 오랫동안 남성의 전유물처럼 여긴 자리에 헌정 사상 최초로 여성 출신이 임명되었다는 의미는 크다.
한편으론 조각에 대한 비판도 존재한다. 현직 의원이 다섯 명, 전직 의원이 두 명 등 국회의원 출신이 일곱 명에 이르는데 이는 역대 정부의 조각에서 최다 비율이다. 정통 관료 출신은 김동연 기재부 장관과 조명균 통일부 장관, 송영무 국방부 장관에 불과해 정부의 중요 의사 결정 과정에서 관료들의 의견이 제대로 반영되지 못할 거라는 우려도 나온다. 또한 "국무회의가 민주당의 최고위원회의를 옮겨 놓은 것 같다"는 말이 나올 만큼, 정부 내 견제와 균형의 원리가 깨질 수도 있어 정부의 의사 결정이 포퓰리즘으로 흐를 수도 있다는 비판이 나온다. 이는 일부 장관 후보자들의 도덕적 흠결과 더불어 여소야대라는 국회 상황에서 야당이 여당에 대한 군기잡기에 나섰기 때문이기도 하다. 실제로 자유한국당이 추경 예산안과 「정부조직법」 개정안 문제를 인사청문회와 연계시키고 더불어민주당이 전혀 별개의 사항을 연계해서 처리하는 것은 설득력이 떨어진다고 반박하는 등 갑론을박이 벌어졌다. 이 과정에서 더불어민주당이 국민의당, 바른 정당과 합종연횡을 하면서 협치에 대한 시도도 이루어졌지만 제대로 이루어지지 못했다는 평이다. 청와대도 6월 14일 "인사청문회는 참고자료일 뿐 국민 여론을 보고 가겠다"며 사실상 국회를 무시하는 발언을 하여 논란을 키우는 데 일조했다. 한미정상회담을 앞두고 외교부 장관 인선이 시급한 상황이었지만 장관 임명은 대통령의 고유권한이니 제3자가 왈가왈부할 일이 아니라는 태도에 대해 야당은 "국회 모독이자 삼권분립을 위배한 것"이라며 날을 세웠다. 하지만 전쟁터를 방불케 하던 여야 간의 공방 속에서도 전현직 의원들이 장관 후보자로 지명된 경우는 상대적으로 야당의 공격이 약했으며, 모두 청문회를 무사히 통과하여 '의원 불패 신화'가 여전함을 보여줘 비판을 받았다.
문재인 정부의 첫 조각은 역대 최장인 195일이 걸렸는데 이는 기존의 최장 기록이었던 김대중 정부의 175일을 넘어선 것이다. 문재인 정부는 이전 정부가 탄핵되면서 인수위원회를 꾸리지도 못한 채 출범하여 처음에는 다소 늦을 것이란 전망은 많았지만 여야 간의 주도권 경쟁으로 시간이 걸렸다는 분석이지만 문재인이 직접 천명한 '공직배제 5대 기준'과도 관련이 있다. 대선 당시 위장전입, 탈세, 병력면탈, 논문 표절, 부동산 투기와 관련된 비리가 있으면 공직에 기용하지 않갰다는 일종의 인사 기준을 직접 제시했지만 첫 지명자인 이낙연 총리부터 여러 비리가 드러나면서 야당의 비판을 초래한 것이다. 또한 기준이 불명확하고 검증에도 허점이 많아 청와대에 인사추천위원회까지 설치하였다. 이후 국무위원에 대한 청문회가 모두 끝난 11월 22일 기존의 5대 비리에 성관련 범죄와 음주운전을 추가한 새 인사 기준을 발표했다. 또한 기준도 확실히 정하면서 논란을 잠재우고자 했지만 이 기준에 의하면 기존에 문제가 되었던 국무위원들이 인사 부적격 대상에서 제외되기 때문에 물타기에 불과하다는 비판이 제기되었다. 김영주를 고용부 장관에 지명하면서 중기부 장관을 제외한 모든 국무위원에 대한 제청이 끝나면서 속도 조절이 크게 나쁘지는 앖다는 평도 많았지만 마지막 남은 중기부 장관 자리를 놓고 구인난에 직면하여 기존부터 되풀이되었던 '좁은 인재풀' 문제도 여과 없이 드러냈다.
조각에 대해 이명박 정부의 고소영(고려대-소망교회-영남), 박근혜 정부의 성시경(성균관대-고시-경기고)처럼 문재인 정부에서는 캠코더(대선캠프 출신, 코드 인사, 더불어민주당)라는 비판이 있다. 국무총리와 국무위원 등 19명 중에서 전현직 국회의원이 8명이며 경기도교육감 출신인 김상곤 교육부 장관과 서울시의원을 지낸 김은경 환경부 장관을 포함하면 정치인만 10명에 이르는데, 이는 인수위 없이 출범하면서 검증 시간이 부족해 선거 과정에서 검증을 거친 정치인들을 대거 기용한 것이라는 분석이다. 대선 캠프 출신도 많이 포진하였는데, 유영민 과기정통부 장관과 백운규 산업부 장관, 박능후 복지부 장관은 대선캠프 출신이라는 점도 비판이다. 다만, 그에 비하면 지역적 안배는 비교적 균형을 맞췄다는 평가다. 영남 출신이 6명, 수도권과 호남 출신이 5명이며 호서 출신도 3명이다. 하지만 스카이(서울대-고려대-연세대) 출신만 11명에 달해 특정 대학 쏠림 현상은 여전했다. 한편으론 임종석 비서실장을 비롯한 한병도 정무수석, 신동호 연설비서관, 백원우 민정비서관 등이 모두 전국대학생대표자협의회 출신이라며 운동권이 청와대를 장악했다는 비판도 야당에서 나왔다. 논란으로 물러난 박상기 법무부 장관 후보자나 김은경 환경부 장관, 정현백 여가부 장관 등 시민단체 출신 인사도 많은 편이다. 이에 대해 7월 7일 이낙연 총리는 "물론 '코드'도 아니고 '캠프'도 아니지만 꼭 그렇게 나쁘게 해석할 것은 아니다"라며 "탕평이 좋긴 하지만 지금처럼 국가 비상 시국에 출범한 정부로서 일을 효율적으로 해나가는 데는 철학을 공유하는 사람들이 좀 더 많이 포함된 내각이 나을 수 있다"고 피력했다. 하지만 캠코더 논란은 사그러들지 않아 11월부터 시작된 공공기관장 인사에서도 캐코더 출신들이 후보로 거론된다는 비판이 나온다. 김철근 국민의당 대변인은 "민주당이 야당일 때 이명박 정부 인사는 '고소영, '영포라인' 등으로 비판하고 박근혜 정부에서는 '수첩인사'라고 비판 하지 않았던가"라며 "국민들은 적폐를 청산하자고 하면서 새로운 적폐가 쌓여가는 과정을 똑똑하게 기억할 것"이라고 했다.
그 외에도 이낙연 총리, 임종석 비서실장과 함께 5월 10일 국가정보원장에 서훈을 지명했으며, 5월 17일 국가보훈처장에 여성이자 육군 중령 출신인 피우진을, 6월 13일 공정거래위원장에 김상조를 임명했다. 12월 7일에는 감사원장 후보자로 최재형을 지목하여 강화된 인사 기준인 '공직배제 7대 기준'이 처음으로 적용되는 사례가 되었지만 무난하게 인사청문회를 통과하였다.

## 논란

### 아랍에미리트와의 외교 갈등 논란
2017년 12월 9일부터 2박 4일 동안 임종석 대통령비서실장이 아랍에미리트를 특사 자격으로 방문했다. 청와대는 "문 대통령을 대신해 중동지역 평화유지 활동 및 재외국민 보호활동을 현장에서 점검하고 우리 장병들을 격려하기 위해 마련했다."라고 설명했으며, "모하메드 빈 자이드 알 나흐얀 UAE 왕세제, 미셸 아운 레바논 대통령을 접견하는 외교일정도 수행할 예정"이라고 덧붙였다. 하지만 12월 3일에 송영무 국방부 장관이 아크 부대, 청해 부대, 동명 부대를 방문하고 얼마 지나지 않아 비서실장이 중동을 방문한 것은 북한 측 인사와의 접촉 등 다른 이유가 있는 것이 아니냐는 주장이 나왔다. 비서실장의 해외 일정 자체가 이례적인데다, 출국 다음 날에서야 파견 사실을 공개한 것도 그런 논란을 부추겼지만 청와대는 "문 대통령이 … (중략) … 장병 초청 오찬 때 '해외에 나가 고생하는 장병들이 눈에 밟힌다.'라고 했"기에 파견한 것이라며 별다른 목적은 없다고 선을 그었다.
자유한국당 김성태 원내대표는 14일에 "MB 정부의 원전 수주와 관련해서 터무니없는 이야기를 퍼트리는 문재인 정부를 그 나라 왕세자가 '국교 단절'까지 거론하면서 격렬히 비난하자 이를 수습하고 무마하기 위해 임 실장이 달려갔다는 소문까지 나돌고 있다."면서 국교 단절 수습용이라고 지적했다. 그러면서 "임 실장의 이례적 외교를 국회 운영위원회에서 실제적인 내용을 밝혀나가겠다."고 했다. 이후 서동구 국가정보원 제1차장이 동행한 사실이 뒤늦게 알려지고, 이전 정권에서도 이명박 정부의 아랍에미리트 원전 수출 이면계약 여부를 국정원을 통해 확인한 사실이 드러났다. 또한 28일에는 이명박 정부가 원전 수출의 대가로 아랍에미리트와 군사 협정을 맺었는데 이것이 이전 정부에서 사실상 파기되면서 아랍에미리트의 불만을 샀다는 사실도 드러났다.
이후 2018년 1월 9일 칼둔 칼리파 알 무바라크 아부다비 행정청장이 방한하여 임종석 실장, 문재인 대통령 등을 만났다. 청와대는 문재인이 "그간 지속적으로 발전해 온 한·UAE 전략적 동반자 관계를 평가하고 칼둔 청장이 이를 미래지향적이고 성숙한 관계로 발전시키는 데 역할과 기여를 해달라고 당부"했으며 칼둔도 "UAE는 한국과 상호 신뢰를 바탕으로 역내 가장 소중한 전략적 동반자 관계를 발전시켜오고 있으며 이런 양국 관계 발전을 위해 최선을 다하겠다"고 화답했다. 하지만 한국군 자동개입에 관한 군사 협정은 여전히 유효한 상태라서 추가 조율이 필요하다는 지적도 나온다. 하지만 12일 김성태 원내대표가 임종석 실장을 국회 본청에서 만나 회동을 가진 뒤 "한국당은 임 실장의 UAE 특사 의혹에 대해 국가적 신뢰와 국익적 차원에서 판단하기로 했다"며 추가 공세를 잠정 중단하기로 했다. 이는 추가 의혹 제기가 더 이상 한국당에도 유리하지 않기 때문에 내린 전략적 판단이 섰기 때문이라는 분석이다. 3월 25일에는 문재인이 정상회담 차, UAE를 방문했는데 "특사 파견과 관련해 지난번에 잡음이 있었으나 두 나라 사이가 조금도 훼손되지 않았다"며 "한국과 UAE의 국방협력 분야에 대한 공감을 얻게 됐고, 국방 협력을 더 강화할 수 있게 됐다"고 말해 불화설을 불식시키고자 했다. 한편, 이번 해외 순방에도 이례적으로 임종석 비서실장이 동행했는데 이 역시 양국 간 불화설을 종식시키기 위한 것이라는 해석이다.

### 문재인 대통령 개별 기록관 건립 논란
청와대와 정부는 2019년 예산안으로 문재인 대통령의 개별기록관을 만들기로 하고 주무부처인 행정안전부 산하 국가기록원 원장이 지난 3월 두 차례에 걸쳐 청와대 담당 비서관에게 직접 보고했으며 해당 예산도 반영이 되어 있었다.
이후 청와대와 정부가 추진하다가 “대통령이 불같이 화를 내셨다”며 백지화된 문재인 대통령의 개별 대통령기록관 사업 예산은 2019년 8월 문 대통령이 직접 주재한 국무회의에서 심의·의결된 것으로 확인됐다.
국회 행정안전위원회 소속 박완수 자유한국당 의원이 2일 공개한 ‘제37회 임시 국무회의 회의록’ 자료에 따르면 대통령기록관 건립 예산 172억원 중 설계비와 부지매입비 등 32억1600만원이 담긴 2020년도 예산안은 지난 8월 29일 문 대통령이 주재한 국무회의에서 통과됐다.
회의록에 따르면 당시 국무회의에는 이낙연 국무총리, 홍남기 경제부총리 겸 기획재정부 장관, 유은혜 사회부총리 겸 교육부 장관과 16개 부처 장관이 전원 참석했다. 청와대의 노영민 비서실장, 김상조 정책실장, 정의용 국가안보실장과 정부 인사 등 19명도 배석한 것으로 기록돼 있다.
결국 해당 예산은 국회 예산심사 과정에서 삭감되었다.

## 주요 사건
| 2017년 - 대한민국 제19대 대통령 선거 - 문재인 대통령 취임선서,취임식 - 지상파 UHD 본방송 시작 - 오토 웜비어 사망 - 2017년 한미 정상회담 - 포항 지진 - 2017년 비트코인 열풍 2018년 - 국내 비트코인 고수익 열풍 - 2018 평창 동계 올림픽, 2018 평창 동계 패럴림픽 개최 - 미투 의혹 배우 조민기 자살 - 드루킹 댓글 조작 사건 - 이명박 전 대통령 구속 - 진보당 노회찬 전 의원 사망 - 2018년 판문점 남북 정상회담, 싱가포르 북미 정상회담 - 2018 러시아 월드컵 개최 - 방탄소년단 빌보드 1위 - 싸이 국군의 날 공연 - 강릉선 KTX 탈선 사고 - 이재수 전 기무사령관 투신자살 - 아모르 파티 연말 가요대상 공연 2019년 - 2019년 북미 정상회담 - 허블레아니호 침몰 사고 - 성접대 버닝썬 횡령 승리 법원 출두 - 2019년 강원도 산불 - 트럼프 미국 대통령 판문점 회담 - 화성연쇄살인 이춘재 DNA 검출 - 노태우 전 대통령의 장남 광주 5.18 묘지 방문 - 한일 무역 분쟁·일본 제품 불매 운동 - 전환사채 라임 사태 - 조국퇴진 광화문 집회, 검찰개혁·조국수호 촛불집회 - 손흥민 아시아축구연맹(AFC) 올해의 국제선수상 수상 - 12·12 군사 반란 주역 샥스핀 송년회 | 2020년 - 중국 우한발 신천지 대구 교회 코로나 19 확산 - 이명박 전 대통령 일시 구속 - 오거돈 부산시장의 성추행 사건 - 사상 최초 코스피·코스닥 모두 서킷브레이커 발동 - 대한민국 제21대 국회의원 선거 - 닛산·인피니티 16년만에 한국서 철수 - 개성공단 남북 연락사무소 폭파 - 박원순 서울시장 사망 - 태극기부대 사랑의 교회 광화문 대규모 집회 - 연평도 해역 공무원 피격 사망 사건 - 빅히트엔터테인먼트(현 하이브) 코스피 상장 - 이명박 전 대통령 재구속 - 코로나19 예방 사회적 거리두기 시작 - 대한항공의 아시아나 항공 인수로 공식 확정 - 코로나19 관련 5인 이상 수도권 사적모임 금지 2021년 - 중앙선 청량리 안동 구간 KTX-이음 운행 시작 - 북한 원전 건설 추진 문건 사건 - 코로나19 국내 최초 백신 접종 시작 - 예술의전당 뮤지컬 명성황후 25주년 기념 공연 - 코로나19 변종 바이러스 델타 변이 국내 대유행 - 여성 KLO대원 6·25참전 보도, 성추행 피해 공군중사 사망 - 한국토지주택공사 직원 부동산 투기 사건 - 이천시 쿠팡 물류센터 화재 사고 - 2021년 한미 정상회담 - 코로나19 팬데믹으로 늦은 2020년 도쿄 하계 올림픽 개최 - 미국의 아프간전 종식 철수 - 삼성 비자금 이재용 광복절 특별 사면 - 경기 대장동 개발 화천대유 논란 - 노태우, 전두환 전 대통령 서거 - 누리호 발사 - 요소수 무기한 공급 중단 - 박근혜 전 대통령 특별 사면 2022년 - LG에너지솔루션 KOSPI 상장 - 공항철도 직통열차 무기한 중단 사건 - 코로나19 변종 바이러스 오미크론 변이 국내 대유행 - 대한민국 제20대 대통령 선거 - 제 20대 대통령 선거 기간 우크라이나전쟁 발발 - 대통령 집무실 용산 이전 시작 - 코로나 19 2급 감염병으로 하향 - 대통령 퇴임 - 윤석열 정부 출범및, 청와대 개방 |

## 같이 보기
- 2017년 포항 지진
- 제천 스포츠센터 화재
- 2018년 평창 동계올림픽
- 2018년 남북 정상회담
- 북미 정상회담
- 2019년 강원도 산불
- 2019년 남북미정상회담
- 코로나 19
- K-방역
- 문재인
- 문재인 정부의 연표
- 문재인 정부의 정책
- 대한민국 제6공화국
- 대한민국의 역대 대통령
- 대한민국 제19대 대통령 선거
- 문재인 대통령 취임식
- 제7회 전국동시지방선거
- 대한민국 제21대 국회의원 선거
  - 대한민국 제20대 국회

### 내용주
1. ↑  12월 11일 미국 정부가 빅터 차를 한국 대사에 내정하고 아그레망을 요청했다는 사실이 알려졌는데 한국 외교가는 "한국을 잘 아는, 올 사람이 오게 됐다"는 반응이 있는 한편, "전임 마크 리퍼트처럼 대통령과 핫라인이 있는 것도 아니고, 그렇다고 급이 높은 것도 아니고, 한국 정부와 코드가 맞는 것도 아니다"란 비판도 있었다.[24][25] 하지만 한국 정부가 아그레망을 마무리한 상태에서 2018년 1월 30일 백악관이 "그는 더 이상 백악관의 (대사) 후보가 아님을 확인한다"고 하면서 사실상 지명을 철회했다. 이를 두고 제한적 대북 타격이나 한미 자유무역협정 폐기에 부정적인 입장을 내비쳤다거나, 검증 과정에서 심각한 하자가 발생했거나 트럼프와 별다른 정치적 인연이 없어 정치적 파워 게임에서 밀린 것이 아니냐는 의견 등이 제기되고 있다.[26][27]
2. ↑  이번 국빈방문에서 또다른 논쟁이 있었다. 일본과 중국은 2박 2일을 체류하는데 한국만 1박 2일을 체류하며 백악관의 실세로 꼽히는 이방카 트럼프가 한국만 찾지 않았기 때문이다. 또 일본에서는 총 4끼의 식사를 함께하지만 한국에서는 한 차례의 공식 만찬만 예정되어 있어서 코리아 패싱 논란을 키웠다. 정부는 "공식 일정만 놓고 봤을 때 트럼프가 한국에 머무는 시간은 일본 등과 비슷하기 때문에 '코리아 패싱' 논란을 부적절하다"고 설명했다.[38]
3. ↑  노무현 정부 이래 한국 대통령의 국빈방문은 한국의 차관급인 부부장이 영접을 해왔는데 이번에는 쿵쉬안유 외교부 부장조리가 맞이하면서 나온 논란이다. 이에 대해 청와대는 쿵쉬안유 부장조리가 공석인 부부장 업무를 대행하고 있으며, 지난 10·31 한중 관계개선 협의 당시의 담당자임을 강조했다. 한편, 방중 당시 시진핑은 베이징을 비워서 또다른 홀대 논란을 불러일으켰는데 12월 13일은 난징 대학살 80주년 추모식이 있는 날이었기에 난징에 있었다. 이번 방중 일정을 계획한 것은 한국측으로 알려졌는데 연내 방중을 추진하면서 시진핑의 추모식 참석을 검토하지 못했던 것 아니냐는 비판이 제기되었다.[51][52]
4. ↑  한일 간에는 과거에도 협정이 파기된 적이 있다. 1998년 일본은 30년 전에 체결한 한일어업협정을 일방적으로 파기했으며, 이후 한국 정부와 신한일어업협정을 체결해냈다.
5. ↑  20일 《워싱턴 포스트》의 보도에 의하면 10일 펜스는 김여정과 청와대에서 만날 계획이었지만 북한이 2시간 전에 취소했다는 사실이 드러났다. 이 회동은 북한이 먼저 펜스와 만나고 싶다는 신호를 보내 이뤄졌는데 방한한 펜스가 탈북자를 만나고 새로운 경제 제재를 발표하는 등 강경 행보를 보이자 핵 포기 의사가 없는 북한이 접촉해도 실익이 없다고 판단하여 이를 무산시켰고 미국도 급한 것은 북한이라며 이후에도 강경 발언을 이어나갔다. 다만, 펜스가 지나치게 강경 일변도로 나가면서 오히려 주도권을 잃은 것이 아니냐는 비판도 제기되었다. 한편, 이번 회동은 한국이 양측을 중재했는데 2018년 초부터 북미회동에 적극적이었다고 한다.[114][115][116][117][118]
6. ↑  하지만 2015년 대법원이 '5.24 조치는 국가안보를 위한 고도의 정치적 통치행위·행정행위로서 적법하다'며 위법성을 물을 수 없다는 판결을 내린 적이 있어 대통령의 구두 지시와 법률적 권한이 없는 NSC 상임위를 근거로 개성공단을 폐쇄한 것은 통치행위가 아니라는 혁신위의 의견은 대법원의 판결과 상충하게 되었다. 또한 개성공단 기업 및 협력업체가 헌재를 상대로 '적법절차 위반 및 재산권 침해'라며 2016년 헌법소원심판을 청구했는데 당시 정부는 '통치행위'를 강조한 답변서를 보내 이와도 배치되는데 혁신위는 "답변의 취지를 변경할 것인지에 관한 것까지 의견을 개진하는 것은 적절하지 않다"고 말을 아꼈다.[125]
7. ↑  미국 내에서 지침의 폐기에 대한 반대 목소리가 높아서 실제로 개정이 이뤄질지는 알 수 없다는 의견이 많았으며 실제 협상에서도 난항을 겪다가 1t 이상의 탄두도 탑재할 수 있도록 11월 7일에 개정이 이루어졌다.[136]
8. ↑  문재인은 남북 관계 개선을 언급할 때마다 항상 트럼프에게 공을 돌리며 리더십을 치켜세웠다. 이는 트럼프의 성격을 제대로 파악하여 대처한 것이면서 한미 동맹의 균열을 최소화하고 남남갈등을 사전에 예방하기 위한 조치였다.[146][147][148]
9. ↑  이 중 최휘 위원장은 유엔 안전 보장 이사회 산하 대북제재위원회의 요주 인물로 제재 대상에 포함되어 있어 방남이 불가능한 상태였으나 한국 정부의 요청으로 일시적으로 제재가 면제되었다. 이를 두고 한국당은 현송월이 이용한 육로 군사분계선, 전세기를 이용한 항공, 만경봉호로 인해 해상이 뚫렸고 이제는 대북제재마저 구멍을 뚫었다고 비판했다.[160]
10. ↑  사절단에 조명균 통일부 장관이 빠지면서 통일부가 남북관계에서 배제된 것 아니냐는 지적이 나왔다. 조명균은 리선권과 김여정을 면담할 때까지만 해도 주도적인 역할을 했지만 김영철 접견에서는 면담 시간 등 역할이 축소되었으며 이번 사절단에서는 아예 빠진 것인데, 이를 두고 노무현 정부에서 가동됐던 안골모임이 부활한 것 아니냐는 얘기도 있다. 안골모임은 문재인 당시 비서실장을 필두로 극비리에 정상회담을 추진했던 모임인데, 이에 대해 정부에서는 "남북관계 상황을 유관부처 간에 충분히 공유하고 있다"며 통일부 배제설에 선을 그었다. 현재 통일부는 남북관계와 실무를 챙기고 남북정상회담을 등 핵심 현안은 신(新)안골모임을 주도하는 임종석 비서실장이 깊숙히 관여하고 있는 것으로 알려져 있다. 한편, 외교부와 국방부 관계자들도 특별사전단에서 제외되었는데 이는 4월 초 한미연합군사훈련이 있는 만큼 이에 대처하기 위해서라는 분석이다.[187][188] 다만, 통일부 패싱과는 무관하게 정상회담에서도 통일부의 움직임이 너무 소극적이라는 비판도 나왔다. 이는 조명균이 청와대와 불편한 관계라기보다는 개인의 스타일 문제로 보이는데 대언론·대국회 접촉이 너무 부족하다는 것이다. 이에 대해서는 남북관계 주무부처이지만 모든 것을 주도하기보다는 문화 교류·경제 협력 등에서는 문체부나 기재부가 전면에 나서고 통일부는 실무적으로 지원하는 새로운 역할 분담이 정착되고 있다는 반론도 있다.[189]
11. ↑  《월스트리트 저널》은 백악관 관계자를 인용하여 한국이 직접 발표한 것은 이 사안이 중간에 유출·왜곡되는 것을 단속하기 위해서라고 밝혔다. 또한 백악관이 이 사안을 계속 갖고 있었더라면 역풍을 맞았을 것인데 실질적인 위험이 제거됐다고도 말했다.[213]
12. ↑  당시 아베 신조 내각은 사학 스캔들이 터지고 미국발 철광 관세 폭탄이 겹치는 등 내우외환에 시달리고 있었다. 그런 와중에 대북 외교를 북풍에만 의존했기에 아베가 느끼는 외교적 소외감은 대단했다. 따라서 문재인과의 통화에서 고이즈미 전 총리의 평양선언을 언급한 것은 이례적이지만 대북 압박을 고집해온 일본이 갑자기 노선 전환을 하기 어려운 만큼 문재인의 리더십을 치켜세우면서 한국에게 중재를 요청했다는 해석도 나왔다.[220] 나중에는 아베와 김정은의 정상회담을 희망한다는 의사를 북한에 전달하기도 했다.[221] 이후 3월 말 김정은이 비밀리에 중국을 방문하면서 북중정상회담이 이루어지자 '일본만 내버려진 것 아니냐'는 불안감이 크게 확산되었다.[222]
13. ↑  그러면서도 미국과의 물밑 협상은 이어나갔다. 리용호 외무상은 15일 스웨덴을 방문하여 마르고트 발스트롬 외교장관과 회담을 가졌는데 그간 스웨덴은 북한을 방문하는 미국인들의 영사 업무를 대행하는 역할을 해왔다는 점에서 북미정상회담을 앞두고 모종의 역할을 할 것이라는 관측을 낳았다.[230]
14. ↑  25일과 26일에 국방부가 국정기획자문위원회와 국가안보실에 업무보고를 하면서 이미 배치된 발사대 2기 외에 추가로 배치할 발사대 4기도 주한미군 기지에 대기 중이라는 보고를 누락한 것이 30일에 드러난 것이다. 이날 문재인은 "매우 충격적"이라며 진상조사를 지시했는데 국방부는 '모두 보고했다'며 청와대와 대립했다.[254] 하지만 다음 날 청와대는 국방부 관계자들을 조사한 결과 국내에 반입된 사드 발사대의 구체적 개수를 의도적으로 누락한 것으로 조사됐다고 밝혔다.[255] 하지만 야당들은 "사드 1개 포대는 6기의 발사대로 이뤄져 있고 그중에 2기가 먼저 들어오고 4기가 이미 들어와 있다는 것이 언론을 통해 보도되고 확인된 지가 언제인데 대통령이 이제 와서 알았다는 거부터 도대체 이해가 되지 않는다", "국방부가 의도적으로 4기 추가 반입 문제를 감췄다면 큰 문제다. 하지만 대통령이 몰랐다는 것도 문제"라며 비판했다.[256]
15. ↑  33만m2 이상인 국방·군사 시설의 설치는 전략환경영향평가를 받아야 하는데 이전 정권에서는 이를 회피하기 위해 전체 부지 70만m2 중에서 32만m2만 먼저 제공받아 소규모 환경영향평가를 진행하고 나머지 37만m2는 추후 제공받는 편법을 썼음이 드러났다.[259] 이에 7월 28일 국방부가 환경영향평가를 원점에서 재검토한다고 발표하여 연내 사드 배치가 물 건너갔다는 전망이 나왔지만 그날 밤 북한이 대륙간탄도유도탄을 기습 발사하자 다음 날 남은 발사대의 임시 배치가 결정되었다.[260]
16. ↑  유명희 국장은 이후 1월 29일 통상교섭실장으로 승진했는데 이는 산업부 설립 이래 여성으로는 최초로 1급직에 임명된 것이다.[391]
17. ↑  한국이 수출하는 태양광 전지·모듈과 세탁기에 미국이 세이프가드를 발동했는데 한미 FTA에는 심각한 피해의 원인이 아니면 협정국의 품목은 세이프가드에서 제외할 수 있다고 규정되어 있어 이를 활용한 것이다. 이에 한국 측은 한미 FTA를 개정하면서 NAFTA처럼 '제외할 수 있다'를 '제외해야 한다'로 개정할 것을 주장할 것으로 예상했다.[394]
18. ↑  인천공항공사의 비정규직 정규직화 문제는 이후 난항을 거듭했는데 정규직 노조원들이 비정규직의 직고용에 반기를 들면서 정부 입장을 지지하는 노조 지도부를 퇴출시키는 불신임 사태까지 벌어졌다. 이는 공사의 비정규직 인원이 1만 명 중 3000명 이상을 직고용하기로 결정하고 노조가 이를 방관하면서 일어난 것이다. 하지만 이후 논의를 거듭하여 소방대와 보안검색 분야를 맡는 3000여 명은 경쟁 채용 과정을 거쳐 정규직으로 전환하고 나머지 7000여 명은 독립법인으로 자회사 2개를 설립하여 최소 심사 원칙을 통해 고용하기로 노사 합의가 이뤄졌다.[457]
19. ↑  예술단은 북한으로 돌아간 뒤 16일 만수대예술극장에서 귀환 공연이 진행되었다. 최룡해 로동당 부위원장을 비롯한 당 간부들도 관람했으며 다음 날에는 북한 매체에도 보도되었다. 특히 조선중앙통신에 의하면 《아리랑》을 비롯한 세계 명곡들과 한국의 노래들도 무대에 올랐다고 밝혔다. 구체적으로 어떤 노래인지는 알려지지 않았지만 공개적으로 한국 노래가 불린 것은 이례적이라는 평이다.[495]
20. ↑  미로슬라우 라이차크 유엔 총회 의장도 북한이 선전선동으로 올림픽을 가로챘다는 펜스 미국 부통령에 대해 "북한의 평창 겨울올림픽 참가는 이미 사실이다. 이걸 '무의미한 제스처'라고 말하는 것은 옳지 않다"며 "'가로챈다'는 표현은 적절치 않다"고 비판했다.[511]
21. ↑  아동수당·장애인연금과 함께 기초연금은 지급 대상을 선정하기 위한 정보 수집을 하기 위해서는 법률적 뒷받침이 필요하다. 하지만 자유한국당의 반발, 합의 과정에서 후퇴한 공약을 복구시켜야 한다는 더불어민주당 내의 강경론 덕에 새해가 되어도 법안 처리가 지연되었다.[536] 이후 2월 28일에서야 「아동수당법」안과 「장애인연금법」·「기초연금법」 개정안이 국회 본회의를 통과하였다.[537]
22. ↑  노후의 기준은 30년 이상된 경우로 삼천포화력발전소 1·2호기, 보령화력발전소 1·2호기, 영동화력발전소 1·2호기, 서천화력발전소 1·2호기를 말한다. 호남화력발전소도 이에 포함되지만 주변 지역의 안정적 전력 공급을 위해 제외되었다. 또한 내년부터는 미세먼지가 많은 봄철마다 가동 중단을 정례화한다. 궁극적으로는 노후 발전소 10기를 2022년까지 전면 폐쇄하는 것을 목표로 한다.
23. ↑  다만, 정책의 실효성은 크지 않았다는 평이다. 미세먼지는 1% 줄어드는 선에서 그쳤는데 관련 발전회사들의 매출은 1,152억 원 줄었다. 가동중단한 발전소 8곳 중 4곳이 모여있는 충남을 조사한 결과 2015년 및 2016년 6월 미세먼지 농도 평균치에 비해 15.4% 정도 감소했는데 발전소 가동중단에 따른 감소분은 1.1%에 불과했다. 다만, 산업통상자원부 관계자는 "5월 대책 발표 때도 미세먼지는 1 ~ 2% 감소하는 데 그칠 것으로 예상했다"고 했다.[573] 한편, 다른 해석도 있는데 발전소에서 20 ~ 30km 떨어진 지점에서는 최대 14.1%까지 줄어든 것이다. 환경부 관계자는 "겨우 석탄화력발전소 4기를 줄였는데, 영향권 내에서 사는 사람들의 일 평균으로 하면 8%까지 개선됐다는 건 이번 효과가 생각보다 크게 … (후략)"라고 했다.[574]
24. ↑  서울특별시 기후환경본부가 발간한 '2016년 서울 대기질 평가 보고서'에는 평균 미세먼지 농도가 서풍이 불 때 가장 높고 동풍이 불 때 가장 낮았는데 그 차이가 16%에 이르렀다. 다만, 풍속도 미세먼지 농도에 영향을 미쳤는데 풍속이 5% 감소하면 미세먼지가 10% 증가하는 것으로 나타나고 있다며 대기가 정체되었을 때에는 국내 영향도 무시할 수 없다는 결론이 나올 수도 있다.[578]
25. ↑  대기배출총량제는 대기오염물질을 배출하는 모든 사업장에 연도별로 오염물질 배출허용 총량을 할당해 그 이내에서 배출하도록 하는 제도로 당초 수도권에서만 실시되던 것을 2018년 1월부터 전국으로 확대하기로 한 것이다. 한편, 먼지총량제는 2008년부터 시행할 예정이었지만 기술적 문제로 유보해 오다가 2018년 1월 수도권 사업장 총량제에 추가하여 시행하기로 했다. 다만, 도입 대상이 지나치게 협소하며 비산먼지 대책 등이 포함되지 않아 실효성에 대한 우려가 존재한다.[582]
26. ↑  단순히 서울시청에서 근무했다고 해서 박원순 사람이라고 말하기는 어렵다는 얘기도 있다. 지난 9년 동안의 보수정원 속에서 거의 유일하게 진보성향 지자체로 존재하다보니 잠시 거쳐간 것일 뿐 박원순의 인맥에 포함되기는 어렵다는 것이다. 다른 한편으론 서울시정이 문재인 정부의 참고서 역할을 하면서 박원순 밑에서 근무한 사람들을 모았다는 분석도 있다. 한편으론 서울시정을 새 정부 국정 운영에 활용하여 참고서 역할을 하기 위해 서울시청 사람들을 불렀다는 의견도 있다.[607][608]
27. ↑  김대중 정부의 경우 문재인 정부와 마찬가지로 여소야대라는 상황이었지만 당시는 국무위원에 대한 청문회 제도가 없었고 국무총리에 대한 인준이 늦어진 것이 원인이었다.

### 참조주
1. ↑  홍지인 (2017년 5월 10일). “문재인 당선시 새 정부 이름은 '더불어민주당 정부'”. 《연합뉴스》 (서울). 2017년 5월 9일에 원본 문서에서 보존된 문서. 2017년 5월 10일에 확인함.
2. ↑  서미선 (2017년 5월 18일). “새 정부, 별도 명칭 없이 '문재인정부'로 가닥”. 《뉴스1》 (서울). 2017년 7월 27일에 원본 문서에서 보존된 문서. 2017년 5월 18일에 확인함.
3. ↑  “청와대 “새정부에 별칭 안 붙일 것…자율적으로 불러달라””. 《연합뉴스TV》. 2017년 5월 19일. 2017년 12월 22일에 원본 문서에서 보존된 문서. 2017년 5월 19일에 확인함.
4. ↑  김도균 (2017년 5월 20일). “[리포트+] 靑 "정권 명칭 정하지 않겠다"…역대 정권과 차이점은?”. 《SBS》. 2018년 8월 28일에 원본 문서에서 보존된 문서. 2017년 5월 21일에 확인함.
5. ↑  손효숙; 김정현 (2017년 5월 9일). “첫 보궐선거 대통령, 낮 12시 국회서 ‘미니 취임식’”. 《한국일보》. 2017년 12월 29일에 원본 문서에서 보존된 문서. 2017년 12월 29일에 확인함.
6. ↑  박송이 (2017년 5월 10일). “[문재인 대통령 취임]25분 만에 끝난 ‘소박한 취임식’”. 《경향신문》. 2018년 8월 28일에 원본 문서에서 보존된 문서. 2017년 12월 29일에 확인함.
7. ↑  김지영 (2017년 5월 10일). “[문재인 시대]격식·권위 내려놓은 취임식”. 《서울경제》. 2017년 12월 29일에 원본 문서에서 보존된 문서. 2017년 12월 29일에 확인함.
8. ↑  박소연 (2017년 5월 22일). “닻올린 국정기획자문위원회 새 정부 '5년 밑그림' 그린다”. 《파이낸셜뉴스》. 2017년 12월 29일에 원본 문서에서 보존된 문서. 2017년 12월 29일에 확인함.
9. ↑  허진 (2017년 7월 19일). “[국정운영 5개년 계획] ‘국민의 나라 정의로운 대한민국’…문재인 정부 100대 과제 발표”. 《중앙일보》. 2017년 12월 29일에 원본 문서에서 보존된 문서. 2017년 12월 29일에 확인함.
10. ↑  장윤희 (2017년 8월 16일). “국정기획자문위, 국정과제와 활동 정리한 백서 발간”. 《뉴시스》 (서울). 2018년 8월 28일에 원본 문서에서 보존된 문서. 2017년 12월 29일에 확인함.
11. ↑  손제민 (2017년 7월 19일). “[100대 국정과제]문재인 정부 100대 국정과제 발표”. 《경향신문》. 2017년 7월 27일에 원본 문서에서 보존된 문서. 2017년 7월 20일에 확인함.
12. ↑  김봉기 (2017년 7월 19일). “문재인 정부 100대 국정과제”. 《조선일보》. 2017년 7월 27일에 원본 문서에서 보존된 문서. 2017년 7월 20일에 확인함.
13. ↑  정아연 (2017년 5월 16일). “내일부터 특사 파견…4강 외교 본격화”. 《KBS》. 2017년 12월 29일에 원본 문서에서 보존된 문서. 2017년 12월 29일에 확인함.
14. ↑  김혜지 (2017년 5월 20일). “홍석현, 특사 일정 마무리…"美와 입장 전적으로 일치"”. 《뉴시스》 (서울). 2017년 12월 29일에 원본 문서에서 보존된 문서. 2017년 12월 29일에 확인함.
15. ↑  박석원 (2017년 5월 21일). “문희상 특사의 성과와 숙제”. 《한국일보》. 2017년 12월 29일에 원본 문서에서 보존된 문서. 2017년 12월 29일에 확인함.
16. ↑  임성호 (2017년 5월 21일). “이해찬 특사, 중국 방문 마치고 귀국”. 《YTN》. 2017년 12월 29일에 원본 문서에서 보존된 문서. 2017년 12월 29일에 확인함.
17. ↑  하준수 (2017년 5월 26일). “[특파원리포트] 푸틴 “대북 특사 보낼 용의 있다””. 《KBS》. 2017년 12월 29일에 원본 문서에서 보존된 문서. 2017년 12월 29일에 확인함.
18. ↑  고형규 (2017년 5월 24일). “[인터뷰] 조윤제 독일 특사 "메르켈, 너무 반겼다"”. 《연합뉴스》 (베를린). 2017년 12월 29일에 원본 문서에서 보존된 문서. 2017년 12월 29일에 확인함.
19. ↑  김경환 (2017년 5월 26일). “박원순 특사, 5박6일간 아세안 방문 일정 마치고 26일 귀국”. 《머니투데이》. 2018년 3월 23일에 원본 문서에서 보존된 문서. 2018년 6월 10일에 확인함.
20. ↑  조소영 (2017년 7월 21일). “靑 "'4강 대사' 준비돼 있다"…'임명 지연설' 일축”. 《뉴스1》. 2017년 12월 29일에 원본 문서에서 보존된 문서. 2017년 12월 29일에 확인함.
21. ↑  조익신 (2017년 7월 31일). “북 도발 속 외교 현안 산적…4강 대사 임명은 계속 지연”. 《JTBC》. 2017년 12월 29일에 원본 문서에서 보존된 문서. 2017년 12월 29일에 확인함.
22. ↑  강계만 (2017년 10월 25일). “반년만에 4강대사 완료…文 "미·중·일·러가 외교 기본"”. 《매일경제》. 2017년 12월 29일에 원본 문서에서 보존된 문서. 2017년 12월 29일에 확인함.
23. ↑  김수빈 (2017년 5월 10일). “문재인과 트럼프의 갈등은 피할 수 없다. 문제는 어떻게 해결하느냐다”. 《허핑턴포스트코리아》. 2018년 3월 24일에 원본 문서에서 보존된 문서. 2018년 6월 10일에 확인함.
24. ↑  문재연 (2017년 12월 11일). “외교부 ‘빅터 차’ 주한 美대사 아그레망 접수”. 《헤럴드경제》. 2017년 12월 29일에 원본 문서에서 보존된 문서. 2017년 12월 29일에 확인함.
25. ↑  김현기 (2017년 12월 11일). “[단독]빅터 차 대사내정 배경과 향후 전망”. 《중앙일보》. 2017년 12월 29일에 원본 문서에서 보존된 문서. 2017년 12월 29일에 확인함.
26. ↑  송용창 (2018년 1월 31일). “‘빅터 차 낙마 미스터리’…아그레망 후 지명 철회 극히 이례적”. 《한국일보》. 2018년 1월 31일에 원본 문서에서 보존된 문서. 2018년 1월 31일에 확인함.
27. ↑  김현기 (2018년 1월 31일). “빅터 차 주한미대사 내정자, 백악관 반대로 초유의 낙마”. 《중앙일보》. 2018년 1월 31일에 원본 문서에서 보존된 문서. 2018년 1월 31일에 확인함.
28. ↑  조준형 (2017년 6월 9일). “정부, 사드 원칙 천명…한미정상회담 앞두고 '불씨 끄기'”. 《연합뉴스》 (서울). 2017년 12월 29일에 원본 문서에서 보존된 문서. 2017년 12월 29일에 확인함.
29. ↑  조영빈 (2017년 6월 18일). “한미정상회담 코앞인데… 문정인 “합동 군사훈련 축소” 파열음”. 《한국일보》. 2017년 12월 29일에 원본 문서에서 보존된 문서. 2017년 12월 29일에 확인함.
30. ↑  조준형 (2017년 6월 19일). “한미 엇박자·북미 신경전…한미정상회담 앞두고 '이상기류'”. 《연합뉴스》 (서울). 2017년 12월 29일에 원본 문서에서 보존된 문서. 2017년 12월 29일에 확인함.
31. ↑  이한석 (2017년 6월 20일). “사드·문정인·웜비어…한미 정상회담 '3가지 악재'될까”. 《SBS》. 2017년 12월 29일에 원본 문서에서 보존된 문서. 2017년 12월 29일에 확인함.
32. ↑  김현; 서미선 (2017년 7월 3일). “文대통령, 한미정상회담의 성과·과제 어떻게 대응하나?”. 《뉴스1》 (서울). 2017년 12월 29일에 원본 문서에서 보존된 문서. 2017년 12월 29일에 확인함.
33. ↑  김학재 (2017년 7월 3일). “한미정상회담 성과와 과제는?”. 《KBS》. 2017년 12월 29일에 원본 문서에서 보존된 문서. 2017년 12월 29일에 확인함.
34. ↑  민병권 (2017년 7월 3일). “[文 "美 전투기 살테니 韓 'T-50' 사달라"]'FTA 마찰 줄여 줄 '전략적 주고받기' 통상 新균형 찾는다”. 《서울경제》. 2018년 3월 27일에 원본 문서에서 보존된 문서. 2018년 6월 10일에 확인함.
35. ↑  강계만 (2017년 7월 3일). “文대통령-트럼프 '한미 FTA' 양보없는 설전 벌였다”. 《매일경제》. 2018년 3월 27일에 원본 문서에서 보존된 문서. 2018년 6월 10일에 확인함.
36. ↑  송수경 (2017년 11월 10일). “한손에 북핵, 한손엔 무역…뇌관 피하며 실리 챙긴 트럼프”. 《연합뉴스》 (워싱턴). 2017년 12월 29일에 원본 문서에서 보존된 문서. 2017년 12월 29일에 확인함.
37. ↑  고정현 (2017년 11월 10일). “[심층취재] 트럼프 국빈 방한, 得과 失”. 《일요서울》. 2017년 12월 29일에 원본 문서에서 보존된 문서. 2017년 12월 29일에 확인함.
38. ↑  정은지 (2017년 11월 6일). “'스킨십' 日과 대비 트럼프 방한…'코리아 패싱' 불식시킬까”. 《뉴스1》 (서울). 2018년 3월 24일에 원본 문서에서 보존된 문서. 2018년 6월 10일에 확인함.
39. ↑  손석민 (2018년 2월 5일). “[월드리포트] 이방카 고문, 올림픽 개막식 불참…아버지 트럼프의 대북 메시지”. 《SBS》. 2018년 3월 27일에 원본 문서에서 보존된 문서. 2018년 6월 10일에 확인함.
40. ↑  박수현 (2018년 2월 26일). “이방카 “北 최대 압박, 한미 공동입장 확인 중요””. 《조선일보》. 2018년 3월 27일에 원본 문서에서 보존된 문서. 2018년 6월 10일에 확인함.
41. ↑  조준형 (2018년 2월 22일). “내달부터 한미방위비협상…액수·동맹관리·투명성 숙제”. 《연합뉴스》 (서울). 2018년 3월 27일에 원본 문서에서 보존된 문서. 2018년 6월 10일에 확인함.
42. ↑  문재연 (2018년 3월 8일). “한미, 제10차 방위비분담금협정 첫 회의 마쳐…3가지 관전포인트”. 《헤럴드경제》. 2018년 3월 27일에 원본 문서에서 보존된 문서. 2018년 6월 10일에 확인함.
43. ↑  “"한미, 방위비 분담금 협상 입장차 확인"”. 《YTN》. 2018년 3월 12일. 2018년 3월 27일에 원본 문서에서 보존된 문서. 2018년 6월 10일에 확인함.
44. ↑  김채연 (2018년 4월 13일). “美 '전략자산 전개 비용' 분담 요구… 간극 못 좁힌 韓·美 방위비분담협상”. 《한국경제》. 2018년 6월 6일에 원본 문서에서 보존된 문서. 2018년 6월 10일에 확인함.
45. ↑  유지향 (2018년 5월 18일). “한미 방위비분담협상 입장 차 여전…정부 “현물중심” 강조”. 《KBS》. 2018년 6월 10일에 확인함.
46. ↑  유영규 (2017년 9월 14일). “사드 보복 중국, 韓 기업 무덤 되나…이마트·롯데마트 줄줄이 철수”. 《SBS》. 2018년 3월 27일에 원본 문서에서 보존된 문서. 2018년 6월 10일에 확인함.
47. ↑  이동우 (2017년 10월 31일). “여야, 한중합의 '시의적절' vs '굴욕외교' 온도차”. 《데일리안》. 2018년 3월 27일에 원본 문서에서 보존된 문서. 2018년 6월 10일에 확인함.
48. ↑  김보윤 (2017년 10월 31일). “중국 사드보복 1년 3개월…한국 기업 천문학적 피해”. 《연합뉴스TV》. 2018년 3월 27일에 원본 문서에서 보존된 문서. 2018년 6월 10일에 확인함.
49. ↑  전진환 (2017년 11월 12일). “[종합2보]文대통령 다음달 방중 확정…모든 한중교류 조속히 회복 합의”. 《뉴시스》 (다낭). 2018년 3월 27일에 원본 문서에서 보존된 문서. 2018년 6월 10일에 확인함.
50. ↑  김상수 (2017년 12월 16일). “文대통령 訪中 종료…사드 보복 철회 큰 성과ㆍ대북 정책은 한계”. 《헤럴드경제》. 2017년 12월 29일에 원본 문서에서 보존된 문서. 2017년 12월 29일에 확인함.
51. ↑  조소영 (2017년 12월 13일). “靑, 文대통령 영접 홀대 논란에 "한중협의 담당자" 일축”. 《뉴스1》 (베이징). 2018년 3월 27일에 원본 문서에서 보존된 문서. 2018년 6월 10일에 확인함.
52. ↑  예영준 (2017년 12월 13일). “13일은 中 슬픈 날···"난징대학살날 방중 잡은 건 한국"”. 《중앙일보》. 2018년 3월 27일에 원본 문서에서 보존된 문서. 2018년 6월 10일에 확인함.
53. ↑  유은수 (2017년 12월 15일). ““연내 訪中 서두르다 외교홀대 자초했다”…한중정상회담 후폭풍”. 《헤럴드경제》. 2017년 12월 29일에 원본 문서에서 보존된 문서. 2017년 12월 29일에 확인함.
54. ↑  김일상 (2017년 12월 16일). “[뉴스해설] 한중 정상회담이 남긴 것”. 《KBS》. 2017년 12월 29일에 원본 문서에서 보존된 문서. 2017년 12월 29일에 확인함.
55. ↑  송충현 (2018년 3월 16일). “사드 해빙 기류에도… 1년간 질린 기업들 ‘차이나 엑시트’”. 《동아일보》. 2018년 3월 27일에 원본 문서에서 보존된 문서. 2018년 6월 10일에 확인함.
56. ↑  박성의; 송주오 (2018년 3월 7일). “[사드보복 1년]①中외바퀴 또 당할라…큰 시련, 얻은 것도 있다”. 《이데일리》. 2018년 3월 27일에 원본 문서에서 보존된 문서. 2018년 6월 10일에 확인함.
57. ↑  김성곤 (2018년 3월 30일). “中, 사드 경제보복 사실상 철회…미세먼지 문제에 한중 공동대응 천명(종합)”. 《이데일리》. 2018년 6월 6일에 원본 문서에서 보존된 문서. 2018년 6월 10일에 확인함.
58. ↑  예영준 (2018년 4월 23일). “노영민 대사 사드보복 피해현장 선양 방문 돌연 연기”. 《중앙일보》. 2018년 6월 6일에 원본 문서에서 보존된 문서. 2018년 6월 10일에 확인함.
59. ↑  강민수 (2018년 4월 24일). “[특파원리포트] 중국 특파원에 ‘사드’는 금기어?”. 《KBS》. 2018년 6월 10일에 확인함.
60. ↑  유신모 (2017년 12월 19일). “‘방일’ 강경화 외교장관, 아베 만나 “평창 참석” 문 대통령 메시지 전달”. 《경향신문》. 2017년 12월 29일에 원본 문서에서 보존된 문서. 2017년 12월 29일에 확인함.
61. ↑  김진영 (2017년 12월 28일). “"日정부 책임 받아냈지만… 해외 소녀상 지원않기로 비공개 약속"”. 《조선일보》. 2017년 12월 29일에 원본 문서에서 보존된 문서. 2017년 12월 29일에 확인함.
62. ↑  노효동; 박경준 (2017년 12월 28일). “문 대통령 '12·28 합의' 재협상 시사…관계 정상화에도 방점”. 《연합뉴스》 (서울). 2017년 12월 29일에 원본 문서에서 보존된 문서. 2017년 12월 29일에 확인함.
63. ↑  유성재 (2018년 1월 9일). “외교 현실 감안…재협상 대신 일본에 '공' 던졌다”. 《SBS》. 2018년 1월 11일에 원본 문서에서 보존된 문서. 2018년 1월 11일에 확인함.
64. ↑  박초롱 (2018년 1월 9일). “日에 재협상 요구 안하기로…일각서 "국내적 조치만" 비판도”. 《노컷뉴스》. 2018년 1월 11일에 원본 문서에서 보존된 문서. 2018년 1월 11일에 확인함.
65. ↑  김성현 (2018년 1월 9일). “위로금 10억 엔 우리 예산으로 충당…어떤 의미?”. 《MBC》. 2018년 1월 11일에 원본 문서에서 보존된 문서. 2018년 1월 11일에 확인함.
66. ↑  황보연 (2018년 1월 9일). “日 "위안부 합의 불이행은 절대 수용 못 해"”. 《YTN》. 2018년 1월 11일에 원본 문서에서 보존된 문서. 2018년 1월 11일에 확인함.
67. ↑  김정선 (2018년 1월 10일). “일본언론,韓위안부 후속대책에 십자포화..."합의 무효화"로 분석”. 《연합뉴스》 (도쿄). 2018년 1월 11일에 원본 문서에서 보존된 문서. 2018년 1월 11일에 확인함.
68. ↑  남민우 (2018년 1월 22일). “아베, 시정연설에서 韓·日 관계 중요성 격하…中·日 관계 강조”. 《조선일보》. 2018년 1월 31일에 원본 문서에서 보존된 문서. 2018년 1월 31일에 확인함.
69. ↑  강병규 (2018년 3월 1일). “文대통령 3·1절 기념사서 日 고강도 비판…日정부 대응 강도는?”. 《연합뉴스》 (도쿄). 2018년 3월 5일에 원본 문서에서 보존된 문서. 2018년 3월 7일에 확인함.
70. ↑  김민욱 (2018년 3월 1일). “문 대통령 "가해자인 일본 정부가 '끝났다' 말해선 안 돼"”. 《MBC》. 2018년 3월 5일에 원본 문서에서 보존된 문서. 2018년 3월 7일에 확인함.
71. ↑  “日, 文대통령 3.1절기념사에 "극히 유감...절대 못받아들여" 반발”. 《YTN》. 2018년 3월 2일. 2018년 3월 5일에 원본 문서에서 보존된 문서. 2018년 3월 7일에 확인함.
72. ↑  고석승 (2018년 3월 1일). “취임 후 가장 강한 대일 메시지…'강경' 기념사 배경은?”. 《JTBC》. 2018년 3월 5일에 원본 문서에서 보존된 문서. 2018년 3월 7일에 확인함.
73. ↑  배상은 (2018년 4월 11일). “2년반만에 日외무상 방한…남북대화 코앞 서둘러 '관계복원'”. 《뉴스1》 (서울). 2018년 6월 6일에 원본 문서에서 보존된 문서. 2018년 6월 10일에 확인함.
74. ↑  원다연 (2018년 4월 11일). “한일 외교장관 "상호 정보공유 북핵문제 해결에 중요"…日납북자 의제 요청도”. 《이데일리》. 2018년 6월 6일에 원본 문서에서 보존된 문서. 2018년 6월 10일에 확인함.
75. ↑  윤설영 (2018년 5월 15일). “"한국 중요 이웃" 지운 일 외교청서…독도·위안부 왜곡 강화”. 《JTBC》. 2018년 6월 6일에 원본 문서에서 보존된 문서. 2018년 6월 10일에 확인함.
76. ↑  서미선 (2017년 5월 12일). “文대통령 "북핵해결차 전략적소통 강화"…푸틴 "준비됐다"”. 《뉴스1》 (서울). 2018년 3월 27일에 원본 문서에서 보존된 문서. 2018년 6월 10일에 확인함.
77. ↑  유철종 (2017년 9월 6일). “러 극동 블라디서 오늘부터 이틀간 '동방경제포럼' 개최”. 《연합뉴스》 (모스크바). 2017년 12월 29일에 원본 문서에서 보존된 문서. 2017년 12월 29일에 확인함.
78. ↑  최경철 (2017년 9월 6일). “文 대통령, 6일 러시아로 출국…동방경제포럼서 북핵 외교 펼칠 듯”. 《매일신문》. 2017년 12월 29일에 원본 문서에서 보존된 문서. 2017년 12월 29일에 확인함.
79. ↑  손성태 (2017년 5월 20일). “아세안·인도 특사 박원순 임명”. 《한국경제》. 2018년 3월 27일에 원본 문서에서 보존된 문서. 2018년 6월 10일에 확인함.
80. ↑  윤지원 (2017년 5월 17일). “"대북 제재 극대화 위해선 아세안 참여 절실"”. 《뉴스1》 (서울). 2018년 3월 27일에 원본 문서에서 보존된 문서. 2018년 6월 10일에 확인함.
81. ↑  김회경 (2017년 11월 11일). “문재인 대통령의 인도네시아 방문에 담긴 코드”. 《한국일보》. 2017년 12월 29일에 원본 문서에서 보존된 문서. 2017년 12월 29일에 확인함.
82. ↑  김현; 서미선 (2017년 11월 11일). “文대통령 "베트남 태풍피해 최대한 지원"…韓·베트남 정상회담”. 《뉴스1》 (다낭·서울). 2017년 12월 29일에 원본 문서에서 보존된 문서. 2017년 12월 29일에 확인함.
83. ↑  노지원 (2017년 11월 15일). “한-중 관계회복하고 정상회담 물꼬 튼 ‘전략대화’”. 《한겨레》. 2017년 12월 29일에 원본 문서에서 보존된 문서. 2017년 12월 29일에 확인함.
84. ↑  김현; 조소영 (2017년 11월 13일). “文대통령, 필리핀 대통령과 정상회담…'미래공동체 구상' 강조”. 《뉴스1》 (마닐라, 서울). 2018년 3월 27일에 원본 문서에서 보존된 문서. 2018년 6월 10일에 확인함.
85. ↑  노효동; 이상헌 (2017년 11월 14일). “文대통령, 리센룽 싱가포르 총리와 회담…對아세안 협력 강화”. 《연합뉴스》 (마닐라). 2018년 3월 27일에 원본 문서에서 보존된 문서. 2018년 6월 10일에 확인함.
86. ↑  노효동; 김승욱 (2018년 3월 23일). “文대통령, 베트남 주석과 정상회담…"2020년까지 교역 1천억弗"”. 《연합뉴스》 (하노이). 2018년 3월 27일에 원본 문서에서 보존된 문서. 2018년 6월 10일에 확인함.
87. ↑  조민성 (2018년 3월 23일). “문 대통령, 베트남 당 서기장 면담…"베트남은 신남방정책 핵심"”. 《SBS》. 2018년 3월 27일에 원본 문서에서 보존된 문서. 2018년 6월 10일에 확인함.
88. ↑  조은효 (2018년 3월 23일). “文대통령 " 불행한 역사에 대해 유감의 뜻"...베트남전 참전 입장 표명”. 《파이낸셜뉴스》 (하노이). 2018년 3월 27일에 원본 문서에서 보존된 문서. 2018년 6월 10일에 확인함.
89. ↑  노효동; 김승욱 (2018년 3월 25일). “한·UAE '특별 전략동반자관계'로…외교안보 '2+2' 협의체 신설”. 《연합뉴스》 (아부다비). 2018년 3월 27일에 원본 문서에서 보존된 문서. 2018년 6월 10일에 확인함.
90. ↑  성연철 (2018년 3월 27일). “왕세제 사저 초대·사막체험 배려…UAE, 문 대통령 ‘이례적’ 환대”. 《한겨레》 (아부다비). 2018년 3월 27일에 원본 문서에서 보존된 문서. 2018년 6월 10일에 확인함.
91. ↑  “문재인 대통령, 유엔 총회 마치고 귀국길 올라”. 《YTN》. 2017년 9월 22일. 2017년 12월 29일에 원본 문서에서 보존된 문서. 2017년 12월 29일에 확인함.
92. ↑  정아연 (2017년 9월 22일). “문 대통령, 유엔총회 연설…“북핵 평화적 해결””. 《KBS》 (뉴욕). 2018년 6월 10일에 확인함.
93. ↑  홍수민 (2017년 7월 11일). “문재인 대통령 "방미·G20서 적지 않은 성과 얻었다"”. 《중앙일보》. 2017년 12월 29일에 원본 문서에서 보존된 문서. 2017년 12월 29일에 확인함.
94. ↑  “문 대통령 ‘新 베를린 선언’…대북 4대 제안 뜯어보니”. 《헤럴드경제》. 2017년 7월 7일. 2017년 12월 29일에 원본 문서에서 보존된 문서. 2017년 12월 29일에 확인함.
95. ↑  박영환 (2018년 2월 6일). “펜스 미 부통령 평창올림픽 참석 위해 출국...백악관 "리본이나 자르러 간 것 아니다"”. 《경향신문》. 2018년 2월 9일에 원본 문서에서 보존된 문서. 2018년 2월 19일에 확인함.
96. ↑  강태화 (2018년 2월 9일). “문 대통령 “대화 기조 살려야” 펜스 “북핵 영구 포기해야””. 《중앙일보》. 2018년 2월 9일에 원본 문서에서 보존된 문서. 2018년 2월 19일에 확인함.
97. ↑  성연철 (2018년 2월 8일). “문 대통령, 한정 중국 상무위원 면담”. 《한겨레》. 2018년 2월 9일에 원본 문서에서 보존된 문서. 2018년 2월 19일에 확인함.
98. ↑  박정엽 (2018년 2월 9일). “文 대통령, 아베 총리에게 "역사 직시해야"”. 《조선일보》. 2018년 2월 9일에 원본 문서에서 보존된 문서. 2018년 2월 19일에 확인함.
99. ↑  성연철 (2018년 2월 10일). “문 대통령, 한미훈련 진행 주장한 아베에 “내정 간섭” 일침”. 《한겨레》. 2018년 2월 19일에 원본 문서에서 보존된 문서. 2018년 2월 19일에 확인함.
100. ↑  남민우 (2018년 2월 17일). “日 정부 “한·미 연합훈련, 한국만의 내정 문제 아니다””. 《조선일보》. 2018년 2월 19일에 원본 문서에서 보존된 문서. 2018년 2월 19일에 확인함.
101. ↑  김은희 (2018년 2월 6일). “文대통령, 에스토니아 대통령과 '디지털 협력' 논의”. 《파이낸셜뉴스》. 2018년 2월 9일에 원본 문서에서 보존된 문서. 2018년 2월 19일에 확인함.
102. ↑  홍석희 (2018년 2월 7일). “‘평창외교’ 이틀째…문재인, 캐나다 총독과 정상회담”. 《헤럴드경제》. 2018년 2월 9일에 원본 문서에서 보존된 문서. 2018년 2월 19일에 확인함.
103. ↑  임명현 (2018년 2월 7일). “문 대통령, 리투아니아 정상회담…대북 공조 등 논의”. 《MBC》. 2018년 2월 9일에 원본 문서에서 보존된 문서. 2018년 2월 19일에 확인함.
104. ↑  김승욱; 박경준 (2018년 2월 8일). “문 대통령, 스위스와 정상회담…"남북대화 지지해달라"(종합)”. 《연합뉴스》 (서울). 2018년 2월 13일에 원본 문서에서 보존된 문서. 2018년 2월 19일에 확인함.
105. ↑  박지환 (2018년 2월 8일). “文 대통령 "남북관계와 비핵화 나란히 함께 가야"…독일 정상회담”. 《노컷뉴스》. 2018년 2월 13일에 원본 문서에서 보존된 문서. 2018년 2월 19일에 확인함.
106. ↑  김성곤 (2018년 2월 8일). “文대통령, 폴란드 대통령과 정상회담…인프라·에너지 협력 희망”. 《이데일리》. 2018년 2월 13일에 원본 문서에서 보존된 문서. 2018년 2월 19일에 확인함.
107. ↑  정유미 (2018년 2월 9일). “문 대통령, 유엔 사무총장과 회담…"평창 이후 찾아올 봄 고대"”. 《SBS》. 2018년 2월 13일에 원본 문서에서 보존된 문서. 2018년 2월 19일에 확인함.
108. ↑  조소영 (2018년 2월 9일). “文대통령-네덜란드 정상회담…"함께 자유민주주의 수호"(종합)”. 《뉴스1》 (서울). 2018년 2월 13일에 원본 문서에서 보존된 문서. 2018년 2월 19일에 확인함.
109. ↑  손성태 (2018년 2월 13일). “문대통령,베요니스 라트비아 대통령과 정상회담”. 《한국경제》. 2018년 2월 13일에 원본 문서에서 보존된 문서. 2018년 2월 19일에 확인함.
110. ↑  박경준 (2018년 2월 15일). “문 대통령 "올림픽 노르웨이 선전 기원…복지정책 배울 점 많아"”. 《연합뉴스》 (서울). 2018년 2월 24일에 원본 문서에서 보존된 문서. 2018년 2월 19일에 확인함.
111. ↑  박홍구 (2018년 2월 9일). “문재인 대통령 "평창올림픽, 세계 평화의 출발 될 것"”. 《YTN》. 2018년 2월 19일에 원본 문서에서 보존된 문서. 2018년 2월 19일에 확인함.
112. ↑  노효동; 이상헌; 김승욱; 박경준 (2018년 2월 9일). “미일 평창리셉션 '지각' 참석…美펜스, 北김영남과 조우 피해(종합)”. 《연합뉴스》 (서울). 2018년 2월 19일에 원본 문서에서 보존된 문서. 2018년 2월 19일에 확인함.
113. ↑  김현기 (2018년 2월 10일). “펜스 측, "한국의 만남 주선, 미국과 북한 공히 거절한 것"”. 《중앙일보》. 2018년 2월 19일에 원본 문서에서 보존된 문서. 2018년 2월 19일에 확인함.
114. ↑  박정엽 (2018년 2월 21일). ““펜스-김여정, 평창 개막식때 만나려 했지만...北, 회담 2시간전 취소””. 《조선일보》. 2018년 3월 3일에 원본 문서에서 보존된 문서. 2018년 3월 7일에 확인함.
115. ↑  송용창 (2018년 2월 21일). ““北, 펜스 부통령과 회동하려다 강경 행보에 취소””. 《한국일보》 (워싱턴). 2018년 3월 3일에 원본 문서에서 보존된 문서. 2018년 3월 7일에 확인함.
116. ↑  안정식 (2018년 2월 21일). “北, 김여정까지 파견했는데…북미회담 직전 취소한 이유는”. 《SBS》. 2018년 3월 3일에 원본 문서에서 보존된 문서. 2018년 3월 7일에 확인함.
117. ↑  정제윤 (2018년 2월 21일). “두 시간 남기고 '북·미 회동 불발'…무슨 일 있었기에?”. 《JTBC》. 2018년 3월 3일에 원본 문서에서 보존된 문서. 2018년 3월 7일에 확인함.
118. ↑  문병기; 황인찬; 한기재 (2018년 2월 22일). “문재인 대통령 ‘북-미 靑회동’ 트럼프 설득했다”. 《동아일보》. 2018년 3월 3일에 원본 문서에서 보존된 문서. 2018년 3월 7일에 확인함.
119. ↑  이선아 (2017년 5월 10일). “"햇볕정책 계승"...대북정책 변화 예고”. 《YTN》. 2017년 12월 29일에 원본 문서에서 보존된 문서. 2017년 12월 29일에 확인함.
120. ↑  박석호 (2017년 5월 10일). “[문재인 시대 의미와 과제] 2. 대북 정책·안보 분야”. 《부산일보》. 2017년 12월 29일에 원본 문서에서 보존된 문서. 2017년 12월 29일에 확인함.
121. ↑  김영수 (2017년 5월 10일). “美 언론 "한국, 대북 정책 급변 전망...한미 관계 변화"”. 《YTN》. 2017년 12월 29일에 원본 문서에서 보존된 문서. 2017년 12월 29일에 확인함.
122. ↑  김아람 (2017년 5월 10일). “美언론 "대북 온건파 文대통령 vs 강경 트럼프 충돌 우려"”. 《연합뉴스》 (서울). 2017년 12월 29일에 원본 문서에서 보존된 문서. 2017년 12월 29일에 확인함.
123. ↑  손미혜 (2017년 5월 10일). “日언론 "文 대북유화정책 우려…위안부 합의 준수해야"”. 《뉴스1》 (서울). 2017년 12월 29일에 원본 문서에서 보존된 문서. 2017년 12월 29일에 확인함.
124. ↑  원종태 (2017년 5월 10일). “中 언론, '문재인 정부' 사드·대북정책 바꾸냐에 관심 집중”. 《머니투데이》 (베이징). 2017년 12월 29일에 원본 문서에서 보존된 문서. 2017년 12월 29일에 확인함.
125. ↑  김영환 (2017년 12월 28일). “대법 판결 건드린 통일부 혁신위 발표..“통치행위라도 법치 예외 아니다””. 《이데일리》. 2018년 1월 11일에 원본 문서에서 보존된 문서. 2018년 1월 11일에 확인함.
126. ↑  양은하 (2017년 9월 20일). “통일부, 정책혁신위원회 출범…'정책점검 TF' 후속 조치”. 《뉴스1》 (서울). 2017년 12월 29일에 원본 문서에서 보존된 문서. 2017년 12월 29일에 확인함.
127. ↑  신대원 (2017년 12월 28일). “통일부 정책혁신위 어떻게 활동했나…전문가 9명ㆍ4개분과 논의”. 《헤럴드경제》. 2017년 12월 29일에 원본 문서에서 보존된 문서. 2017년 12월 29일에 확인함.
128. ↑  이설 (2017년 12월 28일). “개성공단 재가동 논리 확보…남북관계 해빙무드 오나”. 《아시아경제》. 2014년 9월 30일에 원본 문서에서 보존된 문서. 2017년 12월 29일에 확인함.
129. ↑  김봉기 (2017년 12월 28일). “'前 정권 대북정책 비판' 통일부 정책혁신위, 진보인사 위주에 편향성 논란”. 《조선일보》. 2017년 12월 29일에 원본 문서에서 보존된 문서. 2017년 12월 29일에 확인함.
130. ↑  “한반도 평화 구상 담은 베를린 선언”. 《중부일보》. 2017년 7월 10일. 2017년 12월 29일에 원본 문서에서 보존된 문서. 2017년 12월 29일에 확인함.
131. ↑  서승욱 (2017년 7월 15일). “9일만에 '베를린 선언'에 반응한 북한”. 《중앙일보》. 2017년 12월 29일에 원본 문서에서 보존된 문서. 2017년 12월 29일에 확인함.
132. ↑  전경웅 (2017년 7월 15일). “北 “문재인의 新베를린 구상, 잠꼬대 같은 궤변””. 《뉴데일리》. 2017년 12월 29일에 원본 문서에서 보존된 문서. 2017년 12월 29일에 확인함.
133. ↑  강태화; 박유미 (2017년 9월 3일). “문 대통령, '북한의 완전 고립' 지시…'대북 정책 기조' 변화하나”. 《중앙일보》. 2017년 12월 29일에 원본 문서에서 보존된 문서. 2017년 12월 29일에 확인함.
134. ↑  손제민; 김지환 (2017년 8월 17일). “문재인 대통령 “ICBM에 핵탄두 탑재하는 것이 레드라인””. 《경향신문》. 2017년 12월 29일에 원본 문서에서 보존된 문서. 2017년 12월 29일에 확인함.
135. ↑  유신모 (2017년 9월 5일). “[북한 핵실험 파장]38년 만에 풀린 ‘한국 미사일 족쇄’”. 《경향신문》. 2017년 12월 29일에 원본 문서에서 보존된 문서. 2017년 12월 29일에 확인함.
136. ↑  이영재 (2017년 11월 7일). “[한미정상회담] '탄두중량 완전 해제' 미사일 지침 개정”. 《연합뉴스》 (서울). 2018년 4월 27일에 원본 문서에서 보존된 문서. 2018년 6월 10일에 확인함.
137. ↑  김철우 (2017년 9월 12일). “새 대북제재 결의안 2375호 채택 …“유류공급 30% 차단””. 《KBS》 (뉴욕). 2017년 12월 29일에 원본 문서에서 보존된 문서. 2017년 12월 29일에 확인함.
138. ↑  이상헌; 박경준 (2017년 9월 15일). “文대통령 "안보리 결의 2375호 철저 이행에 모든 역량 집중"”. 《연합뉴스》 (서울). 2017년 12월 29일에 원본 문서에서 보존된 문서. 2017년 12월 29일에 확인함.
139. ↑  정인설; 손성태 (2018년 1월 1일). “북한 김정은 신년사… 남한엔 "평창 참가", 미국엔 "핵단추 있다"”. 《한국경제》. 2018년 1월 11일에 원본 문서에서 보존된 문서. 2018년 1월 11일에 확인함.
140. ↑  이민정 (2018년 1월 1일). “한층 밝아진 양복색…김정은 신년사 패션에 담긴 메시지는”. 《중앙일보》. 2018년 1월 11일에 원본 문서에서 보존된 문서. 2018년 1월 11일에 확인함.
141. ↑  박병수; 선영철 (2018년 1월 3일). “남북 핫라인 복원…평창 고위급회담 임박”. 《한겨레》. 2018년 1월 11일에 원본 문서에서 보존된 문서. 2018년 1월 11일에 확인함.
142. ↑  김채연 (2018년 1월 5일). “트럼프 "대화 지지" 11시간 만에… 북한 '9일 회담' 남한제안 그대로 수용”. 《한국경제》. 2018년 1월 11일에 원본 문서에서 보존된 문서. 2018년 1월 11일에 확인함.
143. ↑  김연숙 (2018년 1월 4일). “WP "남북대화 환영해야"…NYT "대화는 위험 감수할 가치있어"(종합)”. 《연합뉴스》 (서울). 2018년 1월 11일에 원본 문서에서 보존된 문서. 2018년 1월 11일에 확인함.
144. ↑  정효식 (2018년 1월 5일). “"회담은 좋은 것, 100% 지지"…미 긍정적 선회 배경엔”. 《JTBC》. 2018년 1월 11일에 원본 문서에서 보존된 문서. 2018년 1월 11일에 확인함.
145. ↑  한상혁 (2018년 1월 7일). “트럼프 "김정은과 대화 문제 없어…남북대화 100% 지지"”. 《조선일보》. 2018년 1월 11일에 원본 문서에서 보존된 문서. 2018년 1월 11일에 확인함.
146. ↑  문병기 (2018년 3월 10일). “文대통령, 전화-회견때마다 “트럼프 덕분”… 功 돌리기 전략 먹혔다”. 《동아일보》. 2018년 4월 27일에 원본 문서에서 보존된 문서. 2018년 6월 10일에 확인함.
147. ↑  김예진 (2018년 3월 13일). “[한반도 인사이트] '칭찬은 트럼프도 춤추게 한다'…文정부 '회심의 한 수'”. 《세계일보》. 2018년 4월 27일에 원본 문서에서 보존된 문서. 2018년 6월 10일에 확인함.
148. ↑  조의준 (2018년 4월 19일). “칭찬은 트럼프를 춤추게 한다”. 《조선일보》 (워싱턴). 2018년 4월 27일에 원본 문서에서 보존된 문서. 2018년 6월 10일에 확인함.
149. ↑  태원준 (2018년 1월 5일). “文대통령 마침내 ‘한반도 운전석’에 앉다”. 《국민일보》. 2018년 1월 11일에 원본 문서에서 보존된 문서. 2018년 1월 11일에 확인함.
150. ↑  신나리 (2018년 1월 3일). “[단독]남북, 작년 11월 9일 中쿤밍서 ‘평창 참가’ 첫 물밑접촉”. 《동아일보》. 2018년 1월 11일에 원본 문서에서 보존된 문서. 2018년 1월 11일에 확인함.
151. ↑  임광복; 조은효 (2018년 1월 9일). “평창부터 군사회담까지…남북, 대화 보따리 모두 풀어냈다”. 《파이낸셜뉴스》 (판문점). 2018년 1월 11일에 원본 문서에서 보존된 문서. 2018년 1월 11일에 확인함.
152. ↑  김성훈; 강봉진 (2018년 1월 9일). “北평창 참가·군사회담 개최…남북고위급회담 3개항 합의”. 《매일경제》. 2018년 1월 11일에 원본 문서에서 보존된 문서. 2018년 1월 11일에 확인함.
153. ↑  백나리 (2018년 1월 9일). “남북고위급회담 공동보도문 전문”. 《연합뉴스》 (판문점). 2018년 1월 11일에 원본 문서에서 보존된 문서. 2018년 1월 11일에 확인함.
154. ↑  하준호 (2018년 1월 9일). “文 정부 첫 남북 고위급 회담에 상반된 여야 정치권 반응”. 《중앙일보》. 2018년 1월 11일에 원본 문서에서 보존된 문서. 2018년 1월 11일에 확인함.
155. ↑  송용창; 박석원; 양정대 (2018년 1월 9일). “남북대화 개시에 美ㆍ日ㆍ中 반응은”. 《한국일보》. 2018년 1월 11일에 원본 문서에서 보존된 문서. 2018년 1월 11일에 확인함.
156. ↑  김병수 (2018년 1월 10일). “EU, 남북회담 합의 "환영"…이례적으로 한글로도 성명 발표(종합)”. 《연합뉴스》 (브뤼셀). 2018년 1월 11일에 원본 문서에서 보존된 문서. 2018년 1월 11일에 확인함.
157. ↑  조미현; 정인설; 박수진 (2018년 1월 12일). “시진핑 "남북대화 노력 지지", 트럼프 "좋은 기운"… 문재인 대통령 '운전자론' 탄력”. 《한국경제》. 2018년 1월 21일에 원본 문서에서 보존된 문서. 2018년 1월 21일에 확인함.
158. ↑  인현우 (2018년 1월 21일). “WP “김정은이 남북대화 운전… 트럼프는 문재인에 끌려가””. 《한국일보》. 2018년 1월 31일에 원본 문서에서 보존된 문서. 2018년 1월 31일에 확인함.
159. ↑  박영환 (2018년 1월 24일). “남북 올림픽 대화에도 미국은 여전히 강경, 원칙론”. 《경향신문》 (워싱턴). 2018년 1월 31일에 원본 문서에서 보존된 문서. 2018년 1월 31일에 확인함.
160. ↑  이근홍 (2018년 2월 9일). “한국당 "文정부의 北 무한 신뢰로 대북제재에 구멍 뚫려"”. 《뉴시스》 (서울). 2018년 2월 18일에 원본 문서에서 보존된 문서. 2018년 2월 19일에 확인함.
161. ↑  왕선택 (2018년 2월 9일). “전용기 타고온 김여정...방남일정 돌입”. 《YTN》. 2018년 2월 18일에 원본 문서에서 보존된 문서. 2018년 2월 19일에 확인함.
162. ↑  신승이 (2018년 2월 9일). “여야, 김영남·김여정 방남에 온도차…"환영" vs "北 의도 경계"”. 《SBS》. 2018년 2월 18일에 원본 문서에서 보존된 문서. 2018년 2월 19일에 확인함.
163. ↑  임일영 (2018년 2월 10일). “문 대통령 “평양은 못 가봤다”... 김여정 “통일 새장 여는 주역되시길””. 《서울신문》. 2018년 2월 18일에 원본 문서에서 보존된 문서. 2018년 2월 19일에 확인함.
164. ↑  이가영 (2018년 2월 11일). “이낙연 총리 “남북 정상 만나게 되기를 기대한다””. 《중앙일보》. 2018년 2월 18일에 원본 문서에서 보존된 문서. 2018년 2월 19일에 확인함.
165. ↑  이정엽 (2018년 2월 12일). “북 대표단 2박3일 일정 마무리…김여정, 거듭 방북 요청”. 《JTBC》. 2018년 2월 18일에 원본 문서에서 보존된 문서. 2018년 2월 19일에 확인함.
166. ↑  박경준 (2018년 2월 12일). “靑, 김여정 방남 후 주변4强과 '핫라인'…방북 '여건조성' 주력”. 《연합뉴스》 (서울). 2018년 2월 18일에 원본 문서에서 보존된 문서. 2018년 2월 19일에 확인함.
167. ↑  김은희 (2018년 2월 15일). “"국민 10명 중 6명, 남북정상회담 개최 찬성" <리얼미터>”. 《파이낸셜뉴스》. 2018년 2월 19일에 원본 문서에서 보존된 문서. 2018년 2월 19일에 확인함.
168. ↑  조영빈 (2018년 2월 16일). “조명균 통일장관 설 맞아 “조건 없이 이산상봉 이뤄져야” 거듭 촉구”. 《한국일보》. 2018년 2월 19일에 원본 문서에서 보존된 문서. 2018년 2월 19일에 확인함.
169. ↑  김재은 (2018년 2월 11일). “[평창외교&남북대화]③무르익는 남북정상회담…與野 반응 `극과 극`”. 《이데일리》. 2018년 2월 18일에 원본 문서에서 보존된 문서. 2018년 2월 19일에 확인함.
170. ↑  정은지 (2018년 2월 14일). “대화 탐색 나선 북미, 이번엔 테이블 앉나…양측, 행동은 주저”. 《뉴스1》 (서울). 2018년 2월 18일에 원본 문서에서 보존된 문서. 2018년 2월 19일에 확인함.
171. ↑  우상규 (2018년 2월 12일). “日 국민 5명 중 4명 "남북 분위기 핵 문제 해결로 안 이어질 것"”. 《세계일보》 (도쿄). 2018년 2월 18일에 원본 문서에서 보존된 문서. 2018년 2월 19일에 확인함.
172. ↑  심재훈 (2018년 2월 13일). “中언론, 남북해빙→북미대화 연결될지에 촉각…"대화 문 열어야"”. 《연합뉴스》 (베이징). 2018년 2월 18일에 원본 문서에서 보존된 문서. 2018년 2월 19일에 확인함.
173. ↑  김용래 (2018년 2월 16일). “르몽드 "북한이 순진한 한국 이용? 틀린 생각"”. 《연합뉴스》 (파리). 2018년 2월 19일에 원본 문서에서 보존된 문서. 2018년 2월 19일에 확인함.
174. ↑  김회경 (2018년 2월 18일). “文대통령 “우물가서 숭늉 찾는 격”… 남북회담 속도조절”. 《한국일보》. 2018년 2월 19일에 원본 문서에서 보존된 문서. 2018년 2월 19일에 확인함.
175. ↑  김주환 (2018년 2월 17일). “北 "급한 건 미국"...‘예비 대화'에 일단 선 긋기”. 《YTN》. 2018년 2월 19일에 원본 문서에서 보존된 문서. 2018년 2월 19일에 확인함.
176. ↑  이승국 (2018년 2월 19일). “南엔 대화 손짓, 美엔 “급할 것 없다”…北 속내는”. 《연합뉴스TV》. 2018년 2월 19일에 원본 문서에서 보존된 문서. 2018년 2월 19일에 확인함.
177. ↑  “틸러슨 "김정은은 외교적 해결 위해 함께 일해야 할 사람"”. 《YTN》. 2018년 2월 19일. 2018년 2월 19일에 원본 문서에서 보존된 문서. 2018년 2월 19일에 확인함.
178. ↑  김효정 (2018년 2월 22일). “'천안함 폭침 배후' 인식됐던 北김영철 방남…논란 예상”. 《연합뉴스》 (서울). 2018년 3월 3일에 원본 문서에서 보존된 문서. 2018년 3월 7일에 확인함.
179. ↑  신승이 (2018년 2월 23일). “민주 "野, 3년전 김영철 방남때는 왜 체포 안했나…몰상식 극치"”. 《SBS》. 2018년 3월 7일에 원본 문서에서 보존된 문서. 2018년 3월 7일에 확인함.
180. ↑  강윤혁; 박홍환 (2018년 2월 24일). “통일부 “金, 천안함 주범 단언 어려워”… 국방부도 “문건 없다.””. 《서울신문》. 2018년 3월 5일에 원본 문서에서 보존된 문서. 2018년 3월 7일에 확인함.
181. ↑  이현승; 유병훈; 이다비 (2018년 2월 25일). “천안함 폭침 주범 김영철 군사도로 통해 入京”. 《조선일보》 (파주). 2018년 3월 5일에 원본 문서에서 보존된 문서. 2018년 3월 7일에 확인함.
182. ↑  변지희; 최문혁 (2018년 2월 26일). “호텔에 틀어박힌 김영철…줄줄이 찾아온 핵심 당국자들”. 《조선일보》. 2018년 3월 5일에 원본 문서에서 보존된 문서. 2018년 3월 7일에 확인함.
183. ↑  신은별 (2018년 2월 26일). “김영철, 호텔서 두문불출 한 채... ‘북미대화’ 실속 챙겨”. 《한국일보》. 2018년 3월 5일에 원본 문서에서 보존된 문서. 2018년 3월 7일에 확인함.
184. ↑  한상준; 황인찬 (2018년 2월 27일). “문재인 대통령, 北-美 신뢰 위한 비핵화 조치 제안… 김영철 경청”. 《동아일보》. 2018년 3월 5일에 원본 문서에서 보존된 문서. 2018년 3월 7일에 확인함.
185. ↑  전형민 (2018년 2월 27일). “홍준표, 文대통령-김영철 접견 비판 "임시방편, 위장평화쇼"”. 《뉴스1》 (서울). 2018년 3월 5일에 원본 문서에서 보존된 문서. 2018년 3월 7일에 확인함.
186. ↑  태원준 (2018년 3월 4일). “특사단, 5일 방북→6일 귀국→미국행… ‘북·미 핑퐁 조율’”. 《국민일보》. 2018년 3월 7일에 원본 문서에서 보존된 문서. 2018년 3월 7일에 확인함.
187. ↑  정용수 (2018년 3월 5일). “'노무현의 안골모임' 부활했나··· 평양행 비행기 못탄 통일장관”. 《중앙일보》. 2018년 3월 7일에 원본 문서에서 보존된 문서. 2018년 3월 7일에 확인함.
188. ↑  이경주; 강윤혁 (2018년 3월 5일). “특사단서 빠진 외교·국방 “4월 위기 가능성 대비 중””. 《서울신문》. 2018년 3월 7일에 원본 문서에서 보존된 문서. 2018년 3월 7일에 확인함.
189. ↑  도성해 (2018년 4월 11일). “[뒤끝작렬] "청와대로 물어보세요"…통일부, 지금 괜찮은거 맞나요?”. 《노컷뉴스》. 2018년 6월 6일에 원본 문서에서 보존된 문서. 2018년 6월 10일에 확인함.
190. ↑  이정진; 백나리 (2018년 3월 5일). “김정은식 파격?…평양도착 3시간 만에 특사단 만나”. 《연합뉴스》 (서울). 2018년 3월 7일에 원본 문서에서 보존된 문서. 2018년 3월 7일에 확인함.
191. ↑  안정식 (2018년 3월 5일). “방북 첫날부터 등장한 김정은 '파격 행보'…담긴 의미는?”. 《SBS》. 2018년 3월 7일에 원본 문서에서 보존된 문서. 2018년 3월 7일에 확인함.
192. ↑  태원준 (2018년 3월 6일). “‘북미대화’ 급했나… 김정은, 파격적 ‘특사 환대’ 4가지 장면”. 《국민일보》. 2018년 3월 7일에 원본 문서에서 보존된 문서. 2018년 3월 7일에 확인함.
193. ↑  임종빈 (2018년 3월 6일). “노동당사 개방·리설주와 배웅…잇단 파격 예우, 배경은?”. 《KBS》. 2018년 3월 7일에 확인함.
194. ↑  김응건 (2018년 3월 7일). “北 TV, 김정은 면담 영상 공개...'통큰 결단' 예고”. 《YTN》. 2018년 3월 7일에 원본 문서에서 보존된 문서. 2018년 3월 7일에 확인함.
195. ↑  안의근 (2018년 3월 6일). “특사단이 가져온 '북 메시지'…6개항 합의문 살펴보니”. 《JTBC》. 2018년 3월 7일에 원본 문서에서 보존된 문서. 2018년 3월 7일에 확인함.
196. ↑  정우상 (2018년 3월 7일). “文대통령 취임 1년 안돼 성사… '판문점 셔틀 정상회담' 열릴까”. 《조선일보》. 2018년 3월 7일에 원본 문서에서 보존된 문서. 2018년 3월 7일에 확인함.
197. ↑  권경성 (2018년 3월 7일). “김정은, 선대 유훈 거론하며 ‘깜짝 제안’… 탈고립 의지냐, 시간 벌기냐”. 《한국일보》. 2018년 3월 7일에 원본 문서에서 보존된 문서. 2018년 3월 7일에 확인함.
198. ↑  노지원 (2018년 3월 6일). “김정은 “예년 수준 한미훈련 이해…정세 안정되면 조절 기대””. 《한겨레》. 2018년 3월 7일에 원본 문서에서 보존된 문서. 2018년 3월 7일에 확인함.
199. ↑  이상현; 홍국기 (2018년 3월 6일). “전문가 "北 '비핵화 의지' 표명 성과…최고 목표 달성"”. 《연합뉴스》 (서울). 2018년 3월 7일에 원본 문서에서 보존된 문서. 2018년 3월 7일에 확인함.
200. ↑  신승이 (2018년 3월 7일). “민주당, 대북특사단 성과에 반색…"평화 물꼬 텄다"”. 《SBS》. 2018년 3월 7일에 원본 문서에서 보존된 문서. 2018년 3월 7일에 확인함.
201. ↑  박병국 (2018년 3월 7일). “한국당 ”남북정상회담은 위장평화…北약속 언제 뒤집을지 몰라“”. 《헤럴드경제》. 2018년 3월 7일에 원본 문서에서 보존된 문서. 2018년 3월 7일에 확인함.
202. ↑  정유경 (2018년 3월 7일). “홍준표 “북한, 지방선거 의식해 정상회담 4월로 잡아””. 《한겨레》. 2018년 3월 7일에 원본 문서에서 보존된 문서. 2018년 3월 7일에 확인함.
203. ↑  신지홍; 송수경; 이승우 (2018년 3월 7일). “트럼프 "남북서 나온 발표 매우 긍정적…북한 아주 좋았다"(종합3보)”. 《연합뉴스》 (워싱턴). 2018년 3월 7일에 원본 문서에서 보존된 문서. 2018년 3월 7일에 확인함.
204. ↑  문재연 (2018년 3월 7일). “[3·5 남북합의-본궤도 오른 비핵화협상] 美 국무부 “이런 날이 오리라 생각 못했다””. 《헤럴드경제》. 2018년 3월 7일에 원본 문서에서 보존된 문서. 2018년 3월 7일에 확인함.
205. ↑  임경아 (2018년 3월 7일). “미국 언론, 남북회담 소식에 "중대 반전" 평가”. 《MBC》. 2018년 3월 7일에 원본 문서에서 보존된 문서. 2018년 3월 7일에 확인함.
206. ↑  김남희 (2018년 3월 7일). “美 정보수장들 “北 비핵화 대화 제의, 회의적””. 《조선일보》. 2018년 3월 7일에 원본 문서에서 보존된 문서. 2018년 3월 7일에 확인함.
207. ↑  최대수 (2018년 3월 7일). “中외교부, 남북정상회담 합의 재차 환영·지지 표명…“매우 기뻐””. 《KBS》. 2018년 3월 7일에 확인함.
208. ↑  “中전문가들 "남북정상회담은 상상초월한 성과…美반응이 관건"”. 《한국경제》. 2018년 3월 7일. 2018년 3월 7일에 원본 문서에서 보존된 문서. 2018년 3월 7일에 확인함.
209. ↑  윤지연 (2018년 3월 7일). “'당혹·충격' 휩싸인 日 정부…"韓으로부터 진의 들어봐야"”. 《KBS》. 2018년 3월 7일에 확인함.
210. ↑  황보연 (2018년 3월 7일). “일본 "北 진위파악 후 대응"...'일본 패싱'도 우려”. 《YTN》 (도쿄). 2018년 3월 7일에 원본 문서에서 보존된 문서. 2018년 3월 7일에 확인함.
211. ↑  박종원 (2018년 3월 7일). “남북 정상회담 개최에 유럽-러시아도 환영”. 《파이낸셜뉴스》. 2018년 3월 7일에 원본 문서에서 보존된 문서. 2018년 3월 7일에 확인함.
212. ↑  김은희 (2018년 3월 9일). “정의용 "트럼프, 비핵화 위해 김정은과 5월전 만나겠다고 전해"”. 《파이낸셜뉴스》. 2018년 4월 27일에 원본 문서에서 보존된 문서. 2018년 6월 10일에 확인함.
213. ↑  “백악관 관리 "특사단이 북미정상회담 발표한건 왜곡우려 때문"”. 《YTN》. 2018년 3월 10일. 2018년 4월 27일에 원본 문서에서 보존된 문서. 2018년 6월 10일에 확인함.
214. ↑  김효정 (2018년 3월 9일). “김정은, 북미정상회담까지 제안…'파격 승부수' 배경은”. 《연합뉴스》 (서울). 2018년 4월 27일에 원본 문서에서 보존된 문서. 2018년 6월 10일에 확인함.
215. ↑  노윤정 (2018년 3월 9일). “트럼프 “집무실로 당장 와달라”…깜짝 발표 막전막후”. 《KBS》. 2018년 6월 10일에 확인함.
216. ↑  손제민 (2018년 3월 9일). “트럼프, 측근에 “거봐, 대화하길 잘했지”···청와대가 밝힌 ‘북미 훈풍’ 뒷이야기”. 《경향신문》. 2018년 4월 27일에 원본 문서에서 보존된 문서. 2018년 6월 10일에 확인함.
217. ↑  김도균 (2018년 3월 10일). “백악관 "트럼프, 북한의 구체적 조치 없으면 김정은 안만나"”. 《SBS》. 2018년 4월 27일에 원본 문서에서 보존된 문서. 2018년 6월 10일에 확인함.
218. ↑  장규석 (2018년 3월 10일). “혼돈의 백악관…"김정은 안 만날 수도"vs"회담 수락은 유효"”. 《노컷뉴스》 (워싱턴). 2018년 4월 27일에 원본 문서에서 보존된 문서. 2018년 6월 10일에 확인함.
219. ↑  이승호 (2018년 3월 10일). “北노동신문, 북미 정상회담 발표에도 “美 제재는 주권침해” 비난”. 《중앙일보》. 2018년 4월 27일에 원본 문서에서 보존된 문서. 2018년 6월 10일에 확인함.
220. ↑  노효동; 김승욱 (2018년 3월 16일). “문 대통령에 '북일대화' 카드 꺼낸 아베…'평양선언' 거론”. 《연합뉴스》 (서울). 2018년 5월 2일에 원본 문서에서 보존된 문서. 2018년 6월 10일에 확인함.
221. ↑  박소희 (2018년 3월 22일). “"아베, 김정은에 정상회담 제안"…재팬 패싱 우려?”. 《MBC》. 2018년 5월 2일에 원본 문서에서 보존된 문서. 2018년 6월 10일에 확인함.
222. ↑  윤설영; 이영희 (2018년 3월 29일). “패스, 패스, 패스... 일본은 '아노미 상태'”. 《중앙일보》. 2018년 5월 2일에 원본 문서에서 보존된 문서. 2018년 6월 10일에 확인함.
223. ↑  정성엽 (2018년 3월 9일). “북미 정상회담 소식에 당황한 日 아베 "직접 방문하겠다"”. 《SBS》. 2018년 5월 2일에 원본 문서에서 보존된 문서. 2018년 6월 10일에 확인함.
224. ↑  배재성 (2018년 3월 11일). “일본 “北, 핵사찰 받으면 초기비용 30억원 내겠다””. 《중앙일보》. 2018년 5월 2일에 원본 문서에서 보존된 문서. 2018년 6월 10일에 확인함.
225. ↑  노효동; 박경준 (2018년 3월 12일). “'패싱은 없다'…문 대통령, 중·일·러에 '한반도 큰그림' 설명”. 《연합뉴스》 (서울). 2018년 5월 2일에 원본 문서에서 보존된 문서. 2018년 6월 10일에 확인함.
226. ↑  성연철; 김지은 (2018년 3월 15일). “‘4강 특사외교’ 1주일 마무리…한반도 봄맞이 준비 성큼”. 《한겨레》. 2018년 5월 2일에 원본 문서에서 보존된 문서. 2018년 6월 10일에 확인함.
227. ↑  김병수 (2018년 3월 14일). “EU "한반도, 대재앙 가능성에서 외교의 힘 입증쪽으로 전환"”. 《연합뉴스》 (브뤼셀). 2018년 5월 2일에 원본 문서에서 보존된 문서. 2018년 6월 10일에 확인함.
228. ↑  신지홍; 송수경 (2018년 3월 14일). “트럼프, 틸러슨 국무장관 전격 경질…후임에 폼페이오 CIA 국장(종합3보)”. 《연합뉴스》 (워싱턴). 2018년 5월 2일에 원본 문서에서 보존된 문서. 2018년 6월 10일에 확인함.
229. ↑  조성은 (2018년 3월 15일). “北 “인권말살국은 美” 대미 비난 재개… 협상력 높이기?”. 《국민일보》. 2018년 5월 2일에 원본 문서에서 보존된 문서. 2018년 6월 10일에 확인함.
230. ↑  김병수 (2018년 3월 16일). “북한-스웨덴 "미국인 영사책임 문제 집중논의…안보상황도 협의"”. 《연합뉴스》 (스톡홀름). 2018년 5월 2일에 원본 문서에서 보존된 문서. 2018년 6월 10일에 확인함.
231. ↑  이상헌 (2018년 3월 12일). “문 대통령 "앞으로 두달 한반도 운명 걸렸다…놓치면 안될 기회"”. 《연합뉴스》 (서울). 2018년 5월 23일에 원본 문서에서 보존된 문서. 2018년 6월 10일에 확인함.
232. ↑  강준구 (2018년 3월 16일). ““가볍고 빠르게” 정상회담준비위, 경제 빼고 안보로 단순화”. 《국민일보》. 2018년 5월 2일에 원본 문서에서 보존된 문서. 2018년 6월 10일에 확인함.
233. ↑  임주언 (2018년 4월 28일). “친분 다진 7시간30분… 10개 일정 함께 소화”. 《국민일보》. 2018년 6월 6일에 원본 문서에서 보존된 문서. 2018년 6월 10일에 확인함.
234. ↑  이민석 (2018년 4월 28일). “의장대 사열, 퍼스트레이디 동행 만찬… 정상국가로 북한 대접”. 《조선일보》. 2018년 6월 6일에 원본 문서에서 보존된 문서. 2018년 6월 10일에 확인함.
235. ↑  박수찬 (2018년 4월 28일). “남북 정상 함께 언론 발표는 처음… 김정은 육성 전세계로 생중계”. 《조선일보》. 2018년 6월 6일에 원본 문서에서 보존된 문서. 2018년 6월 10일에 확인함.
236. ↑  이제훈 (2018년 4월 28일). “‘한국전쟁 1950~2018’ 한반도 대전환의 해”. 《한겨레》. 2018년 6월 6일에 원본 문서에서 보존된 문서. 2018년 6월 10일에 확인함.
237. ↑  송수경; 김진방; 유철종; 최이락; 김병수; 김용래; 현윤경; 박대한; 이광철 (2018년 4월 27일). “[판문점 선언] 세계 각국 지지 표명 "역사적 회담·칭찬받을 자격"”. 《연합뉴스》. 2018년 6월 6일에 원본 문서에서 보존된 문서. 2018년 6월 10일에 확인함.
238. ↑  유태영 (2018년 4월 28일). “CVID 첫발 뗐지만 원론적 합의 그쳐… 기대 우려 교차”. 《세계일보》 (고양). 2018년 6월 6일에 원본 문서에서 보존된 문서. 2018년 6월 10일에 확인함.
239. ↑  권태훈 (2018년 4월 28일). “北 중앙통신, '완전한 비핵화' 목표 포함 판문점선언 전문 보도”. 《SBS》. 2018년 6월 6일에 원본 문서에서 보존된 문서. 2018년 6월 10일에 확인함.
240. ↑  유병훈 (2018년 5월 28일). “與 "한반도 비핵화" 野 "북한 비핵화"...'판문점 선언 지지 결의안' 상정 무산”. 《조선일보》. 2018년 6월 7일에 원본 문서에서 보존된 문서. 2018년 6월 10일에 확인함.
241. ↑  김형구; 성지원 (2018년 4월 28일). “추미애 “남북 합의, 평화의 새 장” 홍준표 “결국 위장평화쇼””. 《중앙SUNDAY》. 2018년 6월 6일에 원본 문서에서 보존된 문서. 2018년 6월 10일에 확인함.
242. ↑  김현기 (2018년 4월 29일). “"스몰볼 작전" vs "또 속았다"···남북정상회담 전문가 평가”. 《중앙일보》 (워싱턴). 2018년 6월 6일에 원본 문서에서 보존된 문서. 2018년 6월 10일에 확인함.
243. ↑  김동호 (2018년 4월 30일). “北 비핵화·평화 의지? "신뢰 64.7%, 불신 28.3%"[리얼미터]”. 《연합뉴스》 (서울). 2018년 6월 6일에 원본 문서에서 보존된 문서. 2018년 6월 10일에 확인함.
244. ↑  “북한, 대외·대내 메시지가 다른 이유...? ‘체제 단속용’”. 《서울신문》. 2018년 4월 30일. 2018년 6월 7일에 원본 문서에서 보존된 문서. 2018년 6월 10일에 확인함.
245. ↑  이철재 (2018년 5월 1일). “[단독] 현존 최강 F-22랩터 편대, 갑자기 한반도 배치 왜”. 《중앙일보》. 2018년 6월 7일에 원본 문서에서 보존된 문서. 2018년 6월 10일에 확인함.
246. ↑  김지훈; 김성진 (2018년 5월 27일). “北통일각서 첫 남북정상회담…형식 구애 없는 '실무형' 회담”. 《뉴시스》 (서울). 2018년 6월 7일에 원본 문서에서 보존된 문서. 2018년 6월 10일에 확인함.
247. ↑  김보협 (2018년 5월 27일). “문 대통령, 2차 회담 통해 북-미 정상간 ‘직접 중재’”. 《한겨레》. 2018년 6월 7일에 원본 문서에서 보존된 문서. 2018년 6월 10일에 확인함.
248. ↑  홍주형 (2018년 5월 26일). “2차 남북정상회담 엇갈린 반응…민주 "환영" 한국 "깜짝쇼"”. 《세계일보》. 2018년 6월 7일에 원본 문서에서 보존된 문서. 2018년 6월 10일에 확인함.
249. ↑  김귀근 (2017년 5월 10일). “[문재인 당선] 강력한 국방개혁 '드라이브' 전망”. 《연합뉴스》 (서울). 2018년 1월 18일에 원본 문서에서 보존된 문서. 2018년 1월 21일에 확인함.
250. ↑  양낙규 (2017년 5월 10일). “[문재인 시대]풀어야할 국방과제… 방사청 문민화 가능할까”. 《아시아경제》. 2018년 1월 18일에 원본 문서에서 보존된 문서. 2018년 1월 21일에 확인함.
251. ↑  정봉오 (2017년 5월 11일). “문재인 정부, ‘군복무 단축’ 국방·안보 공약 검토 착수”. 《동아일보》. 2017년 7월 27일에 원본 문서에서 보존된 문서. 2017년 5월 11일에 확인함.
252. ↑  정재영 (2017년 5월 11일). “문재인 군복무 단축…누리꾼 “신중에 신중을 기해야” “지금도 2년은 안됨””. 《미디어펜》. 2017년 7월 27일에 원본 문서에서 보존된 문서. 2017년 5월 11일에 확인함.
253. ↑  편상욱 (2017년 5월 10일). “中 시진핑, 문 대통령에 축전…한·중 '관계 개선' 메시지”. 《SBS》. 2018년 1월 18일에 원본 문서에서 보존된 문서. 2018년 1월 21일에 확인함.
254. ↑  조규희 (2017년 5월 31일). “드러나는 사실 속 결론은… 靑-軍 사드 보고누락 정리하면”. 《뉴스1》 (서울). 2018년 1월 18일에 원본 문서에서 보존된 문서. 2018년 1월 21일에 확인함.
255. ↑  이영재 (2017년 5월 31일). “국방부, 사드 보고 '고의 누락'…"지나친 비밀주의 탓"”. 《연합뉴스》 (서울). 2018년 1월 18일에 원본 문서에서 보존된 문서. 2018년 1월 21일에 확인함.
256. ↑  유광준; 황수영 (2017년 5월 31일). “與 "대선 전 국민 몰래 반입…자괴감"-野 "1개 포대는 6기로 구성, 몰랐나?"”. 《매일신문》. 2018년 1월 18일에 원본 문서에서 보존된 문서. 2018년 1월 21일에 확인함.
257. ↑  정아연 (2017년 6월 9일). “靑 “사드 배치 약속 바꿀 의도 없어…국내 절차는 밟겠다””. 《KBS》. 2018년 1월 18일에 원본 문서에서 보존된 문서. 2018년 1월 21일에 확인함.
258. ↑  조은효 (2017년 6월 30일). “"사드배치 번복 의구심은 버려도 좋다"..美의회 文대통령에게 질문세례”. 《파이낸셜뉴스》 (워싱턴DC). 2018년 1월 18일에 원본 문서에서 보존된 문서. 2018년 1월 21일에 확인함.
259. ↑  이세영 (2017년 6월 5일). “사드 환경평가 회피하려 ‘부지 쪼개기’ 꼼수 썼다”. 《한겨레》. 2018년 1월 25일에 원본 문서에서 보존된 문서. 2018년 1월 31일에 확인함.
260. 1 2  윤상호; 손효주 (2017년 9월 7일). “김정은이 앞당긴 사드 배치… 수도권 방어용 추가도입론도”. 《동아일보》. 2018년 1월 18일에 원본 문서에서 보존된 문서. 2018년 1월 21일에 확인함.
261. ↑  송윤경; 백경열 (2017년 8월 13일). “정부 “사드 전자파, 휴대폰 기지국 수준”…주민들 “참관 없이 진행, 못 믿어””. 《경향신문》. 2018년 1월 18일에 원본 문서에서 보존된 문서. 2018년 1월 21일에 확인함.
262. ↑  현재근 (2017년 8월 13일). “사드 환경영향평가, 與 "절차 더 필요" VS 野 "조속 배치"”. 《MBC》. 2018년 1월 18일에 원본 문서에서 보존된 문서. 2018년 1월 21일에 확인함.
263. ↑  전현석; 권광순 (2018년 3월 27일). “사드, 6개월째 공사 스톱”. 《조선일보》. 2018년 3월 27일에 원본 문서에서 보존된 문서. 2018년 6월 10일에 확인함.
264. ↑  박순기; 손대성; 최수호 (2018년 4월 23일). “국방부 성주 사드기지에 덤프트럭 등 22대 반입(종합2보)”. 《연합뉴스》 (성주). 2018년 6월 7일에 원본 문서에서 보존된 문서. 2018년 6월 10일에 확인함.
265. ↑  강은나래 (2017년 5월 11일). “문 대통령 ‘소통 행보’…격의 없는 오찬ㆍ’커피 산책’”. 《연합뉴스TV》. 2017년 12월 29일에 원본 문서에서 보존된 문서. 2017년 12월 29일에 확인함.
266. ↑  김창성 (2017년 12월 19일). “[포스트 2017] 문재인정부 출범, 탈권위 소통 "이게 나라다"”. 《머니S》. 2017년 12월 29일에 원본 문서에서 보존된 문서. 2017년 12월 29일에 확인함.
267. ↑  임기창 (2017년 6월 11일). “'낮은 경호' 진수 보여준 서울광장 6·10항쟁 기념식”. 《연합뉴스》 (서울). 2018년 1월 11일에 원본 문서에서 보존된 문서. 2017년 12월 29일에 확인함.
268. ↑  “청와대 앞길 50년 만에 전면개방…"열린경호 지향"”. 《매일경제》. 2017년 6월 22일. 2018년 1월 11일에 원본 문서에서 보존된 문서. 2017년 12월 29일에 확인함.
269. ↑  채혜선 (2017년 11월 15일). “'친근한 경호' 내세운 靑 경호처를 향한 엇갈린 시각”. 《중앙일보》. 2018년 1월 11일에 원본 문서에서 보존된 문서. 2017년 12월 29일에 확인함.
270. ↑  박광수 (2017년 5월 10일). “문재인1번가, 메인변경 '배송 준비→배송 中'…어떤 상품이 베스트?”. 《중앙일보》. 2018년 1월 11일에 원본 문서에서 보존된 문서. 2017년 12월 29일에 확인함.
271. ↑  이명수 (2017년 5월 10일). “다시 주목받는 ‘문재인 1번가’…베스트 상품은?”. 《헤럴드경제》. 2018년 1월 11일에 원본 문서에서 보존된 문서. 2017년 12월 29일에 확인함.
272. ↑  임형섭; 이슬기 (2017년 5월 25일). “국민인수위 '광화문 1번가' 개소…"촛불명예혁명 정책창구"”. 《연합뉴스》 (서울). 2018년 1월 11일에 원본 문서에서 보존된 문서. 2017년 12월 29일에 확인함.
273. ↑  조소영 (2017년 7월 12일). “국민 소통 '광화문 1번가' 50일 만에 해단식…상설화 검토”. 《뉴스1》 (서울). 2018년 1월 11일에 원본 문서에서 보존된 문서. 2017년 12월 29일에 확인함.
274. ↑  정동욱 (2017년 8월 20일). “새 정부 출범 100일 기념 '대국민 보고대회'”. 《MBC》. 2018년 1월 11일에 원본 문서에서 보존된 문서. 2017년 12월 29일에 확인함.
275. ↑  김소현 (2017년 8월 21일). “대통령 대국민보고대회 두고 상반된 평가…與 "진정한 소통" vs 野 "쇼통"”. 《한국경제》. 2018년 1월 11일에 원본 문서에서 보존된 문서. 2017년 12월 29일에 확인함.
276. ↑  이성대 (2018년 1월 10일). “첫 시도된 방식에 모두가 '긴장'…파격 회견 직접 가보니”. 《JTBC》. 2018년 1월 11일에 원본 문서에서 보존된 문서. 2018년 1월 11일에 확인함.
277. ↑  양원모 (2018년 1월 10일). ““백악관과 달라” 문 대통령 ‘파격 회견’에 외신기자들도 호평”. 《한국일보》. 2018년 1월 11일에 원본 문서에서 보존된 문서. 2018년 1월 11일에 확인함.
278. ↑  김회경 (2017년 5월 11일). “청와대ㆍ정부 ‘계열 분리’, 총리ㆍ장관에 힘 실린다”. 《한국일보》. 2018년 1월 11일에 원본 문서에서 보존된 문서. 2018년 1월 11일에 확인함.
279. ↑  강준구; 문동성 (2017년 6월 1일). “[단독] ‘장관 해임 건의권’ 보장… 책임총리 시동”. 《국민일보》. 2018년 1월 11일에 원본 문서에서 보존된 문서. 2018년 1월 11일에 확인함.
280. ↑  이진철 (2018년 1월 7일). “[Zoom人]2년차 이낙연 총리, 꼼꼼하고 묵묵한 리더십…'책임총리' 보폭 넓힌다”. 《이데일리》. 2018년 1월 11일에 원본 문서에서 보존된 문서. 2018년 1월 11일에 확인함.
281. ↑  김은빈 (2018년 1월 4일). “신년 정부 업무보고 이 총리가 받는다…총리 주재는 이번이 처음”. 《중앙일보》. 2018년 1월 11일에 원본 문서에서 보존된 문서. 2018년 1월 11일에 확인함.
282. ↑  이동현 (2018년 1월 4일). “대통령 대신 이낙연 총리가 신년 업무보고 주재…책임총리제 강화”. 《한국일보》. 2018년 1월 11일에 원본 문서에서 보존된 문서. 2018년 1월 11일에 확인함.
283. ↑  이동현 (2017년 7월 31일). “[정가방담] 이낙연 두 달… 책임총리가 안 보인다”. 《한국일보》. 2018년 1월 11일에 원본 문서에서 보존된 문서. 2018년 1월 11일에 확인함.
284. ↑  “여소야대 정국 '협치' 가능할까?”. 《YTN》. 2017년 5월 11일. 2018년 1월 11일에 원본 문서에서 보존된 문서. 2017년 12월 29일에 확인함.
285. ↑  김수완 (2017년 5월 11일). “민주당, 여소야대 협치 '방법' 고심…"통합보다 연정" 목소리”. 《뉴스1》 (서울). 2018년 1월 11일에 원본 문서에서 보존된 문서. 2017년 12월 29일에 확인함.
286. ↑  고상민; 김동현 (2017년 5월 11일). “이낙연 국회인준 어떻게 되나…'여소야대'지만 일단 '순풍'”. 《연합뉴스》 (서울). 2018년 1월 11일에 원본 문서에서 보존된 문서. 2017년 12월 29일에 확인함.
287. ↑  김동호 (2017년 5월 26일). “與 "野, 대승적 결단 해달라"…이낙연 청문보고서 채택 촉각”. 《연합뉴스》 (서울). 2018년 1월 11일에 원본 문서에서 보존된 문서. 2017년 12월 29일에 확인함.
288. ↑  “[연합시론] 총리 인준 이후, 진짜 협치 시험은 지금부터다”. 《연합뉴스》 (서울). 2017년 5월 31일. 2018년 1월 11일에 원본 문서에서 보존된 문서. 2017년 12월 29일에 확인함.
289. ↑  강병철 (2017년 6월 19일). “여야, 전방위 대립에 국회파행 먹구름…협치 고사 위기”. 《연합뉴스》 (서울). 2018년 1월 11일에 원본 문서에서 보존된 문서. 2017년 12월 29일에 확인함.
290. ↑  김현상 (2017년 7월 10일). “여야, 추경·내각 인선 논의 또 '빈손'…협치는커녕 네탓공방만”. 《서울경제》. 2018년 1월 11일에 원본 문서에서 보존된 문서. 2017년 12월 29일에 확인함.
291. ↑  이태형 (2017년 7월 24일). “4당4색 ‘4차방정식’ 추경풀이…‘협치 없는 일방통행은 없다’”. 《헤럴드경제》. 2018년 1월 11일에 원본 문서에서 보존된 문서. 2017년 12월 29일에 확인함.
292. ↑  정윤섭; 이한승; 임형섭 (2017년 10월 27일). “한국당 보이콧에 '반쪽국감'…"명분없는 구태" vs "언론지키기"(종합)”. 《연합뉴스》 (서울). 2018년 1월 11일에 원본 문서에서 보존된 문서. 2017년 12월 29일에 확인함.
293. ↑  김봉기 (2017년 11월 1일). “文대통령, 오늘 국회 찾아 시정연설…예산안 처리 당부”. 《조선일보》. 2018년 1월 11일에 원본 문서에서 보존된 문서. 2017년 12월 29일에 확인함.
294. ↑  박지숙 (2017년 11월 30일). “여야, 예산안 막판 ‘불꽃 협상전’…공무원증원 최대 쟁점”. 《아시아투데이》. 2018년 1월 11일에 원본 문서에서 보존된 문서. 2017년 12월 29일에 확인함.
295. ↑  김혜영 (2017년 5월 11일). “임종석 靑 비서실장, 의장단ㆍ여야 대표 예방…’협치 시동’”. 《연합뉴스TV》. 2018년 1월 15일에 원본 문서에서 보존된 문서. 2017년 12월 29일에 확인함.
296. ↑  “[사설] 靑·5당 대표 회동, 개헌 논의·협치 시발점 돼야”. 《서울신문》. 2017년 5월 19일. 2018년 1월 15일에 원본 문서에서 보존된 문서. 2017년 12월 29일에 확인함.
297. ↑  최건일 (2017년 5월 22일). “국회의장-4당 원내대표 회동, 주 1회 정례화”. 《KBS》. 2018년 1월 15일에 원본 문서에서 보존된 문서. 2017년 12월 29일에 확인함.
298. ↑  윤영탁 (2017년 6월 1일). “자유한국당 "여야정 협의체 구성 거부"…전면전 선포”. 《JTBC》. 2018년 1월 15일에 원본 문서에서 보존된 문서. 2017년 12월 29일에 확인함.
299. ↑  김경희; 강병철; 임형섭; 설승은; 박경준 (2018년 1월 23일). “'협치' 방점 찍은 문 대통령…野에 국가현안 협조 구해”. 《연합뉴스》 (서울). 2018년 1월 28일에 원본 문서에서 보존된 문서. 2018년 1월 31일에 확인함.
300. ↑  김진아 (2018년 1월 23일). ““여야 원내대표와 靑 회동”…‘협치’ 손 내민 文대통령”. 《서울신문》. 2018년 1월 28일에 원본 문서에서 보존된 문서. 2018년 1월 31일에 확인함.
301. ↑  http://www.yonhapnews.co.kr/bulletin/2018/07/24/0200000000AKR20180724118500001.HTML
302. ↑  김정우 (2017년 5월 10일). “검찰 정치적 중립성 확보 “이번엔 꼭””. 《한국일보》. 2018년 1월 18일에 원본 문서에서 보존된 문서. 2018년 1월 21일에 확인함.
303. ↑  박종필 (2017년 5월 10일). “"권력기관, 정치서 완전 독립"…검찰·국정원 개혁 예고”. 《한국경제》. 2018년 1월 18일에 원본 문서에서 보존된 문서. 2018년 1월 21일에 확인함.
304. ↑  임형섭; 김효정; 이슬기 (2017년 5월 31일). “국정기획위, 국정원 업무보고…총체적 개혁 주문”. 《연합뉴스》 (서울). 2018년 1월 18일에 원본 문서에서 보존된 문서. 2018년 1월 21일에 확인함.
305. ↑  김태규; 석진환; 박태우 (2017년 6월 27일). “‘국정원 개혁’ 칼자루 쥔 신현수 기조실장”. 《한겨레》. 2018년 1월 18일에 원본 문서에서 보존된 문서. 2018년 1월 21일에 확인함.
306. ↑  양새롬 (2017년 6월 27일). “인사로 본 국정원…안으론 안정성, 밖으론 수혈로 개혁 고삐”. 《뉴스1》 (서울). 2018년 1월 18일에 원본 문서에서 보존된 문서. 2018년 1월 21일에 확인함.
307. ↑  김태규 (2017년 7월 26일). “‘IO 부서’ 없애 국정원 정상화 가속”. 《한겨레》. 2018년 1월 18일에 원본 문서에서 보존된 문서. 2018년 1월 21일에 확인함.
308. ↑  문동성 (2017년 8월 31일). “[단독] ‘국정농단’ 연루 국정원 2·3급 물갈이… 적폐청산 본격화”. 《국민일보》. 2018년 1월 18일에 원본 문서에서 보존된 문서. 2018년 1월 21일에 확인함.
309. ↑  정용수 (2017년 8월 25일). “서훈 국정원장 1급 전원 교체, 적폐청산 물갈이 차원”. 《중앙일보》. 2018년 1월 18일에 원본 문서에서 보존된 문서. 2018년 1월 21일에 확인함.
310. ↑  진달래 (2017년 5월 27일). “박범계 "수사권 조정 앞서 경찰도 개혁해야"”. 《머니투데이》. 2018년 1월 18일에 원본 문서에서 보존된 문서. 2018년 1월 21일에 확인함.
311. ↑  성윤지 (2017년 5월 25일). “文 인권위 위상 강화 지시…경찰 개혁 드라이브 걸듯”. 《서울경제》. 2018년 1월 18일에 원본 문서에서 보존된 문서. 2018년 1월 21일에 확인함.
312. ↑  이관주 (2017년 7월 31일). “집회 현장서 “경찰이 달라졌어요””. 《아시아경제》. 2018년 1월 18일에 원본 문서에서 보존된 문서. 2018년 1월 21일에 확인함.
313. ↑  임기창 (2017년 7월 19일). “[文정부 5개년 국정] 인권·자치·민생보호에 주력…막오른 경찰개혁”. 《연합뉴스》 (서울). 2018년 1월 18일에 원본 문서에서 보존된 문서. 2018년 1월 21일에 확인함.
314. ↑  허재현 (2017년 6월 16일). “경찰개혁위원회 출범…권고 구속력은 없어 한계”. 《한겨레》. 2018년 1월 18일에 원본 문서에서 보존된 문서. 2018년 1월 21일에 확인함.
315. ↑  한영익 (2017년 7월 19일). “민간 주도로 경찰 인권침해 조사…경찰개혁위원회 첫 권고”. 《중앙일보》. 2018년 1월 18일에 원본 문서에서 보존된 문서. 2018년 1월 21일에 확인함.
316. ↑  홍성희 (2017년 7월 31일). “경찰 개혁위, 촛불집회 백서 발간 등 두 번째 권고안 발표”. 《KBS》. 2018년 1월 18일에 원본 문서에서 보존된 문서. 2018년 1월 21일에 확인함.
317. ↑  윤지나 (2017년 9월 29일). “경찰개혁위, '감옥 인권'위해 변호인 접견권 강화 등 권고”. 《노컷뉴스》. 2018년 1월 18일에 원본 문서에서 보존된 문서. 2018년 1월 21일에 확인함.
318. ↑  한영익 (2017년 10월 20일). “경찰개혁위, 경찰관 직장협 설치 권고 … 노조 전 단계”. 《중앙일보》. 2018년 1월 18일에 원본 문서에서 보존된 문서. 2018년 1월 21일에 확인함.
319. ↑  정희완 (2017년 11월 14일). “경찰개혁위 “외부인사로 구성된 경찰위원회가 경찰 통제···청와대 결단 필요””. 《경향신문》. 2018년 1월 18일에 원본 문서에서 보존된 문서. 2018년 1월 21일에 확인함.
320. ↑  박재홍 (2017년 11월 21일). “경찰개혁위 ‘수사권 이원화’ 국가수사본부 신설 권고”. 《서울신문》. 2018년 1월 18일에 원본 문서에서 보존된 문서. 2018년 1월 21일에 확인함.
321. ↑  이호건 (2017년 12월 7일). “경찰개혁위원회, 경찰은 수사·검찰은 기소 맡는 권고안 발표”. 《SBS》. 2018년 1월 18일에 원본 문서에서 보존된 문서. 2018년 1월 21일에 확인함.
322. ↑  이준우 (2017년 10월 14일). “"위원 19명 중 15명이 극좌 인사" 경찰개혁委 논란”. 《조선일보》. 2018년 1월 18일에 원본 문서에서 보존된 문서. 2018년 1월 21일에 확인함.
323. ↑  “[한겨레 사설] ‘돈봉투 만찬’ 감찰, 검찰개혁으로 이어져야”. 《한겨레》. 2017년 5월 17일. 2018년 1월 18일에 원본 문서에서 보존된 문서. 2018년 1월 21일에 확인함.
324. ↑  김보일 (2017년 5월 30일). “[사설 속으로] 오늘의 논점 - 돈봉투 만찬과 검찰 개혁”. 《중앙일보》. 2018년 1월 18일에 원본 문서에서 보존된 문서. 2018년 1월 21일에 확인함.
325. ↑  윤다빈; 김지현 (2017년 5월 16일). “민주당 "검찰 내부 개혁 불가능…공수처 설치 필수"”. 《뉴시스》 (서울). 2018년 1월 18일에 원본 문서에서 보존된 문서. 2018년 1월 21일에 확인함.
326. ↑  오수현; 서태욱; 이현정 (2017년 5월 11일). “"공수처 신설 검경수사권 조정할것…민정수석은 검찰수사 개입 안한다"”. 《매일경제》. 2018년 1월 18일에 원본 문서에서 보존된 문서. 2018년 1월 21일에 확인함.
327. ↑  전주영; 강경석; 박성진 (2017년 8월 10일). “법무부-검찰 모두 개혁위 신설… 개혁주도권 충돌 조짐”. 《동아일보》. 2018년 1월 18일에 원본 문서에서 보존된 문서. 2018년 1월 21일에 확인함.
328. ↑  박철현 (2017년 9월 20일). “법무부 '공수처' 이어 檢 자체 '개혁위' 출범…충돌 우려”. 《MBC》. 2018년 1월 18일에 원본 문서에서 보존된 문서. 2018년 1월 21일에 확인함.
329. ↑  고동욱 (2017년 8월 24일). “법무부 감찰관·법무심의관도 '탈검찰화'…개혁위 첫 권고”. 《연합뉴스》 (서울). 2018년 1월 18일에 원본 문서에서 보존된 문서. 2018년 1월 21일에 확인함.
330. ↑  김주완 (2017년 9월 27일). “법무부 '탈검찰화' 헛구호에 그치나”. 《한국경제》. 2018년 1월 18일에 원본 문서에서 보존된 문서. 2018년 1월 21일에 확인함.
331. ↑  박정엽 (2018년 1월 14일). “靑, ‘국정원·검찰’ 힘 빼고 ‘경찰’ 키운다”. 《조선일보》. 2018년 1월 18일에 원본 문서에서 보존된 문서. 2018년 1월 21일에 확인함.
332. ↑  강태화 (2018년 1월 15일). “검찰·국정원 힘 빼고 경찰 막강해진다”. 《중앙일보》. 2018년 1월 18일에 원본 문서에서 보존된 문서. 2018년 1월 21일에 확인함.
333. ↑  김경희; 송승환 (2018년 1월 15일). “권력기관 개편 바꿔야 할 법만 6개 … 한국당 “수족 삼는 개악” 모두 반대”. 《중앙일보》. 2018년 1월 18일에 원본 문서에서 보존된 문서. 2018년 1월 21일에 확인함.
334. ↑  장덕수 (2018년 1월 15일). “한국당 “靑 권력기관 개편안은 ‘국회 패싱’…인사권부터 내려놓아야””. 《KBS》. 2018년 1월 18일에 원본 문서에서 보존된 문서. 2018년 1월 21일에 확인함.
335. ↑  최재훈; 최순웅 (2018년 1월 17일). “국정원 뒤지고, 힘빼고...노정부도 안한 일, 문재인 정부가 밀어붙이는 이유”. 《조선일보》. 2018년 1월 18일에 원본 문서에서 보존된 문서. 2018년 1월 21일에 확인함.
336. ↑  김양진 (2018년 2월 8일). “법무검찰개혁위, ‘검사의 경찰 수사지휘’ 엄금 권고”. 《한겨레》. 2018년 3월 3일에 원본 문서에서 보존된 문서. 2018년 3월 7일에 확인함.
337. ↑  안현덕 (2018년 2월 8일). “'수사권 조정안' 檢 안도 VS 警 반발”. 《서울경제》. 2018년 3월 3일에 원본 문서에서 보존된 문서. 2018년 3월 7일에 확인함.
338. 1 2  송현수 (2017년 5월 10일). “[문재인 시대 개막] 관심 끄는 경제정책”. 《부산일보》. 2017년 7월 27일에 원본 문서에서 보존된 문서. 2017년 5월 11일에 확인함.
339. ↑  강수윤 (2017년 8월 10일). “지방세도 부자증세렁·대기업·고소득층 지방소득세↑, 6500억 세수 효과”. 《뉴시스》 (서울). 2017년 9월 1일에 원본 문서에서 보존된 문서. 2017년 8월 11일에 확인함.
340. ↑  이창환 (2017년 5월 10일). “[문재인 정부] 부동산 정책 “임대 확대와 도시재생에 방점”…보유세 인상은 발 빼”. 《조선일보》. 2017년 7월 27일에 원본 문서에서 보존된 문서. 2017년 5월 11일에 확인함.
341. ↑  박재명; 윤완준 (2017년 10월 14일). “한중 통화스와프 연장, 사드갈등 풀 계기될까”. 《동아일보》 (세종, 베이징). 2018년 2월 13일에 원본 문서에서 보존된 문서. 2018년 2월 19일에 확인함.
342. ↑  한주한 (2017년 11월 16일). “한국-캐나다 상설 통화스와프 체결…한도·만기 없어”. 《SBS》. 2018년 2월 18일에 원본 문서에서 보존된 문서. 2018년 2월 19일에 확인함.
343. ↑  이훈성 (2018년 2월 9일). “한국, 스위스와도 11조 규모 통화 스와프 체결”. 《한국일보》. 2018년 2월 18일에 원본 문서에서 보존된 문서. 2018년 2월 19일에 확인함.
344. ↑  김경락; 노현웅; 허승; 방준호 (2017년 5월 11일). ““새 정부 ‘소득주도 성장’ 명확한 신호 제시해야””. 《한겨레》. 2018년 1월 21일에 원본 문서에서 보존된 문서. 2017년 12월 29일에 확인함.
345. ↑  박희창; 유성열 (2017년 5월 11일). “소득 늘려 성장… ‘분수효과 경제’로 대전환”. 《동아일보》 (세종). 2018년 1월 21일에 원본 문서에서 보존된 문서. 2017년 12월 29일에 확인함.
346. ↑  김민재 (2017년 5월 11일). “문재인표 '소득 주도 성장'의 청사진은?”. 《노컷뉴스》. 2018년 1월 21일에 원본 문서에서 보존된 문서. 2017년 12월 29일에 확인함.
347. ↑  이정재 (2017년 5월 12일). “[이정재의 시시각각] J노믹스가 성공하려면”. 《중앙일보》. 2018년 1월 21일에 원본 문서에서 보존된 문서. 2017년 12월 29일에 확인함.
348. ↑  최건일 (2017년 8월 26일). “문 대통령 “경제 패러다임 변화 시급”…기재부 “3% 성장능력 확충””. 《KBS》. 2018년 1월 21일에 원본 문서에서 보존된 문서. 2017년 12월 29일에 확인함.
349. ↑  김종윤 (2017년 8월 28일). “[서소문 포럼] ‘소득주도 성장론’은 구원투수일 뿐이다”. 《중앙일보》. 2018년 1월 21일에 원본 문서에서 보존된 문서. 2017년 12월 29일에 확인함.
350. ↑  이윤희; 위용성 (2017년 9월 28일). “김동연 "혁신성장, 세계적 트랜드…정책역량 집중하겠다"”. 《뉴시스》 (세종). 2018년 1월 21일에 원본 문서에서 보존된 문서. 2017년 12월 29일에 확인함.
351. ↑  김범수 (2017년 10월 18일). “[일자리 로드맵] 혁신창업·산업경쟁력 제고로 '고용절벽' 극복”. 《연합뉴스》 (서울). 2018년 1월 21일에 원본 문서에서 보존된 문서. 2017년 12월 29일에 확인함.
352. ↑  최영희 (2017년 11월 2일). “"혁신창업으로 제2의 벤처붐" 3년간 10조 모험펀드 조성”. 《파이낸셜뉴스》. 2018년 1월 21일에 원본 문서에서 보존된 문서. 2017년 12월 29일에 확인함.
353. ↑  박세환 (2017년 11월 3일). “[혁신 창업 생태계 조성] 벤처캐피탈협회 “벤처 생태계 발전시킬 종합대책” 환영”. 《헤럴드경제》. 2018년 1월 21일에 원본 문서에서 보존된 문서. 2017년 12월 29일에 확인함.
354. ↑  김태규 (2018년 1월 22일). “文대통령 "규제혁신, 혁신성장 위한 토대···변화 못따르는 규제 반드시 혁파"”. 《뉴시스》 (서울). 2018년 1월 28일에 원본 문서에서 보존된 문서. 2018년 1월 31일에 확인함.
355. ↑  김회경 (2018년 1월 22일). “문 대통령 “규제혁신, 신산업ㆍ신기술에 우선 허용””. 《한국일보》. 2018년 1월 31일에 원본 문서에서 보존된 문서. 2018년 1월 31일에 확인함.
356. ↑  김영환 (2018년 2월 20일). “靑 규제혁신 의지에 감사원 측면지원..“신산업 13개 감사 않겠다””. 《이데일리》. 2018년 2월 26일에 원본 문서에서 보존된 문서. 2018년 3월 7일에 확인함.
357. ↑  조슬기나 (2017년 5월 15일). “한미FTA·사드보복…샌드백된 韓 통상업무”. 《아시아경제》. 2018년 2월 27일에 원본 문서에서 보존된 문서. 2018년 3월 7일에 확인함.
358. ↑  강광우 (2017년 5월 28일). “[논란 커지는 통상조직 개편]"통상조직 산업부 이관 탓보다 장관급을 1급으로 낮춘게 문제"”. 《서울경제》. 2018년 2월 27일에 원본 문서에서 보존된 문서. 2018년 3월 7일에 확인함.
359. ↑  배정원 (2018년 2월 13일). “트럼프 “한국은 무역에선 동맹 아냐”…호혜세 부과 예고”. 《조선일보》. 2018년 2월 27일에 원본 문서에서 보존된 문서. 2018년 3월 7일에 확인함.
360. ↑  김동현 (2018년 2월 18일). “같은 동맹인데…일본 빠지고 한국만 '무역법 232조' 고율 관세”. 《연합뉴스》 (서울). 2018년 2월 27일에 원본 문서에서 보존된 문서. 2018년 3월 7일에 확인함.
361. ↑  김동현 (2018년 2월 25일). “'무역법 232조' 표적이 韓?…美국방부 "초점은 中 생산과잉"”. 《연합뉴스》 (서울). 2018년 3월 3일에 원본 문서에서 보존된 문서. 2018년 3월 7일에 확인함.
362. ↑  전성필 (2018년 1월 15일). “"무역확장법 232조 '대화'로 풀자"…통상당국, 美 트리플 통상 압박에 전방위 설득”. 《조선일보》 (세종). 2018년 3월 3일에 원본 문서에서 보존된 문서. 2018년 3월 7일에 확인함.
363. ↑  “[국제 핫이슈]트럼프, 세탁기·태양광 제품에 세이프가드 발동”. 《뉴시스》 (서울). 2018년 1월 27일. 2018년 3월 3일에 원본 문서에서 보존된 문서. 2018년 3월 7일에 확인함.
364. ↑  정혜윤 (2018년 2월 14일). “정부, 美 철강·변압기 반덤핑관세 WTO 제소…美 통상압박 반격”. 《머니투데이》 (세종). 2018년 3월 3일에 원본 문서에서 보존된 문서. 2018년 3월 7일에 확인함.
365. ↑  김현 (2018년 2월 19일). “靑 "文대통령, 펜스 접견 때 韓세탁기 세이프가드 해제요청"”. 《뉴스1》 (서울). 2018년 3월 3일에 원본 문서에서 보존된 문서. 2018년 3월 7일에 확인함.
366. ↑  노효동; 김승욱; 박경준 (2018년 2월 19일). “靑 "안보와 통상 논리 다르다"…한미FTA 개정 적극대응 시사(종합)”. 《연합뉴스》 (서울). 2018년 3월 3일에 원본 문서에서 보존된 문서. 2018년 3월 7일에 확인함.
367. ↑  강병철 (2018년 2월 19일). “민주, 미국의 통상압박에 "보복관세 등 합법조치 검토해야"”. 《연합뉴스》 (서울). 2018년 3월 3일에 원본 문서에서 보존된 문서. 2018년 3월 7일에 확인함.
368. ↑  구교운 (2018년 2월 20일). “홍준표 "文정부 친북정책 때문에 美경제보복…경제 나락"”. 《뉴스1》 (서울). 2018년 3월 3일에 원본 문서에서 보존된 문서. 2018년 3월 7일에 확인함.
369. ↑  오광진 (2017년 5월 25일). “[베이징 현장에서]사드보복 완화의 오해와 진실”. 《조선일보》 (베이징). 2018년 3월 3일에 원본 문서에서 보존된 문서. 2018년 3월 7일에 확인함.
370. ↑  정열; 강종훈 (2017년 5월 31일). “'사드 보복'에 신규면세점 개장 무더기 연기될 듯”. 《연합뉴스》 (서울). 2018년 3월 3일에 원본 문서에서 보존된 문서. 2018년 3월 7일에 확인함.
371. ↑  강진원 (2017년 5월 28일). “'사드 보복' 여파 韓中 항공 여객수 절반 급감”. 《YTN》. 2018년 3월 3일에 원본 문서에서 보존된 문서. 2018년 3월 7일에 확인함.
372. ↑  정주호 (2017년 8월 24일). “中서 한국산 불매ㆍ영업정지ㆍ몰수까지…빛바랜 수교 25주년”. 《연합뉴스TV》 (상하이). 2018년 3월 3일에 원본 문서에서 보존된 문서. 2018년 3월 7일에 확인함.
373. ↑  노승길 (2017년 8월 22일). “[한·중수교 25주년] 사드로 빛바랜 한중 FTA…비관세 장벽 해소 관건”. 《아주경제》. 2018년 3월 3일에 원본 문서에서 보존된 문서. 2018년 3월 7일에 확인함.
374. ↑  구경우 (2017년 9월 7일). “구멍 뚫린 한중FTA...뒷짐 진 한국정부”. 《서울경제》. 2018년 3월 3일에 원본 문서에서 보존된 문서. 2018년 3월 7일에 확인함.
375. ↑  박엘리 (2017년 10월 27일). “한중 FTA 체결 이후 반도체·자동차 산업 수출 ‘뒷걸음’”. 《이투데이》 (세종). 2018년 3월 3일에 원본 문서에서 보존된 문서. 2018년 3월 7일에 확인함.
376. ↑  배문숙 (2018년 2월 12일). “‘제2 사드보복’ 막아라…한중 FTA 협상서 ISDS 개선 요구”. 《헤럴드경제》. 2018년 3월 3일에 원본 문서에서 보존된 문서. 2018년 3월 7일에 확인함.
377. ↑  정상균 (2018년 2월 12일). “'한중 FTA 후속협상' 국회보고..정부 "관광 의료 금융 등 확대 추진"”. 《파이낸셜뉴스》. 2018년 3월 3일에 원본 문서에서 보존된 문서. 2018년 3월 7일에 확인함.
378. ↑  장원석 (2018년 2월 22일). “한국, 아시아권에서 최초 중미 5개국과 FTA 체결”. 《중앙일보》. 2018년 3월 3일에 원본 문서에서 보존된 문서. 2018년 3월 7일에 확인함.
379. ↑  고은지 (2017년 1월 24일). “트럼프 보호무역 '잰걸음'…NAFTA 재협상 다음은 한미FTA?”. 《연합뉴스》 (서울). 2018년 2월 24일에 원본 문서에서 보존된 문서. 2018년 3월 7일에 확인함.
380. ↑  “트럼프, TPP 탈퇴 공식 선언…한미FTA 불똥 튈까?”. 《한국경제》. 2017년 1월 24일. 2018년 2월 24일에 원본 문서에서 보존된 문서. 2018년 3월 7일에 확인함.
381. ↑  김현 (2017년 7월 1일). “트럼프, 한미FTA 재협상 천명에 文대통령 "함께 노력"”. 《뉴스1》 (워싱턴). 2018년 2월 24일에 원본 문서에서 보존된 문서. 2018년 3월 7일에 확인함.
382. ↑  고준혁 (2017년 7월 1일). “靑 '한미 FTA 재협상 보도 사실 아냐…합의한 바 없다'”. 《이데일리》. 2018년 2월 24일에 원본 문서에서 보존된 문서. 2018년 3월 7일에 확인함.
383. ↑  김희준 (2017년 9월 3일). “WP "트럼프, 한미FTA 폐기 지시...이르면 이번 주 절차 시작"”. 《YTN》 (워싱턴). 2018년 2월 24일에 원본 문서에서 보존된 문서. 2018년 3월 7일에 확인함.
384. ↑  최혜령 (2017년 9월 23일). “트럼프, 한미FTA 재협상 다시 제기”. 《동아일보》. 2018년 2월 24일에 원본 문서에서 보존된 문서. 2018년 3월 7일에 확인함.
385. ↑  김영현 (2017년 8월 23일). “한미 'FTA 기싸움' 언제까지…변수는 '나프타·여론'”. 《연합뉴스》 (서울). 2018년 2월 24일에 원본 문서에서 보존된 문서. 2018년 3월 7일에 확인함.
386. ↑  “한미, FTA 개정협상 착수 합의…결국 美 요구 수용”. 《한국경제》. 2017년 10월 5일. 2018년 2월 24일에 원본 문서에서 보존된 문서. 2018년 3월 7일에 확인함.
387. ↑  조소영; 박승주 (2017년 10월 8일). “靑 "한미FTA 개정협상, 절차 합의일뿐…백기투항 아냐"”. 《뉴스1》 (서울). 2018년 2월 24일에 원본 문서에서 보존된 문서. 2018년 3월 7일에 확인함.
388. ↑  김도균 (2017년 12월 6일). “김동연 "한미 FTA, 국익 최우선에 두고 협상 임할 것"”. 《SBS》. 2018년 2월 25일에 원본 문서에서 보존된 문서. 2018년 3월 7일에 확인함.
389. ↑  박상영 (2017년 12월 18일). “한미 FTA 개정 협상 본격화...산업부 "美, 자동차 비관세 장벽 해소 요구 예상"”. 《뉴시스》 (서울). 2018년 2월 25일에 원본 문서에서 보존된 문서. 2018년 3월 7일에 확인함.
390. ↑  이건혁 (2017년 12월 29일). “美, 한미FTA 전면개정 절차 안밟아… 부분개정 추진할듯”. 《동아일보》. 2018년 2월 25일에 원본 문서에서 보존된 문서. 2018년 3월 7일에 확인함.
391. ↑  이광호 (2018년 1월 29일). “70년 만에 '금녀의 벽' 허문 유명희 통상교섭실장”. 《아시아경제》. 2018년 2월 25일에 원본 문서에서 보존된 문서. 2018년 3월 7일에 확인함.
392. ↑  박상영 (2018년 1월 6일). “'탐색전' 마친 한미 FTA 1차 협상...빠른 시일 내 2차 협상 열기로”. 《뉴시스》 (서울). 2018년 2월 25일에 원본 문서에서 보존된 문서. 2018년 3월 7일에 확인함.
393. ↑  “한미FTA 개정협상…미국의 '제1 타깃'은 자동차”. 《한국경제》. 2018년 1월 6일. 2018년 2월 25일에 원본 문서에서 보존된 문서. 2018년 3월 7일에 확인함.
394. ↑  김현우 (2018년 1월 27일). “한미FTA 2차 협상 전망...'자동차 vs 세이프가드'”. 《YTN》. 2018년 2월 25일에 원본 문서에서 보존된 문서. 2018년 3월 7일에 확인함.
395. ↑  김영현; 김동현 (2018년 2월 1일). “한미FTA 2차 협상 마무리…'탐색전 끝, 본격 힘겨루기'”. 《연합뉴스》 (서울). 2018년 2월 25일에 원본 문서에서 보존된 문서. 2018년 3월 7일에 확인함.
396. ↑  김원기 (2017년 6월 20일). “6.19부동산 대책발표...조정대상지역 막차 분양단지 `주목`”. 《한국경제TV》. 2018년 1월 21일에 원본 문서에서 보존된 문서. 2017년 12월 29일에 확인함.
397. ↑  정상희; 윤지영 (2017년 6월 20일). “부동산대책 약했나.. 벌써 '풍선효과' 조짐”. 《파이낸셜뉴스》. 2018년 1월 21일에 원본 문서에서 보존된 문서. 2017년 12월 29일에 확인함.
398. ↑  전형진 (2017년 8월 2일). “서울 全지역 투기과열지구 지정…양도세 최고 60%(종합)”. 《한국경제》. 2018년 1월 21일에 원본 문서에서 보존된 문서. 2017년 12월 29일에 확인함.
399. ↑  신상호 (2017년 8월 2일). “알맹이 빠진 8.2 부동산 대책, 투기 세력에 퇴로 확보”. 《오마이뉴스》. 2018년 1월 21일에 원본 문서에서 보존된 문서. 2017년 12월 29일에 확인함.
400. ↑  류정민 (2017년 9월 5일). “[9·5 부동산 추가대책] 성남 분당, 대구 수성 투기과열지구 추가…분양가상한제 사실상 부활”. 《아시아경제》. 2018년 1월 21일에 원본 문서에서 보존된 문서. 2017년 12월 29일에 확인함.
401. ↑  임광복 (2017년 10월 24일). “수도권 ‘거래절벽’ 지방 ‘미분양 확대’…부동산 2차충격 예고”. 《파이낸셜뉴스》. 2018년 1월 21일에 원본 문서에서 보존된 문서. 2017년 12월 29일에 확인함.
402. ↑  성승환 (2017년 9월 7일). “문 대통령, 동방경제포럼 기조연설…’신북방정책’ 천명”. 《연합뉴스TV》 (블라디보스토크). 2018년 1월 21일에 원본 문서에서 보존된 문서. 2017년 12월 29일에 확인함.
403. ↑  송주희 (2017년 9월 7일). ““러시아, 한국과 사할린 LNG 공급 대폭 확대 방안 논의””. 《서울경제》. 2018년 1월 21일에 원본 문서에서 보존된 문서. 2017년 12월 29일에 확인함.
404. ↑  정인설 (2017년 11월 13일). “동남아 놓고 '경제 한일전'…일본 주도 TPP에 한국 '신남방정책' 맞불”. 《한국경제》. 2018년 1월 21일에 원본 문서에서 보존된 문서. 2017년 12월 29일에 확인함.
405. ↑  김영필; 임진혁 (2017년 11월 14일). “[서경 제언] 방향 잘 잡은 新남방정책...정부·기업·금융 '패키지 전략' 서둘러야”. 《서울경제》. 2018년 1월 21일에 원본 문서에서 보존된 문서. 2017년 12월 29일에 확인함.
406. ↑  ““가이사의 것은 가이사에게”라는 말씀과 ‘종교인 과세’”. 《크리스천투데이》. 2017년 7월 30일. 2018년 1월 21일에 원본 문서에서 보존된 문서. 2017년 12월 29일에 확인함.
407. ↑  정은주 (2017년 12월 22일). “종교인 과세 논의는 왜 맨날 뒷걸음칠까요”. 《한겨레》. 2018년 1월 21일에 원본 문서에서 보존된 문서. 2017년 12월 29일에 확인함.
408. ↑  김형민 (2017년 6월 22일). “금감원 "가상화폐 투자로 대규모 손실 주의"”. 《조선일보》. 2018년 1월 28일에 원본 문서에서 보존된 문서. 2018년 1월 31일에 확인함.
409. ↑  고란 (2017년 9월 29일). ““한국도 가상화폐 ICO 전면 금지”...암호화폐 싹 자를라”. 《중앙일보》. 2018년 1월 28일에 원본 문서에서 보존된 문서. 2018년 1월 31일에 확인함.
410. ↑  고란 (2017년 12월 5일). ““암호화폐는 투기 수단” … 법무부, 규제 칼 빼든다”. 《중앙일보》. 2018년 1월 28일에 원본 문서에서 보존된 문서. 2018년 1월 31일에 확인함.
411. ↑  최정아 (2017년 12월 13일). “정부 가상화폐 규제안에…“적정, 호재네 가즈아!” vs “투기 부추겨…기승전 과세””. 《동아일보》. 2018년 1월 28일에 원본 문서에서 보존된 문서. 2018년 1월 31일에 확인함.
412. ↑  정재형 (2017년 12월 13일). “최흥식 금감원장 "가상화폐, 매우 우려...완전봉쇄는 안한다"”. 《조선일보》. 2018년 1월 28일에 원본 문서에서 보존된 문서. 2018년 1월 31일에 확인함.
413. ↑  최재성 (2017년 12월 15일). “내년부터 암호화폐 거래 '1인1계좌' 도입”. 《파이낸셜뉴스》. 2018년 1월 28일에 원본 문서에서 보존된 문서. 2018년 1월 31일에 확인함.
414. ↑  박영진 (2017년 12월 16일). “다음 달부터 '가상화폐 1인 1계좌' 거래...자율규제안 발표”. 《YTN》. 2018년 1월 28일에 원본 문서에서 보존된 문서. 2018년 1월 31일에 확인함.
415. ↑  한애란; 박유미 (2017년 12월 16일). “정부 암호화폐 대책, 단톡방 타고 샜다”. 《중앙일보》. 2018년 1월 28일에 원본 문서에서 보존된 문서. 2018년 1월 31일에 확인함.
416. ↑  안선희 (2017년 12월 20일). “정보보호 인증 등 가상화폐 거래소 보안대책 나왔지만…”. 《한겨레》. 2018년 1월 28일에 원본 문서에서 보존된 문서. 2018년 1월 31일에 확인함.
417. ↑  박용주 (2017년 12월 28일). “가상화폐 거래 가상계좌 금지…1인당 거래한도 설정 검토(종합)”. 《연합뉴스》 (서울). 2018년 1월 28일에 원본 문서에서 보존된 문서. 2018년 1월 31일에 확인함.
418. ↑  양성희; 한정수 (2018년 1월 11일). “정부 "가상통화 거래소 폐쇄" 공식화…특별법 제정 착수”. 《머니투데이》. 2018년 1월 28일에 원본 문서에서 보존된 문서. 2018년 1월 31일에 확인함.
419. ↑  김소정 (2018년 1월 11일). “[공식]청와대 “박상기 가상화폐 거래소 폐쇄 발언, 확정된 사안 아냐””. 《동아일보》. 2018년 1월 28일에 원본 문서에서 보존된 문서. 2018년 1월 31일에 확인함.
420. ↑  심언기 (2018년 1월 11일). “법무부, 성난 여론에 화들짝…"거래소 폐쇄 관계부처와 협의"”. 《뉴스1》 (서울). 2018년 1월 28일에 원본 문서에서 보존된 문서. 2018년 1월 31일에 확인함.
421. ↑  “암호화폐 거래 "실명확인 거부하면 불이익"…기존 계좌 입금 제한 등”. 《MBN》. 2018년 1월 14일. 2018년 1월 28일에 원본 문서에서 보존된 문서. 2018년 1월 31일에 확인함.
422. ↑  정상균 (2018년 1월 15일). “정부 "가상화폐, 법정화폐 아니다"…거래소 폐쇄방안도 유효”. 《파이낸셜뉴스》. 2018년 1월 28일에 원본 문서에서 보존된 문서. 2018년 1월 31일에 확인함.
423. ↑  박병률; 손제민; 조미덥; 주영재 (2018년 1월 12일). “[가상화폐 정책 혼선]‘도박’에서 ‘미래기술’까지…보는 눈이 다르니 대책도 ‘엇박자’”. 《경향신문》. 2018년 1월 28일에 원본 문서에서 보존된 문서. 2018년 1월 31일에 확인함.
424. ↑  유승호; 박신영 (2018년 1월 13일). “"댓글 먹혔다"… 정치세력화하는 가상화폐 투자자”. 《한국경제》. 2018년 1월 28일에 원본 문서에서 보존된 문서. 2018년 1월 31일에 확인함.
425. ↑  도현정 (2018년 1월 24일). “"하지 말란 것 같다"...당국 압박에 가상화폐서 발 빼는 은행들”. 《헤럴드경제》. 2018년 1월 28일에 원본 문서에서 보존된 문서. 2018년 1월 31일에 확인함.
426. ↑  박태인 (2018년 1월 24일). “블록체인이 뭐야?…의원들 "문송합니다"”. 《매일경제》. 2018년 1월 28일에 원본 문서에서 보존된 문서. 2018년 1월 31일에 확인함.
427. ↑  김문관; 김형민 (2018년 1월 18일). “금감원 "국무조정실 파견 직원 가상화폐 거래 사실 확인...조사중"”. 《조선일보》. 2018년 1월 28일에 원본 문서에서 보존된 문서. 2018년 1월 31일에 확인함.
428. ↑  윤창희 (2017년 6월 11일). “‘김상곤의 등장’…수능 절대평가 현실화되나”. 《KBS》. 2018년 1월 21일에 원본 문서에서 보존된 문서. 2017년 12월 29일에 확인함.
429. ↑  조민중 (2017년 6월 11일). “교육장관 후보에 김상곤…수능·자사고 등 대수술 예고”. 《JTBC》. 2018년 1월 21일에 원본 문서에서 보존된 문서. 2017년 12월 29일에 확인함.
430. ↑  고유선 (2017년 8월 10일). “[2021 수능] 9등급 절대평가 확대…'학습량 줄이기' 효과 미지수”. 《연합뉴스》 (세종). 2018년 1월 21일에 원본 문서에서 보존된 문서. 2017년 12월 29일에 확인함.
431. ↑  손현경 (2017년 7월 4일). “수능 절대평가 땐, 대학별 고사 부활說 … 변종 사교육 양산 ‘우려’”. 《조선일보》. 2017년 12월 30일에 원본 문서에서 보존된 문서. 2017년 12월 29일에 확인함.
432. ↑  권형진 (2017년 8월 31일). “수능 절대평가 확대 1년 연기…중3은 현행 수능적용”. 《뉴스1》 (서울). 2018년 1월 21일에 원본 문서에서 보존된 문서. 2017년 12월 29일에 확인함.
433. ↑  이근우 (2017년 11월 27일). “고교학점제 2022년 전면 시행…학점 채우면 졸업”. 《KBS》. 2018년 1월 21일에 원본 문서에서 보존된 문서. 2017년 12월 29일에 확인함.
434. ↑  고승민 (2017년 11월 27일). “교육단체들 "고교학점제 졸속 도입시 학교혼란 불가피"”. 《뉴시스》 (서울). 2018년 1월 21일에 원본 문서에서 보존된 문서. 2017년 12월 29일에 확인함.
435. ↑  공병설; 이재영 (2017년 11월 27일). “고교학점제 '대혼란' 예고…교사부담·과목쏠림·대입개편 난제”. 《연합뉴스》 (서울). 2018년 1월 21일에 원본 문서에서 보존된 문서. 2017년 12월 29일에 확인함.
436. ↑  “생명윤리 관련 일일언론동향 [11월 19일]”. 국내언론동향. 국가생명윤리정책원. 2020년 11월 19일.
437. ↑  “황우석 "대통령 표창장 취소는 부당"…2심도 승소”. 한국일보. 2022년 11월 29일.
438. ↑  성혜미 (2017년 6월 27일). “신고리 5·6호기 공사 일시중단…文대통령, 탈원전 가속화”. 《연합뉴스》 (서울). 2018년 2월 4일에 원본 문서에서 보존된 문서. 2017년 12월 29일에 확인함.
439. ↑  정인환 (2017년 6월 27일). “신고리 5·6호기 운명, 시민들이 결정한다”. 《한겨레》. 2018년 2월 4일에 원본 문서에서 보존된 문서. 2017년 12월 29일에 확인함.
440. ↑  고은지 (2017년 6월 28일). “독일·일본 벤치마킹한 '신고리 5·6호기 공론화위'”. 《연합뉴스》 (서울). 2018년 2월 4일에 원본 문서에서 보존된 문서. 2017년 12월 29일에 확인함.
441. ↑  맹준호; 김상훈 (2017년 7월 25일). “文대통령 탈원전 공언했는데... 공론화위, 공사 재개 결론 가능할까”. 《서울경제》 (서울). 2018년 2월 4일에 원본 문서에서 보존된 문서. 2017년 12월 29일에 확인함.
442. ↑  위문희 (2017년 7월 25일). “靑, 공론화위 출범 논란에 “제척 의견 받다보니 원전 전문가 제외””. 《중앙일보》. 2018년 2월 4일에 원본 문서에서 보존된 문서. 2017년 12월 29일에 확인함.
443. ↑  고영득 (2017년 10월 20일). “[신고리 원전 건설 재개]새 원전 안 짓고 수명연장 안 해…에너지 전환 정책 계획대로”. 《경향신문》. 2018년 2월 4일에 원본 문서에서 보존된 문서. 2017년 12월 29일에 확인함.
444. ↑  홍지은 (2017년 10월 21일). “신고리 '재개' vs '중단' 19%p 큰 차이…왜?”. 《뉴시스》 (서울). 2018년 2월 4일에 원본 문서에서 보존된 문서. 2017년 12월 29일에 확인함.
445. ↑  최혜정; 노지원 (2017년 10월 20일). “시민의 해법으로 사회갈등 출구…숙의민주주의 큰걸음”. 《한겨레》. 2018년 2월 4일에 원본 문서에서 보존된 문서. 2017년 12월 29일에 확인함.
446. ↑  선명수 (2017년 10월 21일). “1호 '숙의민주주의' 실험, 신고리 공론화가 남긴 것”. 《경향신문》. 2018년 2월 4일에 원본 문서에서 보존된 문서. 2017년 12월 29일에 확인함.
447. ↑  조성은; 최예슬; 허경구; 신재희 (2017년 10월 21일). “탈원전 공론화… ‘갈등 조정’ 숙의민주주의 가능성 봤다”. 《국민일보》. 2018년 2월 4일에 원본 문서에서 보존된 문서. 2017년 12월 29일에 확인함.
448. ↑  허진 (2017년 10월 21일). “"공약 강행 대신 공론화 평가할 만" "책임 면하려는 인상 준 것도 사실"”. 《중앙일보》. 2018년 2월 4일에 원본 문서에서 보존된 문서. 2017년 12월 29일에 확인함.
449. ↑  안승섭 (2016년 1월 22일). “정부, '일반해고·취업규칙' 양대 지침 오늘 발표(종합)”. 《연합뉴스》 (서울). 2018년 1월 28일에 원본 문서에서 보존된 문서. 2017년 12월 29일에 확인함.
450. ↑  이재윤 (2016년 1월 22일). “<그래픽> '일반해고·취업규칙 변경요건 완화' 양대지침 주요 내용”. 《연합뉴스》 (서울). 2018년 1월 28일에 원본 문서에서 보존된 문서. 2017년 12월 29일에 확인함.
451. ↑  정은주 (2017년 9월 25일). “‘쉬운해고’ 물꼬 튼 저성과자 해고 등 ‘양대지침’ 폐기된다”. 《한겨레》. 2018년 1월 28일에 원본 문서에서 보존된 문서. 2017년 12월 29일에 확인함.
452. ↑  김서연 (2017년 9월 27일). “양대지침 폐기 등 ‘친노동 정책’ 쏟아내도 부족하다는 노동계”. 《파이낸셜뉴스》. 2018년 1월 28일에 원본 문서에서 보존된 문서. 2017년 12월 29일에 확인함.
453. ↑  강세훈 (2017년 11월 16일). “ILO "韓 양대지침 폐기 환영...한상균 석방 권고"”. 《뉴시스》 (서울). 2018년 1월 28일에 원본 문서에서 보존된 문서. 2017년 12월 29일에 확인함.
454. ↑  이한석 (2017년 12월 24일). “'저녁이 있는 삶' 연내 처리 불발…꼬이는 노동 입법”. 《SBS》. 2018년 1월 28일에 원본 문서에서 보존된 문서. 2017년 12월 29일에 확인함.
455. ↑  최경재 (2018년 2월 27일). “'근로시간 68→52시간 단축'…5년 만에 타결”. 《MBC》. 2018년 3월 5일에 원본 문서에서 보존된 문서. 2018년 3월 7일에 확인함.
456. ↑  신호경; 윤보람 (2018년 2월 27일). “근로시간 단축 비용 70% 中企에 집중…최저임금 이어 '충격'”. 《연합뉴스》 (서울). 2018년 3월 5일에 원본 문서에서 보존된 문서. 2018년 3월 7일에 확인함.
457. ↑  김기훈 (2017년 12월 26일). “인천공항 1만명 정규직 전환방식 확정…3천명은 직접 고용한다”. 《연합뉴스》 (영종도). 2018년 1월 28일에 원본 문서에서 보존된 문서. 2017년 12월 29일에 확인함.
458. ↑  허진 (2017년 5월 13일). “대통령 찾아와 ＂비정규직 제로” … 인천공항 ＂1만명 정규직화””. 《중앙일보》. 2018년 1월 28일에 원본 문서에서 보존된 문서. 2017년 12월 29일에 확인함.
459. ↑  김서연 (2017년 7월 20일). “전국 852개 공공부문 비정규직 근로자 정규직 전환된다...무기계약직 처우도 개선”. 《파이낸셜뉴스》. 2018년 1월 28일에 원본 문서에서 보존된 문서. 2017년 12월 29일에 확인함.
460. ↑  박진영 (2017년 10월 26일). ““3년 내 20만 명 정규직 전환”…문제는 비용”. 《KBS》. 2017년 12월 29일에 확인함.
461. ↑  지영호 (2017년 5월 11일). “'최저임금 인상+근로시간 단축' 中企정책 최대쟁점 부상”. 《머니투데이》. 2018년 1월 28일에 원본 문서에서 보존된 문서. 2017년 12월 29일에 확인함.
462. ↑  박수진 (2017년 6월 30일). “"최저임금 당장 1만 원" vs "수용 못 해"…깊어지는 갈등”. 《SBS》. 2018년 1월 28일에 원본 문서에서 보존된 문서. 2017년 12월 29일에 확인함.
463. ↑  박경준 (2017년 7월 16일). “"최저임금 1만원 첫발 순탄"…文대통령 공약이행 '청신호'”. 《연합뉴스》 (서울). 2018년 1월 28일에 원본 문서에서 보존된 문서. 2017년 12월 29일에 확인함.
464. ↑  “최저임금 인상…영세업체에 1인당 월 13만원 1년간 지원”. 《헤럴드경제》. 2017년 11월 10일. 2018년 1월 28일에 원본 문서에서 보존된 문서. 2017년 12월 29일에 확인함.
465. ↑  김동호 (2018년 1월 4일). “[논설위원이 간다] 최저임금의 역습 … 일자리 축소와 물가상승 태풍 분다”. 《중앙일보》. 2018년 1월 28일에 원본 문서에서 보존된 문서. 2018년 2월 19일에 확인함.
466. ↑  최종석 (2018년 1월 8일). “최저임금 덜컥 올려놓고… "편의점·음식점 집중 단속하겠다"는 정부”. 《한국경제》. 2018년 1월 28일에 원본 문서에서 보존된 문서. 2018년 2월 19일에 확인함.
467. ↑  김상범 (2018년 2월 4일). “[알아보니]장관이 발로 뛰는데…최저임금 대책 ‘일자리안정자금’ 신청 적은 이유는?”. 《경향신문》. 2018년 2월 6일에 원본 문서에서 보존된 문서. 2018년 2월 19일에 확인함.
468. ↑  전혼잎 (2018년 2월 6일). “김영주 장관 “최저임금 1만원, 2020년으로 시기 못 박지 않겠다””. 《한국일보》. 2018년 2월 6일에 원본 문서에서 보존된 문서. 2018년 2월 19일에 확인함.
469. ↑  박혜미 (2014년 12월 17일). “평창올림픽 새 국면…'남북 공동 개최' 제안”. 《뉴시스》 (춘천). 2018년 1월 29일에 원본 문서에서 보존된 문서. 2018년 1월 21일에 확인함.
470. ↑  김경택 (2015년 1월 8일). “류길재, 평창동계올림픽 남북분산개최 가능성에 “모든 것 열려 있어””. 《국민일보》. 2018년 1월 29일에 원본 문서에서 보존된 문서. 2018년 1월 21일에 확인함.
471. ↑  조상원 (2015년 12월 4일). ““평창올림픽을 평화올림픽으로”아이스하키 남북단일팀 구성 제안”. 《강원일보》 (강릉). 2018년 1월 29일에 원본 문서에서 보존된 문서. 2018년 1월 21일에 확인함.
472. ↑  이동칠; 최인영 (2017년 6월 28일). “도종환 장관 "남북 체육교류 방안 지혜 모으기로 했다"(종합)”. 《연합뉴스》 (서울). 2018년 1월 29일에 원본 문서에서 보존된 문서. 2018년 1월 21일에 확인함.
473. ↑  손제민 (2017년 11월 29일). “[북 ‘화성-15형’ 미사일 발사]‘평창 구상’ 꼬일라…문 대통령 “안정적 관리” 주문”. 《경향신문》. 2018년 1월 29일에 원본 문서에서 보존된 문서. 2018년 1월 21일에 확인함.
474. ↑  이웅수 (2017년 12월 12일). “北 군수공업대회 공개…“평창올림픽 전 도발 가능성””. 《KBS》. 2018년 1월 21일에 확인함.
475. ↑  조성은 (2018년 1월 1일). “南엔 파격적 대화, 美엔 초강경 위협… 김정은의 두 목소리”. 《국민일보》. 2018년 1월 29일에 원본 문서에서 보존된 문서. 2018년 1월 21일에 확인함.
476. ↑  김재중; 이효상 (2018년 1월 15일). “[남북 실무접촉]북한 ‘삼지연 관현악단’ 140여명 강릉·서울서 공연”. 《경향신문》. 2018년 1월 29일에 원본 문서에서 보존된 문서. 2018년 1월 21일에 확인함.
477. ↑  김민서 (2018년 1월 15일). “北 예술단 140명 평창 온다”. 《세계일보》. 2018년 1월 29일에 원본 문서에서 보존된 문서. 2018년 1월 21일에 확인함.
478. ↑  윤희홍 (2018년 1월 17일). “남북, 한반도기 앞세워 공동 입장 합의.. 마식령스키장서 공동 훈련도 한다”. 《조선일보》. 2018년 1월 29일에 원본 문서에서 보존된 문서. 2018년 1월 21일에 확인함.
479. ↑  장현구 (2018년 1월 21일). “아이스하키 단일팀 北출전선수 '5명→3명' 막판까지 난항”. 《연합뉴스》 (로잔). 2018년 1월 29일에 원본 문서에서 보존된 문서. 2018년 1월 21일에 확인함.
480. ↑  조승희 (2018년 1월 21일). “평창올림픽 출전 북한선수단 규모 확정...선수 22명 등 46명”. 《YTN》. 2018년 1월 29일에 원본 문서에서 보존된 문서. 2018년 1월 21일에 확인함.
481. ↑  소현정 (2018년 1월 18일). “北체류비, 선수단은 IOC·나머지는 우리가 부담할 듯”. 《KBS》. 2018년 1월 21일에 확인함.
482. ↑  이광철; 장현구 (2018년 1월 20일). “도종환 "北아이스하키 빨리내려와 호흡맞추기로 논의"”. 《연합뉴스》 (로잔). 2018년 1월 29일에 원본 문서에서 보존된 문서. 2018년 1월 21일에 확인함.
483. ↑  백나리 (2018년 1월 20일). “北, 현송월 등 예술단 사전점검단 20일 방남 전격 취소(종합2보)”. 《연합뉴스》 (서울). 2018년 1월 29일에 원본 문서에서 보존된 문서. 2018년 1월 21일에 확인함.
484. ↑  백나리 (2018년 1월 21일). “현송월 등 北점검단 1박2일 방남 일정 돌입…강릉부터 방문(종합2보)”. 《연합뉴스》 (서울). 2018년 1월 29일에 원본 문서에서 보존된 문서. 2018년 1월 21일에 확인함.
485. ↑  이다비; 안소영 (2018년 1월 22일). “현송월 북한 사전점검단 1박2일 일정 마치고 돌아가”. 《조선일보》. 2018년 1월 29일에 원본 문서에서 보존된 문서. 2018년 1월 31일에 확인함.
486. ↑  정윤수 (2018년 1월 23일). “남측 금강산 점검단 23일 동해선 육로로 23개월 만의 방북”. 《중앙일보》. 2018년 1월 29일에 원본 문서에서 보존된 문서. 2018년 1월 31일에 확인함.
487. ↑  임광복 (2018년 1월 26일). “마식령 스키장 훈련단 항공편 방북… 금강산문화회관서 공연”. 《파이낸셜뉴스》. 2018년 1월 29일에 원본 문서에서 보존된 문서. 2018년 1월 31일에 확인함.
488. ↑  소현정 (2018년 1월 26일). “VOA “백악관 관리, NBC 방북 보도에 비판적 반응””. 《KBS》. 2018년 1월 31일에 확인함.
489. ↑  이미아 (2018년 1월 25일). “북한 아이스하키팀 진천선수촌 입성… 남북 단일팀 공동훈련 시작”. 《한국경제》. 2018년 1월 29일에 원본 문서에서 보존된 문서. 2018년 1월 31일에 확인함.
490. ↑  김아영 (2018년 2월 6일). “북한 예술단, 만경봉호 타고 방남…"제재 대상 아냐"”. 《SBS》. 2018년 2월 8일에 원본 문서에서 보존된 문서. 2018년 2월 19일에 확인함.
491. ↑  정용수 (2018년 2월 6일). “北예술단, 멀미나는 만경봉호서 굳이 숙식하는 까닭”. 《중앙일보》. 2018년 2월 8일에 원본 문서에서 보존된 문서. 2018년 2월 19일에 확인함.
492. ↑  “북한 예술단, 걸그룹 못지 않은 화려한 공연…'J에게' 등 韓가요 열창”. 《한국경제》. 2018년 2월 8일. 2018년 2월 12일에 원본 문서에서 보존된 문서. 2018년 2월 19일에 확인함.
493. ↑  “북한예술단 서울 공연, 현송월 단장도 한 곡조 뽑았다”. 《헤럴드경제》. 2018년 2월 11일. 2018년 2월 12일에 원본 문서에서 보존된 문서. 2018년 2월 19일에 확인함.
494. ↑  이용주 (2018년 2월 12일). “북한예술단, 6일만에 귀환…함께 부른 '통일'”. 《MBC》. 2018년 2월 12일에 원본 문서에서 보존된 문서. 2018년 2월 19일에 확인함.
495. ↑  박현익 (2018년 2월 17일). “삼지연관현악단, 평양서 귀환 공연…南 노래 불러”. 《조선일보》. 2018년 2월 19일에 원본 문서에서 보존된 문서. 2018년 2월 19일에 확인함.
496. ↑  최지숙 (2018년 2월 7일). “13년만에 온 북측 응원단…”힘 합쳐 잘 합시다””. 《연합뉴스TV》. 2018년 2월 8일에 원본 문서에서 보존된 문서. 2018년 2월 19일에 확인함.
497. ↑  김도용 (2018년 2월 8일). “北 태권도 시범단, WT와 4차례 합동 공연… 15일 북으로 돌아가”. 《뉴스1》 (강릉). 2018년 2월 8일에 원본 문서에서 보존된 문서. 2018년 2월 19일에 확인함.
498. ↑  임재희 (2018년 2월 12일). “[스케치]'화려한南+묵직한北'…태권도로 "우리는 하나"”. 《뉴시스》 (서울). 2018년 2월 12일에 원본 문서에서 보존된 문서. 2018년 2월 19일에 확인함.
499. ↑  장용훈 (2018년 1월 14일). “北, 문 대통령 신년회견 강하게 비난…"南당국자 착각 말아야"”. 《연합뉴스》 (서울). 2018년 1월 29일에 원본 문서에서 보존된 문서. 2018년 1월 21일에 확인함.
500. ↑  권경성 (2018년 1월 15일). “북한, 南언론에 불만… “南 당국, 여론관리 못하면 잔칫상이 제사상””. 《한국일보》. 2018년 1월 29일에 원본 문서에서 보존된 문서. 2018년 1월 21일에 확인함.
501. ↑  “[사설] 평창올림픽은 어디로 가고 있나”. 《조선일보》. 2018년 1월 20일. 2018년 1월 29일에 원본 문서에서 보존된 문서. 2018년 1월 21일에 확인함.
502. ↑  변지희 (2018년 1월 20일). “북 현송월 안오는게 언론탓이라는 통일부”. 《조선일보》. 2018년 1월 29일에 원본 문서에서 보존된 문서. 2018년 1월 21일에 확인함.
503. ↑  윤성민 (2018년 1월 20일). “홍준표 “北, 평창올림픽을 독재 체제 선전장으로 만들어””. 《국민일보》. 2018년 1월 31일에 원본 문서에서 보존된 문서. 2018년 1월 31일에 확인함.
504. ↑  김경희; 한지훈 (2018년 1월 22일). “우원식 "한국당 대표부터 대변인까지 극우적 발언 목불인견"”. 《연합뉴스》 (서울). 2018년 1월 31일에 원본 문서에서 보존된 문서. 2018년 1월 31일에 확인함.
505. ↑  김동혁; 신나리; 홍정수 (2018년 1월 22일). “현송월에 질문 쏟아지자… 국정원 “불편해하신다” 가로막아”. 《동아일보》. 2018년 1월 29일에 원본 문서에서 보존된 문서. 2018년 1월 31일에 확인함.
506. ↑  김미희 (2018년 1월 23일). “자유한국당, "정부, 현송월 단장에 지나친 의전"”. 《MBC》. 2018년 1월 29일에 원본 문서에서 보존된 문서. 2018년 1월 31일에 확인함.
507. ↑  정석환; 이윤식 (2018년 1월 17일). “남북 단일팀에 냉담한 2030 "무리한 추진 필요없어" 82%”. 《매일경제》. 2018년 1월 29일에 원본 문서에서 보존된 문서. 2018년 1월 21일에 확인함.
508. ↑  김승현; 김경희 (2018년 1월 21일). “평화올림픽 vs 평양올림픽…올림픽 단일팀 구성에 여야 반응 상반”. 《중앙일보》. 2018년 1월 29일에 원본 문서에서 보존된 문서. 2018년 1월 21일에 확인함.
509. ↑  배영경; 설승은 (2018년 1월 21일). “올림픽 단일팀 구성에 민주 "환영", 한국 "평양올림픽 선언"”. 《연합뉴스》 (서울). 2018년 1월 29일에 원본 문서에서 보존된 문서. 2018년 1월 21일에 확인함.
510. ↑  노효동; 박경준 (2018년 1월 22일). “'평창 이후' 바라보는 문 대통령 "기적같은 대화 살리자" 호소”. 《연합뉴스》 (서울). 2018년 1월 29일에 원본 문서에서 보존된 문서. 2018년 1월 31일에 확인함.
511. ↑  정미경; 한기재 (2018년 2월 9일). “[단독]“남북 대화기회 놓치면 안돼… 제재 유연성 필요””. 《동아일보》. 2018년 2월 19일에 원본 문서에서 보존된 문서. 2018년 2월 19일에 확인함.
512. ↑  김성휘 (2018년 1월 23일). “靑 "평창은 평화올림픽…'평양올림픽' 딱지 이해 안가"”. 《머니투데이》. 2018년 1월 29일에 원본 문서에서 보존된 문서. 2018년 1월 31일에 확인함.
513. ↑  장아영 (2018년 1월 23일). “한국당 "靑, 반성부터"...민주당 "경제올림픽"”. 《YTN》. 2018년 1월 29일에 원본 문서에서 보존된 문서. 2018년 1월 31일에 확인함.
514. ↑  정인환; 성연철 (2018년 1월 30일). “문 대통령 “아이스하키 선수들 입장 헤아리지 못했다””. 《한겨레》. 2018년 1월 31일에 원본 문서에서 보존된 문서. 2018년 1월 31일에 확인함.
515. ↑  노효동; 이상헌 (2018년 2월 5일). “문 대통령 "스포츠가 정치·이념 장벽 뛰어넘는 것 보여줄 것"”. 《연합뉴스》 (서울). 2018년 2월 8일에 원본 문서에서 보존된 문서. 2018년 2월 19일에 확인함.
516. ↑  김문영 (2018년 1월 30일). “북 "금강산 합동문화공연 취소"…다른 공동훈련 영향 미칠까 우려”. 《MBN》. 2018년 1월 31일에 원본 문서에서 보존된 문서. 2018년 1월 31일에 확인함.
517. ↑  최종무; 박용진 (2018년 1월 30일). “여야, 北 금강산행사 취소 한목소리 비판…수위는 달라(종합)”. 《뉴스1》 (서울). 2018년 1월 31일에 원본 문서에서 보존된 문서. 2018년 1월 31일에 확인함.
518. ↑  정용수 (2018년 2월 6일). “"南 보고 충격받을 수도"···北, 막판에 합의 뒤집는 이유”. 《중앙일보》. 2018년 2월 8일에 원본 문서에서 보존된 문서. 2018년 2월 19일에 확인함.
519. ↑  문관현 (2018년 2월 3일). “北 "軍창건일 기념은 상식…국군의날 행사 말라면 그만두겠나"”. 《연합뉴스》 (서울). 2018년 2월 8일에 원본 문서에서 보존된 문서. 2018년 2월 19일에 확인함.
520. ↑  박홍환; 강윤혁 (2018년 2월 8일). “北 ICBM 화성 14·15 실물 첫 공개…외빈 없이 내부행사로”. 《서울신문》. 2018년 2월 8일에 원본 문서에서 보존된 문서. 2018년 2월 19일에 확인함.
521. ↑  박수찬 (2018년 2월 8일). “[뉴스+] '과시' 뺀 간소한 열병식…남북대화 의식 수위조절 한 듯”. 《세계일보》. 2018년 2월 8일에 원본 문서에서 보존된 문서. 2018년 2월 19일에 확인함.
522. ↑  이정진; 이영재 (2018년 1월 27일). “조명균 "北열병식, 평창겨냥 아냐…내부수요 따른 것"”. 《연합뉴스》 (서울). 2018년 2월 8일에 원본 문서에서 보존된 문서. 2018년 2월 19일에 확인함.
523. ↑  김재중 (2018년 2월 14일). “정부, 북한의 평창 참가 지원 약 29억원 지출 의결”. 《경향신문》. 2018년 2월 19일에 원본 문서에서 보존된 문서. 2018년 2월 19일에 확인함.
524. ↑  최연진 (2018년 2월 8일). “정부, 北참가단에 29억 넘게 지원할 듯”. 《조선일보》. 2018년 2월 9일에 원본 문서에서 보존된 문서. 2018년 2월 19일에 확인함.
525. ↑  이용인 (2018년 2월 8일). “미 국무 “북한이 한국한테 받는 것 다른 참가국들보다 많지 않아””. 《한겨레》 (워싱턴). 2018년 2월 9일에 원본 문서에서 보존된 문서. 2018년 2월 19일에 확인함.
526. ↑  “"잘못된 추정"...'김일성 가면' 논란에 통일부 애매한 해명”. 《YTN》. 2018년 2월 11일. 2018년 2월 12일에 원본 문서에서 보존된 문서. 2018년 2월 19일에 확인함.
527. ↑  김철오; 이형민 (2018년 2월 11일). “北응원단 가면, 정말 김일성일까… 탈북인 “북한서 상상도 못할 일””. 《국민일보》. 2018년 2월 18일에 원본 문서에서 보존된 문서. 2018년 2월 19일에 확인함.
528. ↑  박준용 (2018년 2월 13일). “이런 언론들…북 방문단 숙소 훔쳐보고 다리·얼굴 클로즈업”. 《한겨레》. 2018년 2월 19일에 원본 문서에서 보존된 문서. 2018년 2월 19일에 확인함.
529. ↑  신성식 (2017년 5월 10일). “문재인 대통령, 먼저 추진하겠다는 복지 공통공약은”. 《중앙일보》. 2018년 2월 1일에 원본 문서에서 보존된 문서. 2018년 2월 19일에 확인함.
530. ↑  장형우; 유용하 (2017년 7월 25일). “아동수당·청년수당·기초연금… 생애주기별 맞춤 복지”. 《서울신문》 (세종, 서울). 2018년 2월 4일에 원본 문서에서 보존된 문서. 2018년 2월 19일에 확인함.
531. ↑  한미희 (2017년 5월 25일). “한국, 2075년엔 생산인구 1.25명이 노인 1명 부양한다”. 《연합뉴스》 (서울). 2018년 2월 1일에 원본 문서에서 보존된 문서. 2018년 2월 19일에 확인함.
532. ↑  한미희 (2017년 6월 26일). “"노인빈곤 해결하려면 기초연금 강화해야…공적연금 취약"”. 《연합뉴스》 (서울). 2018년 2월 4일에 원본 문서에서 보존된 문서. 2018년 2월 19일에 확인함.
533. ↑  김서연 (2017년 7월 19일). “내년부터 5세 미만 매월 10만원씩 아동수당 지급... 기초연금도 5만원 인상”. 《파이낸셜뉴스》. 2018년 2월 4일에 원본 문서에서 보존된 문서. 2018년 2월 19일에 확인함.
534. ↑  홍진수 (2017년 8월 18일). “[뉴스 깊이보기]왜 제일 가난한 노인에게 기초연금을 ‘줬다 빼앗을까’?”. 《경향신문》. 2018년 2월 4일에 원본 문서에서 보존된 문서. 2018년 2월 19일에 확인함.
535. ↑  김동섭 (2017년 9월 29일). “기초연금 10만원 더 올려주면… 2040년 1인당 30만원 세금 더 내야”. 《조선일보》. 2018년 2월 4일에 원본 문서에서 보존된 문서. 2018년 2월 19일에 확인함.
536. ↑  강병철; 김동호; 배영경 (2017년 12월 25일). “예산은 통과됐는데…해넘기는 아동수당·기초연금·장애인연금법”. 《연합뉴스》 (서울). 2018년 2월 6일에 원본 문서에서 보존된 문서. 2018년 2월 19일에 확인함.
537. ↑  김재은 (2018년 3월 1일). “9월부터 아동수당 `월 10만원` 지급..누가 못 받나?”. 《이데일리》. 2018년 3월 5일에 원본 문서에서 보존된 문서. 2018년 3월 7일에 확인함.
538. ↑  홍진수; 김지환 (2017년 6월 2일). “‘치매국가책임제’ 내년부터 본격 시행”. 《경향신문》. 2018년 2월 1일에 원본 문서에서 보존된 문서. 2018년 2월 19일에 확인함.
539. ↑  정유경 (2017년 6월 2일). “치매국가책임제 시동…문 대통령 “본인부담률 10% 이내로””. 《한겨레》. 2018년 2월 1일에 원본 문서에서 보존된 문서. 2018년 2월 19일에 확인함.
540. ↑  “文대통령표 '치매 국가책임제' 가시화…전국 252곳에 치매관리센터 설치”. 《한국경제》. 2017년 9월 18일. 2018년 2월 1일에 원본 문서에서 보존된 문서. 2018년 2월 19일에 확인함.
541. ↑  박성원 (2017년 9월 19일). “'치매 국가책임제' 방안 발표…시설 확대·치료비 지원”. 《MBC》. 2018년 2월 1일에 원본 문서에서 보존된 문서. 2018년 2월 19일에 확인함.
542. ↑  문지영 (2018년 2월 1일). “눈물 나는 '치매' 가족의 현실 보여준 청와대 반전 공익 광고”. 《YTN》. 2018년 2월 6일에 원본 문서에서 보존된 문서. 2018년 2월 19일에 확인함.
543. ↑  박정양; 윤다정 (2017년 6월 8일). “국정기획위 "저출산고령사회委, 인구정책 사령탑"(종합)”. 《뉴스1》 (서울). 2018년 2월 4일에 원본 문서에서 보존된 문서. 2018년 2월 19일에 확인함.
544. ↑  김범주 (2017년 9월 25일). “[김범주의 친절한 경제] 정부, 난임 부부 지원 늘린다…아직 남은 논란”. 《SBS》. 2018년 2월 4일에 원본 문서에서 보존된 문서. 2018년 2월 19일에 확인함.
545. ↑  이지현 (2017년 9월 28일). “10월 1일부터 난임 건보 적용…44세 이상도 일부 지원”. 《이데일리》. 2018년 2월 4일에 원본 문서에서 보존된 문서. 2018년 2월 19일에 확인함.
546. ↑  신동민 (2017년 12월 27일). “임신기에도 육아휴직 사용 가능…배우자 출산 휴가 10일 단계확대”. 《이투데이》. 2018년 2월 4일에 원본 문서에서 보존된 문서. 2018년 2월 19일에 확인함.
547. ↑  정현수; 박경담 (2017년 7월 31일). “[단독]양육수당 인상 또 무산…아동수당은 '별도 지급'”. 《머니투데이》 (세종). 2018년 2월 4일에 원본 문서에서 보존된 문서. 2018년 2월 19일에 확인함.
548. ↑  홍태화 (2017년 8월 29일). “文 정부 ‘아동수당 부담하라’…끙끙 앓는 지자체”. 《헤럴드경제》. 2018년 2월 4일에 원본 문서에서 보존된 문서. 2018년 2월 19일에 확인함.
549. ↑  “박원순 "아동수당 등 보편 복지는 정부 부담 늘려야"”. 《YTN》. 2017년 8월 29일. 2018년 2월 4일에 원본 문서에서 보존된 문서. 2018년 2월 19일에 확인함.
550. ↑  신재우 (2017년 12월 11일). “아동수당 해외사례는…선진국 3분의 2 고소득층에도 지급”. 《연합뉴스》 (서울). 2018년 2월 4일에 원본 문서에서 보존된 문서. 2018년 2월 19일에 확인함.
551. ↑  김윤종; 박재명 (2017년 12월 8일). “당정 “아동수당 역차별 논란 없게 소득기준 새로 만들것””. 《동아일보》. 2018년 2월 4일에 원본 문서에서 보존된 문서. 2018년 2월 19일에 확인함.
552. ↑  이태규 (2018년 1월 24일). “文 "국공립 어린이집·유치원 이용률 임기내 40%로 높일 것"”. 《서울경제》. 2018년 2월 4일에 원본 문서에서 보존된 문서. 2018년 2월 19일에 확인함.
553. ↑  김주영; 송민섭 (2018년 2월 1일). “초교 빈 교실 국공립 어린이집으로도 쓴다”. 《세계일보》. 2018년 2월 4일에 원본 문서에서 보존된 문서. 2018년 2월 19일에 확인함.
554. ↑  이민정 (2017년 12월 1일). “장애인 낙인 찍은 ‘장애등급제’…2019년 7월부터 단계적 폐지”. 《중앙일보》. 2018년 2월 6일에 원본 문서에서 보존된 문서. 2018년 2월 19일에 확인함.
555. ↑  이인준 (2017년 12월 5일). “박능후 복지장관, "장애등급제 폐지 등 정책 전환"…장애계와 회동”. 《뉴시스》 (세종). 2018년 2월 6일에 원본 문서에서 보존된 문서. 2018년 2월 19일에 확인함.
556. ↑  신성식 (2018년 2월 2일). “국민·기초연금 인상시기 4월 → 1월로, 석 달 불이익 없앤다”. 《중앙일보》. 2018년 2월 6일에 원본 문서에서 보존된 문서. 2018년 2월 19일에 확인함.
557. ↑  정현용 (2017년 8월 10일). “‘부양의무자’ 내년부터 단계적 폐지”. 《서울신문》. 2018년 2월 6일에 원본 문서에서 보존된 문서. 2018년 2월 19일에 확인함.
558. ↑  “행사자료집 세계가 주목한 K-방역”. 경제‧인문사회연구회. 2020년 6월 24일.
559. ↑  김양중; 박기용 (2017년 8월 9일). “문재인 정부 의료케어 발표…비급여 전면 건강보험 적용”. 《한겨레》. 2018년 2월 1일에 원본 문서에서 보존된 문서. 2017년 12월 29일에 확인함.
560. ↑  서한기 (2017년 8월 9일). “[비급여 대수술] '결국 돈이 문제'…건강보험료 오를까”. 《연합뉴스》 (서울). 2018년 2월 1일에 원본 문서에서 보존된 문서. 2017년 12월 29일에 확인함.
561. ↑  유병훈 (2017년 8월 10일). “정치권, '문재인 케어' 공방...與 "메디푸어 해결" vs 野 "건보료 폭탄"”. 《조선비즈》. 2018년 2월 1일에 원본 문서에서 보존된 문서. 2017년 12월 29일에 확인함.
562. ↑  이상헌; 박경준 (2017년 8월 10일). “文대통령 "재원대책 꼼꼼히 검토…'건보료 폭탄' 없을 것"”. 《연합뉴스》 (서울). 2018년 2월 1일에 원본 문서에서 보존된 문서. 2017년 12월 29일에 확인함.
563. ↑  최원우 (2017년 12월 11일). “"문재인 케어 반대" 의사들이 대규모 도심 집회”. 《조선일보》. 2018년 2월 1일에 원본 문서에서 보존된 문서. 2017년 12월 29일에 확인함.
564. ↑  이재훈 (2017년 12월 11일). “환자부담 줄인다는 ‘문재인 케어’ 의사들은 왜 반대할까”. 《한겨레》. 2018년 2월 1일에 원본 문서에서 보존된 문서. 2017년 12월 29일에 확인함.
565. ↑  김지환 (2017년 5월 22일). “문 대통령, 4대강 사업 정책감사 지시···녹조우려 4대강 보 상시개방도”. 《경향신문》. 2018년 1월 23일에 원본 문서에서 보존된 문서. 2017년 12월 29일에 확인함.
566. ↑  배영경 (2017년 5월 22일). “"비정상의 정상화" vs "정치감사"…4대강 감사에 엇갈린 반응”. 《연합뉴스》 (서울). 2018년 1월 23일에 원본 문서에서 보존된 문서. 2017년 12월 29일에 확인함.
567. ↑  주상돈 (2017년 6월 2일). “['절치부심' 국토부]조직·예산 축소 불가피…장관 후보는 '4대강 저격수'”. 《아시아경제》. 2018년 1월 23일에 원본 문서에서 보존된 문서. 2017년 12월 29일에 확인함.
568. ↑  변지희 (2018년 1월 18일). “박범계 “수자원공사 4대강 사업 관련 문서 3.8톤 파기 중””. 《조선일보》. 2018년 2월 12일에 원본 문서에서 보존된 문서. 2018년 2월 19일에 확인함.
569. ↑  박주희 (2018년 2월 12일). “수자원공사, 4대강 사업 관련 기록물 파기시도 확인...”. 《한국일보》. 2018년 2월 12일에 원본 문서에서 보존된 문서. 2018년 2월 19일에 확인함.
570. ↑  강찬수 (2018년 5월 6일). “수문 전면 개방 6개월…금강 세종보 어떻게 달라졌을까?”. 《중앙일보》 (세종, 공주, 대구, 창원). 2018년 6월 7일에 원본 문서에서 보존된 문서. 2018년 6월 10일에 확인함.
571. ↑  김미향 (2018년 5월 6일). “세종보 개방 6개월 만에 ‘맑은 금강’이 돌아왔다”. 《한겨레》 (세종). 2018년 6월 10일에 원본 문서에서 보존된 문서. 2018년 6월 10일에 확인함.
572. ↑  송형국 (2017년 6월 1일). “30년 이상 노후 석탄화력발전소 8기,오늘부터 한 달 가동 중단”. 《KBS》. 2018년 1월 23일에 원본 문서에서 보존된 문서. 2018년 1월 31일에 확인함.
573. ↑  이태훈 (2017년 7월 26일). “석탄 화력발전소 8기 셧다운 한 달…미세먼지 고작 1%↓”. 《한국경제》. 2018년 1월 23일에 원본 문서에서 보존된 문서. 2018년 1월 31일에 확인함.
574. ↑  이정호 (2017년 7월 26일). “화력발전소 한달간 멈췄더니…미세먼지 14% '뚝'”. 《MBN》. 2018년 1월 23일에 원본 문서에서 보존된 문서. 2018년 1월 31일에 확인함.
575. ↑  김경환 (2017년 6월 1일). “中요인 당장 줄일수 없다면…석탄화력 줄이고 신재생에너지로 전환해야”. 《머니투데이》. 2018년 1월 23일에 원본 문서에서 보존된 문서. 2018년 1월 31일에 확인함.
576. ↑  이성규 (2017년 6월 26일). “정부, 미세먼지 감축 효과 낮아 경유세 인상 안한다”. 《국민일보》 (세종). 2018년 1월 23일에 원본 문서에서 보존된 문서. 2018년 1월 31일에 확인함.
577. ↑  이형민 (2017년 7월 19일). “정체 드러낸 미세먼지, 국내산 52% 중국산 34% 북한산 9%”. 《국민일보》. 2018년 1월 23일에 원본 문서에서 보존된 문서. 2018년 1월 31일에 확인함.
578. ↑  이정훈 (2018년 3월 31일). “미세먼지 ‘중국발? 국내발?’…바람이 모두 알려준다”. 《KBS》. 2018년 6월 10일에 확인함.
579. ↑  임지훈 (2017년 7월 19일). “"미세먼지 발생, 국내 영향이 더 커" 정부 中 영향 과소평가 논란”. 《서울경제》 (세종). 2018년 1월 23일에 원본 문서에서 보존된 문서. 2018년 1월 31일에 확인함.
580. ↑  박소연 (2017년 8월 25일). “중국 자화자찬에 '눈치만'…미세먼지 대책 또 '빈 수레'”. 《JTBC》. 2018년 1월 23일에 원본 문서에서 보존된 문서. 2018년 1월 31일에 확인함.
581. ↑  김장환 (2017년 8월 25일). “한중일 모였지만 '미세먼지 해법' 못 찾아”. 《OBS》. 2018년 1월 23일에 원본 문서에서 보존된 문서. 2018년 1월 31일에 확인함.
582. ↑  이인준 (2017년 12월 13일). “내년 수도권 먼지 총량제 도입…"2022년 먼지 34% 저감"”. 《뉴시스》 (세종). 2018년 1월 23일에 원본 문서에서 보존된 문서. 2018년 1월 31일에 확인함.
583. ↑  김대우 (2017년 9월 26일). “[미세먼지 대책]2022년까지 30% 감축…노후경유차 77% 조기폐차”. 《헤럴드경제》. 2018년 1월 23일에 원본 문서에서 보존된 문서. 2018년 1월 31일에 확인함.
584. ↑  김지영 (2017년 9월 26일). “"미세먼지 30% 감축...'나쁨' 일수 70% 줄인다"”. 《YTN》. 2018년 1월 23일에 원본 문서에서 보존된 문서. 2018년 1월 31일에 확인함.
585. ↑  전재호 (2017년 9월 26일). “기업에 1조원 손실 감수하라는 정부..."미세먼지 대책, 석탄발전 4기 LNG 전환"”. 《조선비즈》. 2018년 1월 23일에 원본 문서에서 보존된 문서. 2018년 1월 31일에 확인함.
586. ↑  남궁민관 (2017년 9월 27일). “'삼척·당진 LNG발전 추진' 협의하겠다는 정부, '답답한' 업계”. 《이데일리》. 2018년 1월 28일에 원본 문서에서 보존된 문서. 2018년 1월 31일에 확인함.
587. ↑  이재 (2017년 9월 27일). “미세먼지 대책 '주범 중국'은 나몰라라…아시아 연대해 압박해야”. 《이데일리》. 2018년 1월 25일에 원본 문서에서 보존된 문서. 2018년 1월 31일에 확인함.
588. ↑  유재훈 (2017년 10월 4일). “석탄발전소 용인? 미세먼지 종합대책 ‘후퇴’ 논란”. 《헤럴드경제》. 2018년 1월 25일에 원본 문서에서 보존된 문서. 2018년 1월 31일에 확인함.
589. ↑  조국현 (2013년 8월 28일). “환경부, 미세먼지 예보 시범 운영…대기오염 피해 예방”. 《MBC》. 2018년 2월 24일에 원본 문서에서 보존된 문서. 2018년 2월 19일에 확인함.
590. ↑  성혜미 (2014년 2월 6일). “오늘부터 미세먼지 예보 전국 시행”. 《연합뉴스TV》. 2018년 2월 24일에 원본 문서에서 보존된 문서. 2018년 2월 19일에 확인함.
591. ↑  박정환 (2018년 1월 25일). “미세먼지 나쁘면 하루 2번 예보…경기도, 취약층에 마스크”. 《뉴스1》 (세종). 2018년 2월 24일에 원본 문서에서 보존된 문서. 2018년 2월 19일에 확인함.
592. ↑  박정환 (2018년 3월 27일). “최악 미세먼지에도 대책은 '나몰라라'…법안 통과 0건”. 《뉴스1》 (세종). 2018년 5월 23일에 원본 문서에서 보존된 문서. 2018년 6월 10일에 확인함.
593. ↑  정지우 (2018년 3월 29일). “또 짜깁기로 급조한 미세먼지 보완대책..비판 땜질식돌파”. 《파이낸셜뉴스》. 2018년 5월 23일에 원본 문서에서 보존된 문서. 2018년 6월 10일에 확인함.
594. ↑  고유선 (2018년 4월 5일). “'미세먼지 결석' 인정된다…3년내 모든 유·초등교실 공기정화기(종합)”. 《연합뉴스》 (서울). 2018년 5월 23일에 원본 문서에서 보존된 문서. 2018년 6월 10일에 확인함.
595. ↑  서혜림 (2018년 1월 17일). “여야 "미세먼지 컨트롤타워 부재",김은경 "민간 차량2부제 필요"”. 《연합뉴스》 (서울). 2018년 2월 6일에 원본 문서에서 보존된 문서. 2018년 2월 19일에 확인함.
596. ↑  손미정 (2018년 2월 4일). “일상이 된 미세먼지 공포…대중들 “이렇다할 미세먼지 정책 없어””. 《헤럴드경제》. 2018년 2월 6일에 원본 문서에서 보존된 문서. 2018년 2월 19일에 확인함.
597. ↑  이용식 (2018년 4월 12일). “'미세먼지 원인' 뿜어댄 발전소…배출허용기준도 '깜깜'”. 《SBS》. 2018년 5월 27일에 원본 문서에서 보존된 문서. 2018년 6월 10일에 확인함.
598. ↑  윤정식 (2018년 4월 17일). “'미흡'이 '정상'으로…미세먼지 대책 평가 뒤집은 국조실”. 《JTBC》. 2018년 5월 27일에 원본 문서에서 보존된 문서. 2018년 6월 10일에 확인함.
599. ↑  노효동; 이상헌; 김승욱 (2017년 5월 11일). “靑민정수석에 조국, 홍보수석에 윤영찬, 인사수석에 조현옥”. 《연합뉴스》 (서울). 2017년 7월 27일에 원본 문서에서 보존된 문서. 2017년 5월 11일에 확인함.
600. ↑  정영일 (2017년 5월 12일). “청와대 비서진 인선 일단락…내각 구성, 언제 될까?”. 《머니투데이》. 2017년 7월 27일에 원본 문서에서 보존된 문서. 2017년 5월 12일에 확인함.
601. ↑  이희정 (2017년 5월 12일). “'실세' 대신 '실무'…총무비서관에 이정도 깜짝 발탁”. 《JTBC》. 2017년 7월 27일에 원본 문서에서 보존된 문서. 2017년 5월 12일에 확인함.
602. ↑  이재원 (2017년 5월 12일). “[프로필]박형철 靑 민정수석실 반부패비서관”. 《머니투데이》. 2017년 7월 27일에 원본 문서에서 보존된 문서. 2017년 5월 12일에 확인함.
603. ↑  노효동; 이상헌; 박경준 (2017년 5월 14일). “靑정무수석에 전병헌…사회혁신수석 하승창, 사회수석 김수현”. 《연합뉴스》 (서울). 2017년 7월 27일에 원본 문서에서 보존된 문서. 2017년 5월 15일에 확인함.
604. ↑  한승희 (2017년 5월 16일). “靑 대변인에 '안희정의 입' 박수현…대통합·대탕평 의지”. 《SBS》. 2017년 7월 27일에 원본 문서에서 보존된 문서. 2017년 5월 18일에 확인함.
605. ↑  허진; 위문희 (2017년 5월 18일). “‘저승사자’ 공직기강비서관에 감사 전문가 김종호”. 《중앙일보》. 2017년 7월 27일에 원본 문서에서 보존된 문서. 2017년 5월 18일에 확인함.
606. ↑  문병기 (2017년 5월 18일). “공직기강비서관 김종호… 감사원 출신 임명”. 《동아일보》. 2017년 7월 27일에 원본 문서에서 보존된 문서. 2017년 5월 18일에 확인함.
607. ↑  정용인 (2018년 1월 27일). “3선 도전 나선 박원순, 당내경선에 발목 잡힐까”. 《경향신문》. 2018년 1월 28일에 원본 문서에서 보존된 문서. 2018년 1월 31일에 확인함.
608. ↑  박진여 (2017년 7월 13일). “문재인 정부 참고서…서울시정 담긴 단행본 나왔다”. 《데일리안》. 2018년 1월 28일에 원본 문서에서 보존된 문서. 2018년 1월 31일에 확인함.
609. ↑  이민찬 (2017년 5월 16일). “문재인 대통령 靑 인사, 박원순 시장 의문의 1승?”. 《아시아경제》. 2018년 1월 21일에 원본 문서에서 보존된 문서. 2017년 12월 29일에 확인함.
610. ↑  임소라 (2017년 5월 16일). “[청와대] 박원순·안희정 사람 껴안고, 측근들은 '2선 후퇴'”. 《JTBC》. 2018년 1월 21일에 원본 문서에서 보존된 문서. 2017년 12월 29일에 확인함.
611. ↑  배문숙 (2017년 5월 11일). “[헤럴드 피플]이낙연 총리 후보자 “막걸리 마시면서 소통하겠다”…통합ㆍ협치ㆍ책임총리”. 《헤럴드경제》. 2017년 7월 27일에 원본 문서에서 보존된 문서. 2017년 5월 12일에 확인함.
612. ↑  이동현 (2017년 5월 11일). “靑 인사 서두르고 내각 인선은 속도 조절 ‘투 트랙’”. 《한국일보》. 2018년 2월 24일에 원본 문서에서 보존된 문서. 2017년 12월 29일에 확인함.
613. ↑  신은정 (2017년 6월 3일). “'왠지 모를 소녀 감성' 이낙연 총리 '반전 면모' 4가지 (영상)”. 《국민일보》. 2017년 7월 27일에 원본 문서에서 보존된 문서. 2017년 6월 3일에 확인함.
614. ↑  이지은 (2017년 5월 23일). “김동연 부총리 후보자 첫 출근…뱅크런 논란 "사실 아냐"”. 《아시아경제》. 2017년 7월 27일에 원본 문서에서 보존된 문서. 2017년 5월 23일에 확인함.
615. ↑  유지혜; 위문희 (2017년 5월 21일). “첫 여성 외교부 장관 강경화..3대 유엔총장 모두 반한 실력파”. 《중앙일보》. 2017년 7월 27일에 원본 문서에서 보존된 문서. 2017년 5월 23일에 확인함.
616. ↑  장덕수 (2017년 5월 31일). “4개 부처 장관 인선…현역 의원 발탁”. 《KBS》. 2017년 12월 29일에 확인함.
617. ↑  “김부겸·김영춘 등 '비문 발탁' 인선에 호평 일색…"대탕평 인사 긍정적"”. 《MBN》. 2017년 5월 31일. 2018년 2월 24일에 원본 문서에서 보존된 문서. 2017년 12월 29일에 확인함.
618. ↑  박승주 (2017년 6월 11일). “부총리·교육부장관 김상곤…법무 안경환, 국방 송영무”. 《뉴스1》. 2018년 2월 24일에 원본 문서에서 보존된 문서. 2017년 12월 29일에 확인함.
619. ↑  “文 정부 4개 부처 장관 후보 지명…미래 유영민·통일 조명균·여성 정현백·농림 김영록”. 《한국경제》. 2017년 6월 13일. 2018년 2월 24일에 원본 문서에서 보존된 문서. 2017년 12월 29일에 확인함.
620. ↑  송수진 (2017년 6월 28일). “법무장관 박상기 지명…또 비검찰 출신”. 《KBS》. 2017년 12월 29일에 확인함.
621. ↑  “文대통령, 산업통상자원부 장관 백운규·보건복지부 장관 박능후 지명”. 《동아일보》. 2017년 7월 3일. 2018년 2월 24일에 원본 문서에서 보존된 문서. 2017년 12월 29일에 확인함.
622. ↑  강청완 (2017년 7월 24일). “'노동계 마당발' 여성 3선 김영주, 고용노동장관 지명”. 《SBS》. 2018년 2월 24일에 원본 문서에서 보존된 문서. 2017년 12월 29일에 확인함.
623. ↑  이정애 (2017년 10월 23일). “중소벤처기업부 장관 후보자에 홍종학 전 의원 내정”. 《한겨레》. 2018년 2월 24일에 원본 문서에서 보존된 문서. 2017년 12월 29일에 확인함.
624. ↑  이하늬 (2017년 7월 24일). “고용노동부 장관에 김영주 내정, 여성 장관 30% 넘나”. 《미디어오늘》. 2018년 2월 24일에 원본 문서에서 보존된 문서. 2017년 12월 29일에 확인함.
625. ↑  강태화; 허진 (2017년 7월 24일). “노동장관에 김영주, 8번째 정치인 입각 … ＂국무회의가 민주당 최고위원회의?””. 《중앙일보》. 2018년 2월 24일에 원본 문서에서 보존된 문서. 2017년 12월 29일에 확인함.
626. ↑  안지현 (2017년 6월 10일). “강경한 자유한국당…"청문회, 추경·정부 조직법 연계"”. 《JTBC》. 2018년 2월 24일에 원본 문서에서 보존된 문서. 2017년 12월 29일에 확인함.
627. ↑  “[사설] 국무위원 인사청문회가 참고사항이라니”. 《서울경제》. 2017년 6월 15일. 2018년 2월 24일에 원본 문서에서 보존된 문서. 2017년 12월 29일에 확인함.
628. ↑  노용택 (2017년 8월 10일). “[세상만사-노용택] 의원불패 신화”. 《국민일보》. 2018년 2월 24일에 원본 문서에서 보존된 문서. 2017년 12월 29일에 확인함.
629. ↑  김태규 (2017년 11월 21일). “'역대 최장기록' 文정부 1기 조각 수난사”. 《뉴시스》 (서울). 2018년 2월 24일에 원본 문서에서 보존된 문서. 2017년 12월 29일에 확인함.
630. ↑  박태근 (2017년 11월 22일). “靑 고위공직자 임용 원칙, 5대 비리+성범죄·음주운전 추가 확대”. 《동아일보》. 2018년 2월 24일에 원본 문서에서 보존된 문서. 2017년 12월 29일에 확인함.
631. ↑  정아연 (2017년 11월 22일). “[앵커&리포트] 靑 “성범죄·음주운전도 고위공직 원천 배제””. 《KBS》. 2017년 12월 29일에 확인함.
632. ↑  김정범 (2017년 7월 7일). “[레이더P] MB정부 '고소영' 朴정부 '성시경'…文정부 '캠코더·유시민'?”. 《매일경제》. 2018년 2월 24일에 원본 문서에서 보존된 문서. 2017년 12월 29일에 확인함.
633. ↑  김명일 (2017년 11월 24일). “'캠코더'면 오케이? 문재인 정부 1기 내각·청와대 인사 해부”. 《일요신문》. 2018년 2월 24일에 원본 문서에서 보존된 문서. 2017년 12월 29일에 확인함.
634. ↑  김성은 (2017년 12월 12일). “국민의당 "공공기관장에 캠코더 출신…前정권과 같은 적폐"”. 《뉴스1》 (서울). 2018년 2월 24일에 원본 문서에서 보존된 문서. 2017년 12월 29일에 확인함.
635. ↑  유선의 (2017년 5월 11일). “국정원장에 '개혁 적임자' 서훈…대북 정책 변화 예고”. 《JTBC》. 2017년 7월 27일에 원본 문서에서 보존된 문서. 2017년 5월 12일에 확인함.
636. ↑  김형우 (2017년 5월 18일). “피우진 국가보훈처장 모교 청주대 "자랑이며 경사"”. 《연합뉴스》 (청주). 2017년 7월 27일에 원본 문서에서 보존된 문서. 2017년 5월 18일에 확인함.
637. ↑  노효동; 김승욱 (2017년 6월 13일). “文대통령, 김상조 공정위원장 임명…청문보고 채택없는 첫 사례(종합2보)”. 《연합뉴스》 (서울). 2017년 7월 27일에 원본 문서에서 보존된 문서. 2017년 6월 13일에 확인함.
638. ↑  손지은 (2017년 12월 8일). “文대통령, 최재형 감사원장 후보 지명…정치권 7대 기준 검증 예고”. 《아시아투데이》. 2018년 1월 25일에 원본 문서에서 보존된 문서. 2017년 12월 29일에 확인함.
639. ↑  정인환 (2017년 12월 21일). “최재형 감사원장 후보자 청문보고서 ‘적격’ 채택”. 《한겨레》. 2018년 1월 25일에 원본 문서에서 보존된 문서. 2017년 12월 29일에 확인함.
640. ↑  김태규 (2017년 12월 10일). “[종합]文대통령, 임종석 실장 UAE·레바논 특사 파견”. 《뉴시스》 (서울). 2018년 1월 15일에 원본 문서에서 보존된 문서. 2018년 1월 11일에 확인함.
641. ↑  정아연 (2017년 12월 10일). “임종석, 특사 자격 첫 외국행…北 접촉 가능성?”. 《KBS》. 2018년 1월 15일에 원본 문서에서 보존된 문서. 2018년 1월 11일에 확인함.
642. ↑  양승식; 염보운 (2017년 12월 15일). “임종석 실장의 갑작스러운 UAE 방문 관련… 김성태 원내대표 "국교 단절 위기 수습용"”. 《조선일보》. 2018년 1월 15일에 원본 문서에서 보존된 문서. 2018년 1월 11일에 확인함.
643. ↑  문병기 (2017년 12월 19일). “‘임종석 UAE 출장’ 국정원 차장 동행”. 《동아일보》. 2018년 1월 15일에 원본 문서에서 보존된 문서. 2018년 1월 11일에 확인함.
644. ↑  김철오 (2017년 12월 29일). ““朴정부도 MB UAE 원전 이면계약 의심”… 국정원에 조사 지시 정황”. 《국민일보》. 2018년 1월 15일에 원본 문서에서 보존된 문서. 2018년 1월 11일에 확인함.
645. ↑  김태훈 (2017년 12월 28일). “MB가 체결한 군사협정, 朴이 미이행…"UAE 뿔났다"”. 《SBS》. 2018년 1월 15일에 원본 문서에서 보존된 문서. 2018년 1월 11일에 확인함.
646. ↑  정지용 (2018년 1월 9일). “한·아랍에미리트 갈등설 덮고 간 칼둔 아부다비 청장”. 《한국일보》. 2018년 1월 15일에 원본 문서에서 보존된 문서. 2018년 1월 11일에 확인함.
647. ↑  이서준 (2018년 1월 9일). “칼둔 청와대 예방 '관계 복원'…군사협정 '불씨'는 여전”. 《JTBC》. 2018년 1월 15일에 원본 문서에서 보존된 문서. 2018년 1월 11일에 확인함.
648. ↑  정재호 (2018년 1월 12일). “한국당 “UAE 의혹 국익 차원에서…” 전략적 후퇴”. 《한국일보》. 2018년 1월 15일에 원본 문서에서 보존된 문서. 2018년 1월 21일에 확인함.
649. ↑  이옥진 (2018년 3월 25일). “文대통령 "韓·UAE, 잡음 있었지만 양국 사이 훼손 안돼"…'특사 논란' 불식 주력”. 《조선일보》. 2018년 3월 27일에 원본 문서에서 보존된 문서. 2018년 6월 10일에 확인함.
650. ↑  한영혜 (2019년 10월 2일). “"대통령이 불같이 화냈다는 대통령 기록관...문 대통령 주재 회의서 의결"”. 2025년 6월 6일에 확인함.
651. ↑  이후 윤석열 정부로 넘어가서 20대 대선에 당선된 사람은 취임한다.